# کازرون
کازِرون شهری در شمال غربی استان فارس در ایران و مرکز شهرستان کازرون است. این شهر با تاریخی کهن، دارای آثار باستانی و تاریخی فراوان و جاذبه‌های گردشگری متعددی است. کازرون بزرگ‌ترین و پرجمعیت‌ترین شهر غرب استان فارس به‌شمار می‌رود. جمعیت شهر کازرون در سرشماری عمومی نفوس و مسکن سال ۱۳۹۵، برابر با ۹۶٬۶۸۳ تن و جمعیت شهرستان کازرون برابر با ۲۱۱٫۳۴۱ تن بود.این شهر نقش مهمی در اقتصاد منطقه، به‌ویژه در حوزه کشاورزی و تجارت، ایفا می‌کند.
پیش از اسلام، شهر بیشاپور یکی از پایتخت‌های شاهنشاهی ساسانی و مرکز منطقهٔ کنونی کازرون بود که با ویرانی آن به دست اعراب، بیشتر ساکنین آن به شهر کازرون کوچ کردند.
روایت‌های اساطیری، بنیاد شهر کازرون را به دوره پیشدادیان و طهمورث پیشدادی در بیش از ۷۵۰۰ سال پیش نسبت می‌دهند. روایت‌های تاریخی نیز از گسترش این شهر توسط شاپور یکم و قباد یکم، دو پادشاه ساسانی حکایت می‌کنند.
مردم منطقهٔ کازرون و شاپور یک‌بار پس از فتح این منطقه توسط اعراب، شورش کرده و استقلال خود را از خلافت راشدین اعلام کردند. این شورش که به فرماندهی یکی از نجیب‌زادگان ساسانی صورت گرفته بود، به سختی سرکوب شد.
شهر باستانی بیشاپور، تنگ چوگان و غار شاپور از آثار ثبت‌شدهٔ ایران در میراث جهانی یونسکو در نزدیکی کازرون قرار دارند. علاوه بر آن ذخیره‌گاه زیست‌کره ارژن و پریشان در نزدیکی کازرون به عنوان یکی از میراث طبیعی ایران در فهرست میراث جهانی یونسکو به ثبت رسیده است.
مردم کازرون تا سدهٔ چهارم هجری بر آیین زرتشتی باقی ماندند. با این حال پس از بنیان‌گذاری سلسلهٔ کازرونیه (مرشدیه) توسط شیخ ابواسحاق کازرونی، اکثریت مردم این شهر به اسلام گرویدند. سلسلهٔ کازرونیه به مرکزیت شهر کازرون در سده‌های بعد تا کشورهایی نظیر هند، چین و امپراتوری عثمانی گسترش یافت و موجب شهرت این شهر و رونق اقتصادی آن شد.
این شهر در دوران طلایی اسلام زادگاه بسیاری از دانشمندان، شاعران، صوفیان، بازرگانان و دیگر بزرگان بوده است و از آن به عنوان یکی از مراکز تمدن، فرهنگ و دانش اسلامی در دوران طلایی اسلام یاد می‌شود.
زبان مردم کازرون فارسی با لهجه کازرونی است.
آب و هوای شهر کازرون در تابستان گرم و خشک و در زمستان سرد و معتدل است، اقتصاد کازرون بر تجارت، ترابری، مشاغل خدماتی، کشاورزی و صنایع استوار است، این شهر همچنین دارای سومین نیروگاه سیکل ترکیبی بزرگ ایران با ظرفیت تولید ۱۳۷۳ مگاوات می‌باشد.

## نام
نام شهر تاریخی کازرون، از گازران و گازرون گرفته شده است، زیرا در زمان دیلمیان که کارخانه‌های پارچه‌بافی در کازرون پارچه‌های توزی می‌بافتند و صادر می‌کردند، دوازده هزار گازر یعنی شویندگان الیاف کتان، در این شهر زندگی می‌کردند و به همین جهت این شهر به شهر گازران یعنی شهر گازرها معروف شده بود که نام گازران در بعضی متون به صورت گازران و کازران آمده است. گازران در تلفظ به صورت گازرون و کازرون تحریف گشت و اکنون نام کازرون باقی مانده است. در بعضی کتاب‌ها گازرات نیز آمده است. کازرون به واسطه تولید پارچه‌های مرغوب با شهر دمیاط مصر رقابت می‌کرده و به همین جهت به دمیاط عجم نیز مشهور است.
برخی از اهالی کازرون نیز به‌طور عامیانه وجه تسمیه کازرون را از کوه زرّان می‌دانند و معتقدند چون کوه‌های آن به خاطر داشتن درختان و ثمرات جنگلی، زر خیز است، آن را کوه زرّان نامیده و به صورت کازرون تحریف یافته که ریشه تاریخی ندارد و تنها در اعتقاد برخی از مردم چنین وجه تسمیه‌ای بیان شده است.

## جغرافیا

### موقعیت
شهر کازرون در بخش باختری استان فارس و در ارتفاع ۸۶۰ متری از سطح دریا قرار گرفته است. نزدیکترین کوه‌ها به این شهر، کوه‌های کمارج و مست و انار هستند. مساحت شهر کازرون در حدود ۲۰۴۰ هکتار است.
فاصله شهر کازرون تا تهران ۱۰۶۰ کیلومتر است. دو شاخه بازویش یکی به طول ۱۶۰ کیلومتر به طرف خلیج فارس (بوشهر) و دیگری به طول ۱۲۰ کیلومتر از میان بزرگ‌ترین جنگل‌های بلوط در ایران (دشت برم) به طرف شیراز و خاور ایران دراز شده است. این شهر بین دو رشته کوه موازی از دامنه‌های فرعی زاگرس واقع شده و چند روستا بر دایره‌ای به شعاع یک تا سه فرسنگ در اطرافش وجود دارد، که بعضی از آنها عبارتند از: قلعه سید، بورنجان، کاسکان، دوان، عموئی، جام بزرگی، دریس، فتح‌آباد، بلیان، سیف آباد، پوسکان، ابوعلی، مهرنجان، ملااره، پل آبگینه، قلعه نارنجی، پریشان و چند ده کوچک و بزرگ دیگر.

### آب و هوا

نقشهٔ آب و هوایی ایران؛ شهر کازرون در جنوب غربی کشور قرار گرفته و آب و هوای آن گرم و خشک است.

آب هوای این شهر در فصل تابستان گرم و خشک و در زمستان سرد و معتدل است. مناطق خوش آب و هوای اطراف این شهر، مقصد کوچ‌نشینان استان‌های همجوار است. طبق آمار و اطلاعات مربوط به ایستگاه کلیماتولوژی شهر کازرون در یک دوره ۲۴ ساله: «سردترین ماه سال، دی‌ماه با میانگین دما ۱۰٬۴۲ درجه سانتیگراد و گرم‌ترین ماه سال، تیرماه با میانگین ۳۳٬۱۶ درجه سانتیگراد می‌باشد. درجه حرارت متوسط سالیانهٔ این شهرستان ۲۱٬۷۸ درجه سانتیگراد است.»
| داده‌های اقلیم کازرون                        | داده‌های اقلیم کازرون | داده‌های اقلیم کازرون | داده‌های اقلیم کازرون | داده‌های اقلیم کازرون | داده‌های اقلیم کازرون | داده‌های اقلیم کازرون | داده‌های اقلیم کازرون | داده‌های اقلیم کازرون | داده‌های اقلیم کازرون | داده‌های اقلیم کازرون | داده‌های اقلیم کازرون | داده‌های اقلیم کازرون | داده‌های اقلیم کازرون |
| ماه                                         | ژانویه               | فوریه                | مارس                 | آوریل                | مه                   | ژوئن                 | ژوئیه                | اوت                  | سپتامبر              | اکتبر                | نوامبر               | دسامبر               | سال                  |
| ------------------------------------------- | -------------------- | -------------------- | -------------------- | -------------------- | -------------------- | -------------------- | -------------------- | -------------------- | -------------------- | -------------------- | -------------------- | -------------------- | -------------------- |
| میانگین روزانه °C (°F)                      | ۹٫۹ (۵۰)             | ۱۳٫۵ (۵۶)            | ۱۷٫۵ (۶۴)            | ۲۱٫۵ (۷۱)            | ۲۸٫۵ (۸۳)            | ۳۲٫۱ (۹۰)            | ۳۳٫۹ (۹۳)            | ۳۳٫۶ (۹۲)            | ۲۹٫۹ (۸۶)            | ۲۵٫۰ (۷۷)            | ۱۷٫۸ (۶۴)            | ۱۱٫۹ (۵۳)            | ۲۲٫۹۲ (۷۳٫۳)         |
| میانگین کم‌ترین °C (°F)                      | ۴٫۲ (۴۰)             | ۷٫۵ (۴۶)             | ۱۰٫۰ (۵۰)            | ۱۴٫۵ (۵۸)            | ۲۰٫۵ (۶۹)            | ۲۳٫۸ (۷۵)            | ۲۶٫۱ (۷۹)            | ۲۵٫۹ (۷۹)            | ۲۱٫۷ (۷۱)            | ۱۷٫۰ (۶۳)            | ۱۰٫۷ (۵۱)            | ۵٫۵ (۴۲)             | ۱۵٫۶۲ (۶۰٫۳)         |
| بارندگی میلی‌متر (اینچ)                      | ۷۱٫۶ (۲٫۸۲)          | ۴۹٫۹ (۱٫۹۶)          | ۳۹٫۳ (۱٫۵۵)          | ۲۰٫۹ (۰٫۸۲)          | ۲٫۶ (۰٫۱)            | ۱٫۰ (۰٫۰۴)           | ۰٫۰ (۰)              | ۰٫۰ (۰)              | ۰٫۸ (۰٫۰۳)           | ۱۰٫۶ (۰٫۴۲)          | ۳۰٫۷ (۱٫۲۱)          | ۶۳٫۶ (۲٫۵)           | ۲۹۱ (۱۱٫۴۵)          |
| منبع: IRIMO (precipitation), (temperatures) |                      |                      |                      |                      |                      |                      |                      |                      |                      |                      |                      |                      |                      |

### پوشش گیاهی

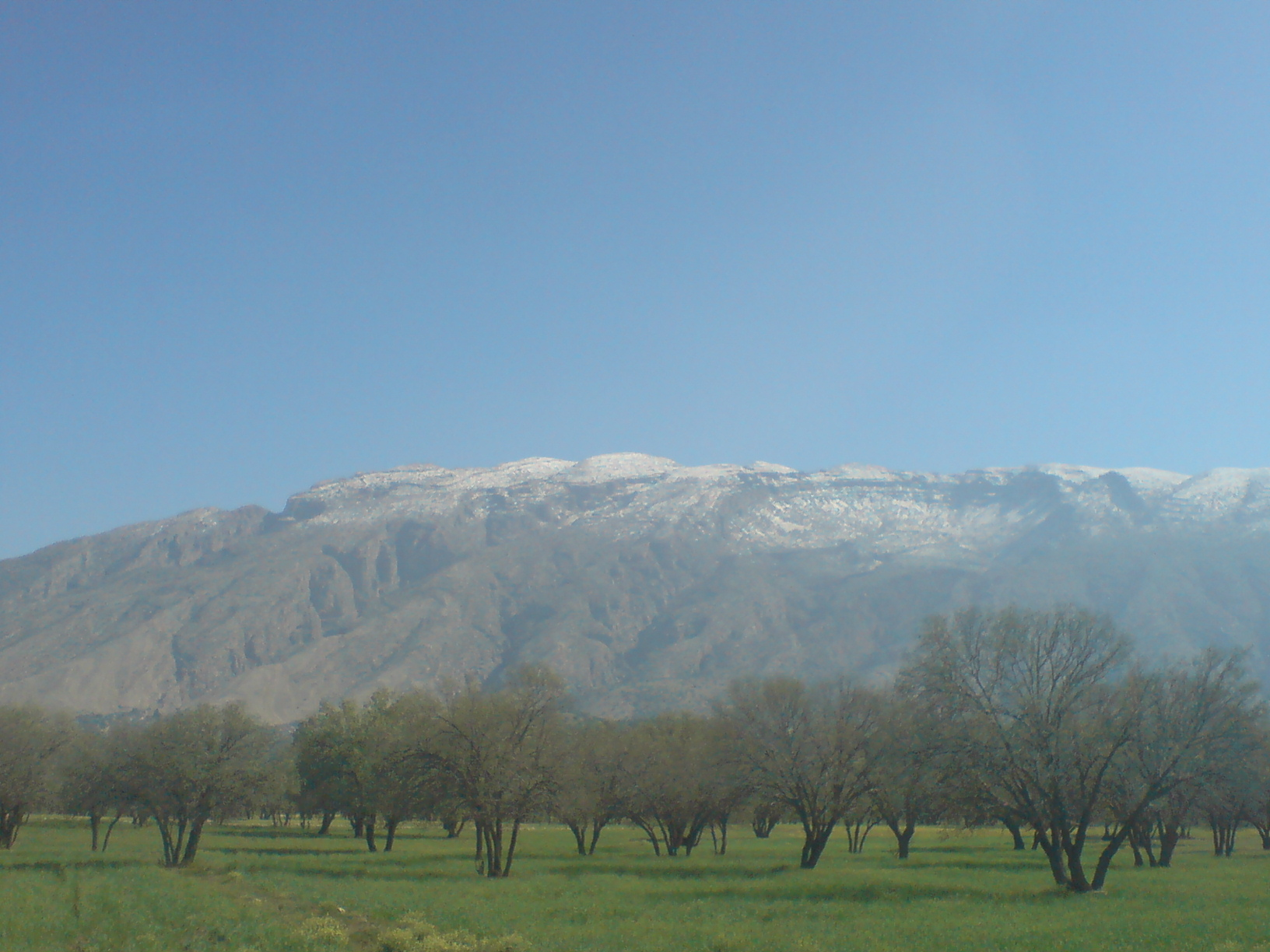
دشت برم در بهار

پوشش گیاهی این منطقه بیشتر به صورت درختچه زار و بوته‌زارهای باز است. در اطراف آن اراضی تحت کشاورزی و علفزار و چمنزار نیز وجود دارد. همچنین بخش انبوهی از جنگل‌های حومه این شهر را پوشش فشرده‌ای از بلوط دربر گرفته است. در بخش غربی کازرون نخلستان‌های وسیع و در جنوب آن نیز نرگس‌زارها و شقایق‌زارهای وسیعی قرار دارند.

### حوضه آبریز
رودخانه‌هایی که از کازرون عبور می‌کنند، یعنی رودهای شاپور و جره (گره)، جزو حوزه آبریز خلیج فارس و دریای عمان هستند.

### زلزله‌ها
کازرون روی کمربند زلزله است اما به دلیل قرار گرفتن میان دو رشته کوه احتمال وقوع زلزله نسبت به مناطق اطراف کمتر است، زلزله مشهور گازرگاه که سبب مهاجرت مردم آن به کازرون شده شهر گویای این مسئله است، به همین خاطر است که شهر کازرون چندان در معرض خطرهای زلزله نیست و بیشتر اطراف آسیب می‌بیند. آخرین زلزله قابل توجه کازرون، زلزله سال ۱۳۸۹ به قدرت ۶٫۱ ریشتر بود.

## پیشینه و تاریخ
تاریخ پیدایش کازرون همانند دیگر شهرهای باستانی ایران در هاله‌ای از ابهام است و در بعضی مواقع نیز با اسطوره‌ها ترکیب شده است. با این وجود منابعی چون فارسنامه ابن بلخی، بنیاد کازرون را به دوران پیشدادیان نسبت می‌دهند.

#### دوران پیشاتاریخی
نخستین نشانه‌های سکونت در شهری که امروزه به نام کازرون شهرت دارد، در غارهای موسوم به تنگ تیکاب در کوه شمالی شهر کازرون یافت شده‌اند. این غارها محل زندگی انسان‌های نخستین در حدود ۲۰ هزار سال قبل بوده‌اند.

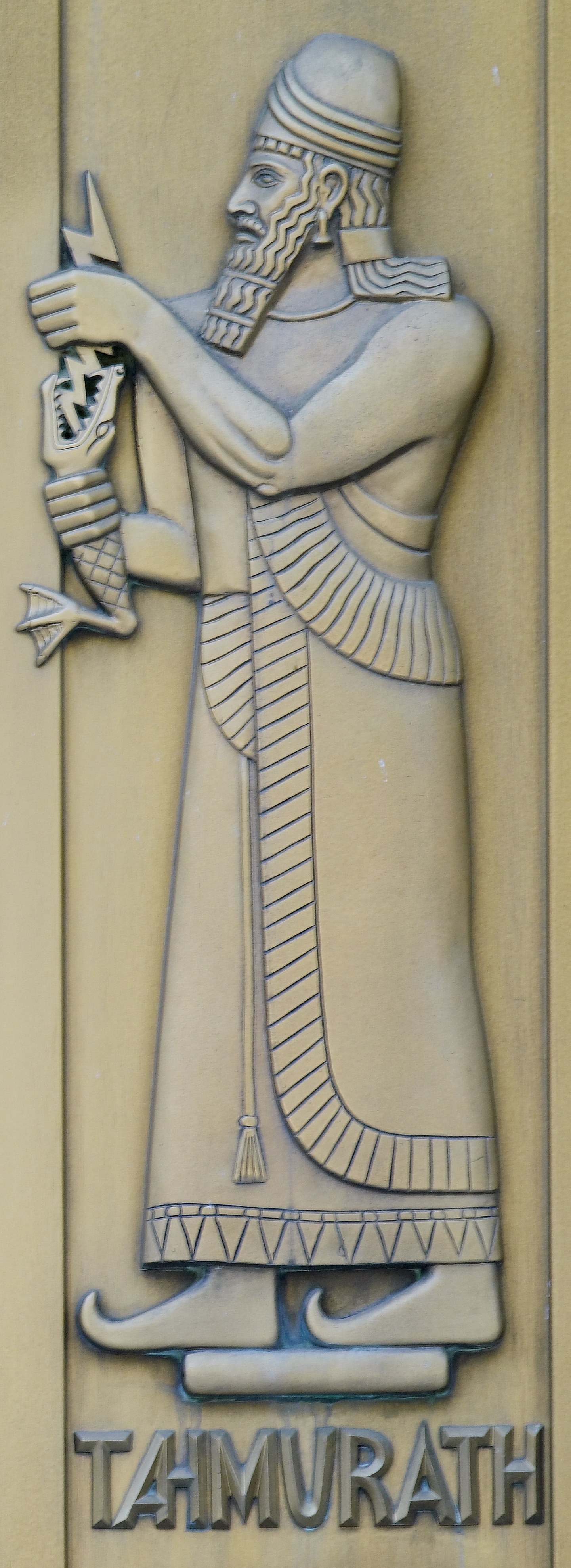
نقش‌برجسته طهمورث در کتابخانه کنگره آمریکا، واشینگتن، دی.سی.

#### پیشدادیان
پیشدادیان نخستین فرمان‌روایان ایران‌زمین هستند. ابن بلخی در فارسنامه، طهمورث دیوبند، پادشاه پیشدادی را مؤسس شهر کازرون می‌داند.

#### هخامنشیان
هرچند اطلاعات چندانی از وضعیت کازرون در زمان شاهنشاهی هخامنشی در دست نیست، اما بنا به برخی نوشته‌ها، کازرون در آن زمان منطقه‌ای کوچک و کم‌جمعیت از توابع شهر باستانی دین‌دلا بوده که در حمله اسکندر مقدونی به ایران ویران گشت. در قرون بعد در محل این شهر باستانی، شهری به نام بیشاپور احداث شد.

#### ساسانیان
دورهٔ شاهنشاهی ساسانی، دوران اوج شکوفایی منطقهٔ کازرون به‌شمار می‌رود. در این زمان شاپور یکم، پادشاه ساسانی، پس از شکست دادن امپراتوری روم در نبرد ادسا، دستور احداث شهری به نام بیشاپور را در سال ۲۶۶ میلادی صادر کرد. او در ساخت این شهر از اپسای حرانی و همچنین معماران رومی و یونانی بهره گرفت و به همین دلیل شهر بیشاپور به روش شهرسازی رومی (هیپوداموس) و توسط اسیران رومی احداث شد.
در آن زمان دو شهر به‌نام‌های کازرون و شهر کهنه نیز در نزدیکی بیشاپور قرار داشتند که در قرون بعد تحت عنوان کازرون با یکدیگر ادغام شدند. شاپور ساسانی همزمان با بنیاد شهر بیشاپور، بنای آبادی کازرون را نیز گذاشت. شهر بیشاپور یکی از پایتخت‌های ساسانیان و مرکز کوره شاپورخوره بود و کازرون و شهر کهنه نیز از توابع آن به‌شمار می‌رفتند. کازرون در آن زمان متشکل از سه منطقهٔ نورد، راهبان و دریست بود و شهر کهنه نیز در منطقه‌ای میان کازرون امروزی و دریاچه پریشان قرار داشته است.
بیشاپور زادگاه هرمز یکم و بهرام یکم، دو پادشاه ساسانی نیز بود.
والرین، امپراتور به اسارت‌گرفته‌شدهٔ روم به‌دستور شاپور ساسانی در کاخی که برای او در شهر بیشاپور احداث کرده‌بود، زندگی می‌کرد.
او همچنین بنا به برخی روایت‌ها در همین شهر درگذشت. شاپور اول، پادشاه ساسانی نیز در سال ۲۷۰ میلادی در شهر بیشاپور درگذشت. در سده‌های پنجم و ششم میلادی، قباد یکم در آبادی شهر کازرون کوشید و آن را وسعت داد. بیشاپور تا زمان حمله اعراب به ایران، شهری آباد با جمعیتی بین ۵۰ تا ۸۰ هزار نفر بود.

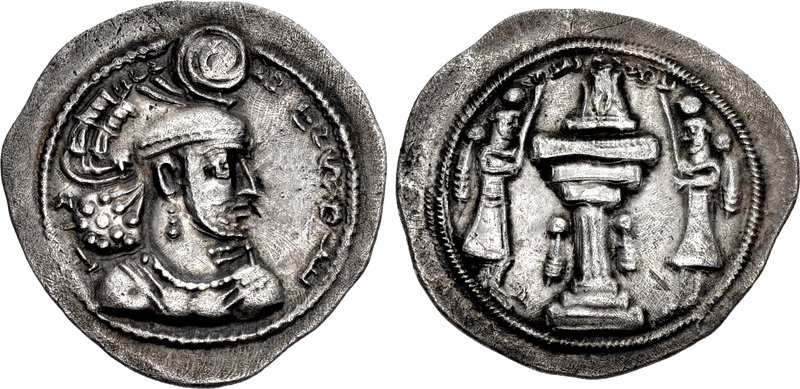
سکهٔ نقره با تصویر اردشیر دوم، شاهنشاه ساسانی، ضرب بیشاپور
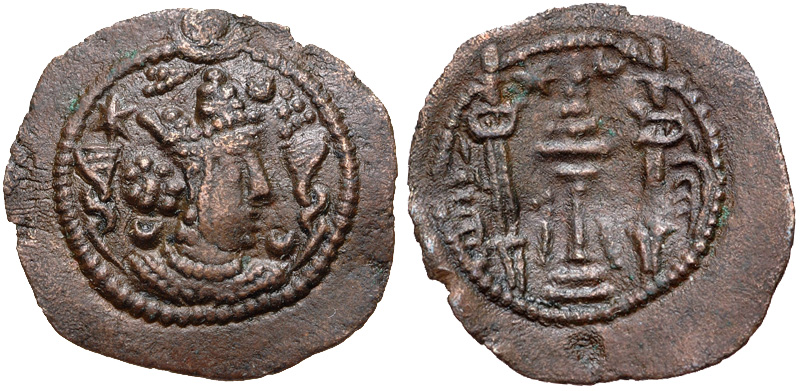
سکه‌ای با تصویر قباد یکم، ضرب بیشاپور
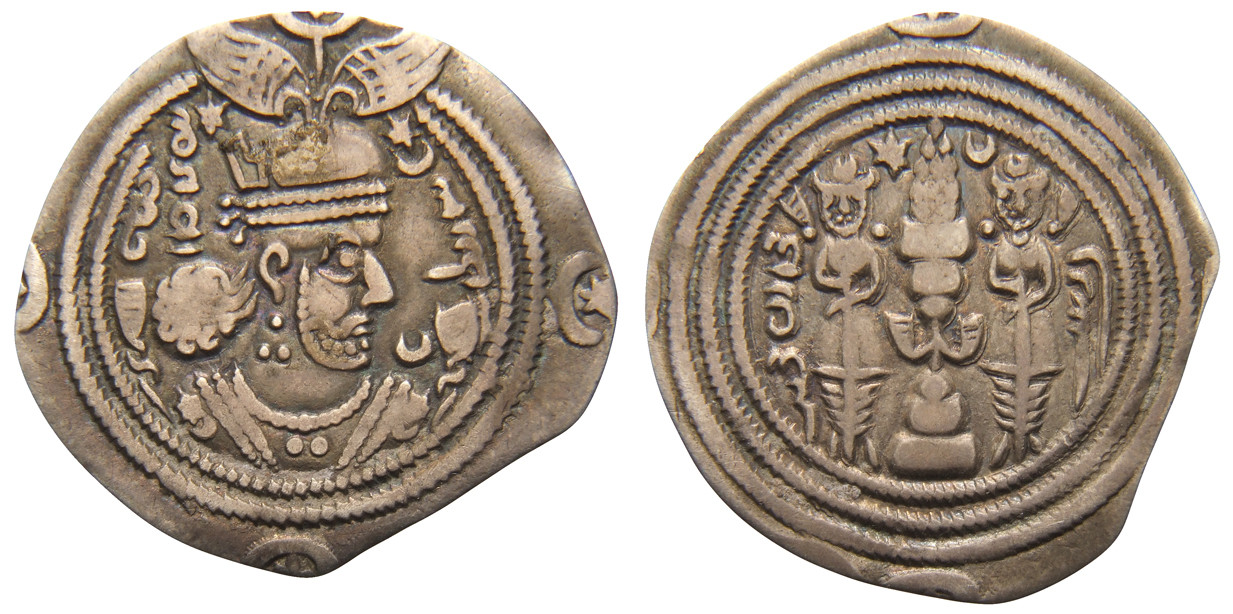
سکه با تصویر خسروپرویز، ضرب بیشاپور

### دوران اسلامی

#### سدهٔ اول تا سوم هجری
در جریان حمله اعراب به ایران در سال ۱۷ هجری، عمر بن خطاب یکی از فرماندهانش به‌نام مجاشع بن مسعود را مأمور فتح شاپورخوره کرد. با وجود مقاومت‌های بسیار زیاد مردم شاپورخوره، اعراب بیشاپور را فتح کردند. در سال ۱۸ هجری، عثمان بن ابی‌العاص از جانب مجاشع بن مسعود، مأمور فتح کازرون شد و این شهر را تصرف کرد. پس از آن مردم شاپورخوره به‌طور مداوم علیه اعراب شورش می‌کردند. از جمله در سال ۲۳ هجری و پس از به خلافت رسیدن عثمان، مردم شاپورخوره به فرماندهی برادر شهرگ، از نجیب‌زادگان ساسانی اعلام استقلال کردند. اما درنهایت عثمان بن ابی‌العاص، پس از نبرد بزرگ بیشاپور و محاصرهٔ این شهر، با صلح و دریافت مال‌المسالمه و جزیه، بیشاپور، نوبندگان و جره را مجدداً فتح کرد. اهالی بیشاپور مجدداً در سال ۲۶ هجری پیمان خود با اعراب را شکستند و عثمان با ابوموسی اشعری شهر را دوباره با جنگ فتح کرد. مقاومت مردم شاپورخوره در برابر اعراب به‌حدی بود که عبیدا، سردار عرب به‌سختی مجروح شد و در هنگام مرگ از سپاهیان عرب درخواست کرد تا به خونخواهی قتل او، مردم این منطقه را قتل‌عام کنند که همین اتفاق نیز افتاد. در سال ۶۸ هجری مردم شاپورخوره یک بار دیگر علیه اعراب شورش کردند و این بار توسط عمر بن عبیدالله بن معمر سرکوب شدند. در سال ۸۳ هجری و در زمان حکومت حجاج بن یوسف، مردم آواره در شاپورخوره که منتظر انتقام بودند، به کمک عبدالرحمن بن محمد بن اشعث در شورش علیه حجاج بن یوسف شتافتند و با شکست لشکر حجاج، شهر کوفه را تصرف نمودند. هرچند نهایتاً با رسیدن نیروی کمکی، شورشیان شکست خورده و شاپورخوره مجدداً تحت کنترل امویان قرار گرفت. بیشاپور در سدهٔ دوم و سوم هجری به‌تدریج رونق خود را از دست داد و با مهاجرت ساکنانش به کازرون و اطراف آن، رونق خود را به این شهر منتقل کرد.

#### سدهٔ چهارم هجری

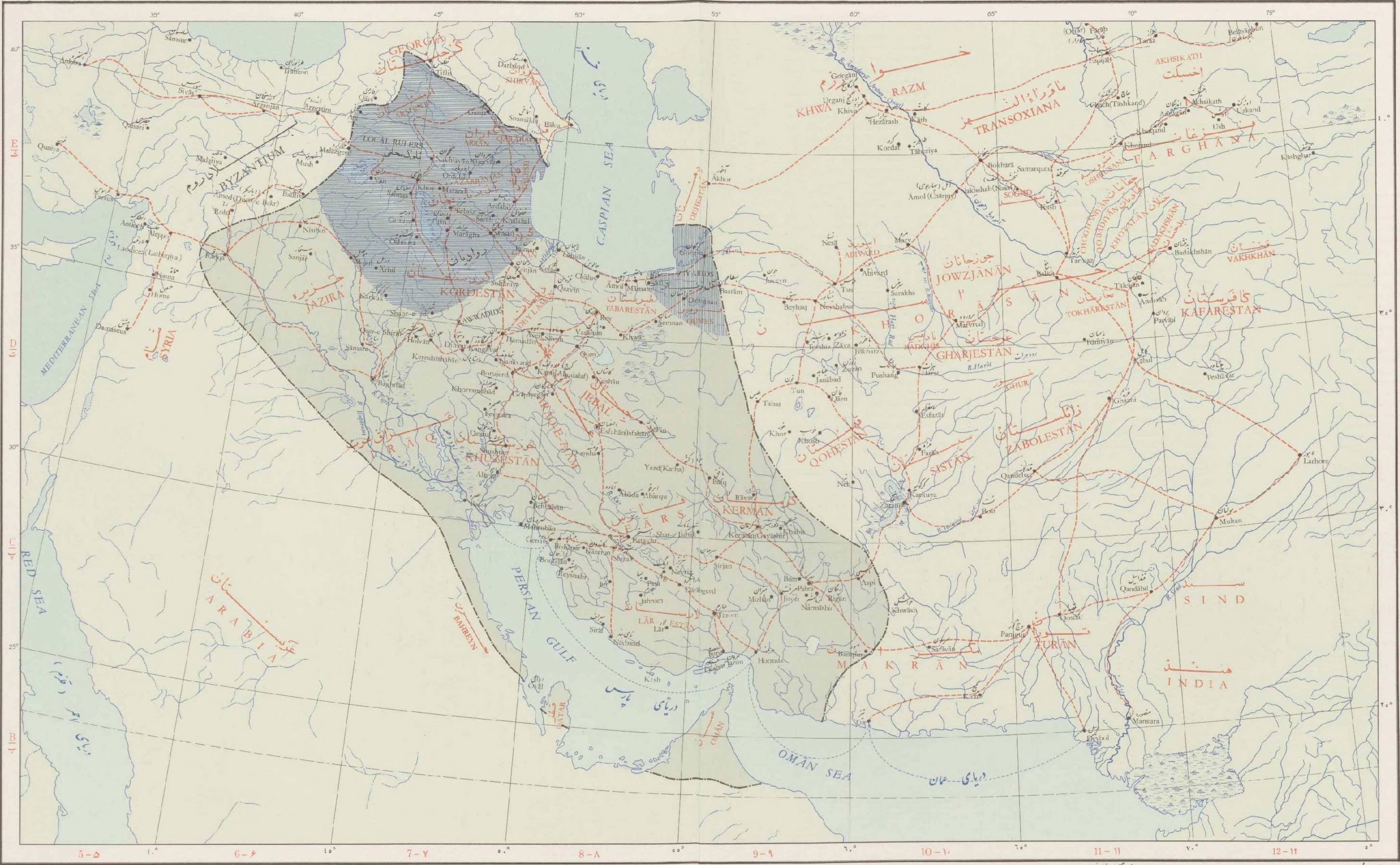
نقشهٔ مناطق تحت نفوذ شاهنشاهی آل بویه

در سال ۳۲۱ هجری، عمادالدوله دیلمی، بنیان‌گذار شاهنشاهی آل بویه، برادر خود رکن‌الدوله دیلمی را برای تصرف کازرون و شاپورخوره به این منطقه فرستاد.
رکن‌الدوله با شکست دادن یاقوت، والی کازرون، این منطقه را تصرف کرد.
دوران حکومت آل بویه در سدهٔ چهارم هجری با مدارای مذهبی همراه بود. در نیمهٔ دوم قرن چهارم هجری، اکثریت مردم کازرون به‌بهای پرداخت جزیه بر آیین زرتشتی باقی مانده بودند و کازرون از بزرگ‌ترین شهرهای زرتشتی‌نشین در ایران به‌شمار می‌آمد.

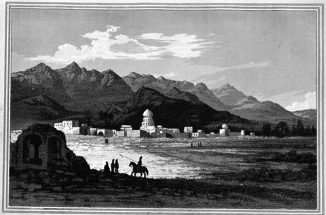
بقایای یک آتشکده در کازرون، در حالی که نمایی از یک مسجد نیز در پشت تصویر مشخص است (نقاشی از ستوان جانسون در سال ۱۸۱۸ میلادی)

حاکم شهر نیز فردی زرتشتی به‌نام خورشید مرزبان بود. پس از به قدرت رسیدن عضدالدوله دیلمی، این پادشاه توجه ویژه‌ای به کازرون داشت که اصلی‌ترین دلیل آن، موقعیت این شهر در شاهراه تجاری پس‌کرانه خلیج فارس و بندر سیراف بود. حاکمان آل بویه کوشیدند تا همزمان با رونق کازرون، شهر باستانی بیشاپور را نیز احیا کنند و توانستند رونق را پس از چند سده تا حدودی به این شهر بازگردانند. سکه‌های ضرب بیشاپور در این دوره نیز این مطلب را تأیید می‌کند. کازرون در زمان آل بویه از مراکز مهم تولید پارچه به‌شمار می‌رفته و به همین علت این شهر به دلیل رقابت با دمیاط مصر به نام دمیاط عجم مشهور بوده است. در این دوره شیخ ابواسحاق کازرونی، صوفی مشهور کازرونی، سلسلهٔ کازرونیه را در این شهر بنیان گذاشت و شروع به تیلیغ اسلام و نبرد با زرتشتیان کرد. اقدامات او موجب شد تا اکثریت زرتشتی مردم کازرون به دین اسلام روی آورند.
در اواخر قرن چهارم، مهاجرت مردم از شهر کهنه (در شرق کازرون) که به عربی بلدالعتیق نامیده می‌شد، به شهر کازرون شدت گرفت. با مهاجرت مردم بیشاپور، شهر کهنه و مناطق دیگر، شهر کازرون رونق گرفته و تبدیل به منطقهٔ تمرکز جمعیت شد.

#### سدهٔ پنجم و ششم هجری
پس از تأسیس سلسلهٔ کازرونیه توسط شیخ ابواسحاق کازرونی، شهر کازرون وضعیت متفاوتی پیدا کرد. جاذبهٔ مذهبی این سلسله، موجب تثبیت موقعیت کازرون به عنوان مرکز منطقهٔ شاپور شد.
پس از به قدرت رسیدن امپراتوری سلجوقیان، آلپ ارسلان، شخصی به نام فضلویه که رئیس ملوک شبانکاره بود و پولادستون، امیر آل بویه را به قتل رسانده بود، حاکم نواحی فارس کرد و از آن زمان تا سال‌ها، حکومت ایل شبانکاره بر این مناطق تثبیت گردید.
در سال ۴۷۱ هجری، محمود بن ملکشاه به قدرت رسید و پسرعموی خود، توران‌شاه یکم را والی فارس کرد.

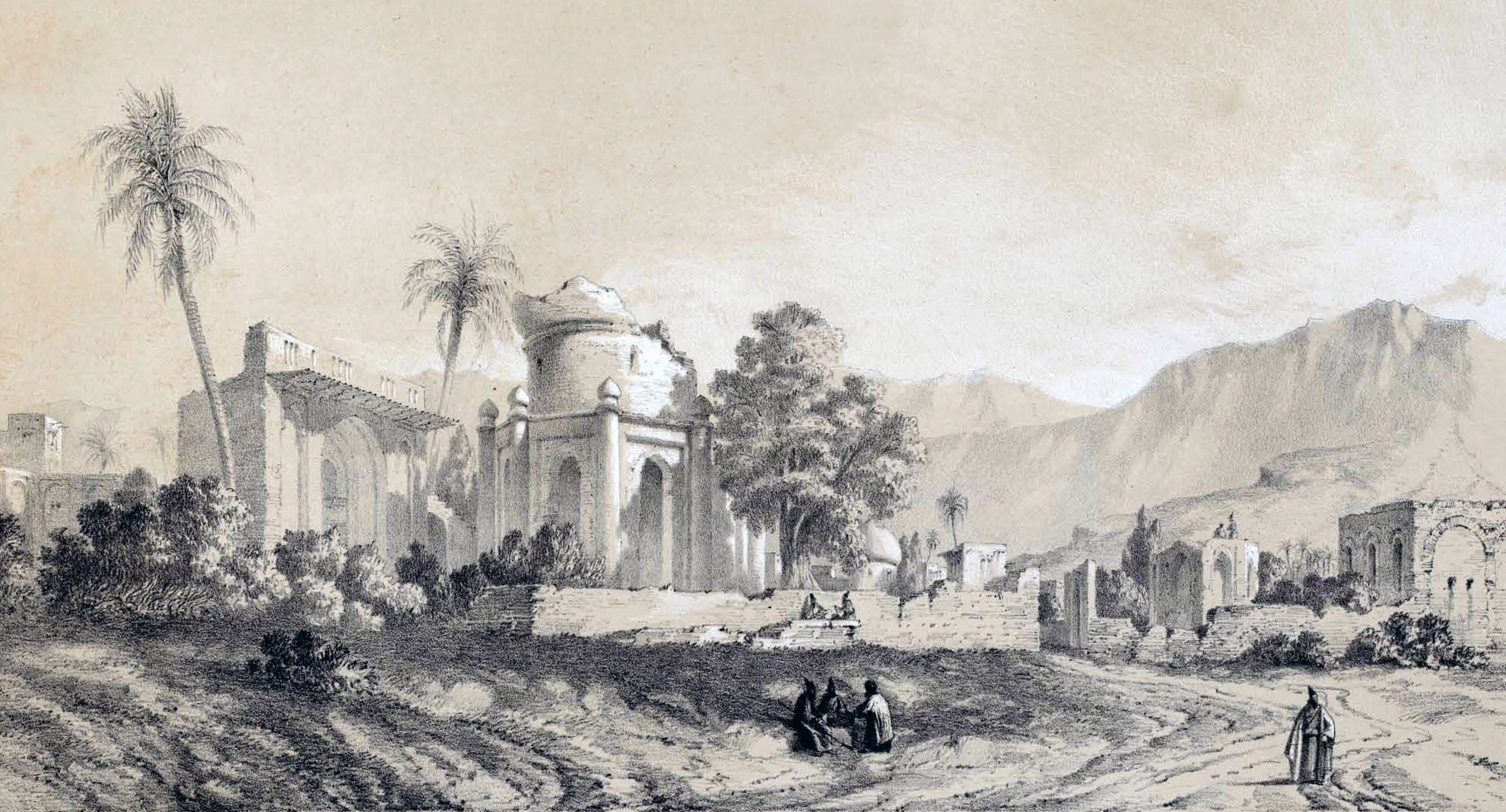
طرحی از بقایای بیشاپور در زمان محمدشاه قاجار، اثر اوژن فلاندن در کتاب «سفرنامه ایران» (Voyage en Perse)

توران‌شاه نیز کازرون و شاپور را به بزرگان ایل شبانکاره سپرد. اما افراد ایل شبانکاره دائماً دست به کشتار و غارت در فارس، به‌ویژه در کازرون و شاپور می‌زدند. از جمله در یکی از موارد، ابوسعید شبانکاره در سال ۴۹۵ هجری، شهر بیشاپور را به آتش کشید و با خاک یکسان کرد و تیر آخر را به پیکرهٔ این شهر وارد آورد.
پس از به قدرت رسیدن سلطان محمد بن ملکشاه، او در سال ۵۰۲ هجری، فردی به نام جلال‌الدین چاولی را به‌عنوان اتابک فارس برگزید و اینگونه به حکومت ایل شبانکاره در نواحی فارس پایان داد. چاولی، ابوسعید شبانکاره را بازداشت کرده و به قتل رساند. او همچنین شهر کازرون را مجدداً رونق داد.

#### سدهٔ هفتم تا دهم هجری

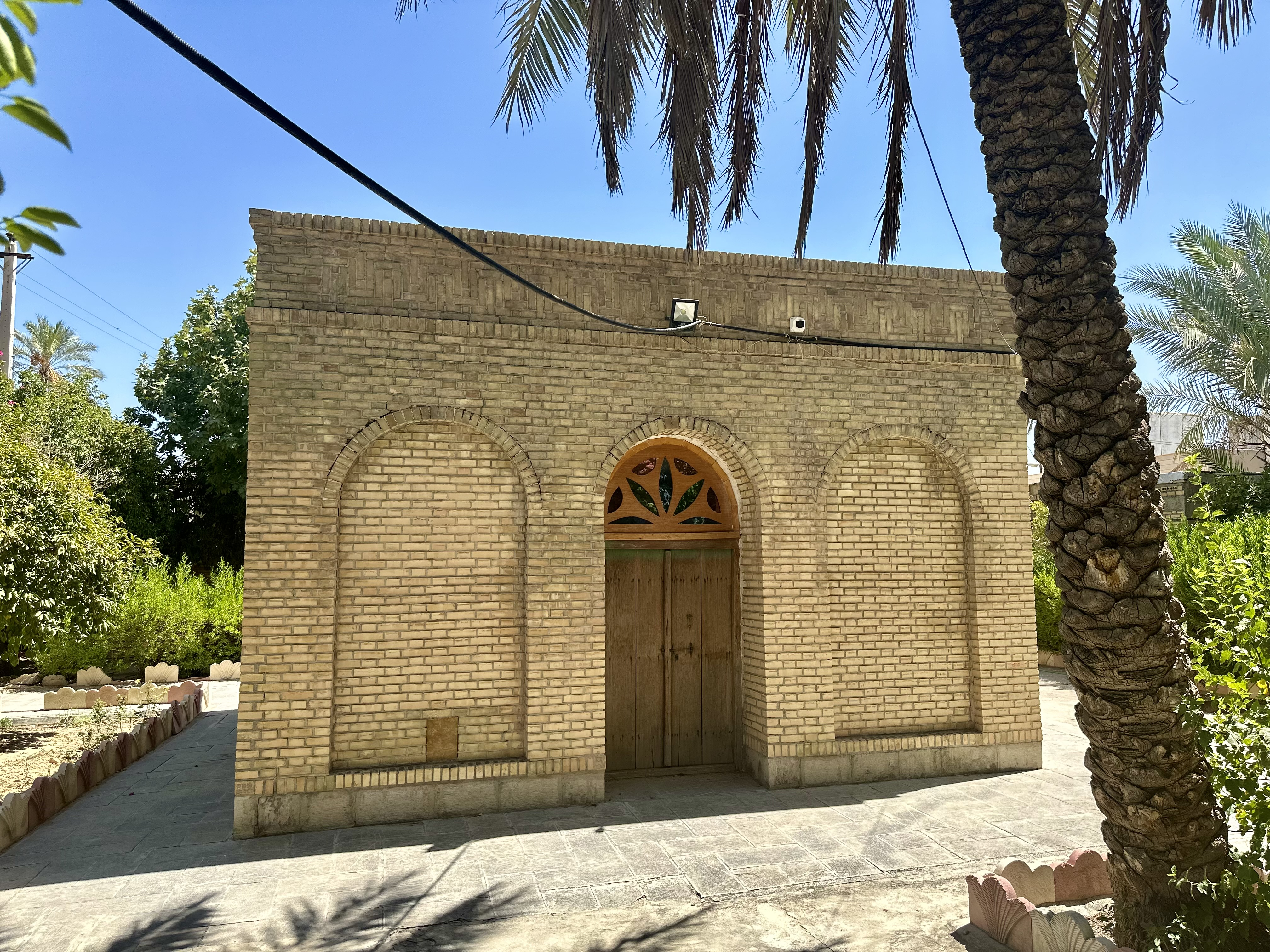
آرامگاه شیخ ابواسحاق کازرونی

سدهٔ هفتم تا دهم هجری دوران اوج شکوفایی و شهرت شهر کازرون در طول دوره اسلامی بود. این شهرت به دلیل گسترش سلسلهٔ کازرونیه و خانقاه‌های آن در ایران، هندوستان، چین و عثمانی و تحت تأثیر جاذبهٔ مذهبی شیخ ابواسحاق کازرونی بود.
با آغاز سدهٔ هفتم، شبکه بزرگ تاجران کازرونی وارد سراسر ایران و کشورهای هند، چین و عثمانی شدند و به تجارت پرداختند. این تاجران همزمان با تجارت، نمایندهٔ خانقاه مرکزی سلسلهٔ کازرونیه در شهر کازرون بودند و این سلسله را تبلیغ می‌کردند. میرزا حسن حسینی فسایی در این‌باره در کتاب فارسنامه ناصری نقل می‌کند:
سلسله تجار کازرون به‌اندازه‌ایست که این فارسنامه را گنجایش آن نیست.
نفوذ و شهرت سلسلهٔ کازرونیه طی سدهٔ هفتم تا دهم هجری به حدی رسید که بسیاری از مردم و پادشاهان ایران و همچنین بسیاری از مردم و امپراتوران هند و عثمانی و بخشی از مردم چین از مریدان سلسلهٔ کازرونیه بودند و نذورات خود را به شعبات این سلسلهٔ در شهرها و کشورهای خود پرداخت می‌کردند تا به خانقاه مرکزی در کازرون ارسال شود و این مسئله باعث ایجاد شهرتی جهانی برای شهر کازرون شد.

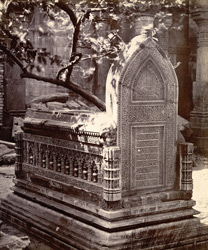
آرامگاه عمر کازرونی، از صوفیان سلسلهٔ کازرونیه در هند که توسط محمد بن تغلق، سلطان دهلی در قرن هشتم هجری برای او ساخته شد.

از جمله پادشاهان ایران که از مریدان سلسلهٔ کازرونیه بودند، می‌توان به شاهرخ تیموری اشاره کرد که در سفر به جنوب ایران، برای زیارت مقبره شیخ ابواسحاق به کازرون می‌آمد.
از جمله پادشاهان هند که از مریدان سلسلهٔ کازرونیه بودند، می‌توان به غیاث‌الدین بلبن، علاءالدین خلجی و محمد بن تغلق‏ اشاره کرد. دو امپراتور عثمانی یعنی سلطان بایزید و سلطان محمد فاتح نیز از ارادتمندان به سلسلهٔ کازرونیه بودند و بناهایی را به نام این سلسلهٔ در عثمانی احداث کردند.
ابن بطوطه، جهانگرد مراکشی که به کازرون نیز سفر کرده و از آرامگاه شیخ ابواسحاق کازرونی بازدید داشته، در این رابطه در کتاب رحله می‌نویسد:
شیخ ابواسحاق پیش اهالی هندوستان و چین منزلت و احترام زیاد دارد. اشخاصی که در دریای چین به مسافرت می‌روند، هنگام بروز طوفان یا ناامنی، نذرهایی به اسم شیخ می‌کنند و چون کشتی به سلامت به ساحل رسد، خدام زاویه به کشتی درمی‌آیند و زمام کشتی را در دست می‌گیرند، هر کس نذری را که در دل خود کرده به خادم زاویه می‌پردازد و هیچ کشتی از جانب هندوستان یا چین نمی‌آید، مگر آن‌که هزاران دینار از این نذورات را با خود آورده باشد و همهٔ این مبالغ به‌وسیلهٔ وکلایی که از جانب زاویهٔ شیخ معین شده‌اند، وصول و جمع‌آوری می‌گردد.
شهرت و اعتبار سلسلهٔ کازرونیه تا قرن دهم هجری و به قدرت رسیدن صفویان ادامه داشت.
از حوادث مهم کازرون در سدهٔ هفتم هجری می‌توان به حملهٔ مغولان به کازرون در سال ۶۶۲ هجری اشاره کرد. سلجوق‌شاه بن سلغر، اتابک فارس که علیه مغولان قیام کرده بود، به آرامگاه شیخ ابواسحاق کازرونی در کازرون پناه آورد و مردم کازرون نیز که از مغولان نفرت داشتند، از او استقبال کرده و آرامگاه شیخ ابواسحاق را سنگری علیه مغولان قرار دادند. در این نبرد سلجوق‌شاه اسیر و کشته شد و مردم کازرون نیز که به او پناه داده بودند، توسط مغولان قتل‌عام شدند. در قرن هفتم، سلسلهٔ بلیانیه نیز توسط صوفی مشهور آن دوران، شیخ عبدالله بلیانی در کازرون پایه‌گذاری شد.

#### صفویه

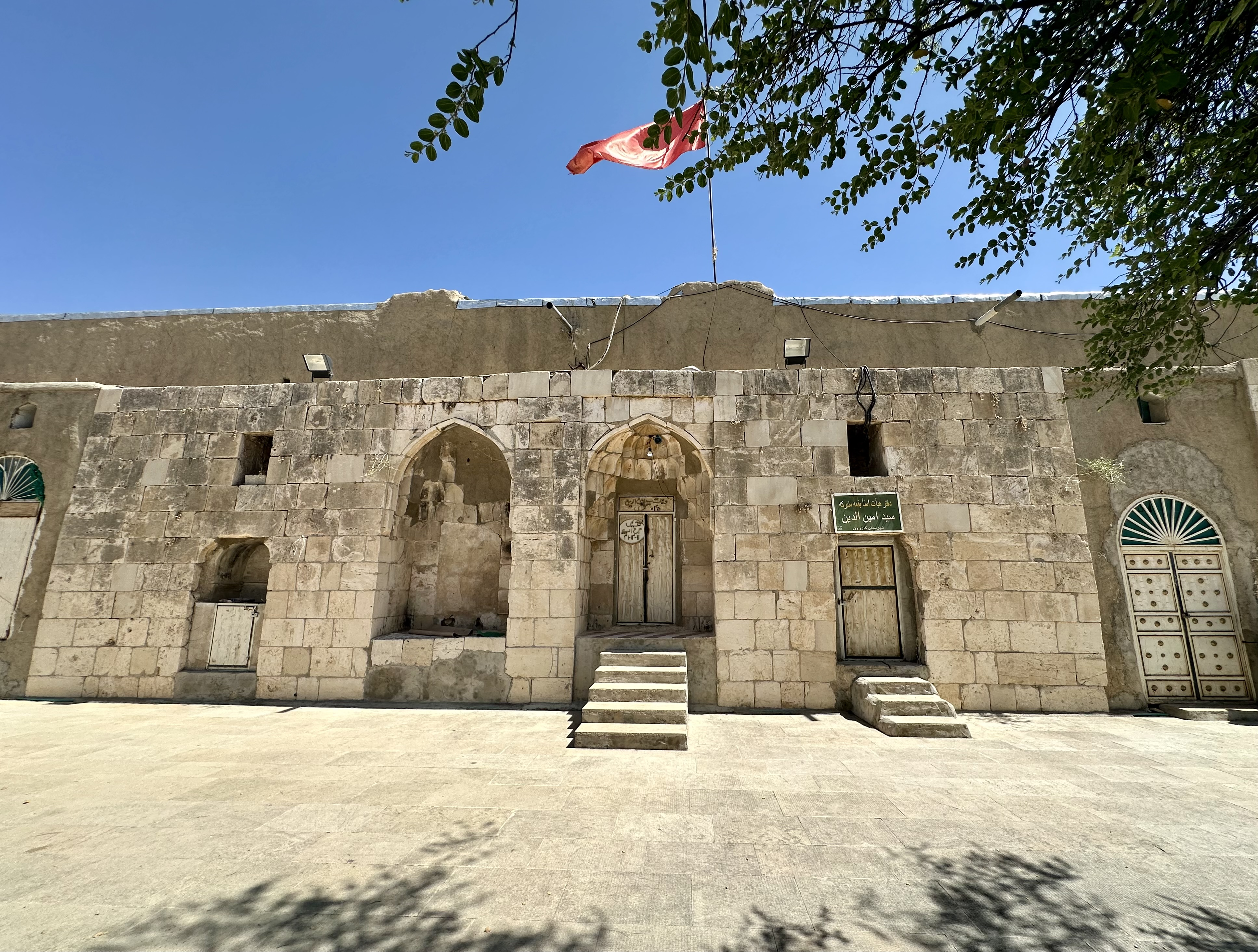
آرامگاه شیخ امین‌الدین بلیانی در کازرون، یکی از مکان‌هایی که شاه اسماعیل صفوی قصد تخریب آن را داشت، اما به دلایلی از این کار منصرف شد

شاه اسماعیل یکم صفوی مؤسس دودمان صفویه، سلسلهٔ کازرونیه را رقیب و دشمن خود می‌دید، او دستور قتل بزرگان این سلسله را صادر کرده و بناهای آنان در ایران را تخریب کرد. او شخصاً به کازرون لشکر کشید و علاوه بر قتل بسیاری از بزرگان صوفیه در این شهر، بناهای شاخص آنان را نیز تخریب کرد.

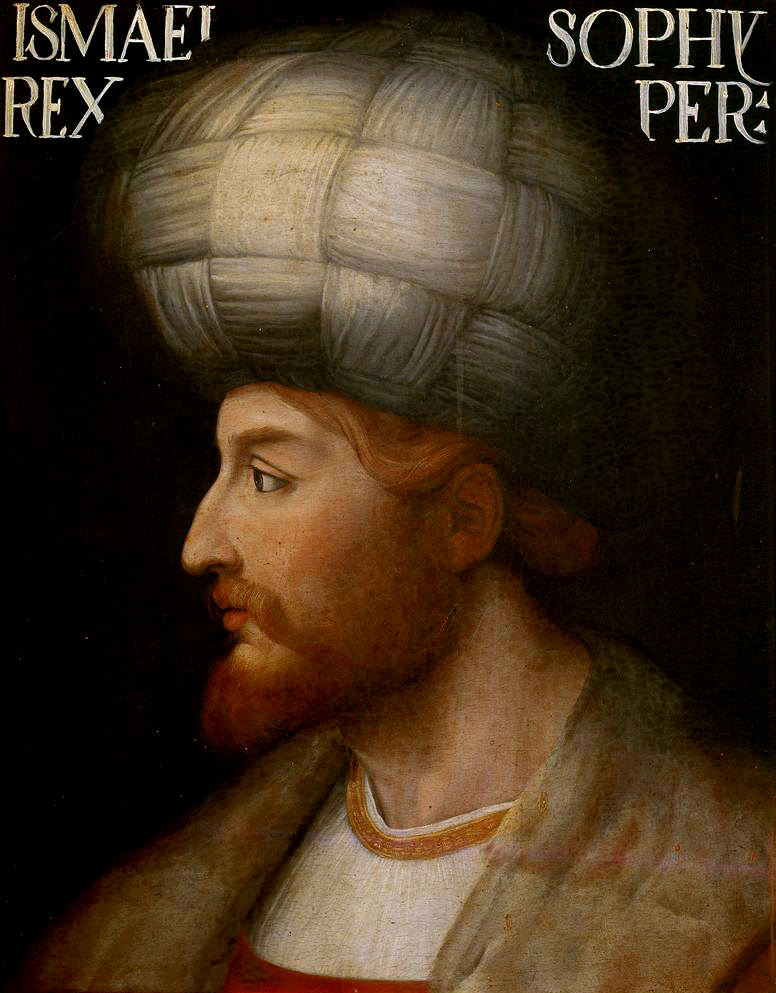
شاه اسماعیل صفوی با حمله به کازرون، بسیاری از بزرگان صوفیه در این شهر را به قتل می‌رساند. او سپس خاندان افشار را به حکومت کازرون منصوب می‌کند.

شاه اسماعیل در این دوره خاندانی از بزرگان ایل افشار خراسان را به حکومت کازرون منصوب کرد.
اولین شخص از این خاندان که حاکم کازرون شد، خواجه پیر بداق افشار بود. پس از او فرزندانش، خواجه پیر ولی افشار و خواجه حسن‌علی افشار و سپس خواجه حسین‌علی افشار حاکم کازرون شدند. آخرین حاکم کازرون در دوره صفویه نیز شخصی به نام خواجه حسام‌الدین افشار بود. کازرون با وجود کاهش رونق به علت نابودی سلسلهٔ کازرونیه، همچنان تا حدود زیادی رونق خود را حفظ کرد و از مراکز ضرب سکه در دورهٔ صفویه به‌شمار می‌رفت.

#### افشاریه
پس از به قدرت رسیدن نادرشاه افشار نیز حکومت خاندان افشار در کازرون ادامه یافت. در آن زمان خواجه حسام‌الدین افشار همچنان حاکم کازرون ماند و پس از او خواجه محمدرضا افشار حاکم کازرون شد تا اینکه در سال ۱۱۴۶ هجری، نادرشاه در تعقیب محمدخان بلوچ طی شورش او علیه نادرشاه به کازرون آمد.

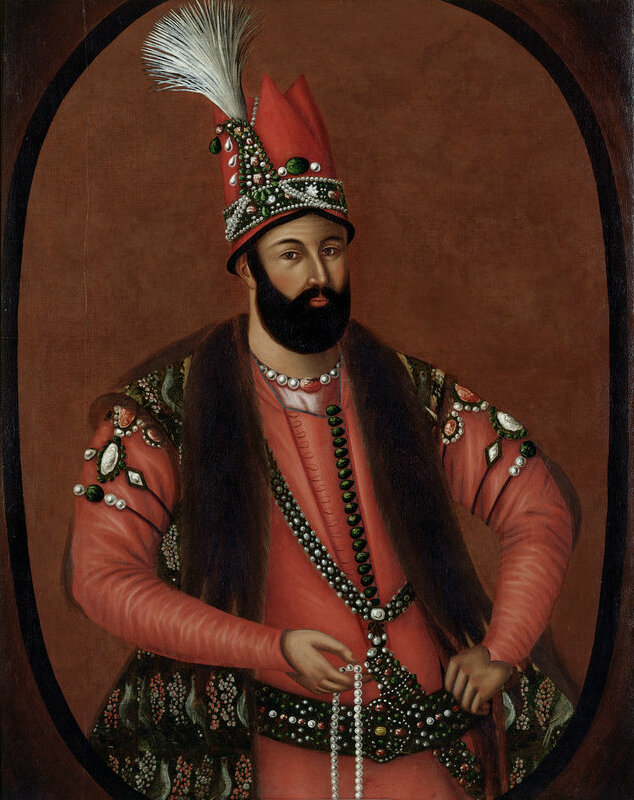
نادرشاه پس از به قتل رساندن حاکم کازرون، فرزند وی را مجدداً جانشین او می‌کند

اما خواجه محمدرضا افشار به هواداری از محمدخان بلوچ در مقابل نادرشاه جنگید و در این جنگ کشته شد. پس از آن نیز نادرشاه خواهرزادهٔ خواجه محمدرضا، خواجه ابوالحسن افشار را کور کرد.
نادرشاه بعداً از این کارش پشیمان شد و برای دلجویی، حکومت کازرون را در سال ۱۱۴۹ هجری به فرزند خواجه محمدرضا، خواجه علی‌قلی‌خان افشار کازرونی سپرد. خواجه علی‌قلی‌خان در مقام حاکمیت کازرون، تلاش‌های بسیاری در راستای عمران و آبادی این شهر انجام داد.

#### زندیه

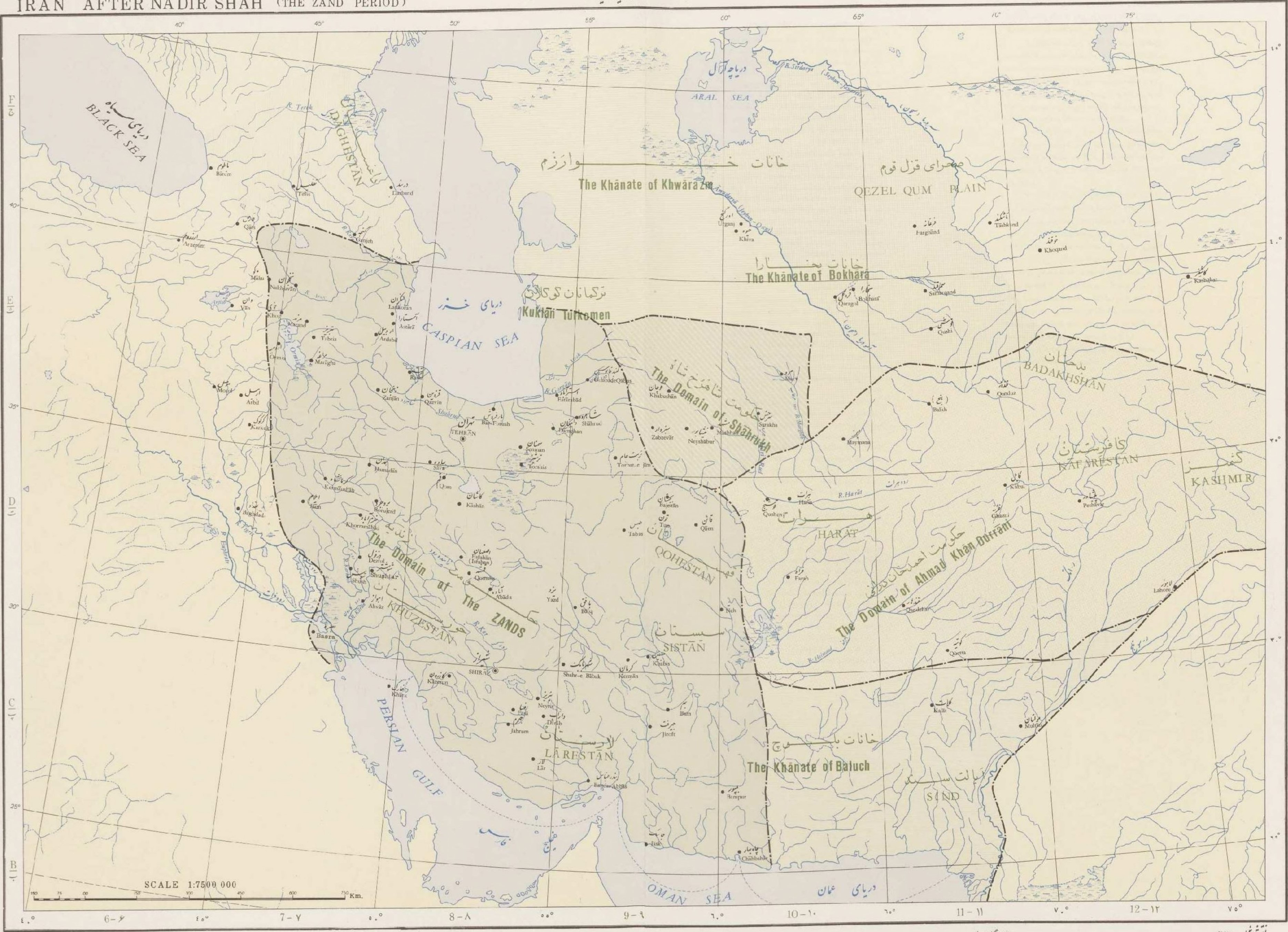
نقشهٔ حکومت زندیه. شهر کازرون در جنوب غربی ایران مشخص است.

خواجه علی‌قلی‌خان افشار کازرونی، حاکم وقت کازرون، نقش مهمی در استقرار و تثبیت حکومت زندیه ایفا کرد. او در سال ۱۱۶۷ هجری که کریم‌خان زند در منطقه خشت در ۶۰ کیلومتری کازرون امروزی، آماده نبرد با آزادخان افغان و نمایندهٔ او، فتحعلی‌خان افشاربود، با تفگنچیان کازرونی به لشکر کریم‌خان زند پیوست. کریم‌خان که در نبرد قبلی از آزادخان شکست خورده بود، این بار توانست با کمک نیروهای کازرونی، لشکر آزادخان افغان را به سختی شکست دهد. از آن پس حاکم کازرون به یکی از افراد مورد اعتماد و بسیار نزدیک به کریم‌خان زند تبدیل شد.
با این حال در سال ۱۱۷۵ هجری که کریم‌خان زند عده‌ای از بزرگان فارس از جمله حاکم کازرون را برای سرکوب شورش فتحعلی‌خان افشار در آذربایجان به این منطقه فرستاد، لشکر فارس در قره‌چمن در نزدیکی تبریز از لشکر فتحعلی‌خان افشار شکست می‌خورد و عده‌ای از این بزرگان از جمله حاکم کازرون از مهلکه فرار می‌کنند. آن‌ها در اصفهان دستگیر می‌شوند و حکم کور شدن حاکم کازرون صادر می‌شود. اما با پادرمیانی میرزا محمد کلانتر، کلانتر فارس نزد کریم‌خان زند، خواجه علی‌قلی‌خان افشار، حاکم کازرون بخشیده می‌شود.
در سال ۱۱۹۹ که جعفرخان زند اصفهان را فتح کرد، حاکم کازرون نیز از همراهان او بود. پس از آن جعفرخان زند، او را به حکومت قم و کاشان منصوب کرد و در همان سال خواجه علی‌قلی‌خان افشار کازرونی، شورش اعراب جندق به سرکردگی محمدحسن‌خان عرب عاملی را سرکوب کرد. اما به او قول تأمین امنیت جانی‌اش را داد و او را به اصفهان، نزد جعفرخان زند فرستاد. اما جعفرخان بر خلاف قولش، حکم به قتل محمدحسن خان عرب عاملی و اطرافیانش را داد. این مسئله موجب عصبانیت شدید خواجه علی‌قلی‌خان افشار شد و او حکومت قم و کاشان را رها کرد و به زادگاهش کازرون بازگشت.
او پس از بازگشت به کازرون عده‌ای از سپاهیان منطقهٔ کوهمره و ایلات مستقر در اطراف کازرون را گرد خود جمع کرد و آنان را برای به زیر کشیدن جعفرخان زند از پادشاهی ترغیب کرد.
جعفرخان، پادشاه زند پس از آگاهی از این موضوع، عده‌ای از بزرگان را برای دلجویی از او به کازرون فرستاد و او را به شیراز دعوت کرد. اما پس از عزیمت خواجه علی‌قلی‌خان افشار کازرونی به شیراز، جعفرخان زند عهد خود را شکست و او را به اتهام بی‌لیاقتی به همراه تعدادی از اشراف زند در ارگ کریم‌خان شیراز زندانی کرد.
خواجه علی‌قلی‌خان افشار کازرونی نیز اشراف زند را به فرار از زندان تحریک کرده و با ترفندهایی از زندان فرار کرد. او و سایر فراریان مخفیانه به حرمسرای جعفرخان زند رفته و این پادشاه را به قتل رساندند.
در پی این حادثه، صیدمرادخان زند که به همراه خواجه علی‌قلی‌خان افشار کازرونی در ارگ کریم‌خانی زندانی بود، به مقام پادشاهی رسید و بلافاصله خواجه علی‌قلی‌خان افشار کازرونی را به مقام امیرالامرایی فارس برگزید.
اما پادشاهی صیدمرادخان زند تنها مدتی کوتاه دوام آورد و لطفعلی‌خان زند، فرزند جعفرخان زند علیه وی قیام کرد و او و تمام افرادی که در قتل پدرش نقش داشتند را به قتل رساند. اما با وساطت حاج ابراهیم کلانتر، کلانتر فارس و دیگر اعیان و بزرگان فارس از گناه خواجه علی‌قلی‌خان افشار که نقش مهمی در قتل پدرش داشت، گذشت کرد.

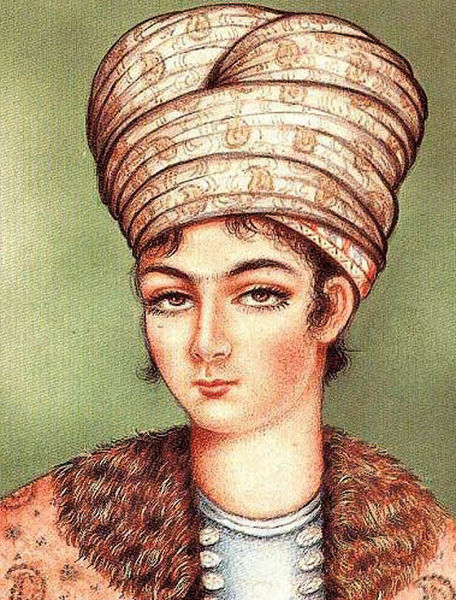
لطفعلی‌خان زند در اواخر حکومت زندیه به کازرون حمله کرده و حاکم کازرون را دستگیر و کور می‌کند

ظاهراً پس از این حوادث، خواجه رضاقلی‌خان افشار، برادر خواجه علی‌قلی‌خان افشار به جای او حاکم کازرون می‌شود. در سال ۱۲۰۵ هجری، پس از تصرف شیراز به دست حاج ابراهیم کلانتر و جلوگیری از ورود لطفعلی‌خان زند به شیراز و همزمان با حرکت آقامحمدخان قاجار و لشکر ۶۰ هزار نفری او به سمت فارس، خواجه رضاقلی‌خان افشار کازرونی نیز به همراه برادرش به آقامحمدخان قاجار و حاج ابراهیم کلانتر پیوستند، حاکم کازرون از نزدیکان آقامحمدخان قاجار شد و در جنگ‌های او علیه لطفعلی‌خان زند شرکت داشت. نهایتاً در زمانی که لطفعلی‌خان زند برای جمع‌آوری نیرو از مسیر کازرون به سمت جنوب در حرکت بود، حاکم کازرون او و نیروهایش را محاصره کرده و قصد دستگیری لطفعلی‌خان و تحویل او به آقامحمدخان قاجار را داشت. لطفعلی‌خان زند و نیروهایش اسب‌های خود را رها کرده و از رشته‌کوه قبله واقع در جنوب شهر کازرون به سمت دشتستان و بوشهر فرار کردند.
لطفعلی‌خان زند پس از جمع‌آوری نیرو در آن منطقه به کازرون بازگشت و طی یک نبرد، خواجه رضاقلی‌خان افشار کازرونی را بازداشت کرده و برای انتقام، او و فرزندانش را کور کرد.

#### قاجاریه
در پی قحطی بزرگ ایران در بین سال‌های ۱۲۴۹ تا ۱۲۵۱ هجری، از جمعیت حدوداً ۱۰ هزار نفری شهر کازرون در آن سال، حدود ۴ هزار نفر کشته شدند و حدود ۴ هزار نفر نیز مجبور به مهاجرت شدند و جمعیت شهر کازرون به حدود ۲ هزار نفر کاهش یافت که یکی از بزرگ‌ترین فجایع و ضربه‌های جمعیتی در طول تاریخ این شهر به‌شمار می‌رود. کازرون یکی از شهرهای با بیشترین درصد کشته در این قحطی بود. پس از روی کار آمدن دودمان قاجار، خاندان افشار که پیش از این نیز در کنار آقامحمدخان برای به قدرت رسیدنش جنگیده بودند، باز هم به حکومت کازرون منصوب شدند.
آخرین فرد از این سلسله که بر کازرون حکومت کرد، شخصی به نام خواجه عباس‌قلی‌خان افشار کازرونی بود که در سال ۱۲۶۰ هجری عزل شد و حکومت کازرون پس از حدود ۳۵۰ سال از دست سلسلهٔ افشار خارج شد.
پس از آن حاکم کازرون توسط دولت مرکزی منصوب می‌شد و افراد مختلفی در کازرون حکومت کردند. برای مثال در سال ۱۲۷۳ هجری و در زمان ناصرالدین شاه قاجار، علی‌محمد خان قوام‌الملک به حکومت کازرون منصوب شد.
در دوره‌ای نیز تیمورمیرزا، نوهٔ فتحعلیشاه قاجار حکومت کازرون را در دست داشت.
پس از آن خاندان امیرعضدی در کازرون به قدرت رسیدند. خواجه حسن‌علی مدتی کلانتر کازرون بود و پس از او فرزندش، خواجه ابراهیم کلانتر به این سمت رسید. پس از مرگ خواجه ابراهیم، برادرش خواجه عبدالله امیرعضدی مشهور به ناصر دیوان کازرونی، کلانتر کازرون شد.
اواخر حکومت قاجار همزمان با جنگ جهانی اول و اشغال جنوب ایران به دست انگلیسی‌ها بود. ناصر دیوان کازرونی، کلانتر کازرون به انگلیسی‌ها اعلام جنگ کرد و سال‌ها با آن‌ها جنگید. در این سال‌ها شهر کازرون و اطراف آن صحنهٔ نبردهای متعددی بود.
در اولین اقدام در سال ۱۹۰۷ میلادی، ناصر دیوان کازرونی و جمعی از تفنگچیان کازرونی راه قشون انگلیس که قصد عزیمت به شیراز را داشتند، سد کرده و اقامت آن‌ها در کازرون و شیراز را تا چند سال به تأخیر انداختند. در سال ۱۹۱۱ نیز پس از تلاش ناموفق برای دستگیری ناصر دیوان از سوی انگلیسی‌ها که منجر به قتل سروان اوهلسون و خروج ناصر دیوان از شهر شد، یک افسر انگلیسی به نام کلنل مدیل به‌طور موقت حاکم کازرون شد که عده‌ای از مبارزین کازرونی را اعدام و عده‌ای را زندانی کرد. این اقدام او موجب خشم مردم کازرون شد. اما با انتصاب احمد اخگر به فرماندهی نیروهای ژاندارمری کازرون که خود از چهره‌های آزادی‌خواه به‌شمار می‌رفت و همچنین بازگشت ناصر دیوان کازرونی به شهر، خشم مردم فروکش کرد. حساسیت مردم کازرون بر روی اقدامات انگلیسی‌ها در سایر شهرها، باعث شد تا مگردیچ، تلگرافچی انگلیسی که مسئول تلگرافخانهٔ کازرون بود، سیم تلگراف را به دستور انگلیسی‌ها قطع کند که موجب بازداشت او از سوی آزادی‌خواهان کازرون شد. در سال ۱۹۱۵ میلادی، آزادی‌خواهان کازرون به همراه مبارزین برخی دیگر از مناطق، تصمیم به حمله به نیروهای انگلیسی در بوشهر و آزادسازی این شهر می‌گیرند. اما درنهایت ویلهلم واسموس آن‌ها را از حمله منصرف می‌کند و پیشنهاد می‌دهد که آزادسازی این شهر را به مردم همان منطقه بسپارند و برای نبردهای بزرگ‌تر صبر پیشه کنند. پس از شورش نیروهای ژاندارمری فارس و با وجود اینکه کازرون از هر نظر توسط انگلیسی‌ها رصد و کنترل می‌شد، ناصر دیوان کازرونی ۷۰۰ تفنگچی مبارز را به کمک نیروهای ژاندارمری شیراز و ۲۰۰ تفنگچی را نیز برای کمک به اهالی دشتستان فرستاد. درنهایت شورش ژاندارمری فارس سرکوب شده و این سازمان به تشکیلات پلیس جنوب، تحت نظر انگلیسی‌ها تبدیل شد. انگلیسی‌ها پلیس جنوب را در چند شهر مهم جنوب کشور از جمله کازرون دائر کردند. ناصر دیوان و آزادی‌خواهان کازرون که از این موضوع ناراضی بودند، در سال ۱۲۹۵ هجری، به آن‌ها اعلام جنگ کرده و مقر پلیس جنوب در کازرون را خلع سلاح کردند. آن‌ها همچنین امیرنصرت نوری، فرماندار وقت کازرون را بازداشت کردند. همچنین نیروهای کازرونی بیش از ۳ سال جادهٔ اصلی شمال به جنوب کشور در محدودهٔ بین خلیج فارس تا شیراز را مسدود کردند. در پی این حادثه، فرمان‌فرما طی تلگرافی به تهران نوشت که همان‌طور که پیش‌بینی می‌کرد، انقلاب در فارس آغاز شد. ژنرال پرسی سایکس، از صاحب‌منصبان انگلیسی و بنیان‌گذار پلیس جنوب، با شنیدن خبر این واقعه، نیروهای خود را روانهٔ کازرون کرد. اما تفنگچیان کازرونی پیش از رسیدن قوای انگلیسی به کازرون، راه را در منطقهٔ دشت ارژن بر انگلیسی‌ها بستند. درگیری‌های همراه با زد و خورد دو طرف، موجب عقب‌نشینی انگلیسی‌ها به سمت شیراز شد. در این نبرد کاپیتان وتیکوگل، از صاحب‌منصبان انگلیسی نیز کشته شد.
مؤلف کتاب پلیس جنوب ایران از قول یک انگلیسی درمورد این نبرد، اینطور نوشته است:
 چیزی نمانده بود که همگی توسط دشمن (کازرونی‌ها) در دشت محاصره شوند که با یک فرار سریع و مفتضحانه از حلقهٔ محاصره گریختند و از آن جا به خانه زنیان بازگشته و در ۲۸ دسامبر وارد شیراز شدند، از سوی دیگر دشمن اراده و مهارتی از خود بروز داد که موجب شگفتی پلیس جنوب ایران گشت. مسلم این است که آن‌ها مواضع بسیار مطلوب‌تری در اختیار داشتند و ظاهراً تعدادشان از ۴۰۰ نفر بیشتر نبود، آن‌ها ثابت کردند که تک‌تیراندازهای بسیار ماهری هستند که گلوله‌ای را هدر نمی‌دادند.
پس از آن ناصر دیوان کازرونی و تفنگچیانش در اتحاد با جنگجویان عشایر به شیراز حمله برده و این شهر را تصرف کردند. اما درنهایت و با شدت گرفتن خطر سقوط کازرون، ناصر دیوان شیراز را رها کرده و به کازرون بازگشت.
درنهایت انگلیسی‌ها در سال ۱۹۱۹ میلادی به کازرون حمله کردند و این شهر را به توپ بستند. در پی این حادثه، ناصر دیوان کازرونی دستگیر و تبعید شد و همرزمانش نیز زندانی شدند. جاده شمال به جنوب کشور در محدودهٔ کازرون نیز پس از گذشت بیش از ۳ سال و با حضور ۲۰ هزار نفر بازگشایی شد. علی‌نقی بهروزی، نوبسندهٔ کازرونی که در کودکی‌اش شاهد این اتفاق بوده، سال‌ها بعد در مورد این حادثه اینطور می‌نویسد:
ما شب راحت خوابیده بودیم که ناگاه از صدای رعدآسای توپ و تفنگ و مسلسل که شهر را می‌لرزانید، بیدار شدیم. بچه‌ها و زن‌ها بنای گریه و زاری گذاشتند و مردان قرآن‌ها را روی دست گرفته و رو به آسمان کردند تا خداوند ایشان را از صدمهٔ گلوله مصون دارد. در مشرق کازرون که راه شیراز از آن جا شروع می‌شود، تُلی (تپه ای) است که سابقاً بر بالای آن برجی و قلعه‌ای بود و کاملاً بر شهر کازرون مسلط است. قوای پلیس جنوب شب هنگام در تاریکی خود را به آن قلعه رسانیده و آن جا را اشغال کردند و یک مرتبه شهر کازرون را به باد گلوله گرفتند و مخصوصاً خانه ناصر دیوان را که دشمن خود می‌دانستند و در وسط شهر بود هدف گلوله قرار دادند. البته تفنگچی‌های کازرونی هم جواب تیراندازی ایشان را دادند؛ ولی چه فایده؟! زیرا که اولاً آن‌ها توپ و توپخانه داشتند ولی ناصر دیوان فاقد آن بود و ثانیاً با این که ناصر دیوان می‌توانست تا مدتی در برابر آن‌ها مقاومت کند، ولی می‌ترسید که شهر کازرون ویران و مردم بی‌گناه کشته شوند. از این رو بعد از یکی دو روز، شب‌هنگام کازرون را تخلیه و به قریهٔ دوان رفت و آن‌ها هم فردای آن روز به شهر ریخته و آن را غارت کردند.
در یکی از گزارش‌های انگلیسی‌ها در رابطه با بازگشایی جاده کازرون اینطور آمده است:
 بدین ترتیب راه بوشهر امن و گشوده شد، اهداف قوای صحرایی بوشهر از هر حیث، برآورده شد. با این حال نیروی ضربت سه ماه دیگر نیز در کازرون ماند. دژ بسیار مدرنی در کازرون احداث گردید و پیاده‌نظام هند در رشته پاسگاه‌هایی در امتداد جاده مستقر شدند.
انگلیسی‌ها پس از تصرف کازرون، شخصی به نام سالار معتضد را موقتاً به حکومت کازرون منصوب نمودند.
در سال ۱۲۹۷ هجری، شهر کازرون به‌عنوان یکی از نخستین شهرهای ایران صاحب بلدیه شد.

#### پهلوی

نقشه استان فارس و بنادر در سال ۱۳۳۵، کازرون در آن زمان دومین شهر پرجمعیت این استان محسوب می‌شد

با آغاز حکومت پهلوی، کلانتری کازرون همچنان تا سال ۱۳۲۰ در دست ناصر دیوان کازرونی که از تبعید بازگشته بود، ماند. در سال ۱۳۱۰ در پی تغییر نظام اداری، بلدیهٔ کازرون به شهرداری کازرون تبدیل شد.
در پی ایجاد تقسیمات رسمی سیاسی در سال ۱۳۱۶، ایران به ۱۰ استان تقسیم شد و کازرون در محدودهٔ استان هفتم (فارس و بنادر) جای گرفت. این استان در ابتدا تنها از شش شهرستان آباده، شیراز، لار، فسا، بوشهر و بهبهان تشکیل شده بود، همچنین تا سال ۱۳۲۵ سه شهرستان دیگر فیروزآباد و جهرم و کازرون نیز شکل گرفتند، در این سال فرمانداری شهرستان کازرون به مرکزیت شهر کازرون تأسیس شد. شهرستان کازرون در آن زمان علاوه بر محدودهٔ فعلی، شامل شهرستان‌های فعلی ممسنی، رستم، کوهچنار و همچنین بخش ارژن شهرستان شیراز و بخش‌هایی از شهرستان دشتستان بود که همگی طی سال‌های بعد مستقل شده یا از بدنهٔ شهرستان کازرون جدا شدند.
استان لرنشین کهگیلویه و بویراحمد نیز در دههٔ ۴۰ برای مدتی جزو شهرستان کازرون بود که بعدها تبدیل به استانی مستقل گشت.
جمعیت شهر کازرون در نخستین سرشماری رسمی ایران در سال ۱۳۳۵ حدود ۳۱ هزار نفر بود. کازرون در این سال به‌عنوان یکی از شهرهای بزرگ و پرجمعیت استان فارس و بنادر و یکی از شهرهای پرجمعیت ایران به‌شمار می‌رفت.
در جریان کودتای ۲۸ مرداد سال ۱۳۳۲، مردم کازرون حمایت بسیاری از محمد مصدق کردند.
در سال ۱۳۴۳ با احداث جادهٔ جدید شمال به جنوب کشور که با فاصله از شهر کازرون عبور می‌کرد، این شهر در بن‌بست ارتباطی قرار گرفت و این مسئله موجب ضربه شدید اقتصادی به شهر و مهاجرت گستردهٔ مردم کازرون به شهرهای دیگر شد.
نمایندگان کازرون در مجلس شورای ملی شامل خسروپرویز، ذبیحی سلطان‌احمدی، طباطبایی، صادقی، جباری و بهنیا بودند که هر کدام یک یا چند دوره نمایندگی کازرون در این مجلس را بر عهده داشتند.

#### جمهوری اسلامی

محدودهٔ کنونی شهرستان کازرون در غرب استان فارس

در خلال جنگ ایران و عراق، ۱۳۰۰ نفر از رزمندگان کازرونی شهید شدند. کازرون در دو عملیات آزادسازی سوسنگرد و کربلای ۴، بیشترین شهید را در بین تمامی شهرهای ایران داشت.
در سال ۱۳۹۷ مردم کازرون در اعتراض به تقسیم شهرستان کازرون و جدا شدن شهرستان کوه‌چنار تجمع کرده و خواستار تشکیل استانی جدید به مرکزیت شهر کازرون شدند. در سال ۱۳۹۸ فرمانداری کازرون به فرمانداری ویژه ارتقاء پیدا کرد.

## مردم

### جمعیت
طبق آخرین سرشماری انجام شده در سال ۱۳۹۵ جمعیت شهر کازرون برابر ۹۶٬۶۸۳ تن (۲۸٬۹۸۸ خانوار) و جمعیت شهرستان برابر ۲۱۱٬۳۴۱ تن می‌باشد. شهر کازرون بزرگ‌ترین شهر غرب استان فارس و پنجمین شهر بزرگ و پرجمعیت استان فارس پس از شهرهای شیراز، مرودشت، جهرم و فسا می‌باشد. شهرستان کازرون نیز سومین شهرستان پرجمعیت استان پس از شهرستان‌های شیراز و مرودشت می‌باشد.
| مردان | سن         | زنان  |
| ----- | ---------- | ----- |
| ۲٬۷۵۶ | ۶۵ به بالا | ۲٬۹۶۶ |
| ۱٬۱۸۶ | ۶۰–۶۴      | ۱٬۳۵۵ |
| ۲٬۰۰۶ | ۵۵–۵۹      | ۱٬۸۳۲ |
| ۲٬۶۰۱ | ۵۰–۵۴      | ۲٬۱۵۳ |
| ۲٬۹۰۵ | ۴۵–۴۹      | ۲٬۷۴۹ |
| ۳٬۳۱۲ | ۴۰–۴۴      | ۳٬۲۰۰ |
| ۳٬۰۷۸ | ۳۵–۳۹      | ۳٬۳۱۴ |
| ۳٬۹۱۷ | ۳۰–۳۴      | ۴٬۱۰۶ |
| ۵٬۴۰۵ | ۲۵–۲۹      | ۵٬۴۶۴ |
| ۵٬۱۷۱ | ۲۰–۲۴      | ۵٬۱۴۴ |
| ۳٬۸۰۶ | ۱۵–۱۹      | ۳٬۵۷۶ |
| ۲٬۹۰۳ | ۱۰–۱۴      | ۲٬۹۵۱ |
| ۲٬۹۵۸ | ۵–۹        | ۲٬۸۴۹ |
| ۳٬۱۱۸ | ۰–۴        | ۲٬۹۰۱ |

### نژاد
نژاد اکثریت مردم کازرون فارسی می‌باشد آنها همانند مردم جنوب ایران، اکثریت از نژاد پارسه یا (پاسارگاد) که شعبه‌ای از نژاد آریایی است و تقریباً ۳ هزار سال پیش از میلاد از مسکن اصلی خود به ایران و فارس آمده‌اند. واژه‌های محلی و آداب و رسومی که نسل به نسل حفظ کرده‌اند نشانگر این واقعیت می‌باشد.

### زبان
مردم این منطقه به زبان پارسی با لهجه کازرونی سخن می‌گویند. ریشه این لهجه از زبان پهلوی است که در ایران باستان رواج داشته است. این لهجه که مربوط به شهر کازرون است به دلایل مختلفی اثر بر گویش‌ها و لهجه‌های اطراف خود در شهرهای مختلف از جمله فراشبند و گویش‌های استان بوشهر داشته و با آنان شباهت‌هایی دارد. همچنین در گذشته مردم این شهر به زبان کازرونی قدیم که باز هم ریشه در زبان پهلوی دارد سخن می‌گفتند.

### شعر
قصه یا به قول مردم محل، مَثَلک‌های ناب و مثل‌ها و شعرهای عامیانه در زبان مردم فراوان است.
یک شعر با که با لهجه کازرونی توسط شاعر کازرونی محسن پزشکیان سروده شده است و مردم کازرون را در آن به اتحاد دعوت کرده است:
| حَضَرات کازرونی بِیلیم گِلِه پیش هم نَکنیم     |  | دِ بَسَن یکی وُ دوتُ کَمُ و بیش هم نکُنیم       |
| هَمَمو قُومُ خویشیم همسادهِ ی چیش تو چیشیم    |  | قوز نَشیم اِنگا خوروس سِیلِ تو چیش هم نکُنیم |
| صبح تا شوم مُنگِه اَ جون همدیگه سَر هیچ نَدیم |  | وا ای مِقراضِ زبون هَمزُ تیلیش هم نکنیم     |
| تَش تو قبرِش بیا دَر اوک می‌پاشه تُخم نِفاق    |  | ما که وا هَمدِه کاکویم آخونِ خویش هم نکنیم |
| اَی میخُوین اهلِ زمون خنده اَ ریشمو نَکُنَن     |  | ایقَدَر پُش سر هم خنده اَ ریش هم نکنیم      |
| همه بَلگِ یه درختیم تو یه خاکَن ریشَمو       |  | ایقدر خارِ شماتَت اَ تو چیش هم نکنیم       |
| مِثِ کُه یکی باشیم تا دَم کُهشور نَریم         |  | شون اَ شون هَمدِه بیدیم پخشُ پیلیش هم نکنیم |
| بالُو وُ دومَن وُ چابی یِه وَجَب خاکِ خُدان       |  | چیشُ هَم چیشی اَ قُومُ وُ دون خویش هم نکنیم   |
| هیشکِه غم ما نداره خودمو غم هم بُخُوریم     |  | تو یه کُورِی می‌زنیم چِنگ دِ کیش هَم نکنیم    |

شعر دیگری که با لهجه کازرونی و توسط شاعر کازرونی نصرالله مردانی سروده شده و در آن طبیعت زیبا و با صفای این شهر به تصویر کشیده شده:
| چه قشنگن روی که صبا که افتو می‌زنه     |  | آ نسیم پامشه ا خو تو چمنا دو می‌زنه   |
| و گلیم دختر صحرا میشینه عروس باهار    |  | تو دومن سوز قباش نقش گلوی نو می‌زنه   |
| پوی حوض سوز بیدمشک و بالوی دشت بخنگ   |  | پرپرونک میا ملاق رو خوشهٔ جو می‌زنه    |
| عامو نوروز هنووم مثل قدیما توی باغ    |  | وا گلوی سرخ دنک لو روی بهلو می‌زنه    |
| تو هووی باهار آخرک سر چشمهٔ ساسون      |  | بید مجنون دزکی دس تو سینهٔ او می‌زنه   |
| باد حیرون می‌رسه ا گرد راه خسه و خورد  |  | می‌ره تا کلهٔ تل صب تا پسین هو می‌زنه   |
| شو می‌شه روز می‌ره که هفتو برادرون میان |  | دوواره تو آسمون ستارهٔ شو می‌زنه       |
| بو گلوی وحشی شب‌بو نزیکوی تنگ تیکو     |  | آدمی مس می‌کنه وقتی تو که تو می‌زنه    |
| ا ئی دنیوی بی‌وفا هر چی بیگی بازم کمن  |  | که شیرین پوی بیسوتون صدای خسرو می‌زنه |

### دین
در زمان حمله اعراب به ایران و پس از آن مردم کازرون بارها پایداری و سرکشی می‌کنند و تا ابتدای سدهٔ پنجم هجری قمری اهالی کازرون بر کیش زرتشتی می‌مانند. شیخ ابواسحاق کازرونی (درگذشتهٔ ۴۲۶ ق) معروف به شیخ غازی که خود تبار ایرانی داشت، برای تحمیل دین اسلام به مردم منطقه یورش برد که با مقاومت ۲۴ هزار تن روبرو شد که همه آن‌ها را سر برید و مابقی را وادار به مسلمان شدن کرد. پس از آن کازرون از مراکز مهم تبلیغ دین اسلام بود به‌طوری‌که دو سلسله مشهور مرشدیه یا کازرونیه به سرپرستی شیخ ابواسحاق کازرونی و بلیانیه به سرپرستی شیخ عبدالله بلیانی در این شهر فعالیت می‌کردند و حوزه گسترش آن‌ها تا هند و پاکستان و ترکیه هم می‌رسید، به‌طوری‌که طرفداران بسیاری را در کشورهای گفته شده به دست آورده بودند.

#### مراسم مذهبی
برگزاری مراسم تاسوعا و عاشورا حسینی در شهرستان کازرون یکی از منحصر به فردترین مراسم در نوع خود در ایران می‌باشد.
در این دو روز مراسم تعزیه خوانی به همراه تمامی نمادهای کربلا (شمر، عبیدالله، دست بریده ابوالفضل، شیر بر سر دست بریده اباالفضل، انواع عروسک‌های نمایشی) و حیواناتی از قبیل اسب و شتر در خیابان‌های شهر برای نشان دادن گوشه‌ای از حماسه کربلای حسینی به چشم می‌خورد. در صبح روز عاشورا از زمان طلوع آفتاب در تمامی محلات شهر کرنا و دُهل شروع به نواختن می‌کنند. این صدا اعلام آمادگی برای بیرون رفتن مردم جهت انجام مراسم می‌باشد. تا نزدیکی ظهر عاشورا کمابیش تمامی مردم شهر با در دست داشتن نمادهای ظهر عاشورا به سمت میدان اصلی شهر جهت تماشای این کاروان عزای خیابانی می‌روند.

## گردشگری
کازرون با دارا بودن بیش از ۳۰۰ اثر تاریخی ثبت‌شده در فهرست آثار ملی ایران از جمله مجموعهٔ جهانی بیشاپور، غار شاپور و تنگ چوگان و آثار تاریخی دیگری همچون بافت تاریخی شهر کازرون، آرامگاه مشاهیر، کاروانسراها و آتشکده‌ها، آثار طبیعی شاخصی مانند دریاچهٔ پریشان، دشت برم، نرگس‌زار کازرون، رودخانه و چشمه‌ها، جاذبه‌های مذهبی همچون امامزاده سیدحسین، پارک‌های کوهستانی و باغ‌های تاریخی، موزه‌ها و سوغات منحصربه‌فرد از قطب‌های گردشگری کشور به‌شمار می‌رود. کازرون همچنین یکی از شهرهای دارای بیشترین آثار دوره ساسانی در کشور است.
یکی از القاب کازرون، شهر سبز است که علت آن سرسبزی این شهر، به‌ویژه در فصول معتدل سال است.
به‌گفته رئیس اداره میراث فرهنگی، گردشگری و صنایع دستی کازرون، در نوروز ۱۴۰۳ بیش از نیم میلیون نفر از آثار تاریخی کازرون بازدید کرده‌اند.
همچنین مطابق آمار این اداره، در سال ۱۳۹۵ بیش از دو میلیون و ۲۰۰ هزار نفر از جاذبه‌های تاریخی کازرون بازدید کرده‌اند.

### شهر باستانی بیشاپور
شهر باستانی بیشاپور با ۲۰۰ هکتار مساحت، از پایتخت‌های ایران در دورهٔ شاهنشاهی ساسانی بوده که با ویران شدن آن پس از حمله اعراب، مردم آن به تدریج به شهر کازرون کوچ می‌کنند. این شهر به عنوان بخشی از چشم‌انداز باستان‌شناسی ساسانی منطقه فارس از آثار ثبت‌شدهٔ ایران در فهرست میراث جهانی یونسکو به‌شمار می‌رود. بیشاپور که با روش مهندسی یونانی-رومی ساخته شده، مجموعه‌ای از آثار فاخر همچون معبد آناهیتا، کاخ والرین، ایوان موزائیک، تالار تشریفات، کتیبه‌ها، قلعه‌ها و آثار دیگر را دربر می‌گیرد. این شهر نه‌تنها نمادی از قدرت امپراتوری ساسانی بود، بلکه تأثیر عمیقی بر تبادل فرهنگی آن دوران گذاشت.

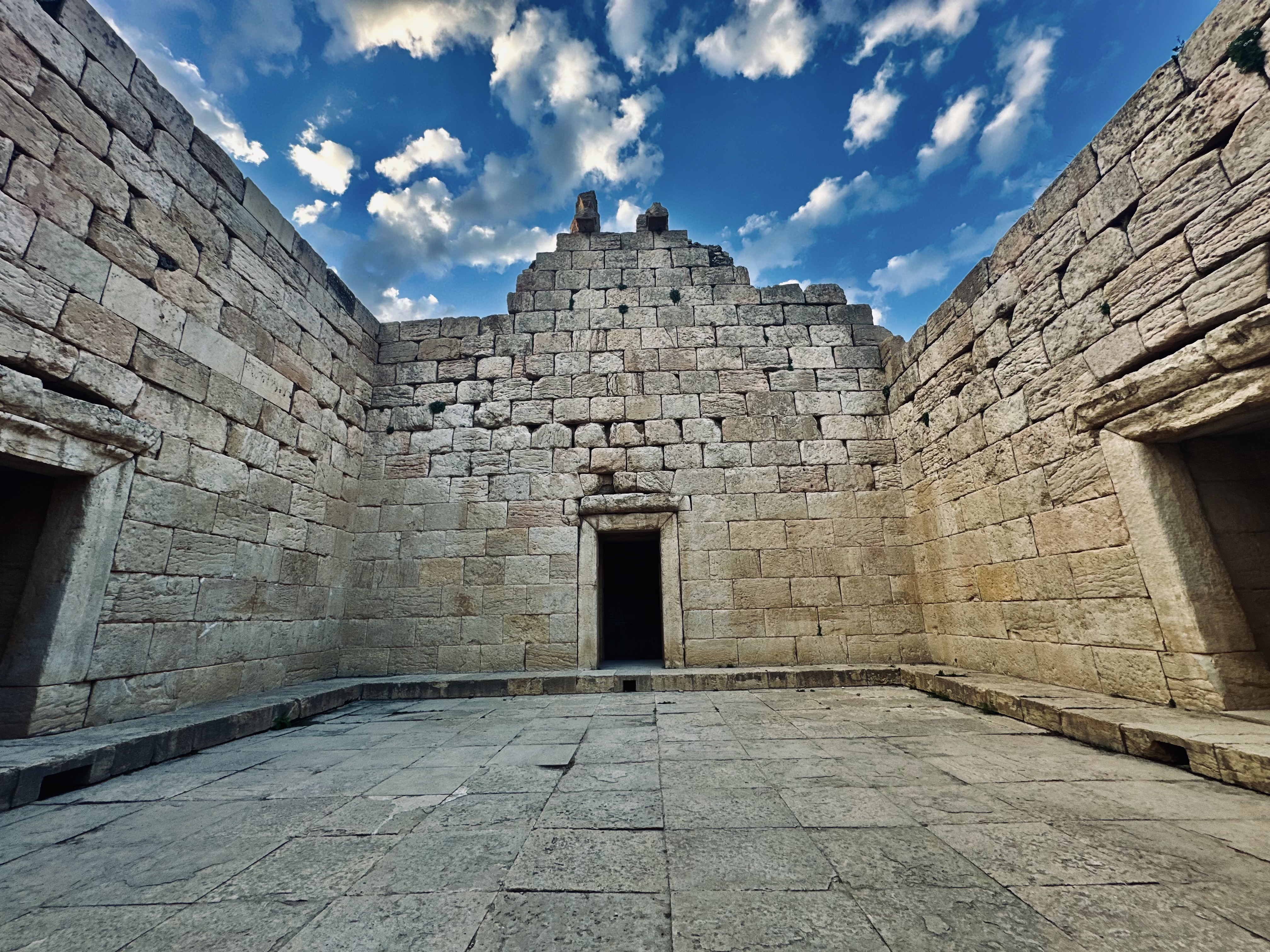
معبد آناهیتا
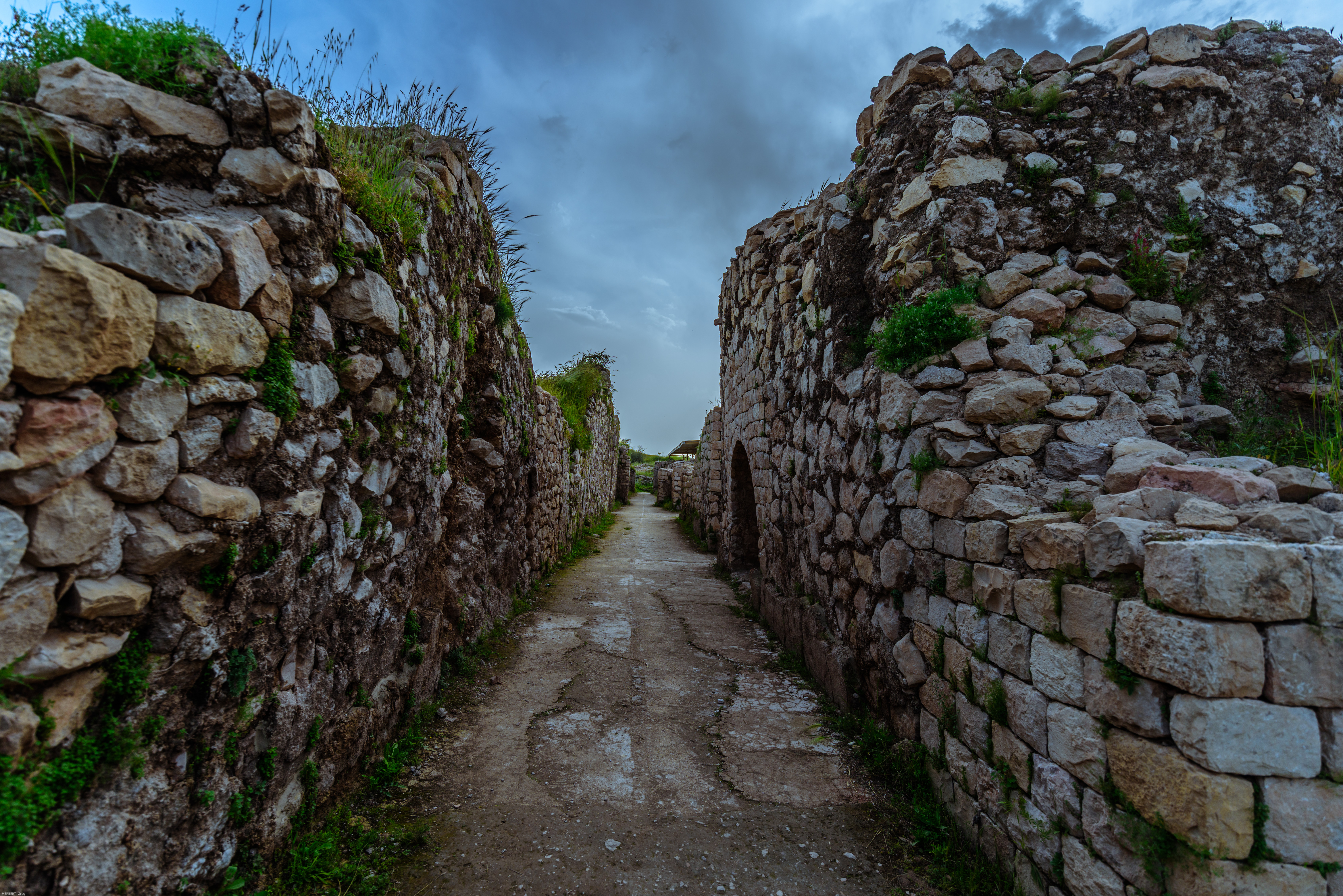
گذرگاه‌های بیشاپور
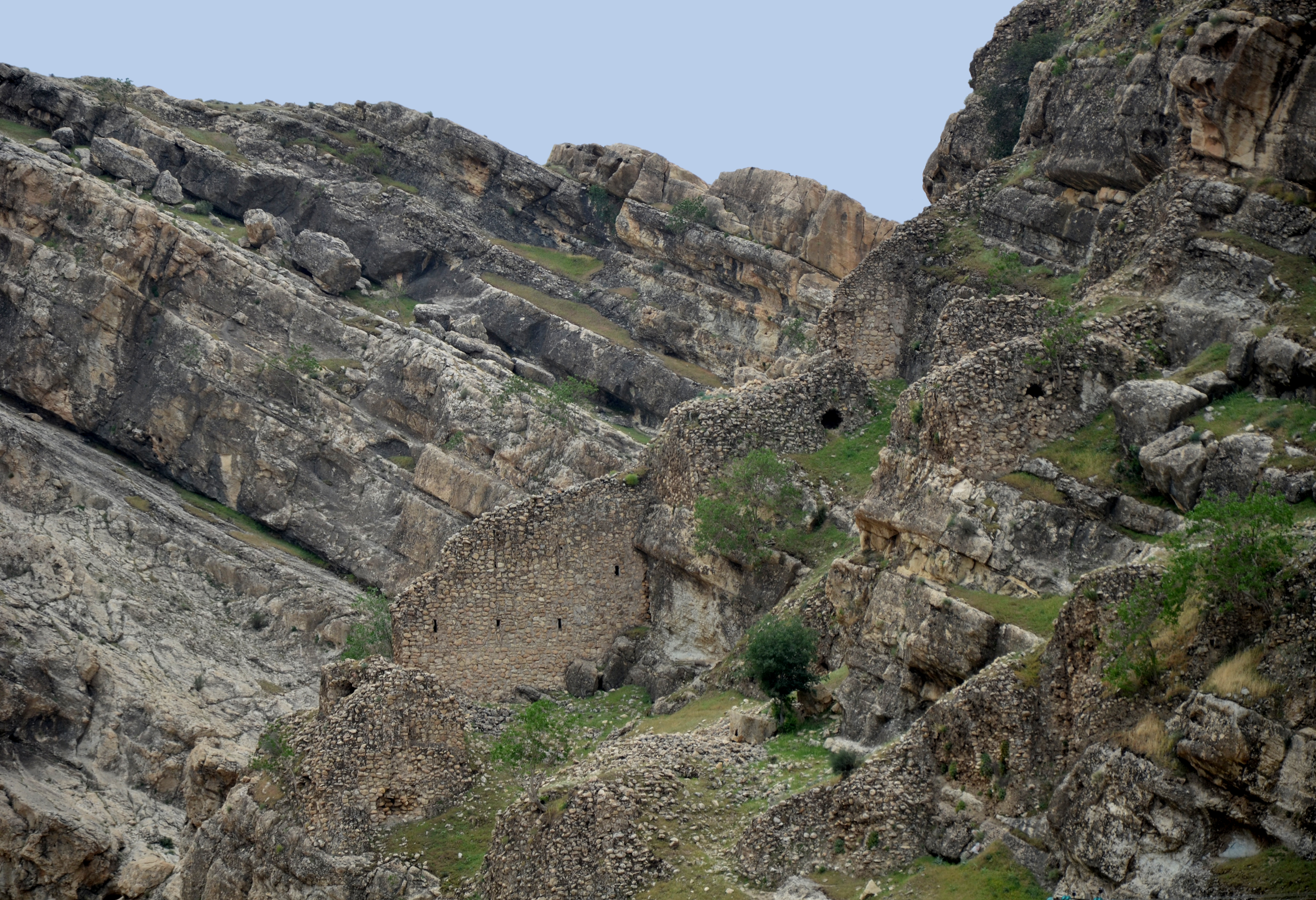
قلعه‌دختر بیشاپور
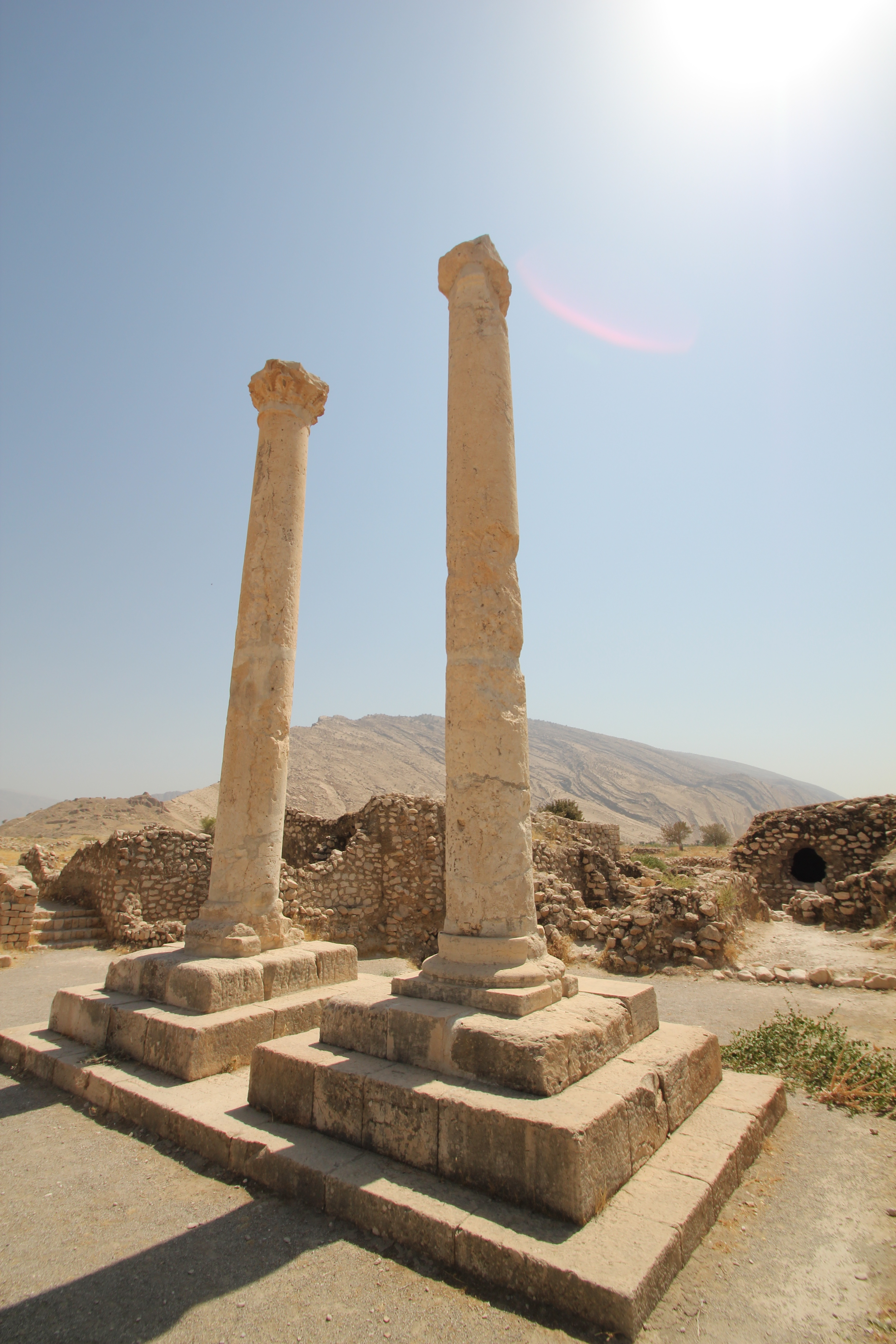
ستون‌های یادبود بیشاپور
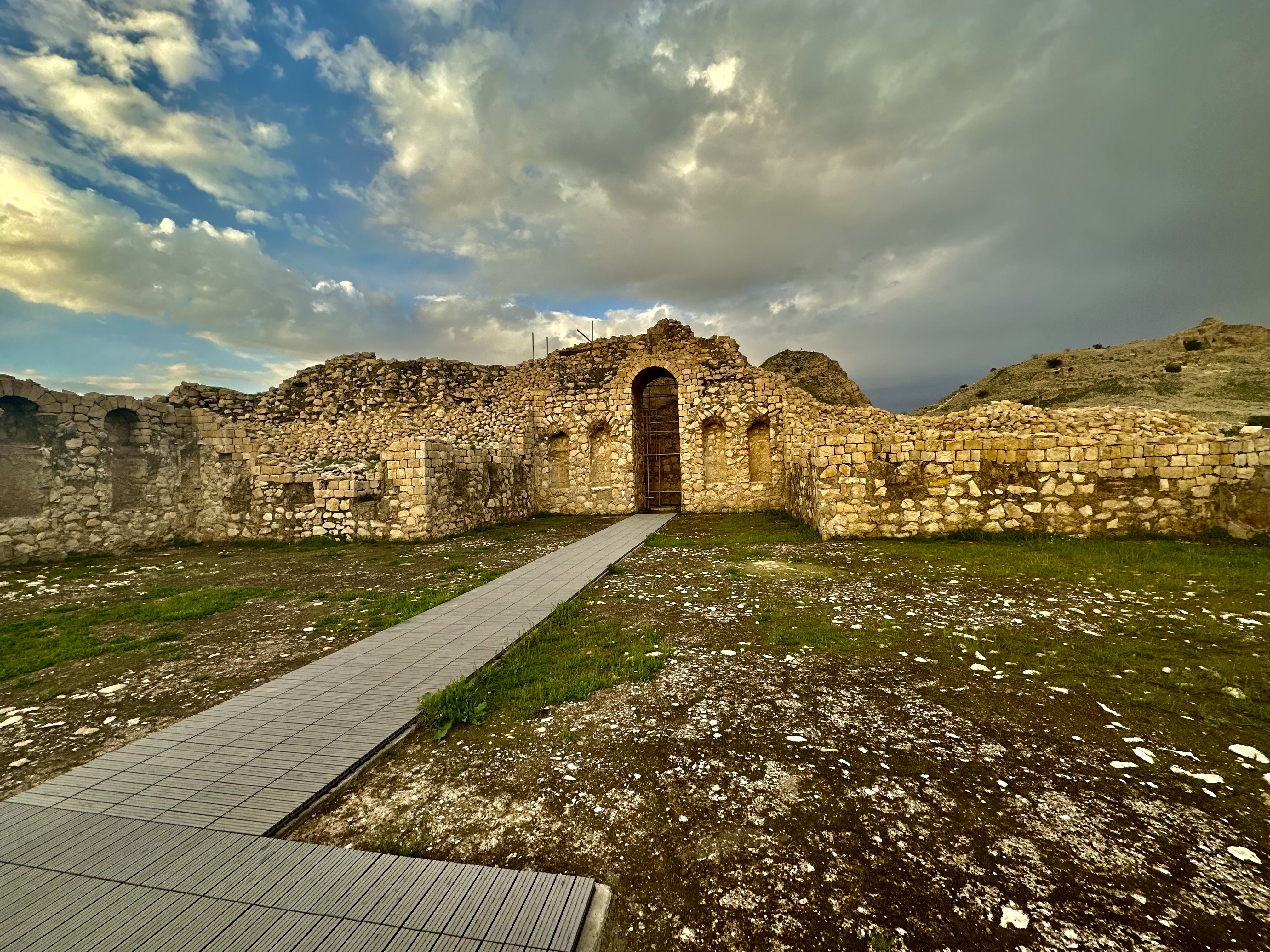
تالار تشریفات سلطنتی
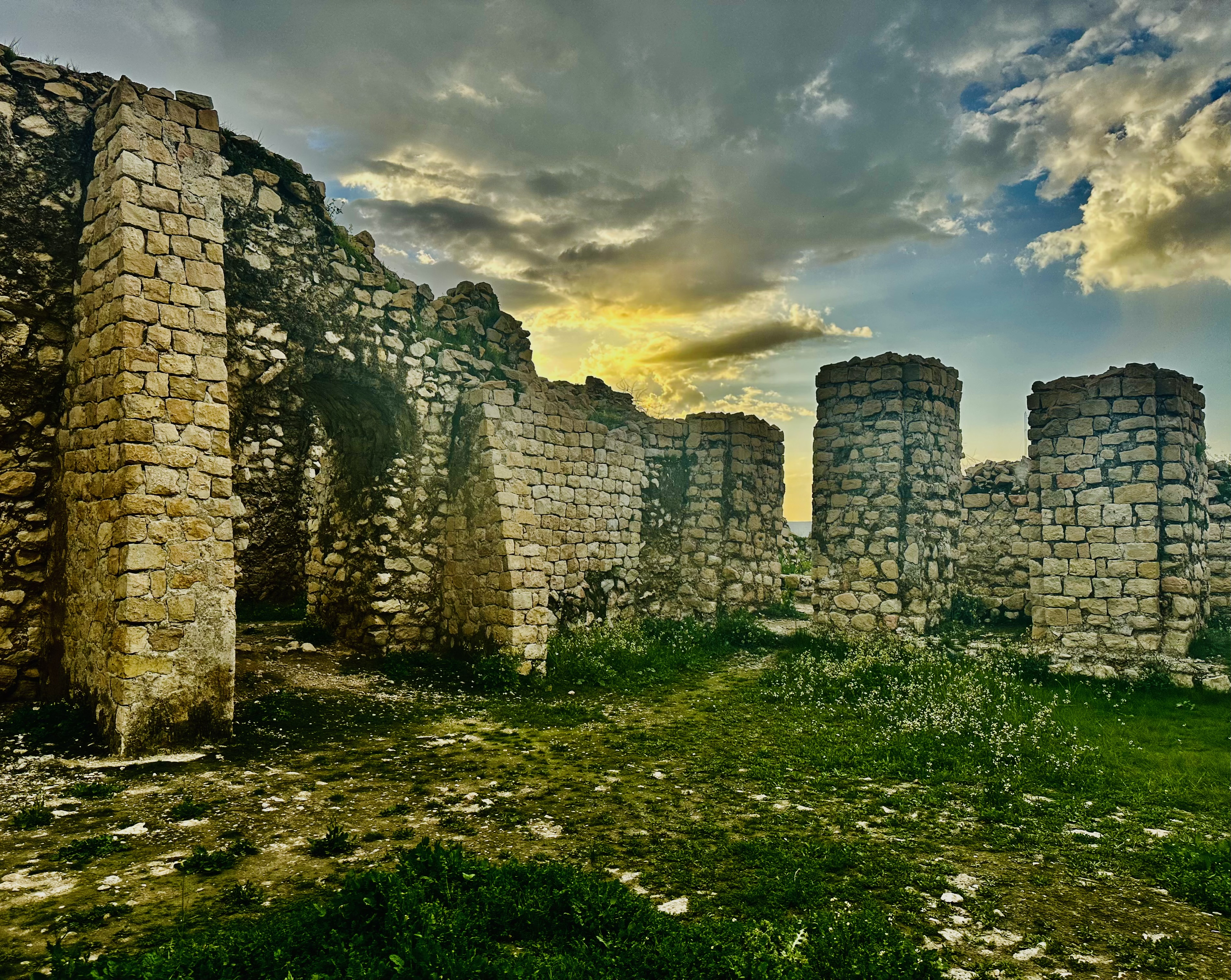
ایوان موزائیک

### غار و تندیس شاپور
غار شاپور در ارتفاع ۸۰۰ متری از سطح زمین واقع شده و پیکره شاپور یکم، پادشاه ساسانی به ارتفاع ۷ متر در ورودی آن قرار دارد. این تندیس بزرگ‌ترین مجسمه ایران باستان محسوب می‌شود. غار شاپور نیز در فهرست آثار جهانی ثبت‌شده در یونسکو قرار دارد.

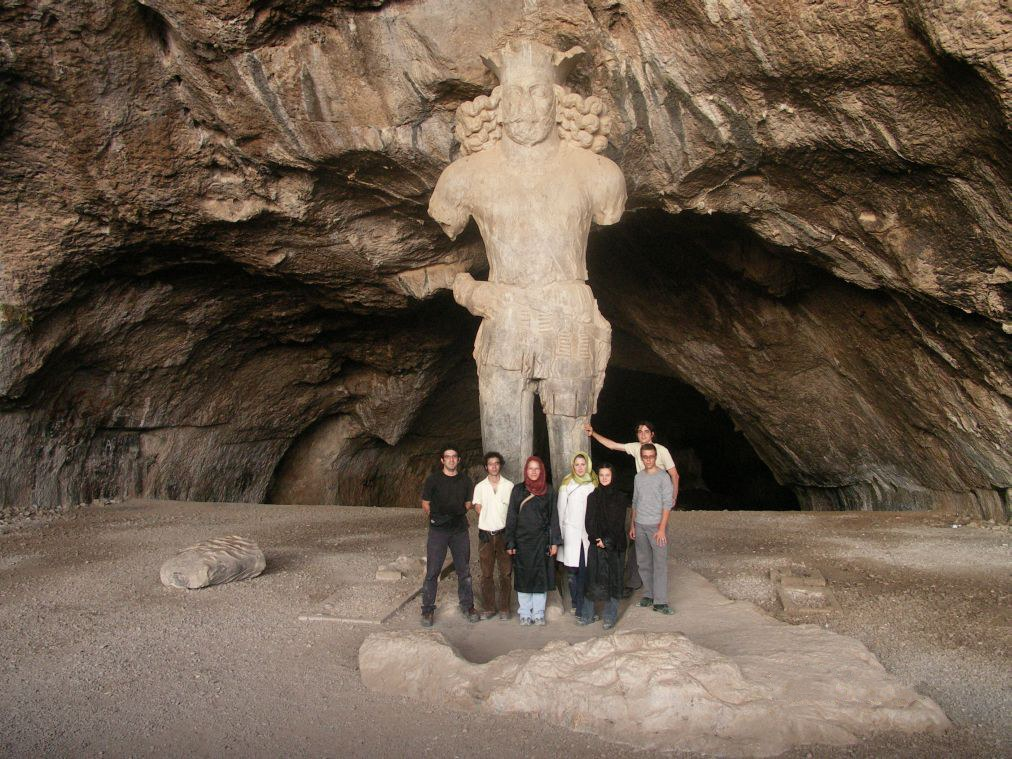
تندیس شاپور ساسانی در غار شاپور
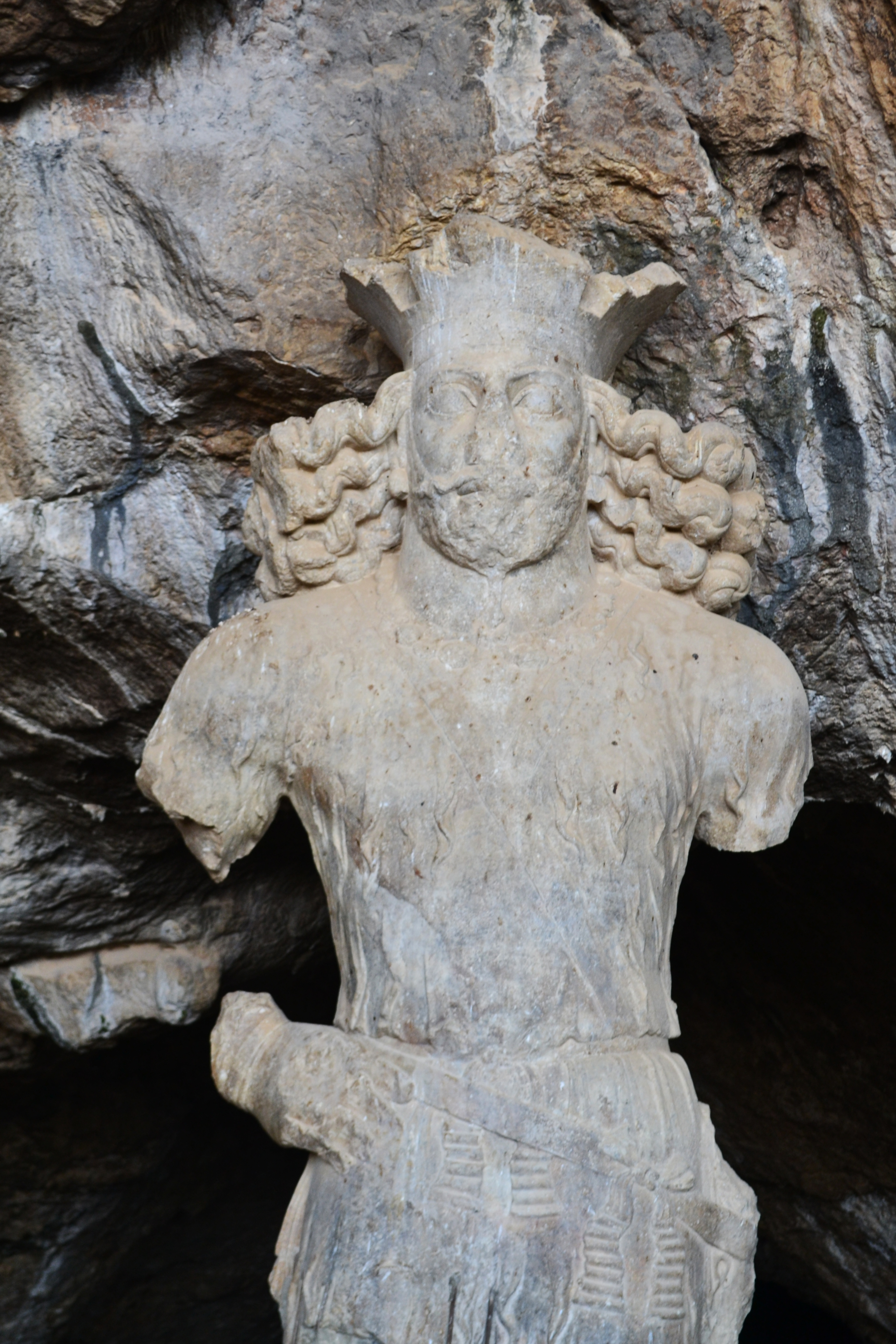
تندیس شاپور ساسانی
نمایی از ورودی غار شاپور در شب
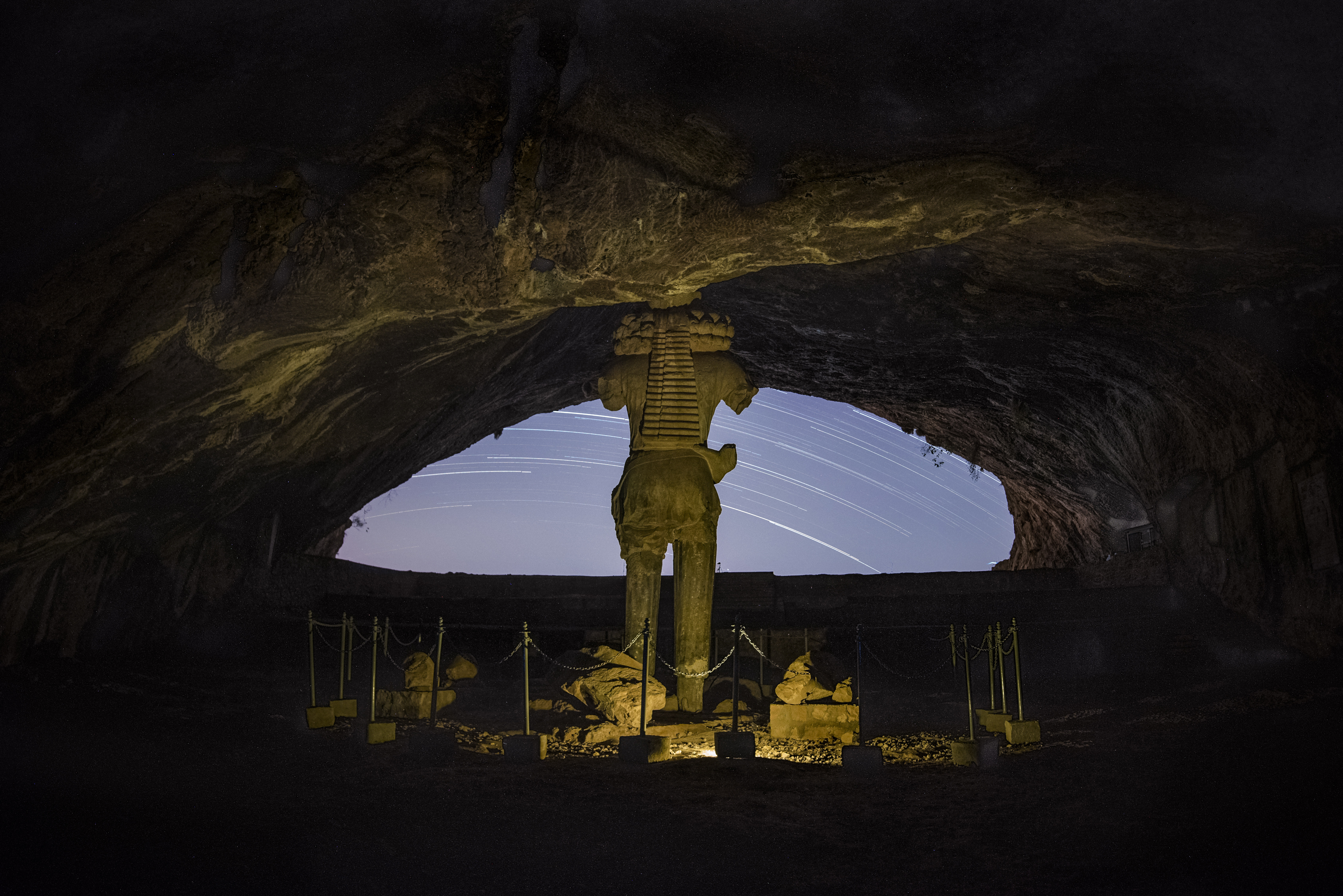
نمایی از پشت تندیس شاپور ساسانی

### تنگ چوگان
تنگ چوگان مجموعه‌ای از ۶ کتیبهٔ فاخر دورهٔ ساسانی‌است که در فهرست آثار جهانی یونسکو به ثبت رسیده‌اند. این تنگه محل انجام بازی چوگان توسط شاهان ساسانی بوده است. نقوش برجسته تنگ چوگان شامل شرح حوادثی همچون پیروزی شاپور یکم بر سه امپراتور روم، پیروزی بهرام دوم بر اعراب، مراسم دریافت فرّ ایزدی توسط شاپور یکم از اهورامزدا، پیروزی شاپور دوم بر یاغیان و حوادث تاریخی دیگر است.

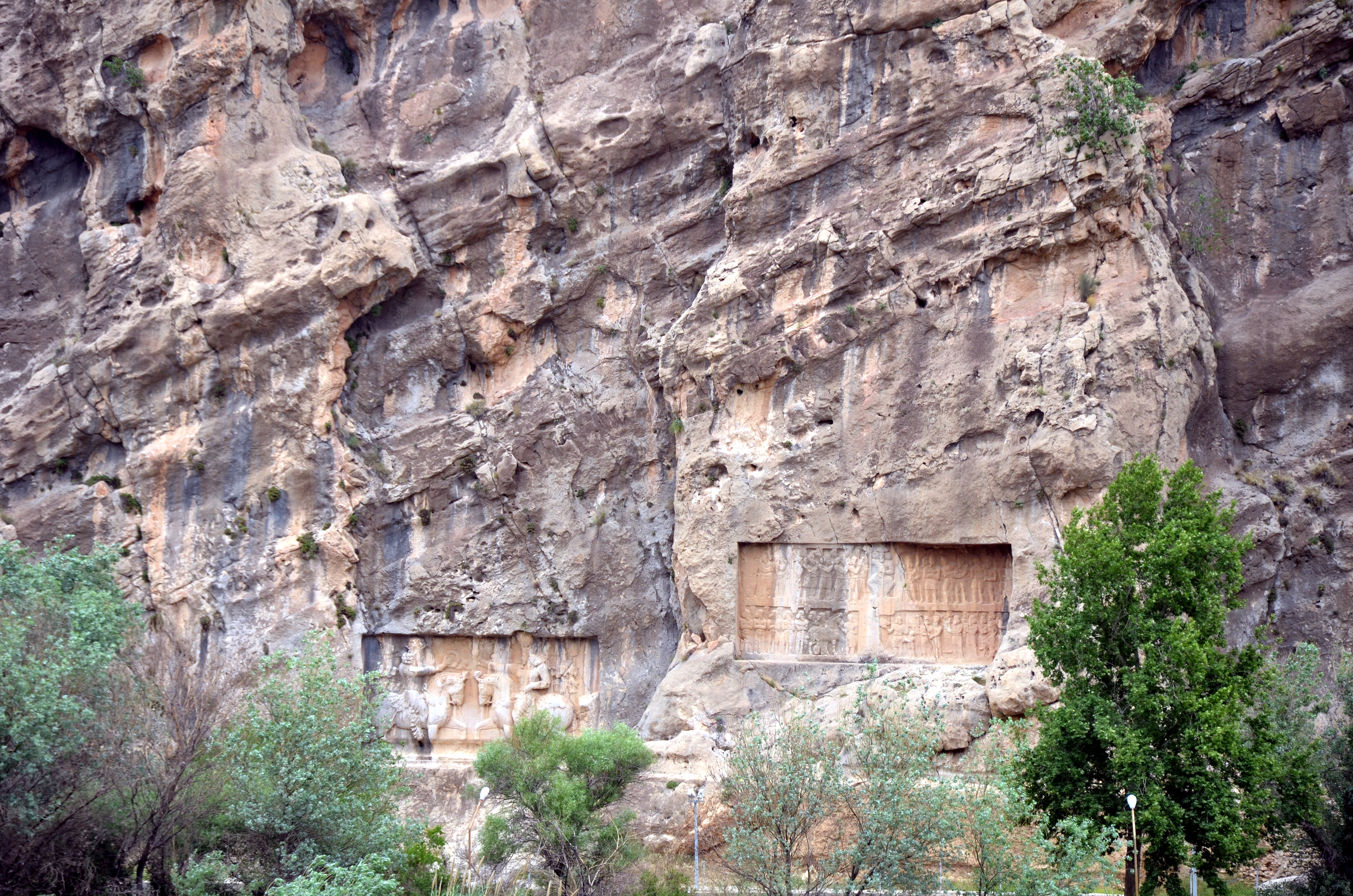
نقوش برجسته تنگ چوگان
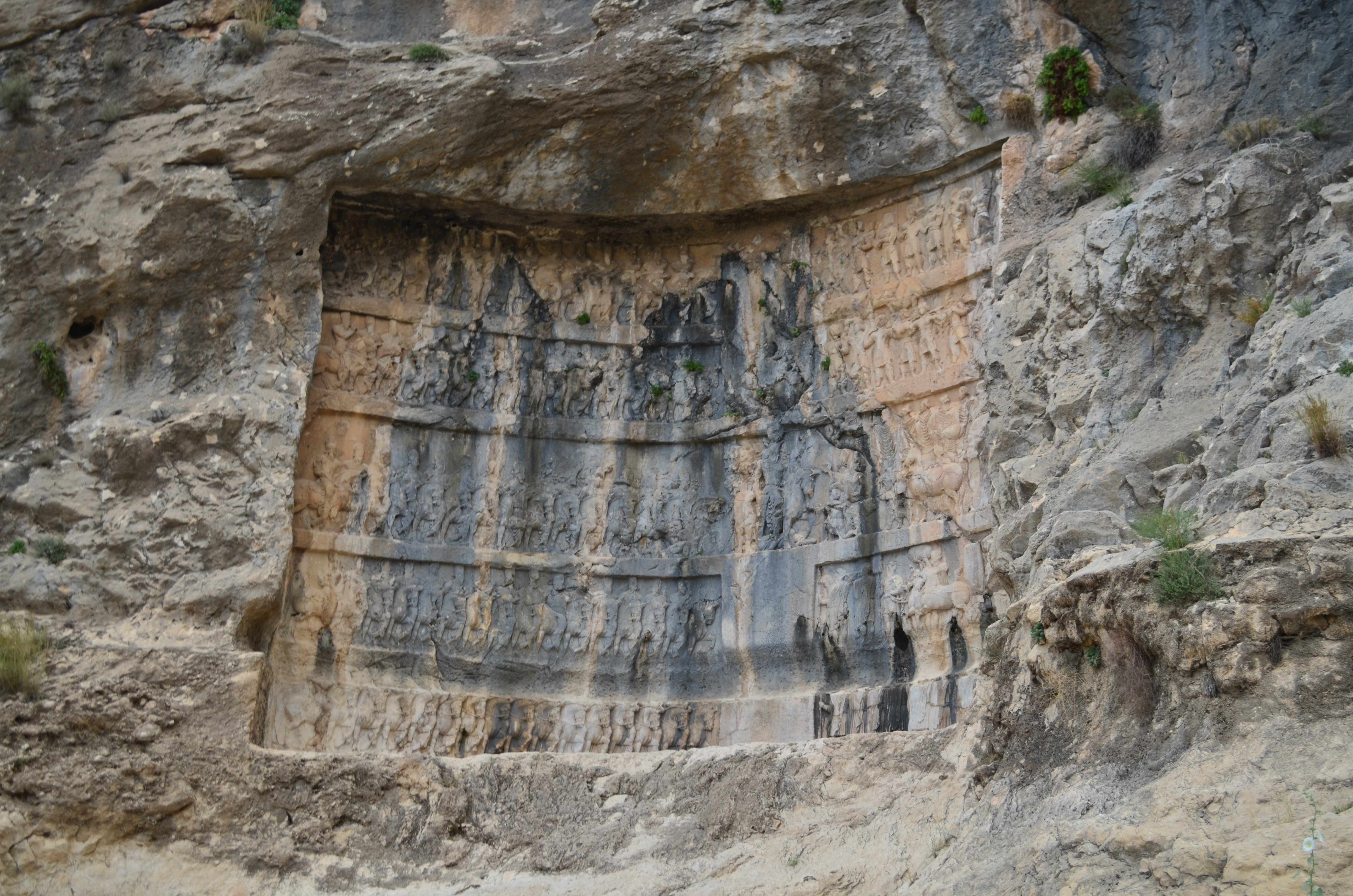
نقش‌برجسته در تنگ چوگان
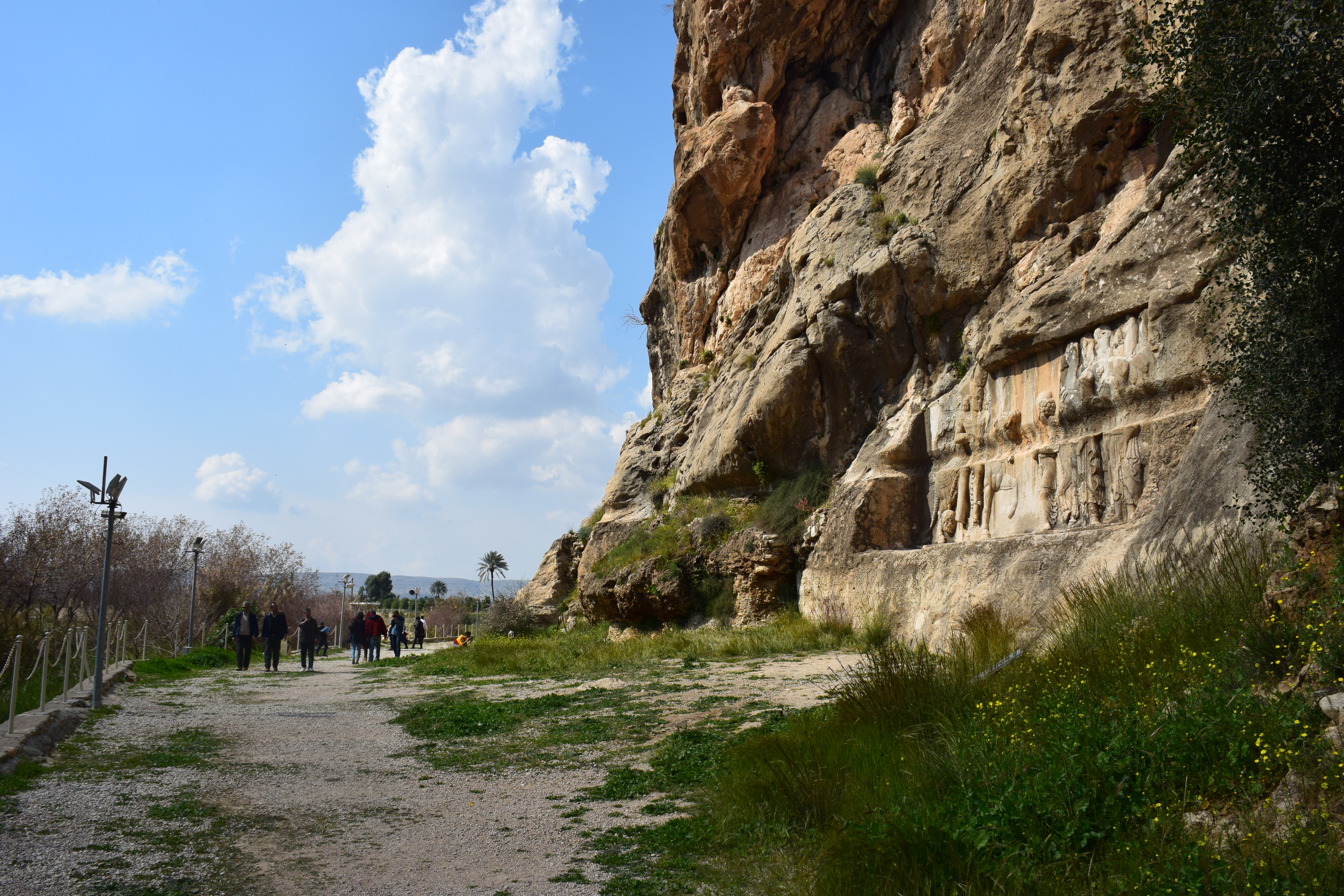
تنگ چوگان
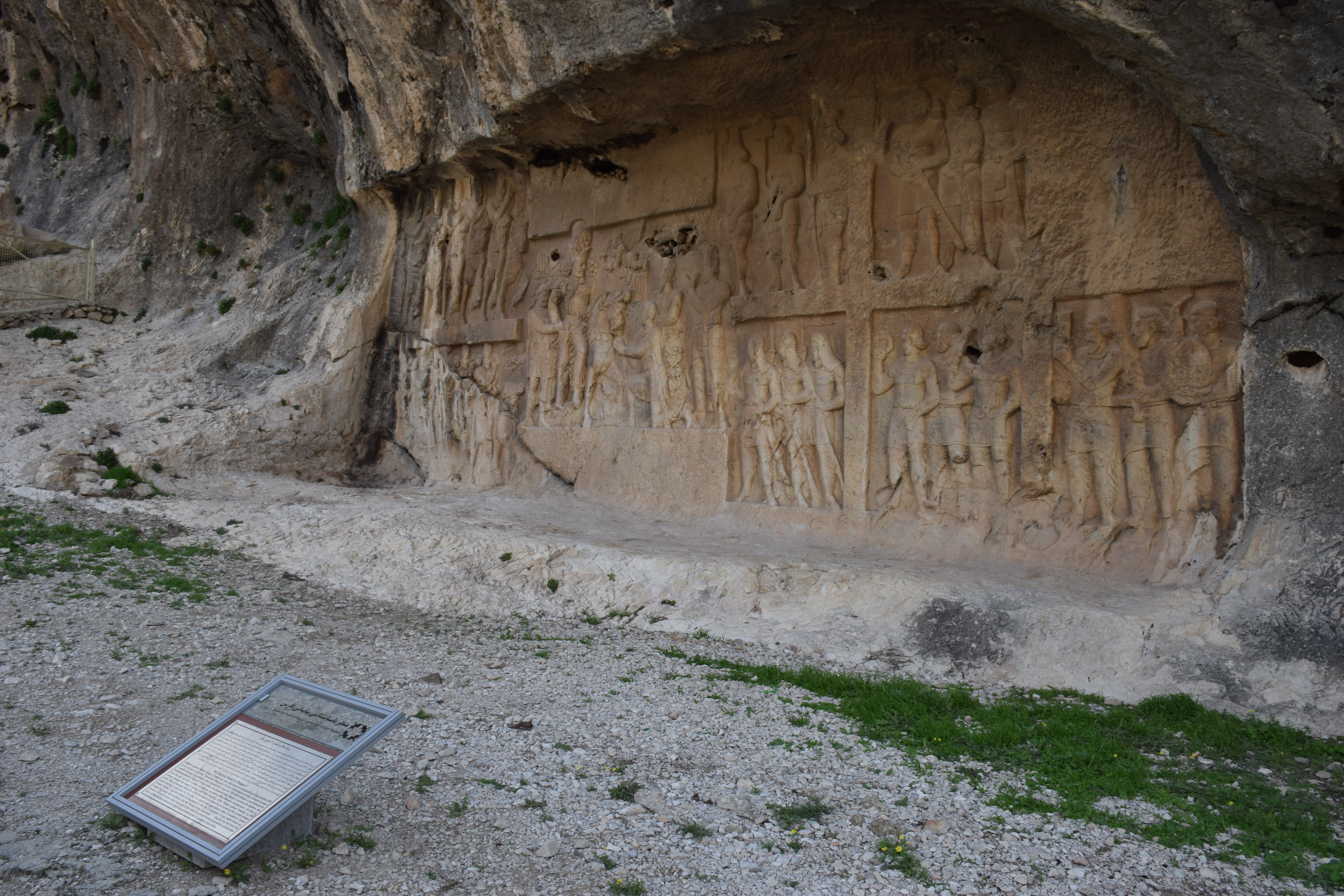
یک نقش‌برجسته در تنگ چوگان
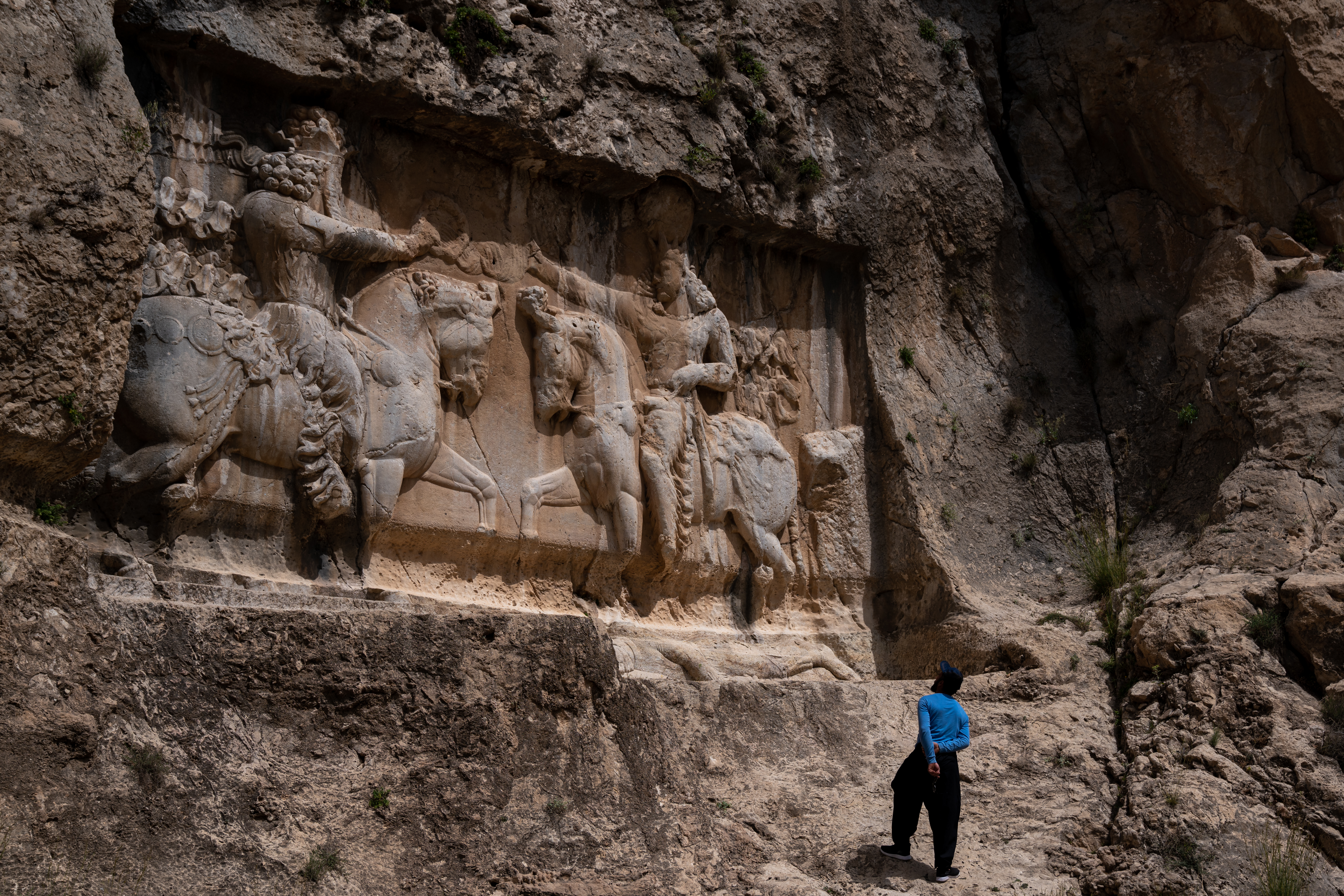
یک نقش‌برجسته در تنگ چوگان

### بازار تاریخی کازرون
بازار بزرگ تاریخی کازرون یکی از معدود بازارهای سرپوشیده ایران به‌شمار می‌رود که بخشی از ساختمان جدید آن صفوی و بخشی قاجاری‌است.
این بازار شامل زیرمجموعه‌هایی همچون بازار شاه‌حمزه، بازار معین‌التجار، بازار مُخی، بازار نمدمال‌ها، بازار طلافروشان، بازار لباس‌فروشان، بازار کفش‌فروشان، بازار برادران، بازار مس‌گران (ابافتح) و بازارهای کوچک دیگری است.

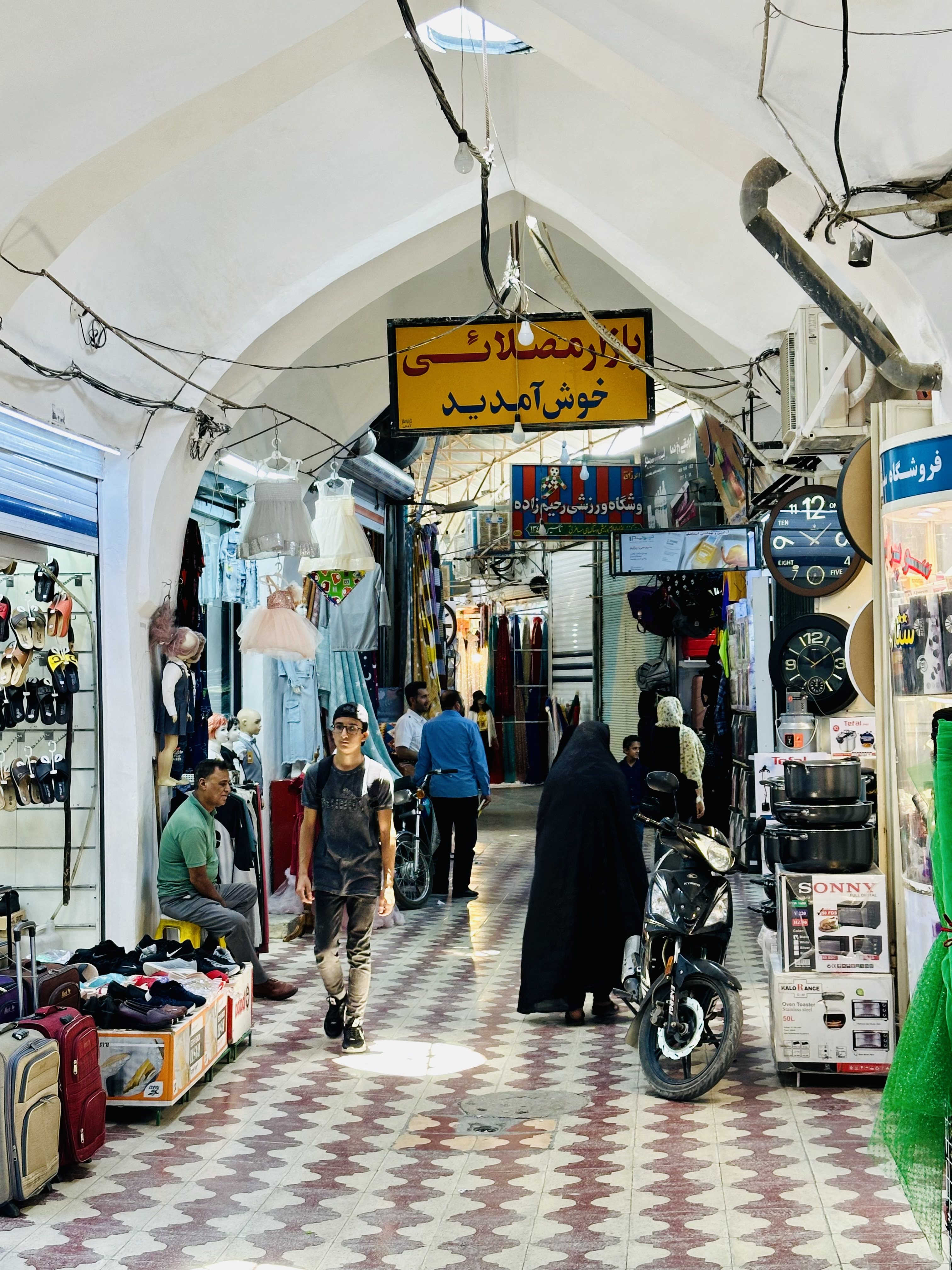
معماری بخشی از بازار سنتی کازرون
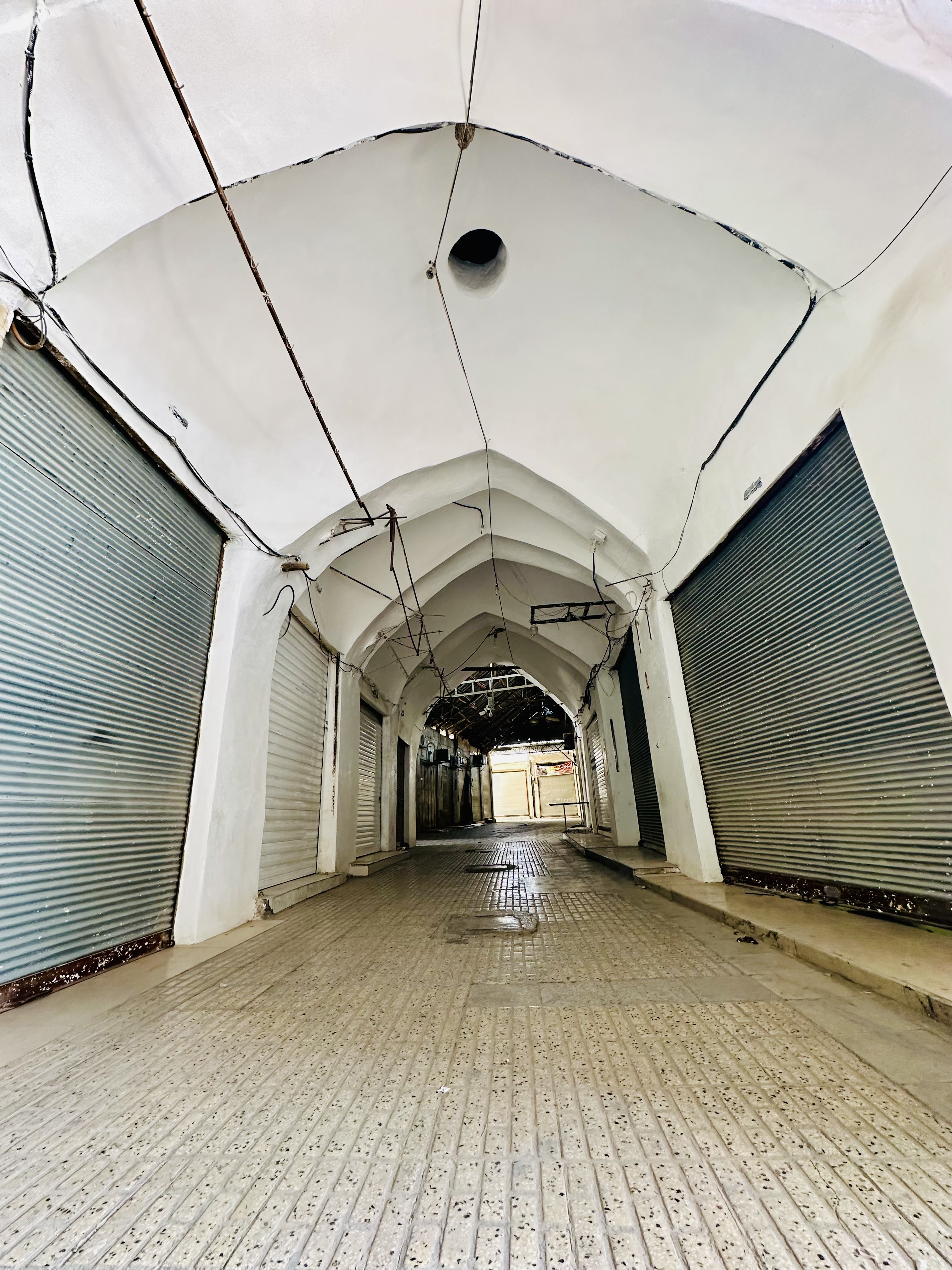
طاق‌های گچی بازار کازرون

### بافت تاریخی کازرون
بافت تاریخی شهر کازرون، مجموعه‌ای از خانه‌ها، مساجد، حمام‌ها، ساباط‌ها و سایر بناهای شاخص تاریخی‌است که عمدتاً مربوط به دوره‌های صفویه، زندیه و قاجاریه بوده است. مطابق با آخرین بررسی‌های صورت‌گرفته بیش از ۴۲۰ خانه دارای ارزش تاریخی و ۹ ساباط در بافت تاریخی شهر کازرون باقی‌مانده‌اند که تاکنون چندین مورد آن‌ها به ثبت ملی رسیده‌اند. معماری بافت سنتی کازرون، نمونه‌ای از تداوم معماری دورهٔ ساسانی در ترکیب با معماری پس از اسلام است.

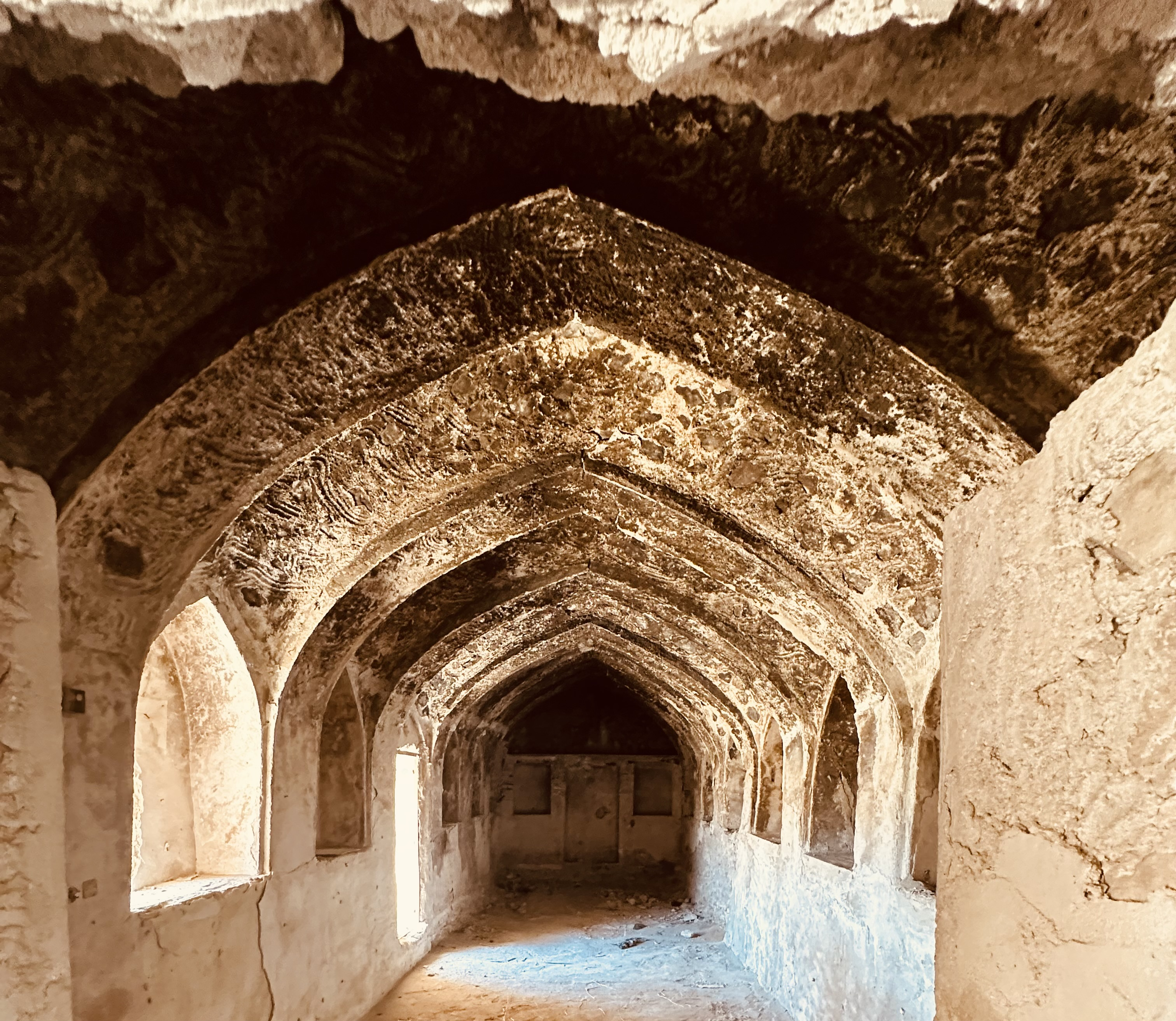
بنای مربوط به دورهٔ زندیه در بافت تاریخی کوی علیا
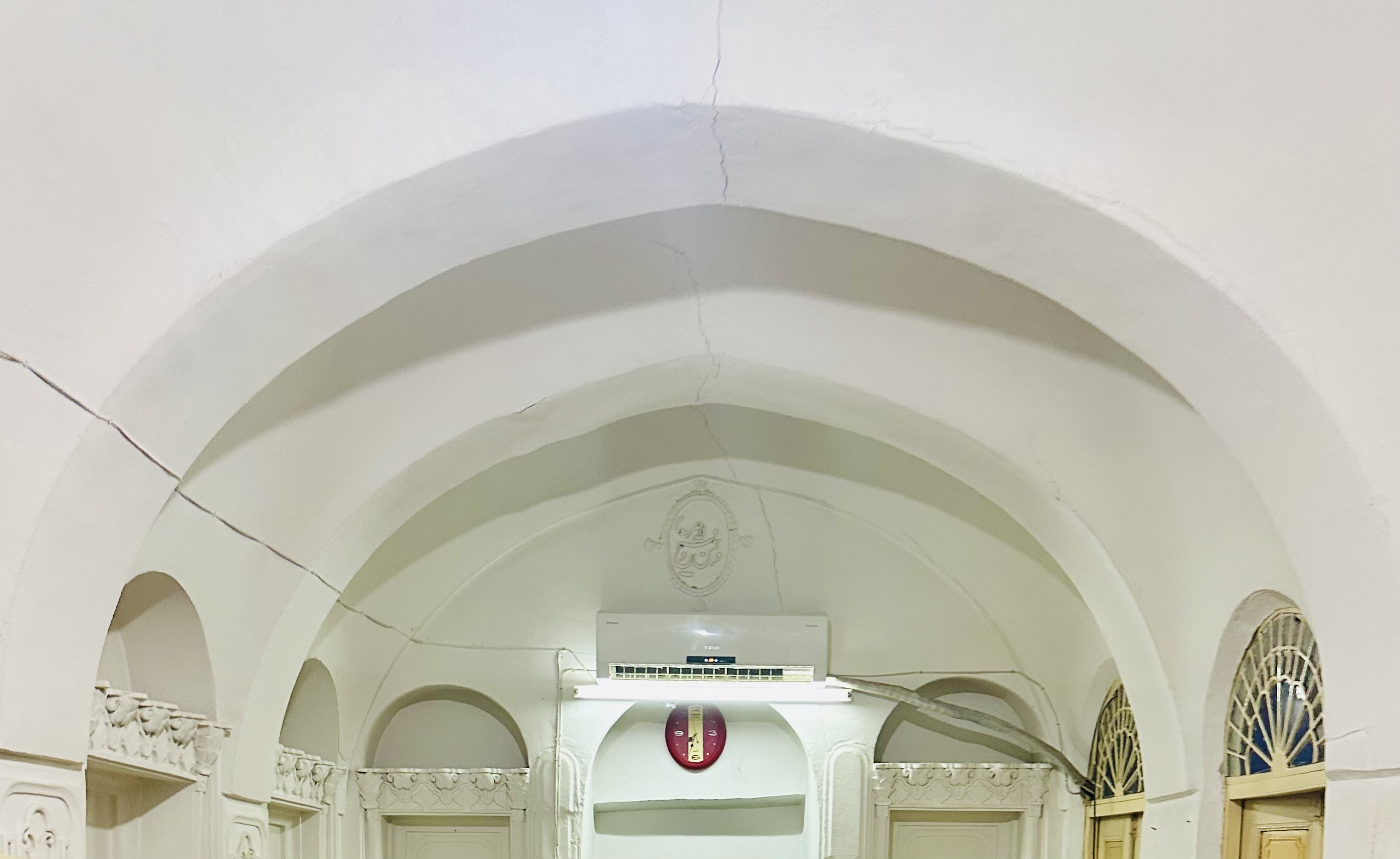
طاق گچی در بافت تاریخی کازرون
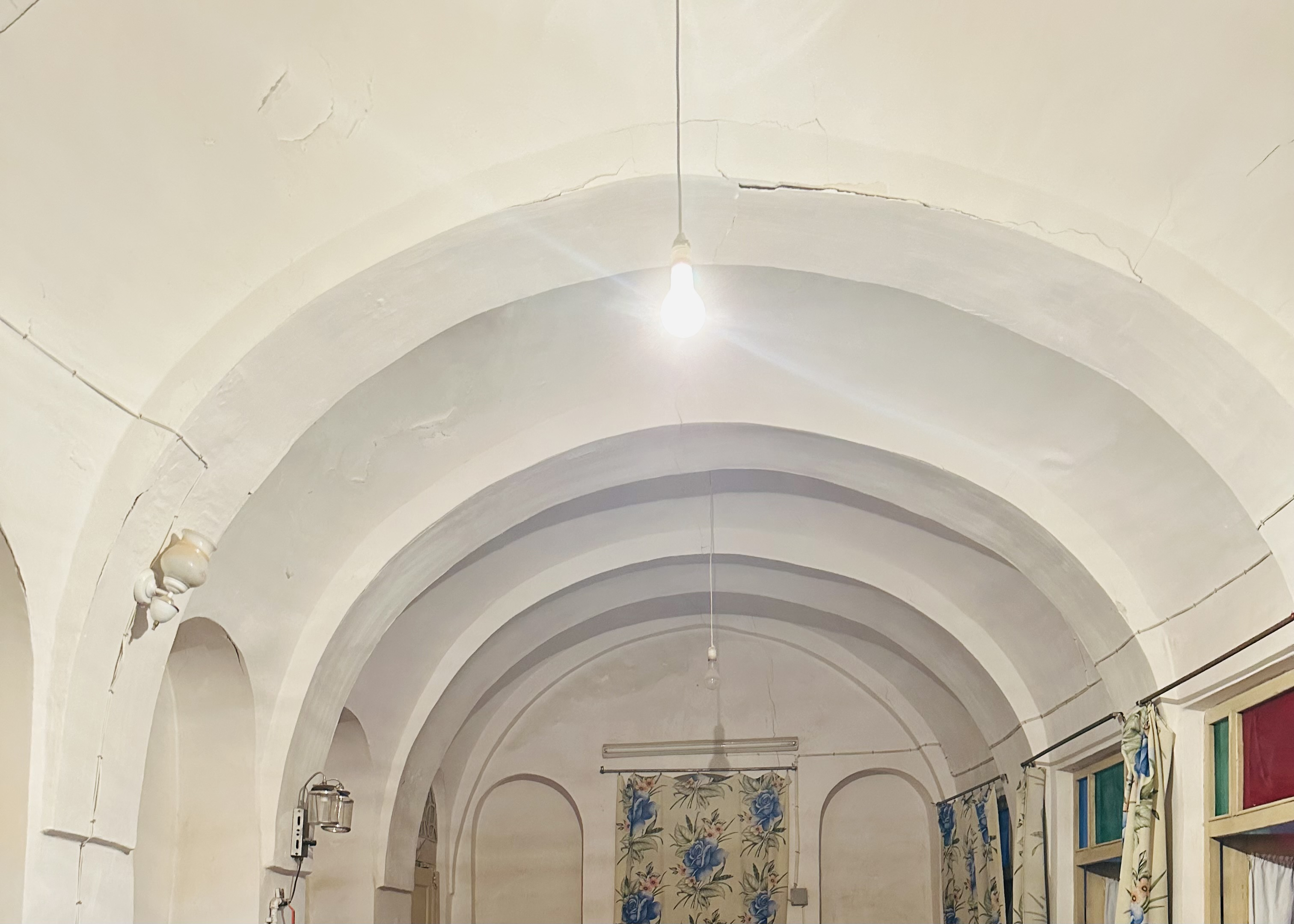
طاق گچی بلند در یکی از خانه‌های تاریخی کازرون
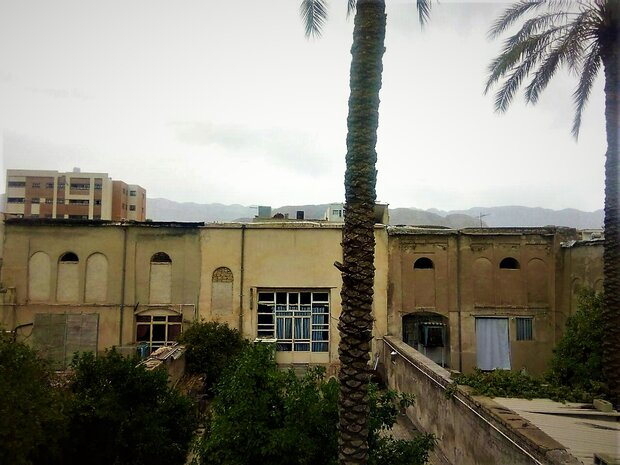
عمارت تاریخی حاج اسماعیل در بافت تاریخی کوی بازار
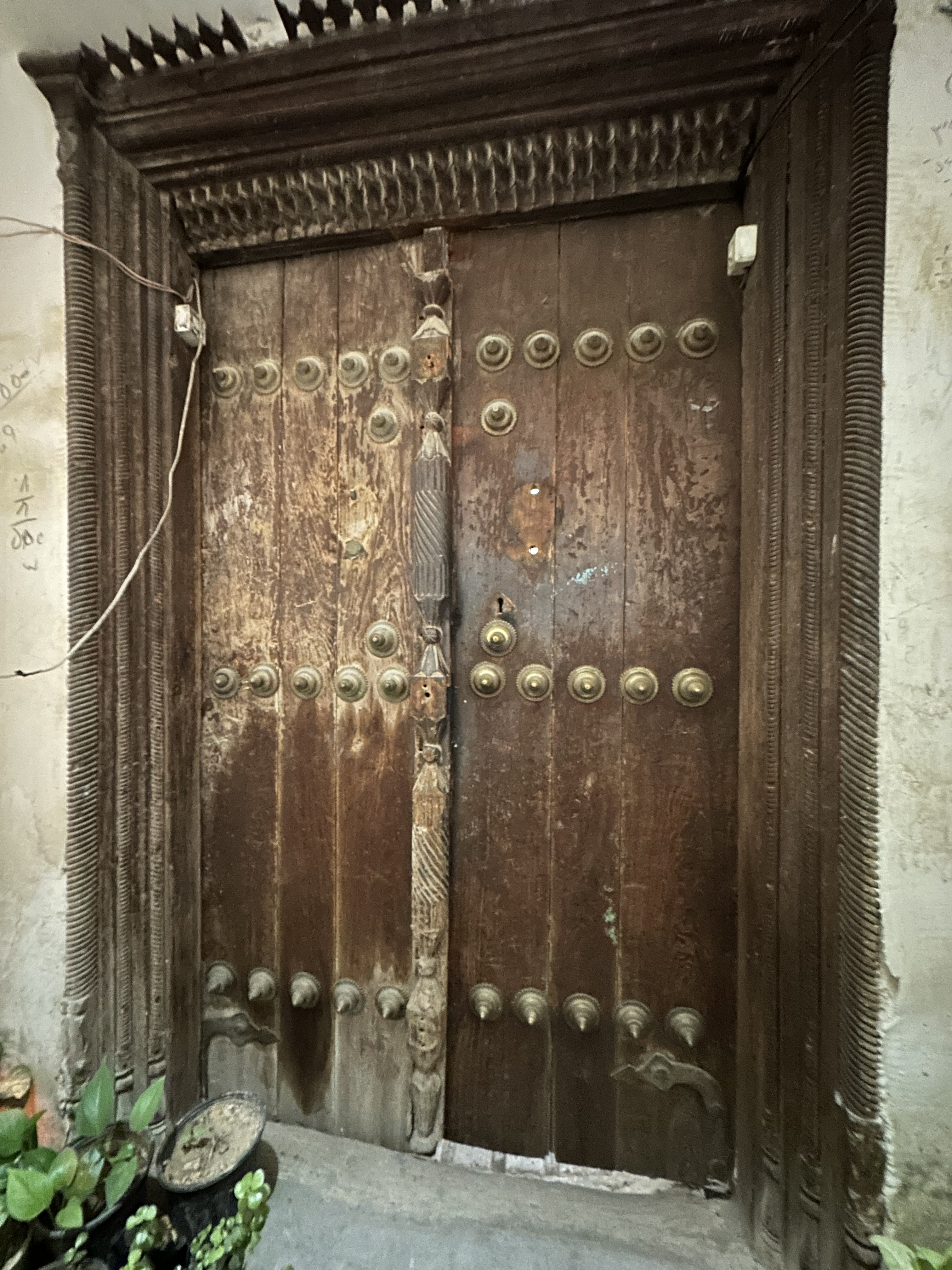
درب قاجاری در بافت تاریخی کوی مصلی
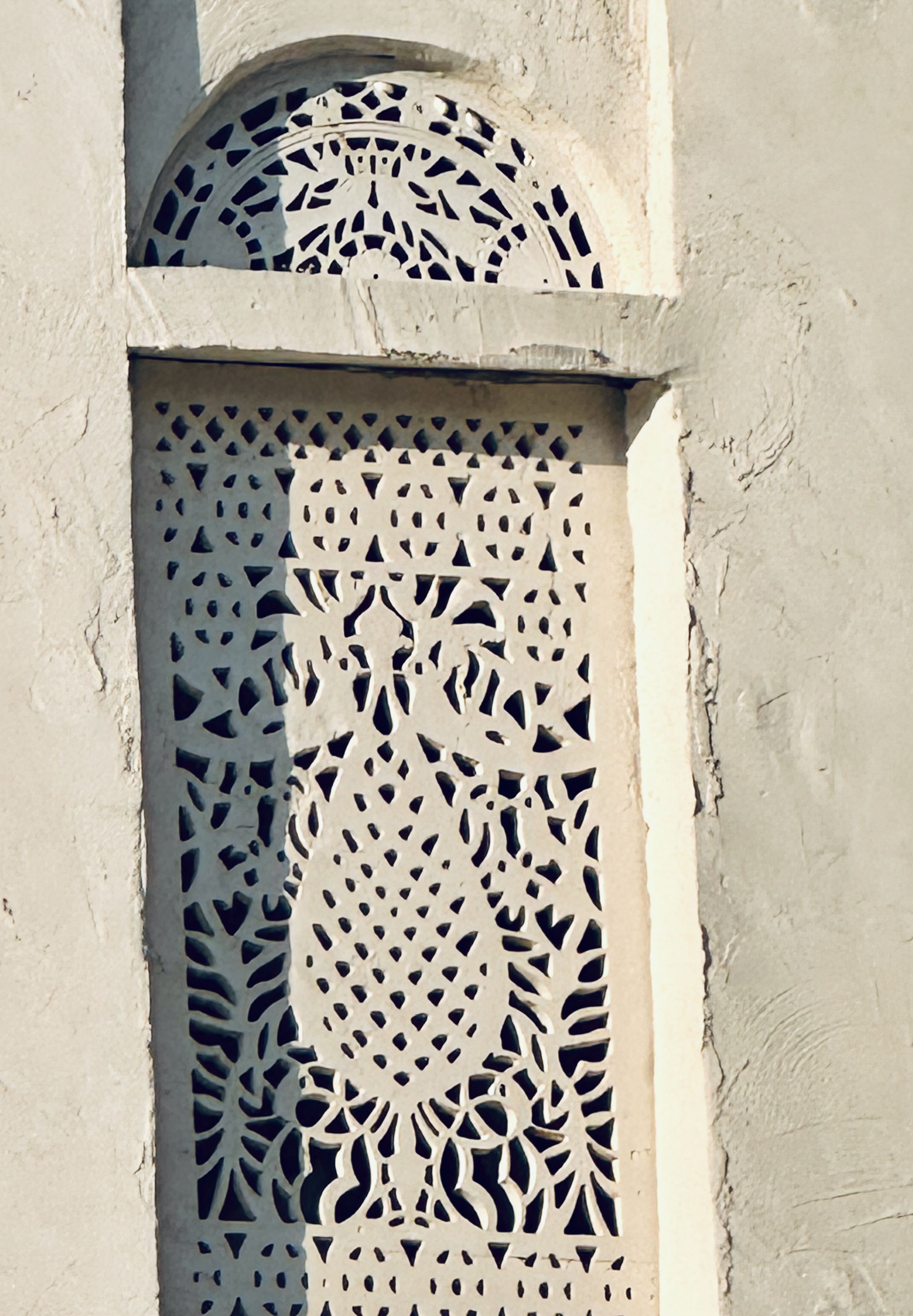
پنجره‌ای با معماری بومی کازرون در بافت تاریخی کوی علیا
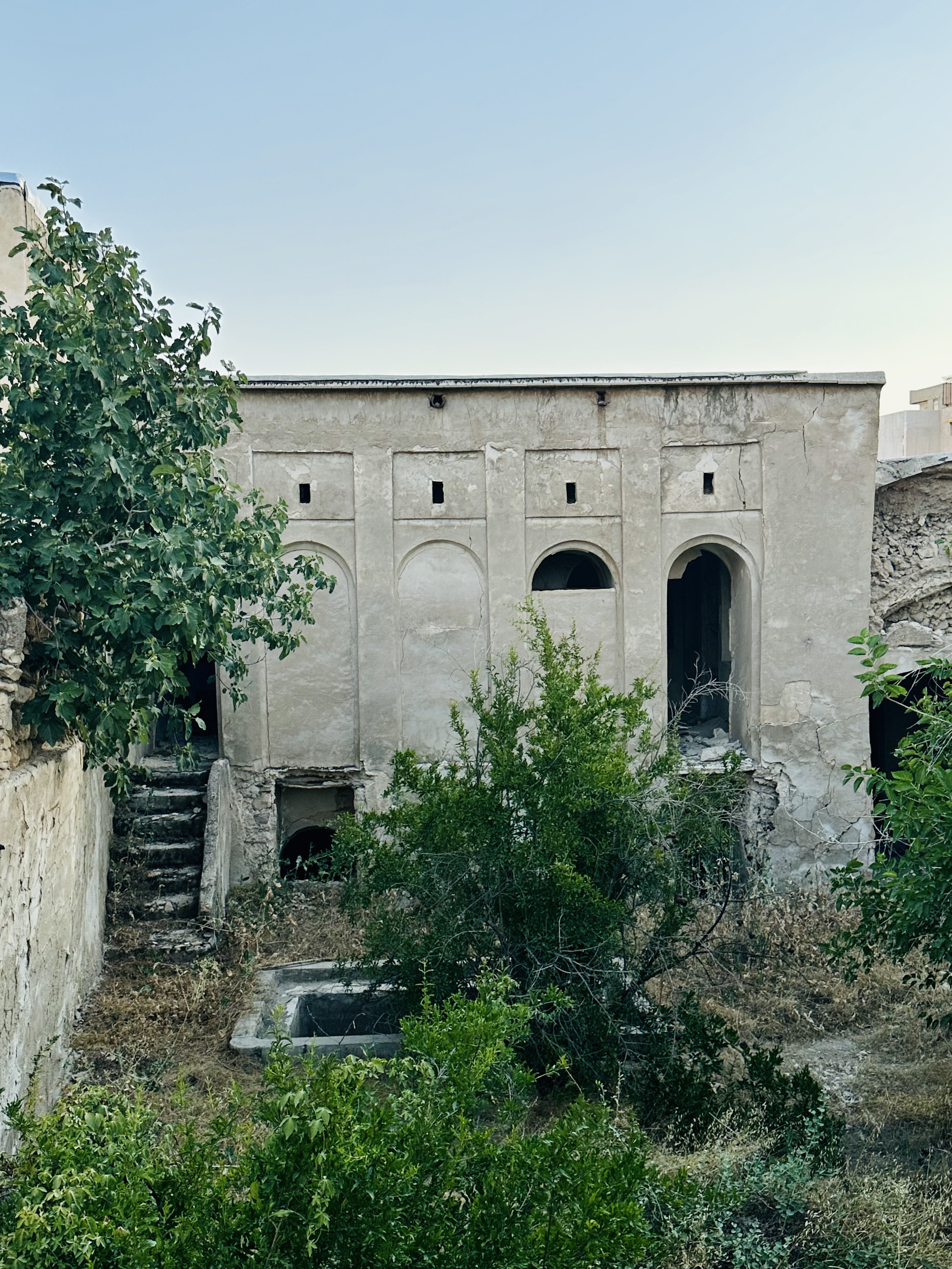
یک خانه قاجاری در بافت تاریخی کوی علیا
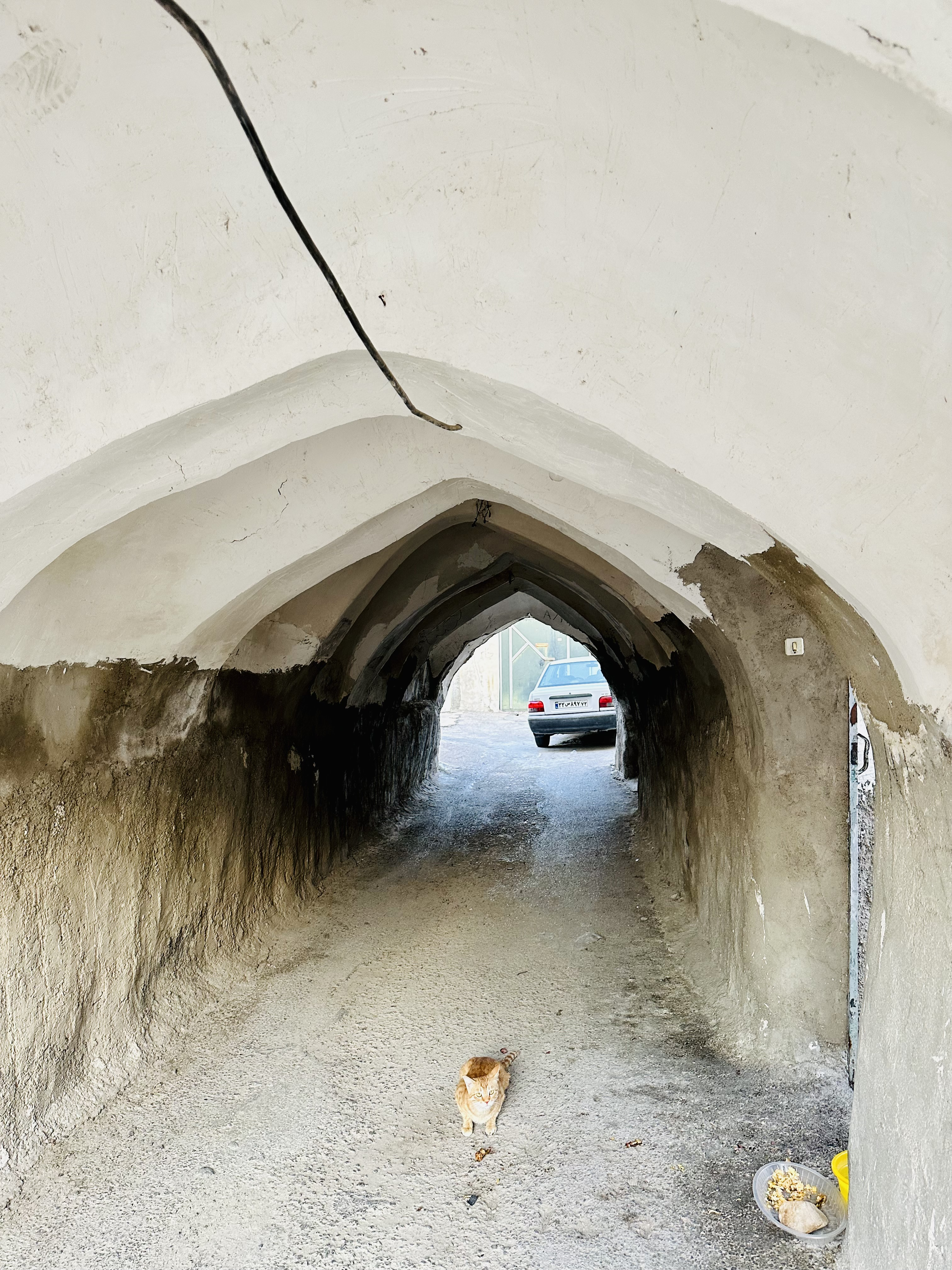
یک ساباط (کوچه سرپوشیده) در بافت تاریخی کوی علیا
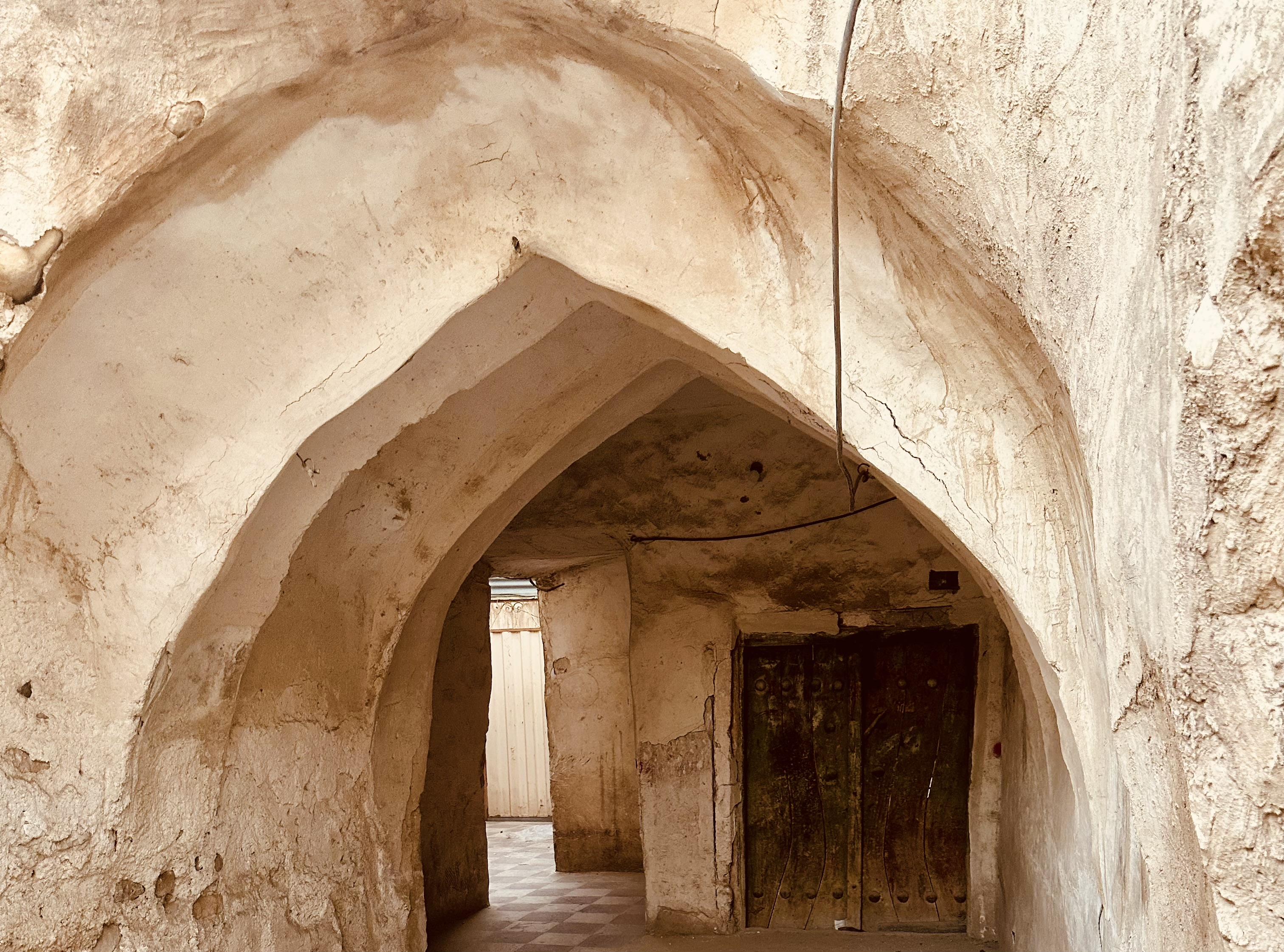
یک ساباط (کوچه سرپوشیده) در بافت تاریخی کوی مصلی

### دریاچه پریشان
دریاچهٔ پریشان با ۴۳۰۰ هکتار مساحت تا قبل از خشکسالی در سال ۱۳۸۷ به‌عنوان بزرگ‌ترین دریاچهٔ آب شیرین در خاورمیانه به‌شمار می‌رفت. این دریاچه به‌عنوان یک تالاب بین‌المللی و منطقهٔ حفاظت‌شده، زیستگاه انواع ماهی‌ها و پرندگان مهاجر بود. اساسی‌ترین پروژه مطرح‌شده برای احیای این دریاچه، انتقال آب از سد نرگسی بوده است.

نمایی از دریاچه پریشان پیش از خشکسالینمایی از دریاچه پریشان پیش از خشکسالی
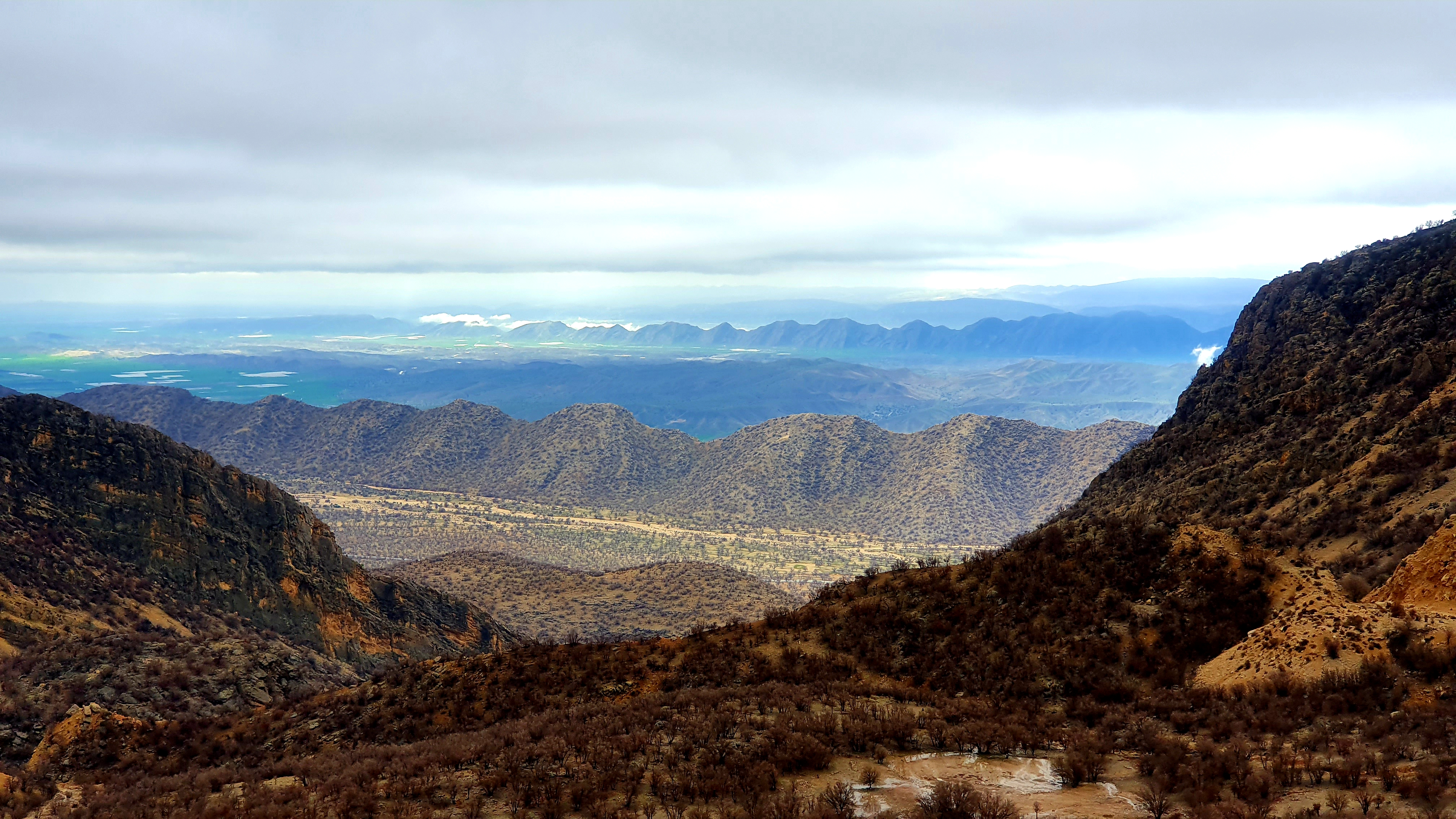
دورنمایی از بستر دریاچه پریشان از فراز کوه‌های جنگل دشت برم
سراسرنمای دریاچه پریشان

### جنگل دشت برم
جنگل دشت برم با بیش از ۲۵۰۰۰ هکتار وسعت، بزرگ‌ترین جنگل بلوط در خاورمیانه، ذخیره‌گاه زیست‌کره یونسکو و زیستگاه انواع گونه‌های کمیاب جانوری از جمله گوزن زرد ایرانی است و یکی از جاذبه‌های گردشگری شاخص در کازرون به حساب می‌آید.

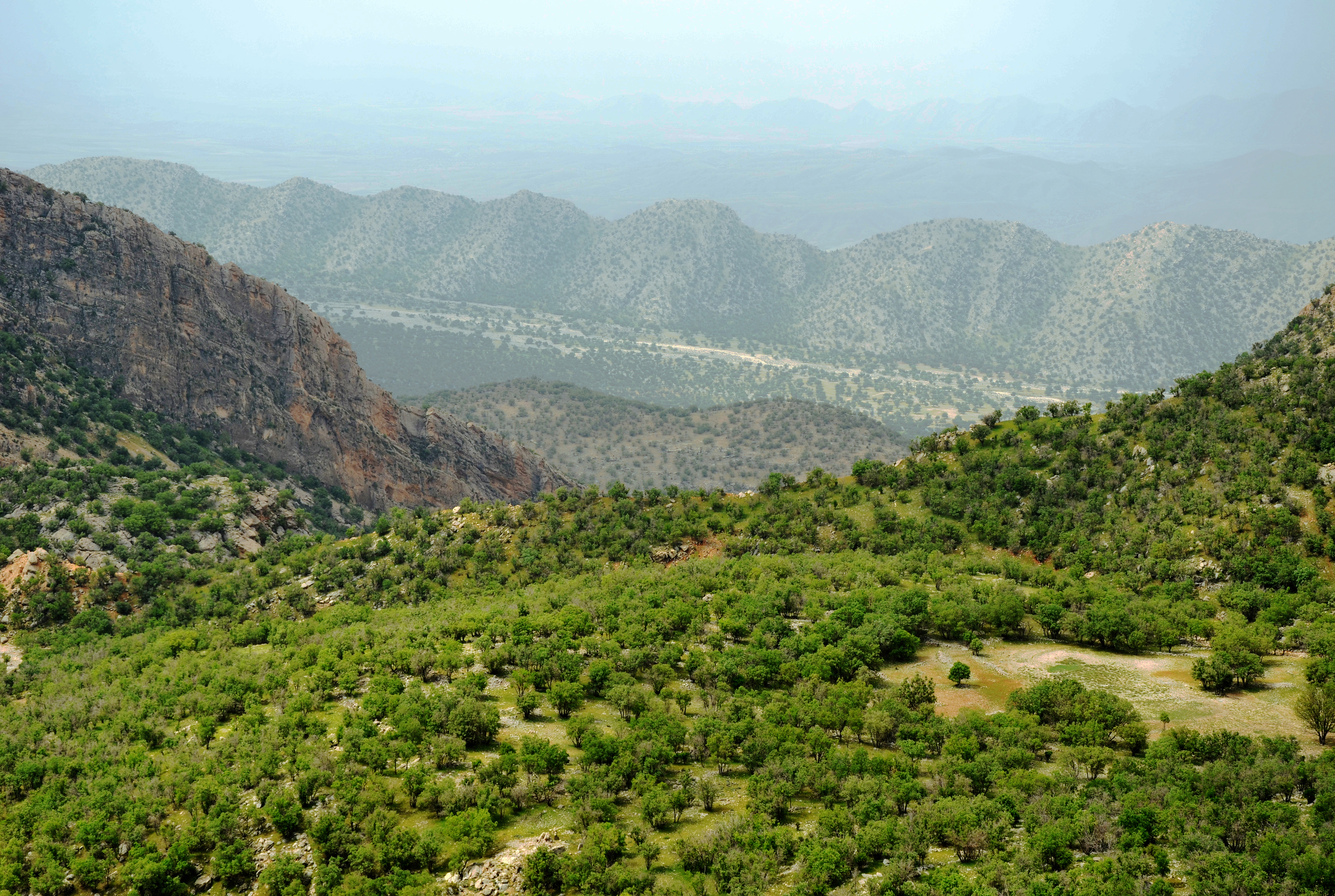
پوشش گیاهی دشت برم
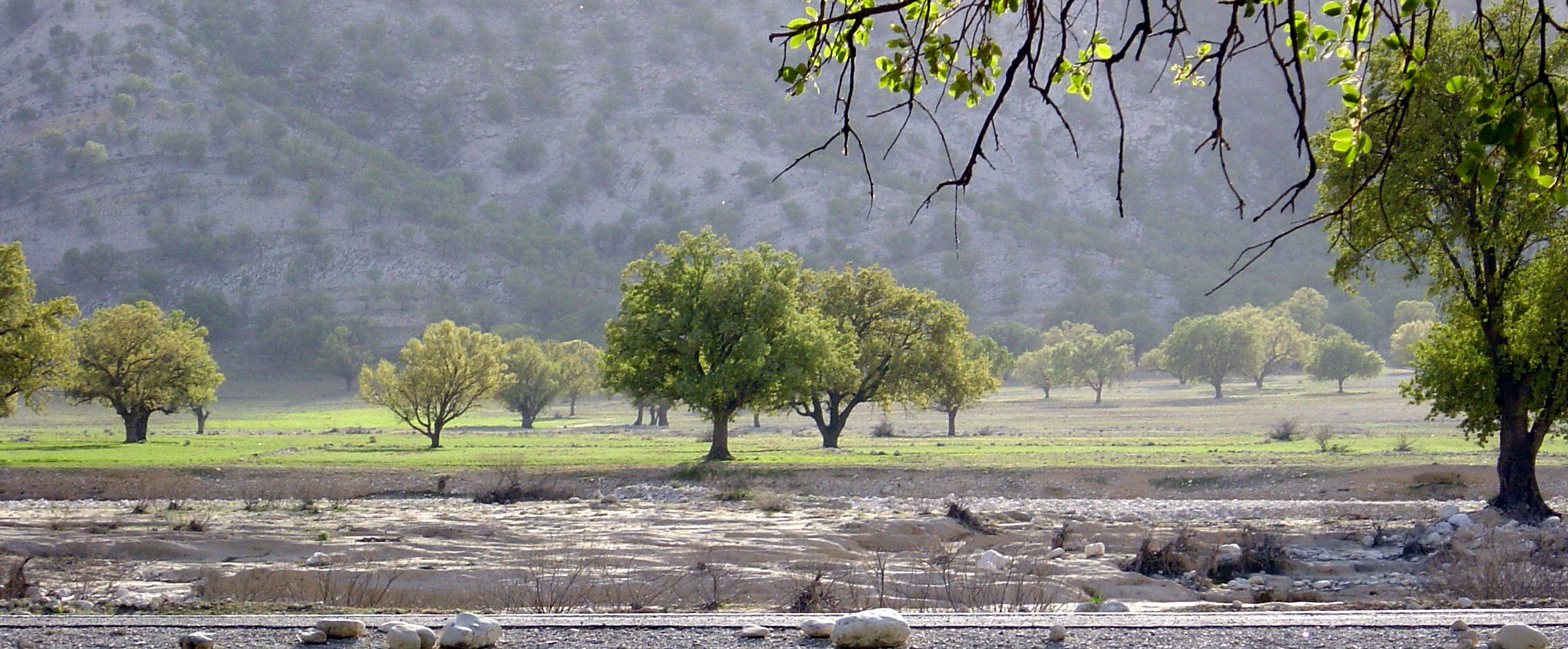
نمایی از دشت برم
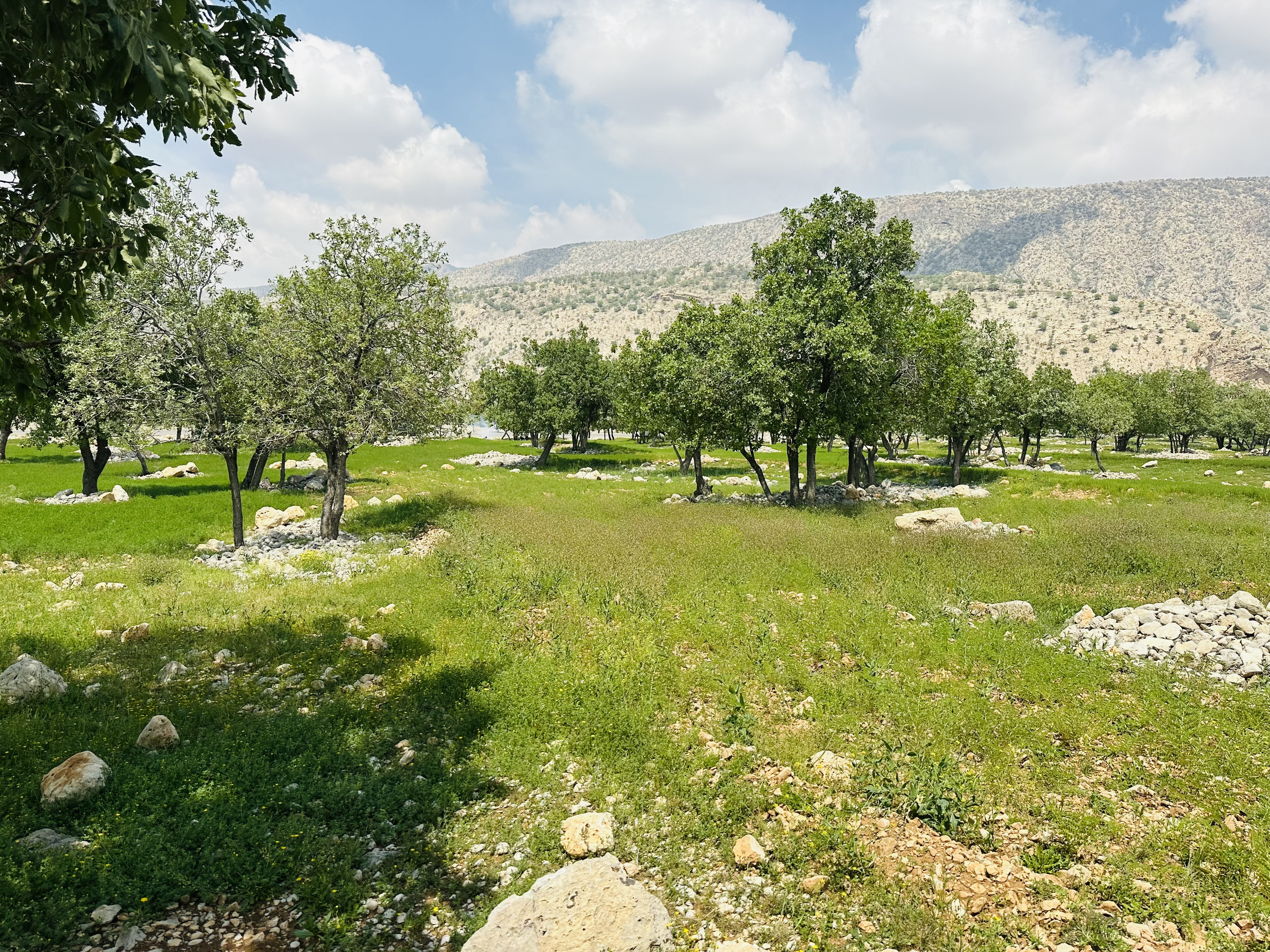
درختان بلوط و گل‌های شقایق در دشت برم
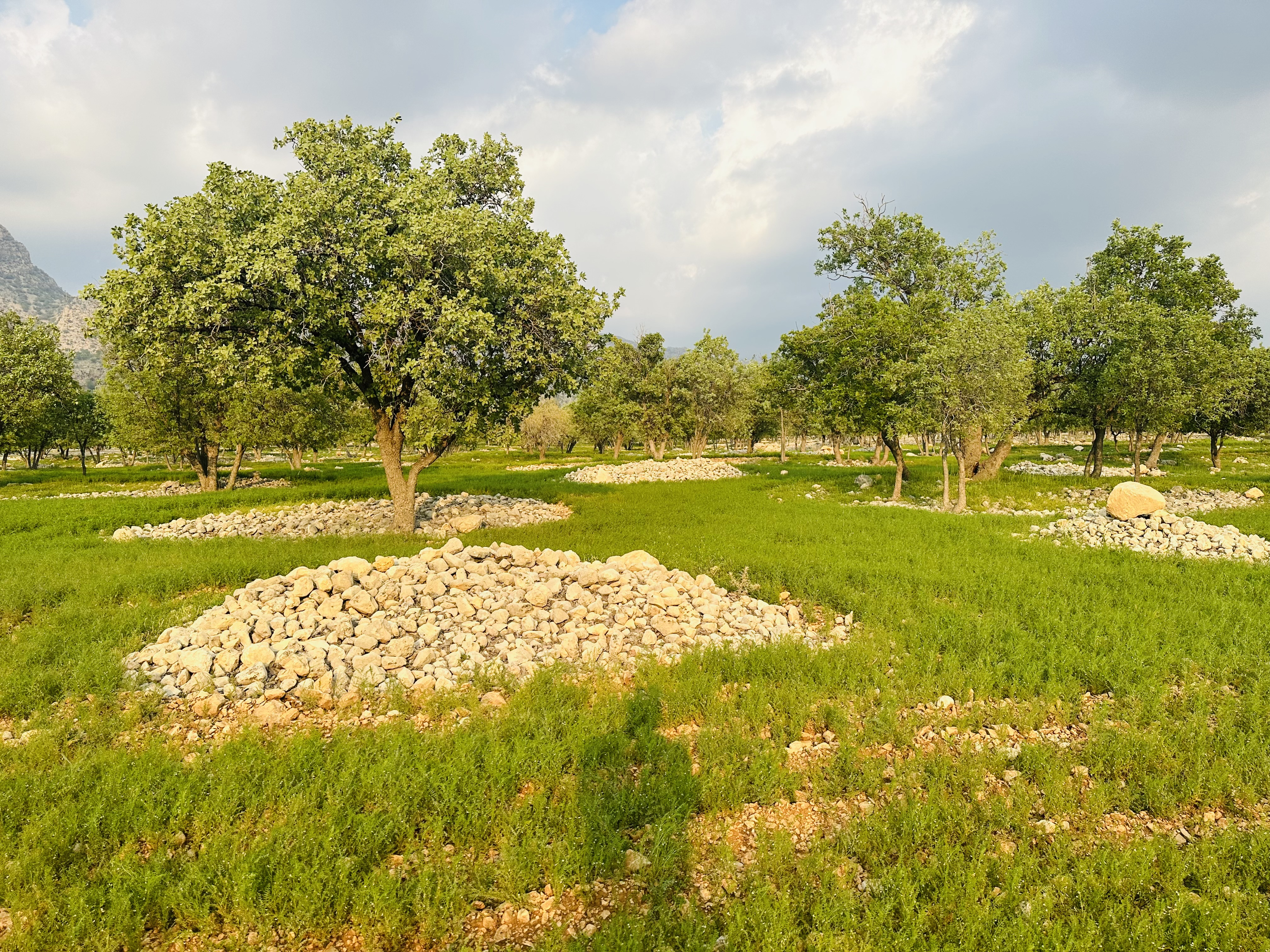
طبیعت دشت برم
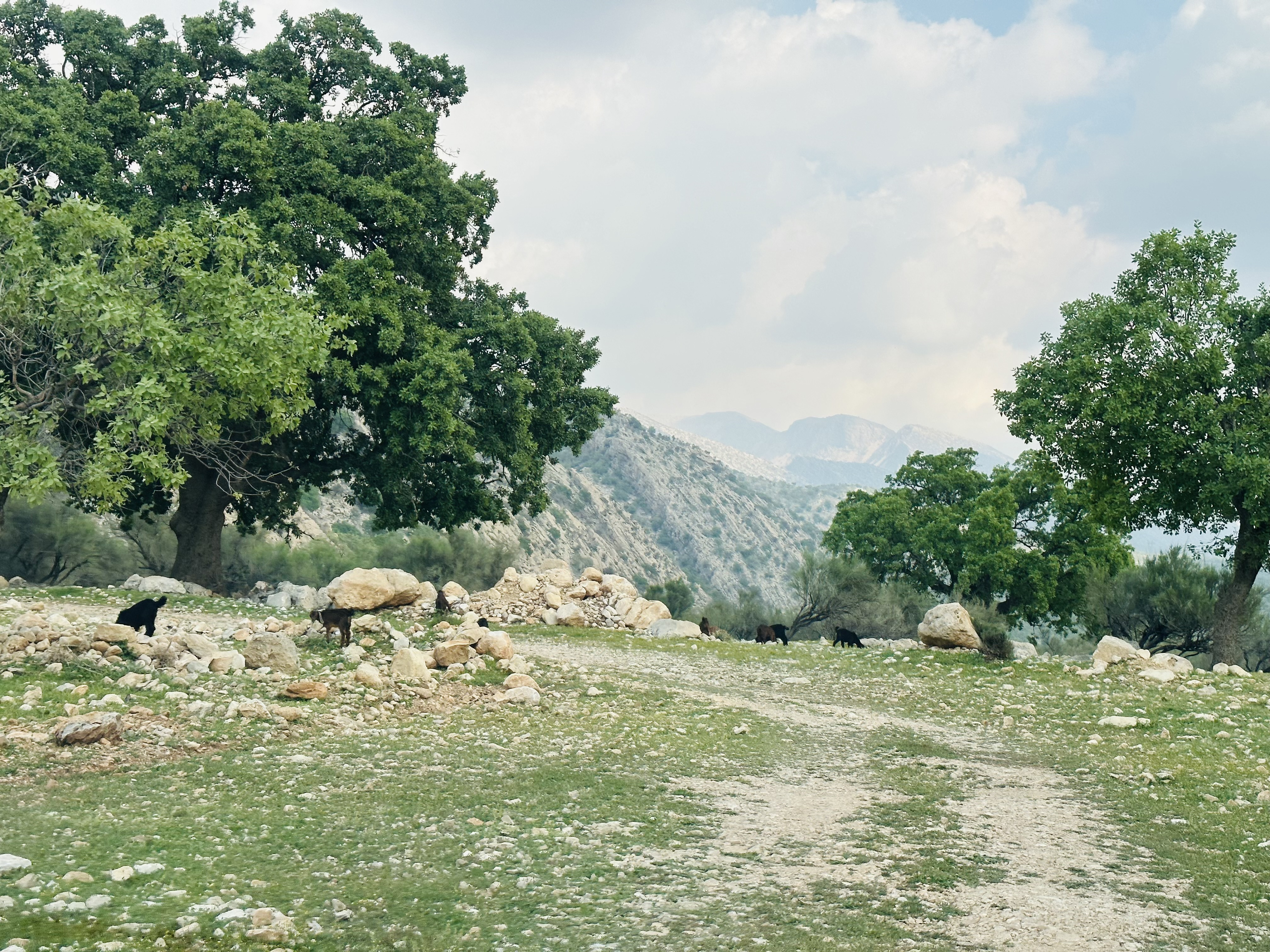
یک راه دسترسی محلی در دشت برم

### نرگس‌زار کازرون
نرگس‌زار کازرون با ۱۴۰ هکتار وسعت، بزرگ‌ترین نرگس‌زار طبیعی ایران است و به‌عنوان خانه نرگس ایران شناخته می‌شود. هرساله در بهمن‌ماه، جشنواره گل نرگس در این نرگس‌زار برگزار می‌شود.

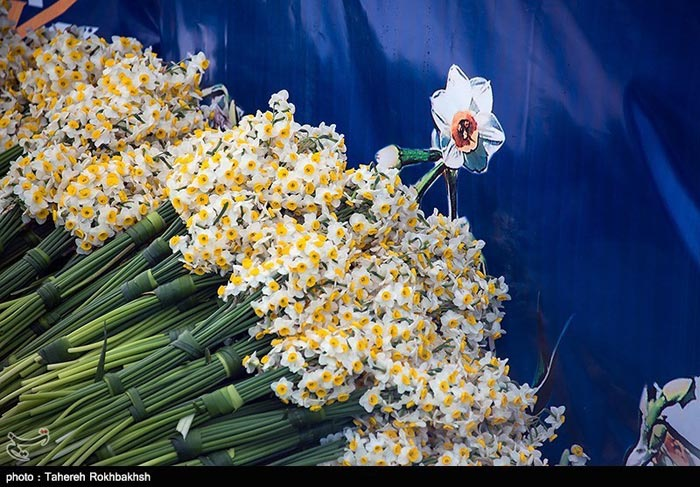
نرگس کازرون
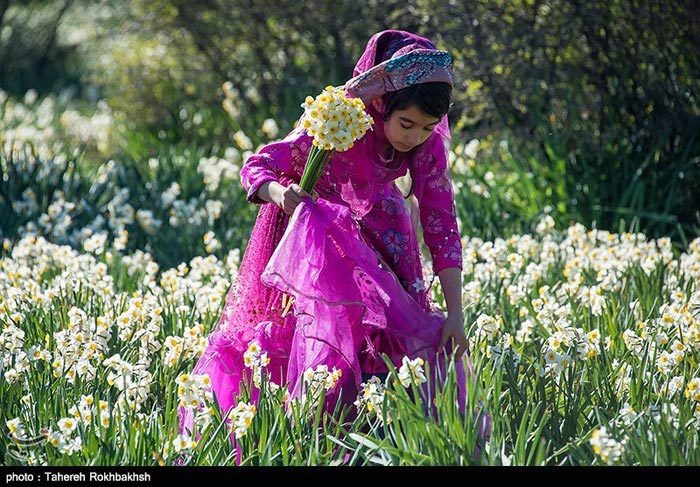
نرگس‌زار کازرون
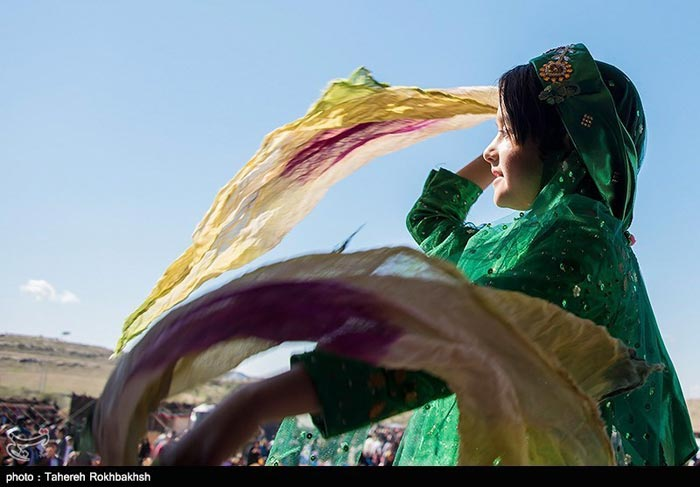
جشنواره گل نرگس کازرون

### امام‌زاده سیدحسین
آرامگاه امام‌زاده سیدحسین، نتیجه امام چهارم شیعیان یکی از زیارتگاه‌های مذهبی در جنوب کشور است.

بقعه امام‌زاده سیدحسین

### باغ نظر
باغ نظر یکی از باغ‌های تاریخی کازرون با ۳۰۰ سال قدمت است که توسط خواجه علی‌قلی‌خان افشار کازرونی، حاکم کازرون در دوره افشاریه در این شهر احداث شده است.

باغ نظر
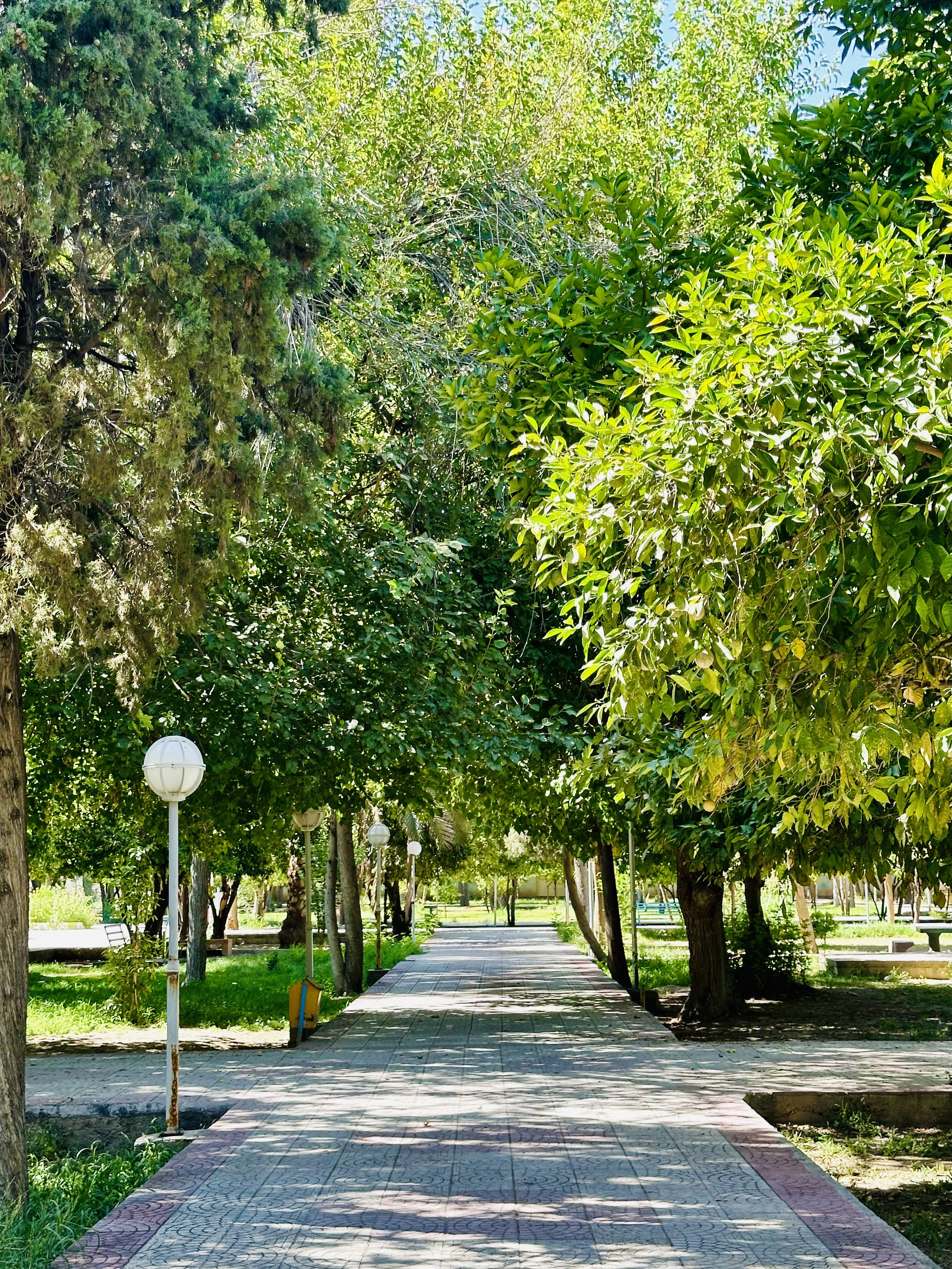
باغ نظر
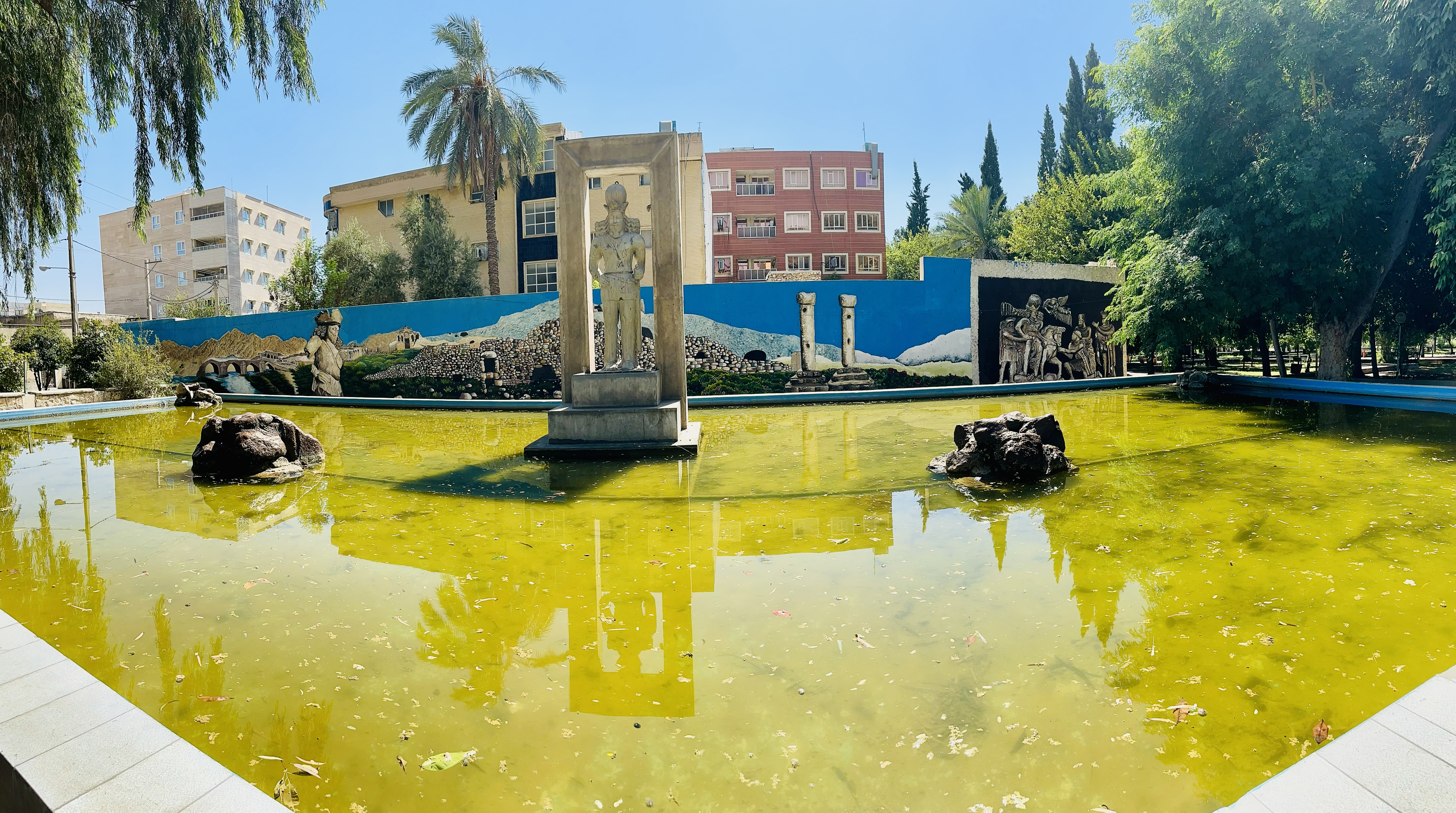
تندیس شاپور یکم ساسانی در باغ نظر
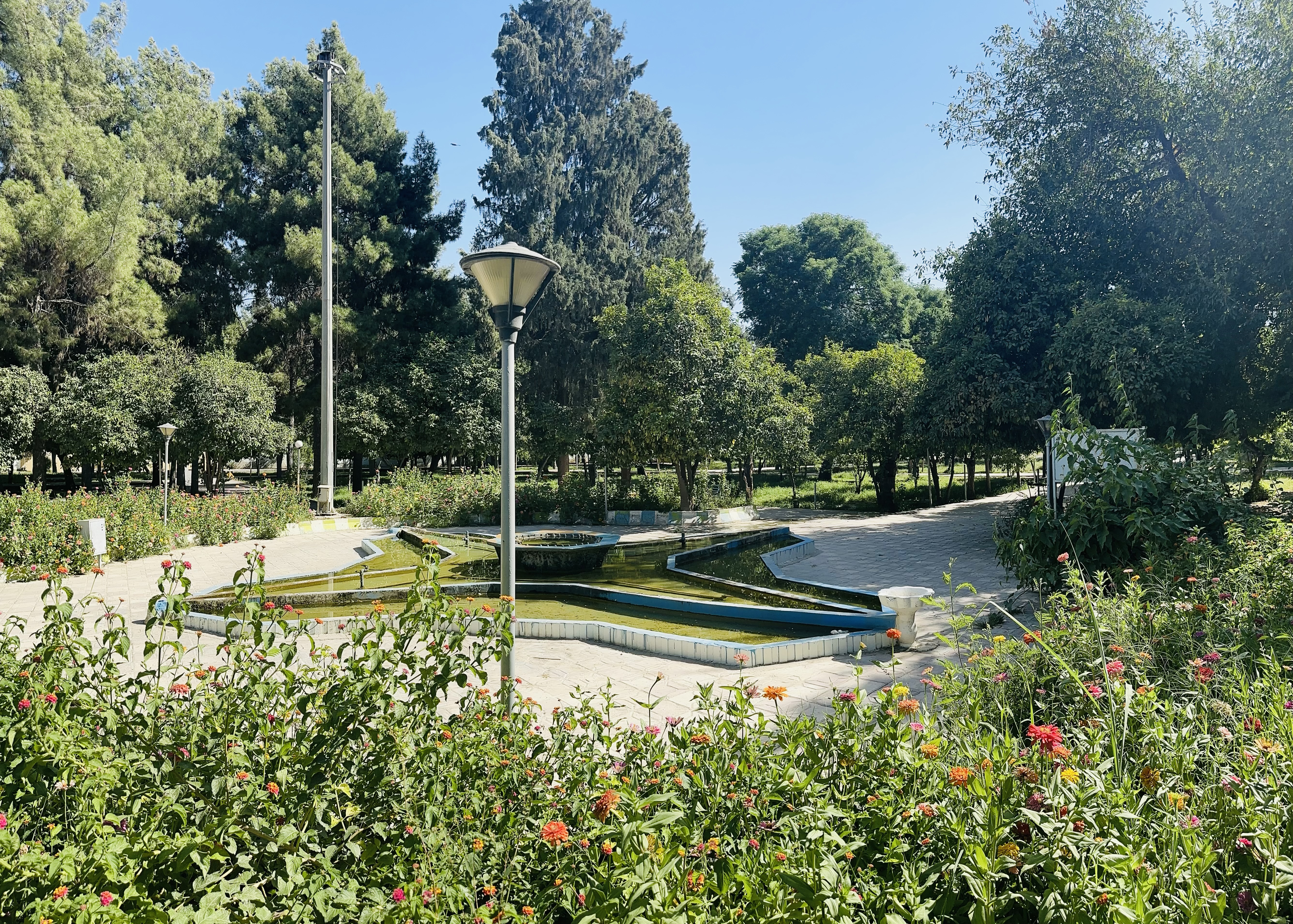
باغ نظر
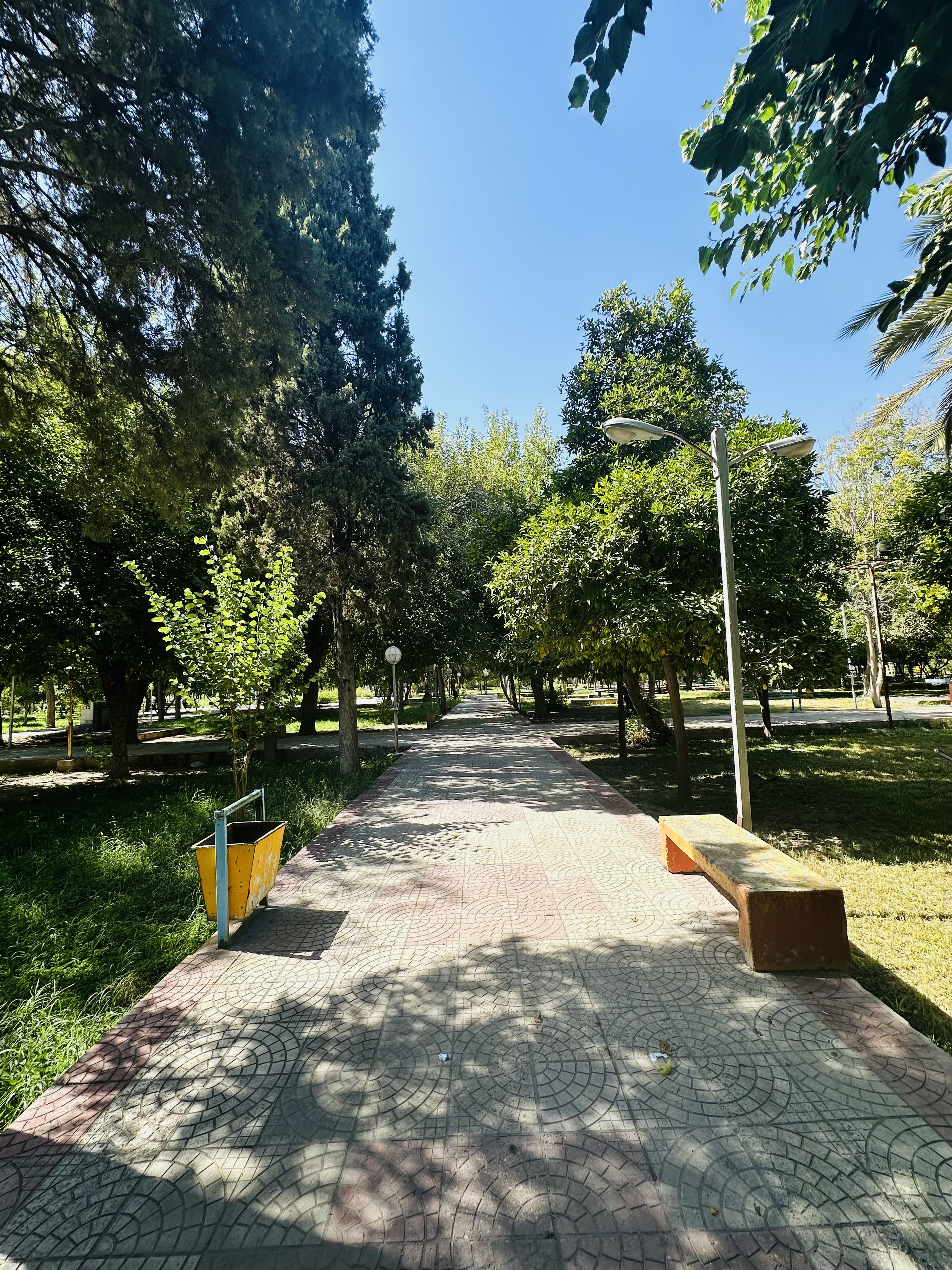
باغ نظر
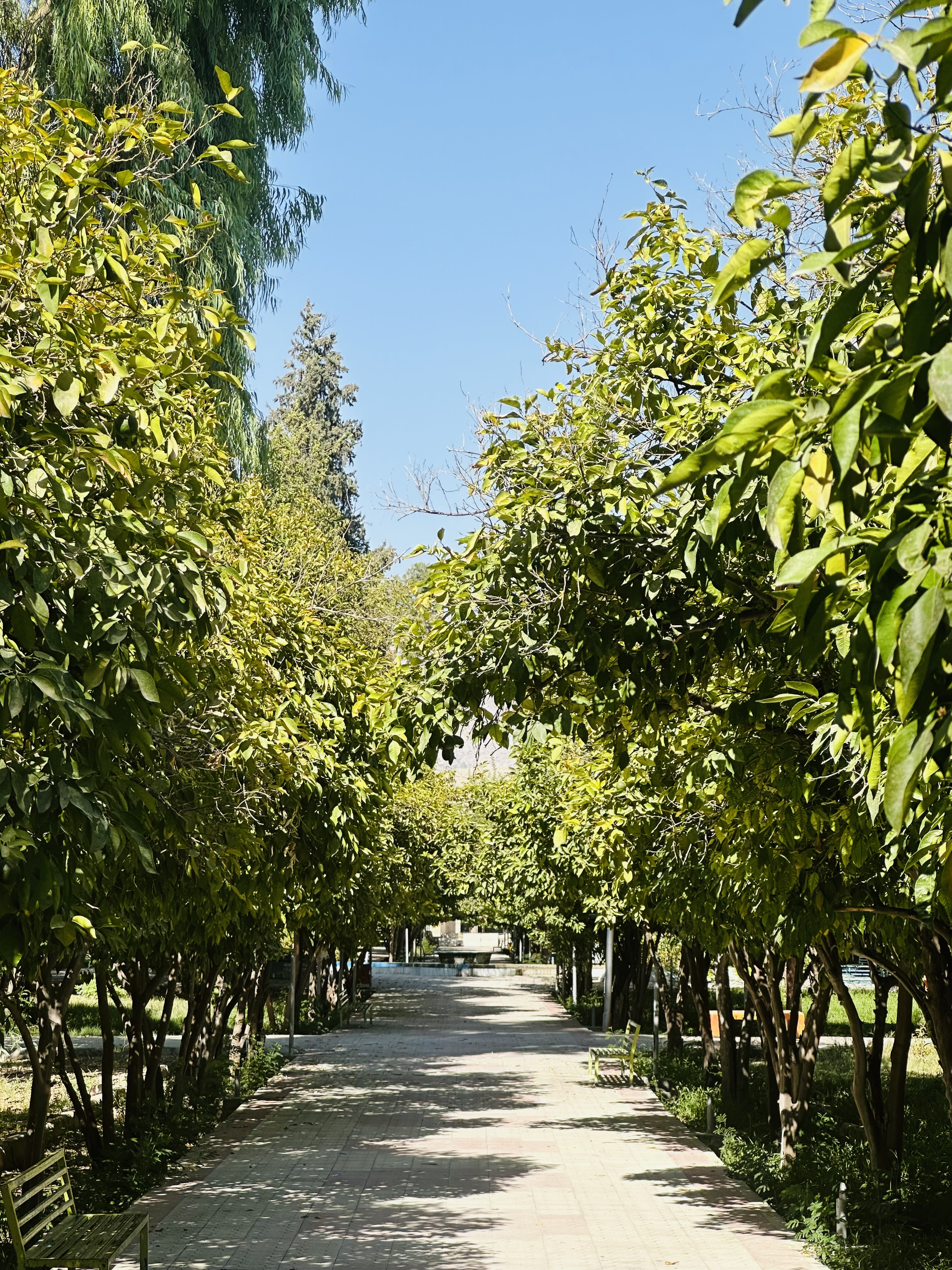
باغ نظر

### پارک کوهستانی تنگ تیکاب
تنگ تیکاب تفرجگاهی تاریخی و طبیعی محسوب می‌شود. غارهای موجود در این پارک کوهستانی از نخستین سکونتگاه‌های انسان‌های نخستین در حدود ۱۸ هزار سال پیش از میلاد بوده است. مجسمه حیوانات بومی ذخیره‌گاه زیست‌کره ارژن و پریشان در این پارک نصب شده است.

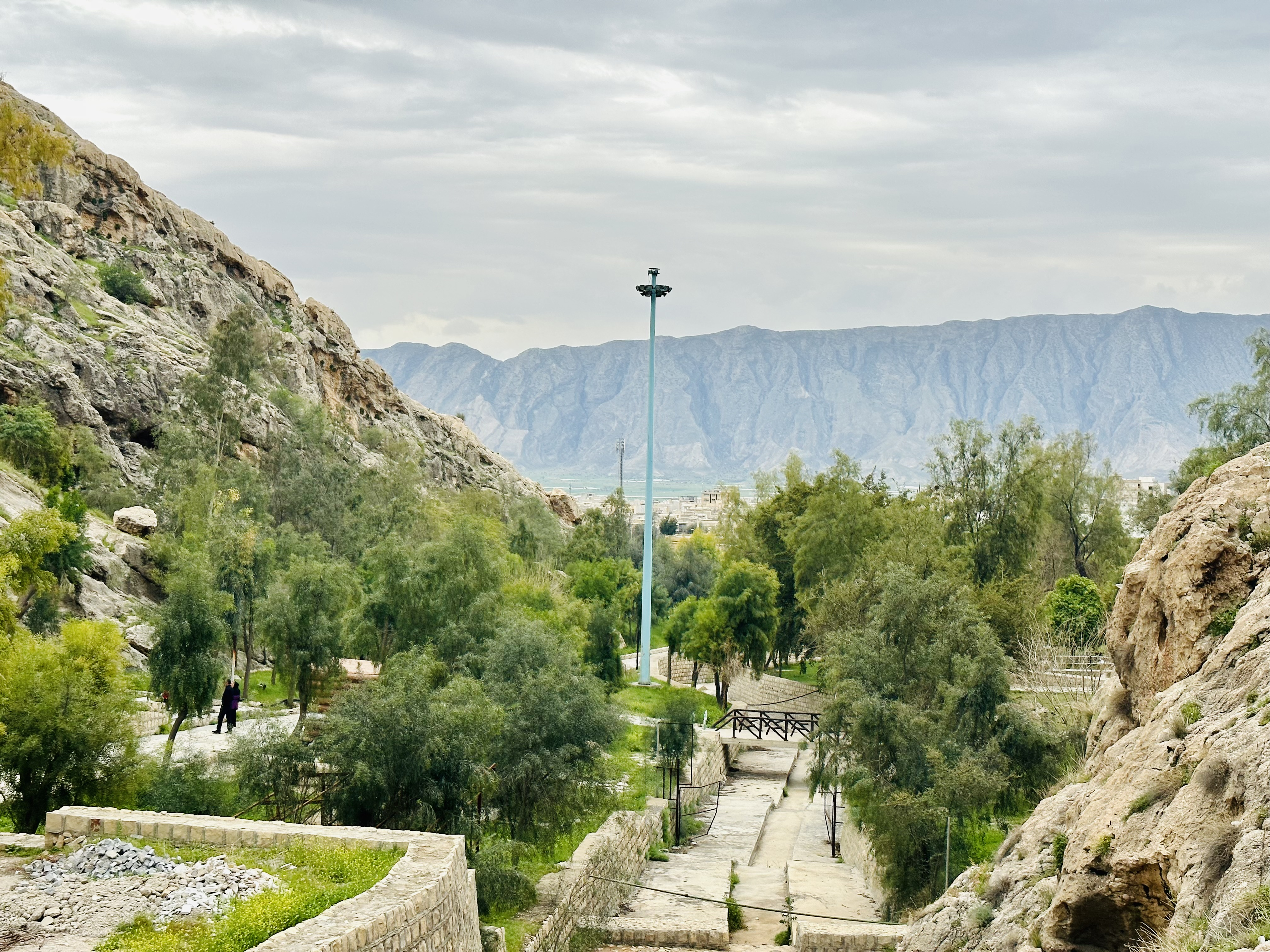
نمایی از تنگ تیکاب
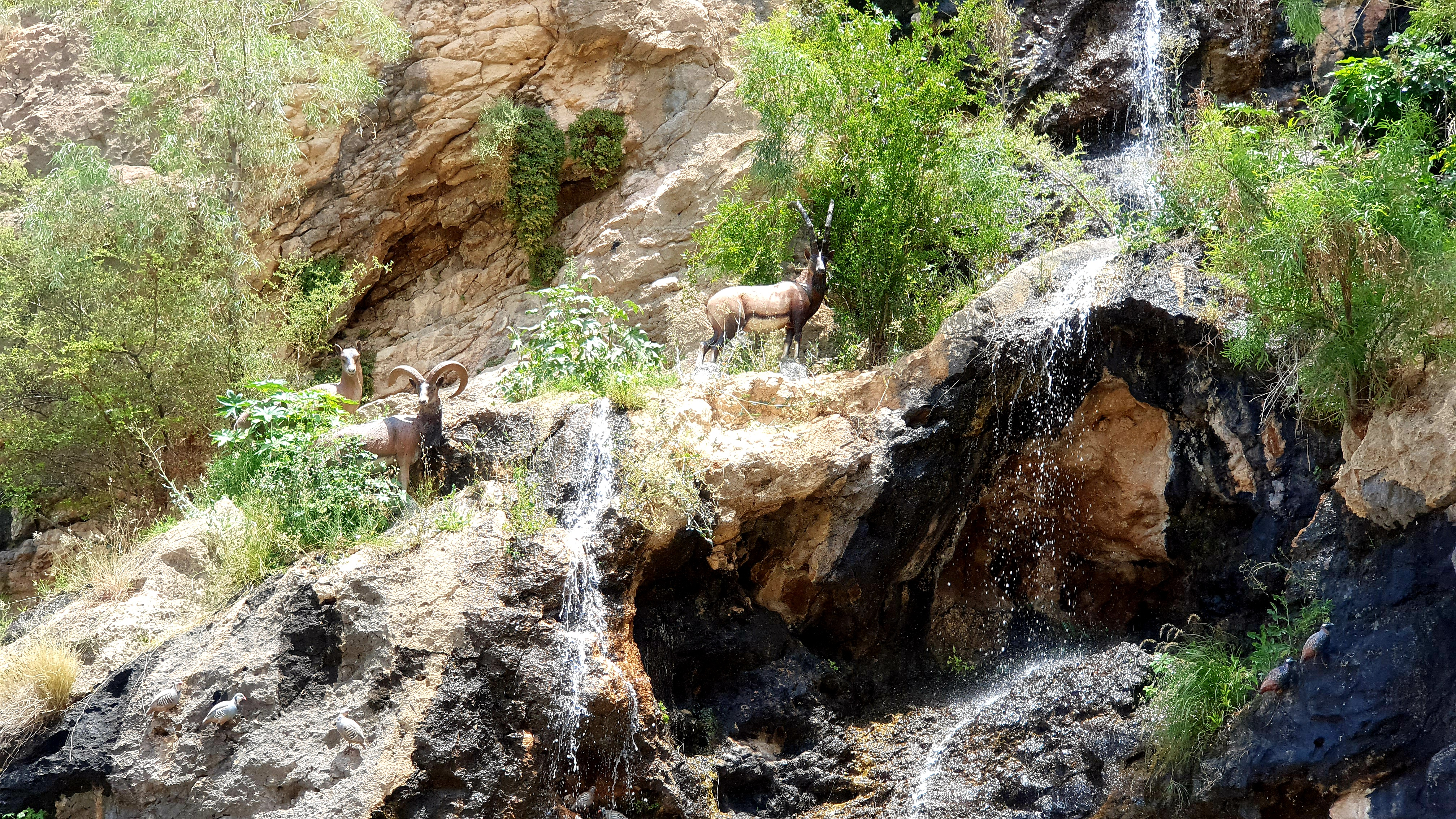
مجسمه حیوانات بومی ذخیره‌گاه زیست‌کره ارژن و پریشان
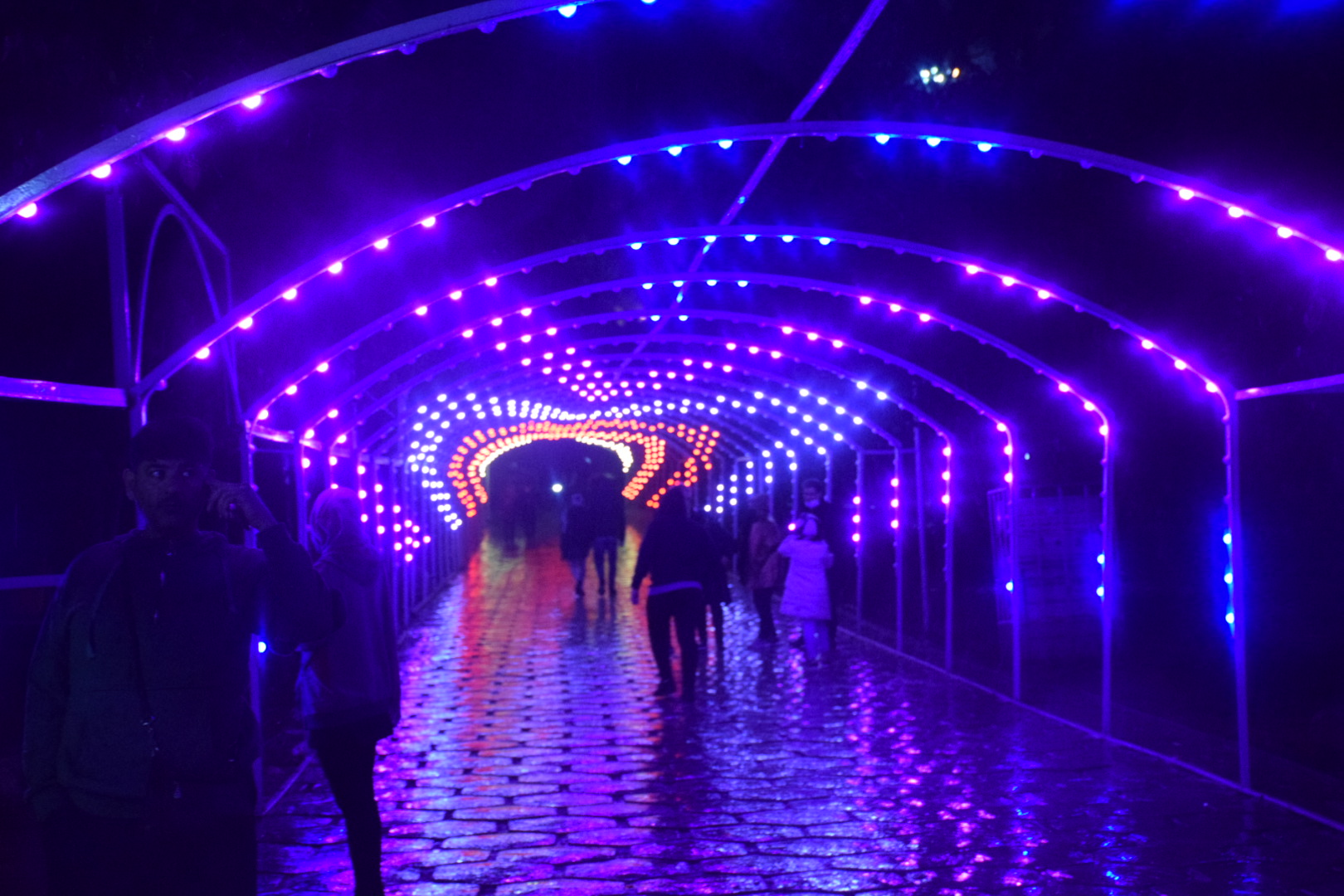
ورودی تنگ تیکاب
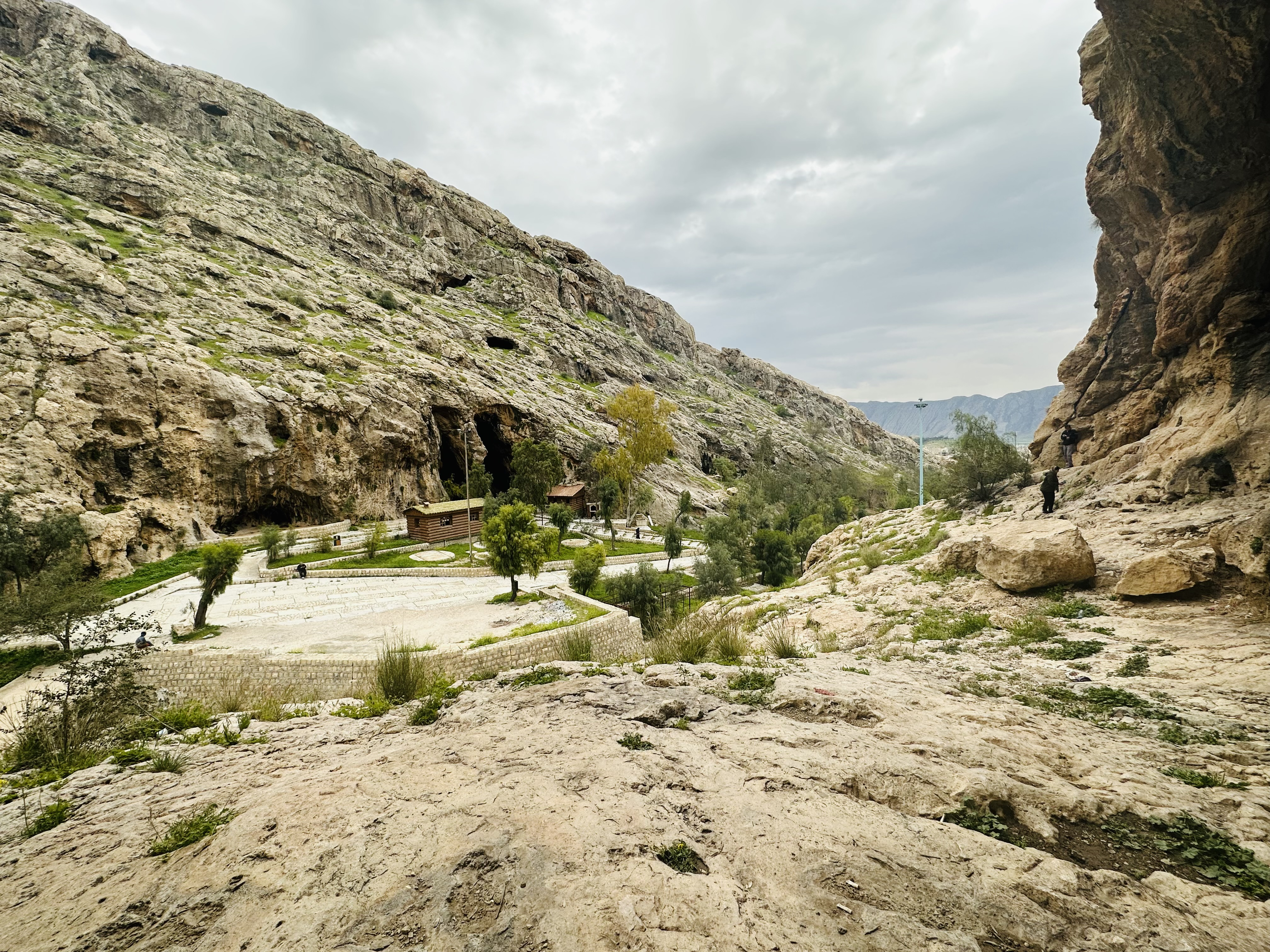
نمایی از تنگ تیکاب از درون یکی از غارها
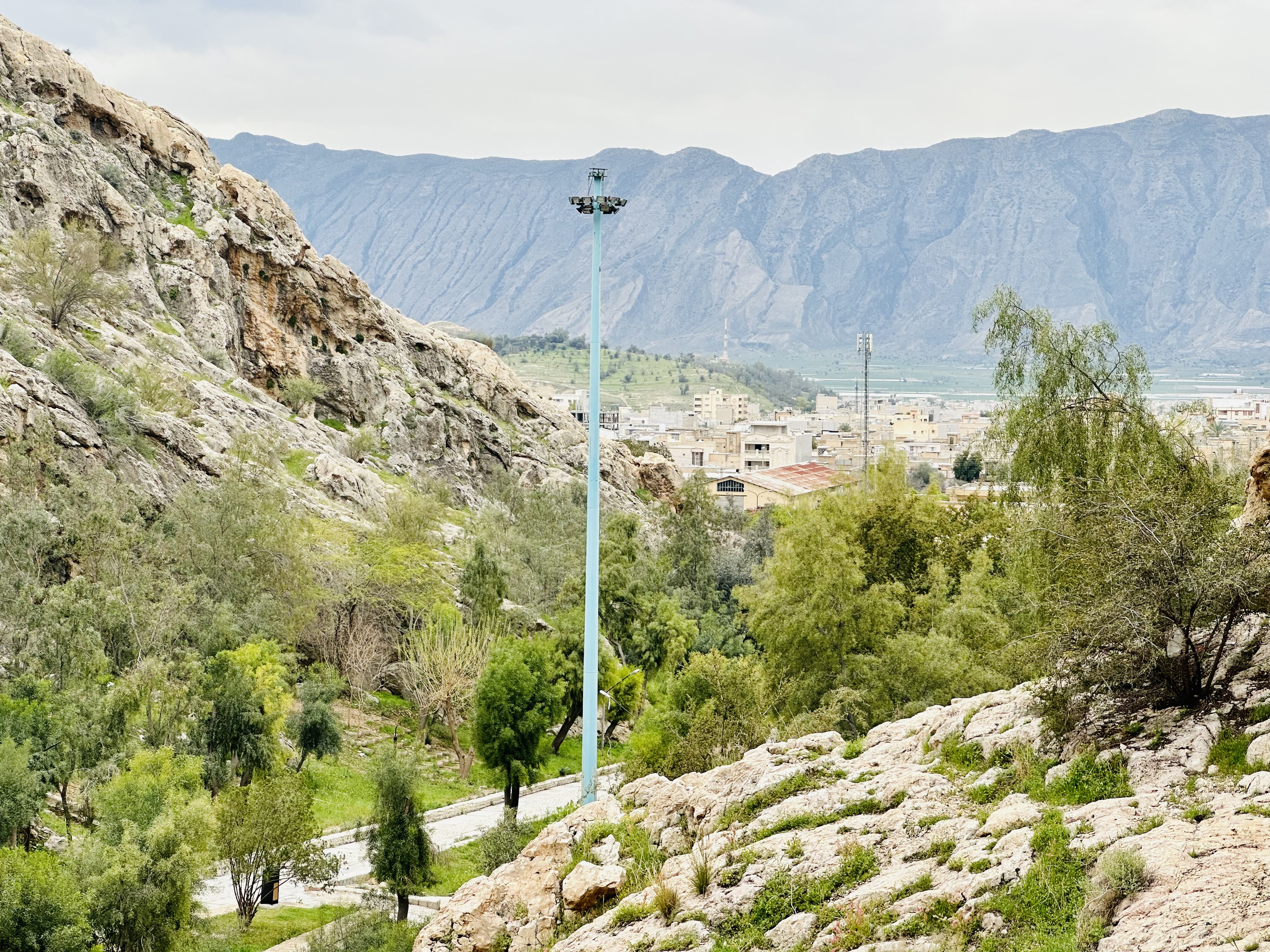
تنگ تیکاب

### آرامگاه مشاهیر
بناهای آرامگاهی مشاهیری چون ابواسحاق کازرونی، امین‌الدین بلیانی، جلال‌الدین دوانی، عبدالله بلیانی و نصرالله مردانی در کازرون و حومهٔ آن وجود دارند.

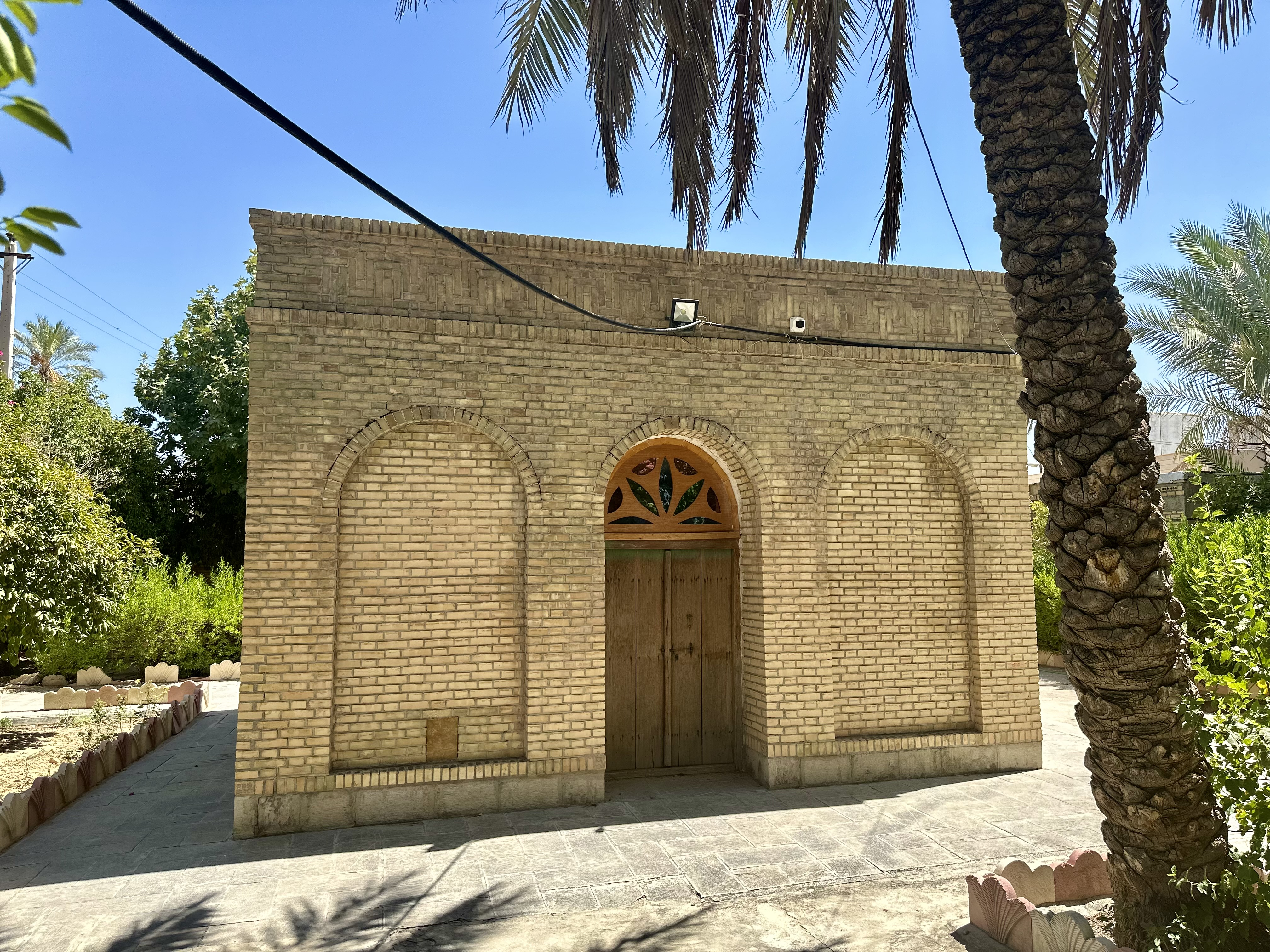
آرامگاه شیخ ابواسحاق کازرونی
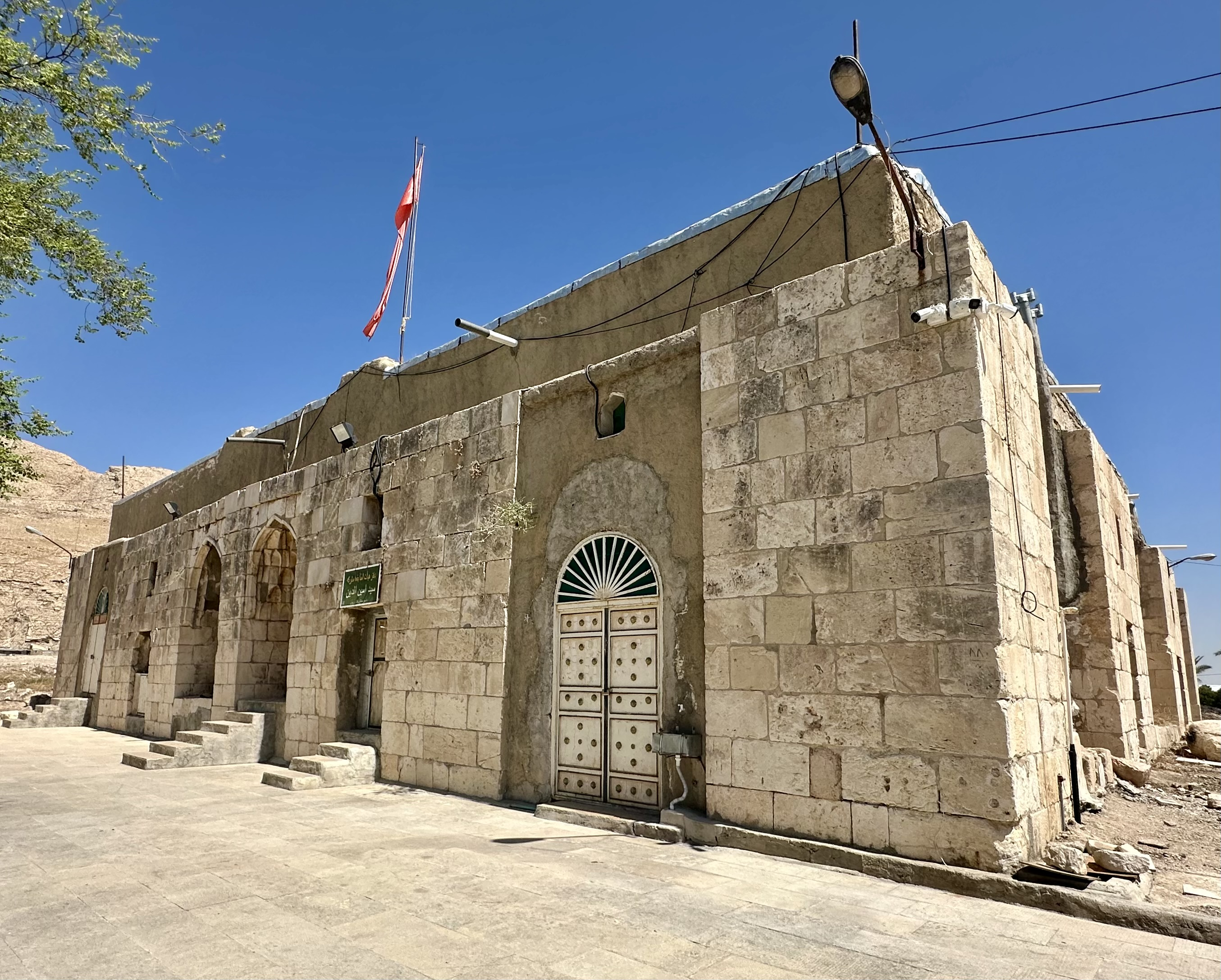
آرامگاه شیخ امین‌الدین بلیانی
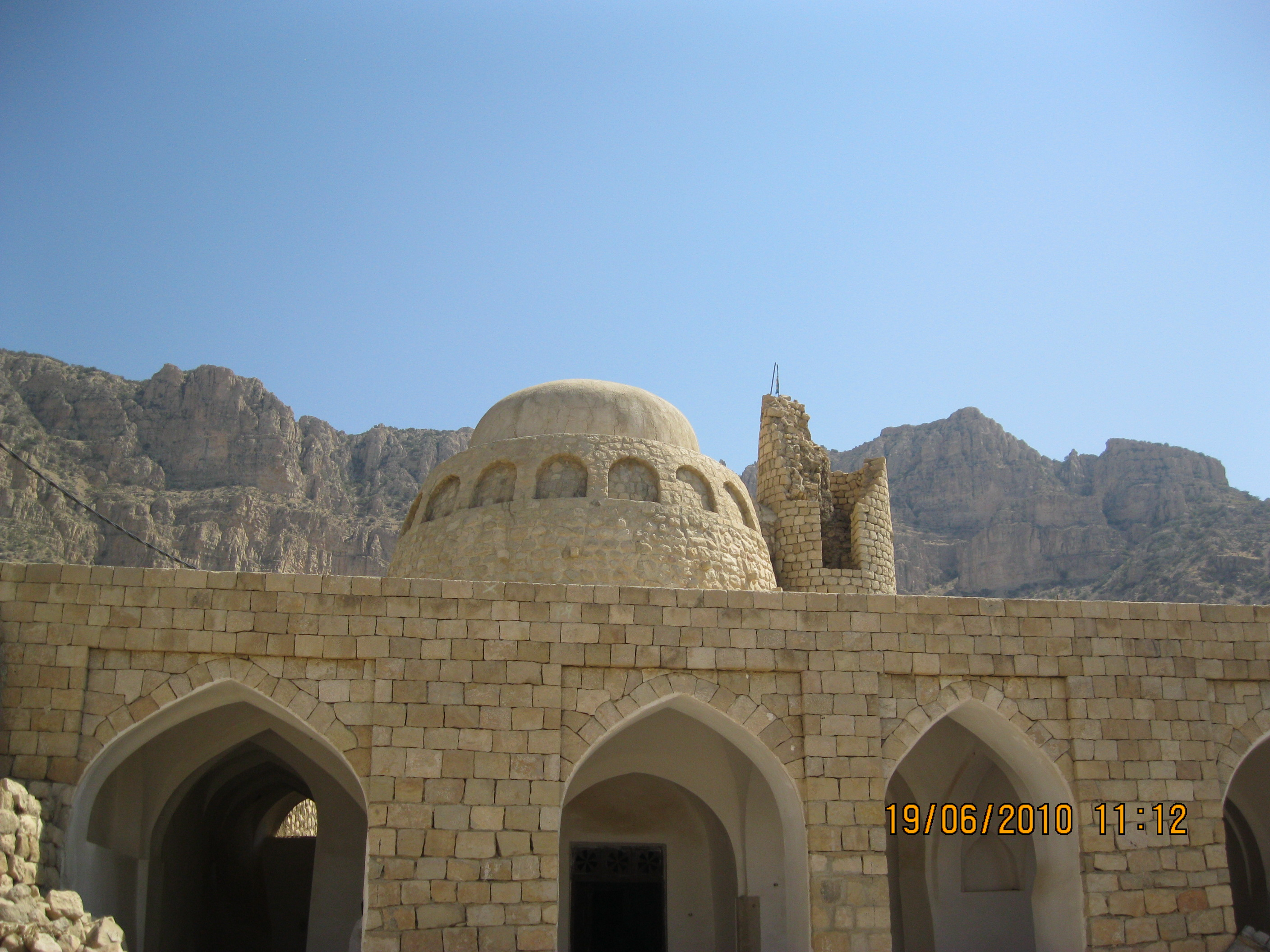
آرامگاه علامه جلال‌الدین دوانی
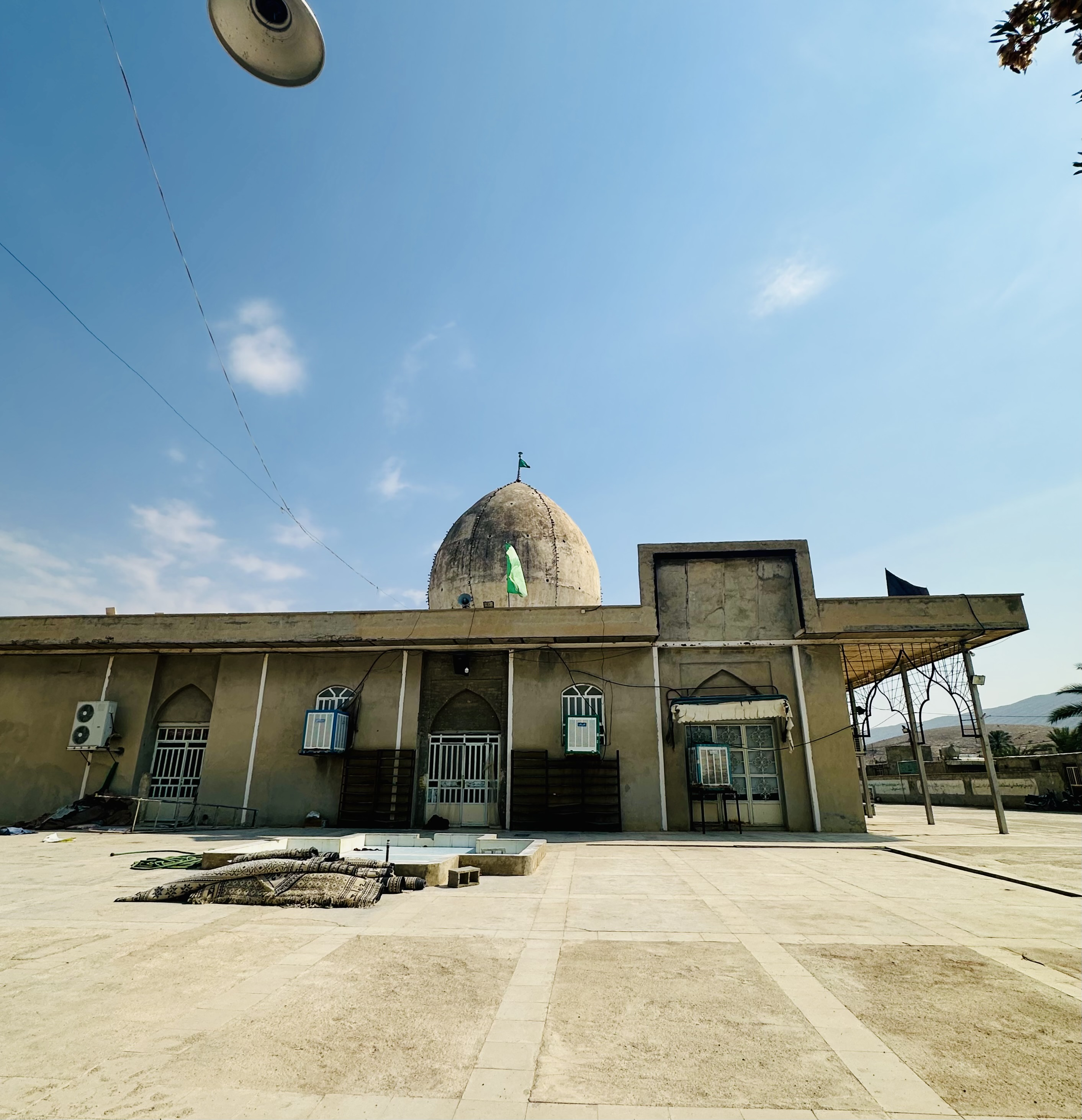
آرامگاه شیخ عبدالله بلیانی
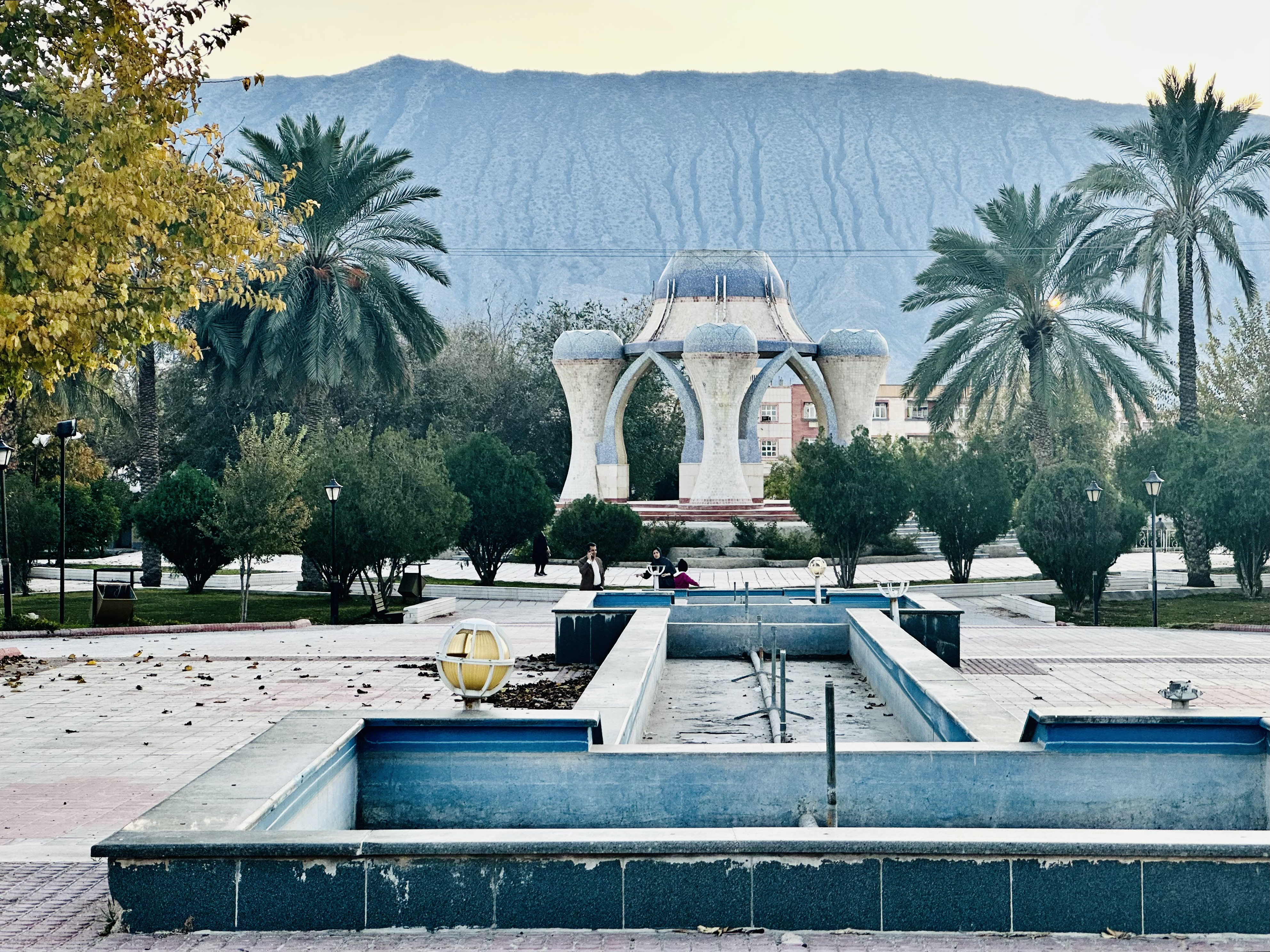
آرامگاه نصرالله مردانی

### کاروانسراها
کازرون به‌واسطهٔ قرارگیری در شاهراه تجاری کشور در طول تاریخ دارای کاروانسراهای متعددی بوده است که امروزه اکثر آن‌ها از بین رفته‌اند. با این حال در حال حاضر سه کاروانسرای شاخص دوره صفوی در حومهٔ کازرون وجود دارند. کاروانسرای میان‌کتل شاخص‌ترین آن‌هاست که به‌عنوان تنها کاروانسرای سنگی ایران شناخته می‌شود. دو کاروانسرای دیگر شامل کاروانسراهای کمارج و کنارتخته هستند.

### رودخانه‌ها و چشمه‌ها
دو رودخانهٔ شاپور و جره از دو سمت غرب و شرق کازرون عبور می‌کنند و از جاذبه‌های گردشگری این شهر به‌شمار می‌آیند. از چشمه‌های شاخص کازرون نیز می‌توان به چشمه‌های سراب اردشیر، ساسان، سراب دختران، دادین و بیدمشک اشاره کرد.

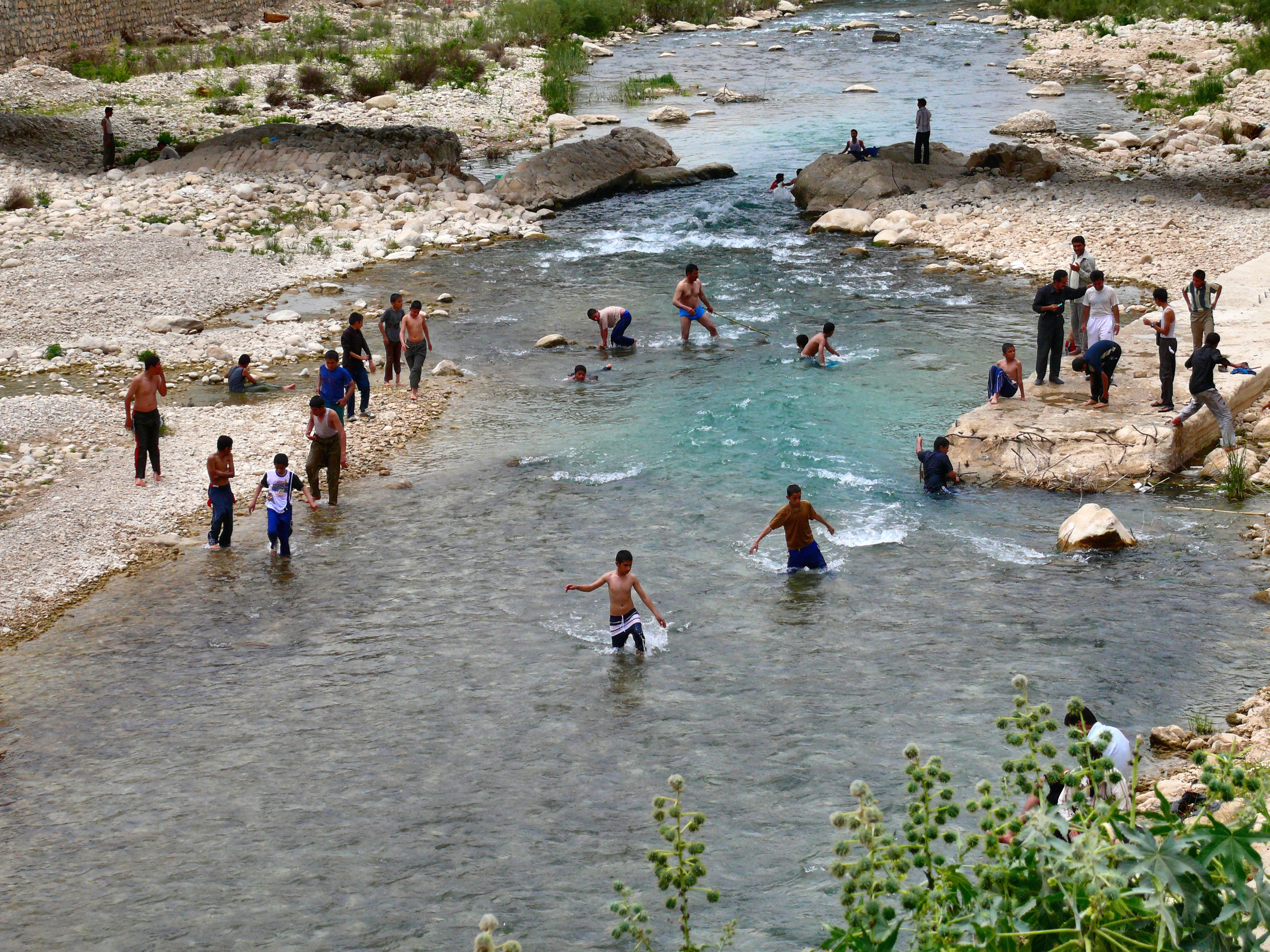
رود شاپور
چشمه سراب اردشیر
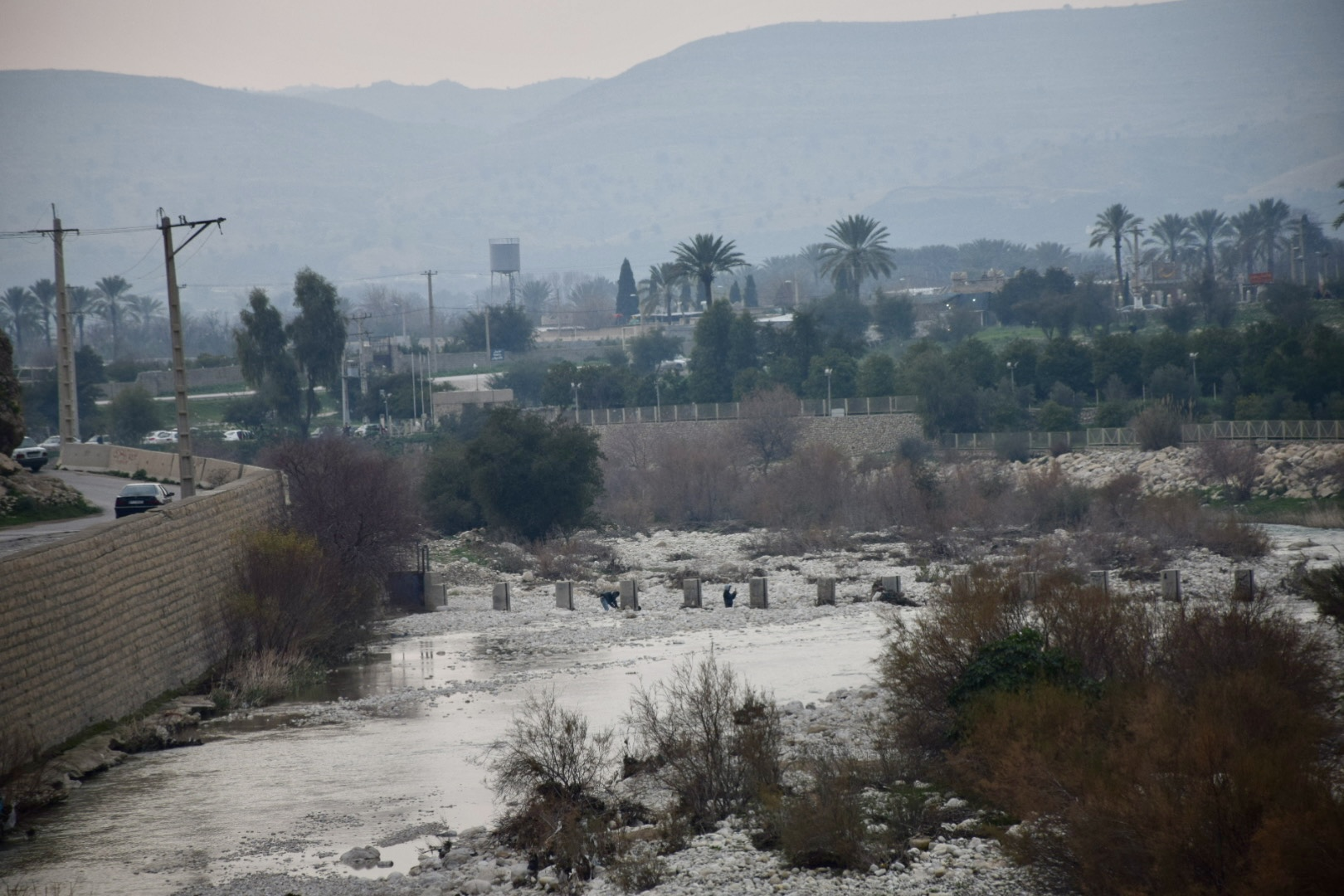
رود شاپور

### سایر پارک‌ها و بوستان‌ها
علاوه بر موارد ذکرشده، شهر کازرون دارای چندین پارک و بوستان بزرگ و کوچک است.
این شهر همچنین دارای چندین پارک تپه‌ای و جنگلی می‌باشد.

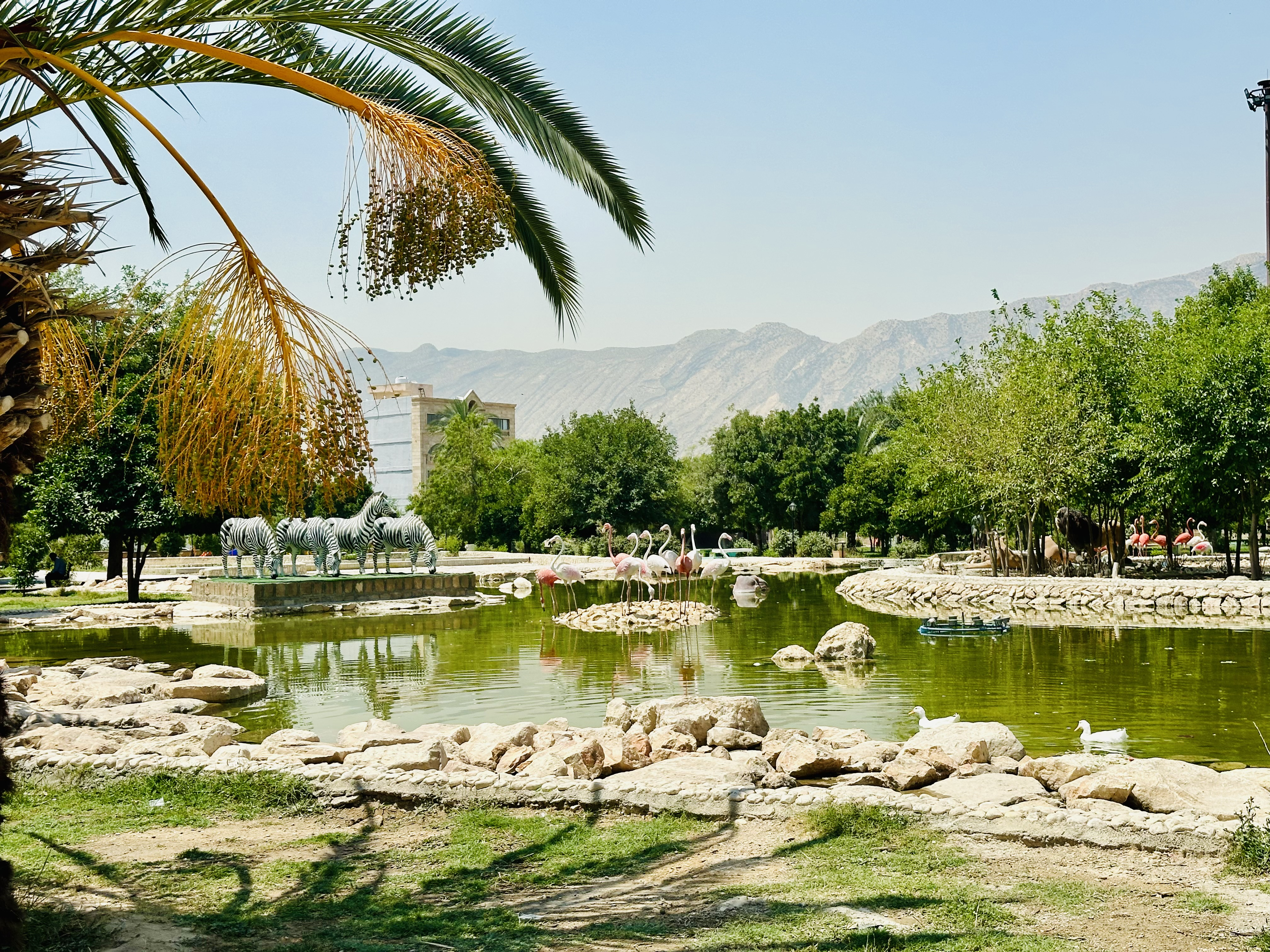
بوستان رفیع
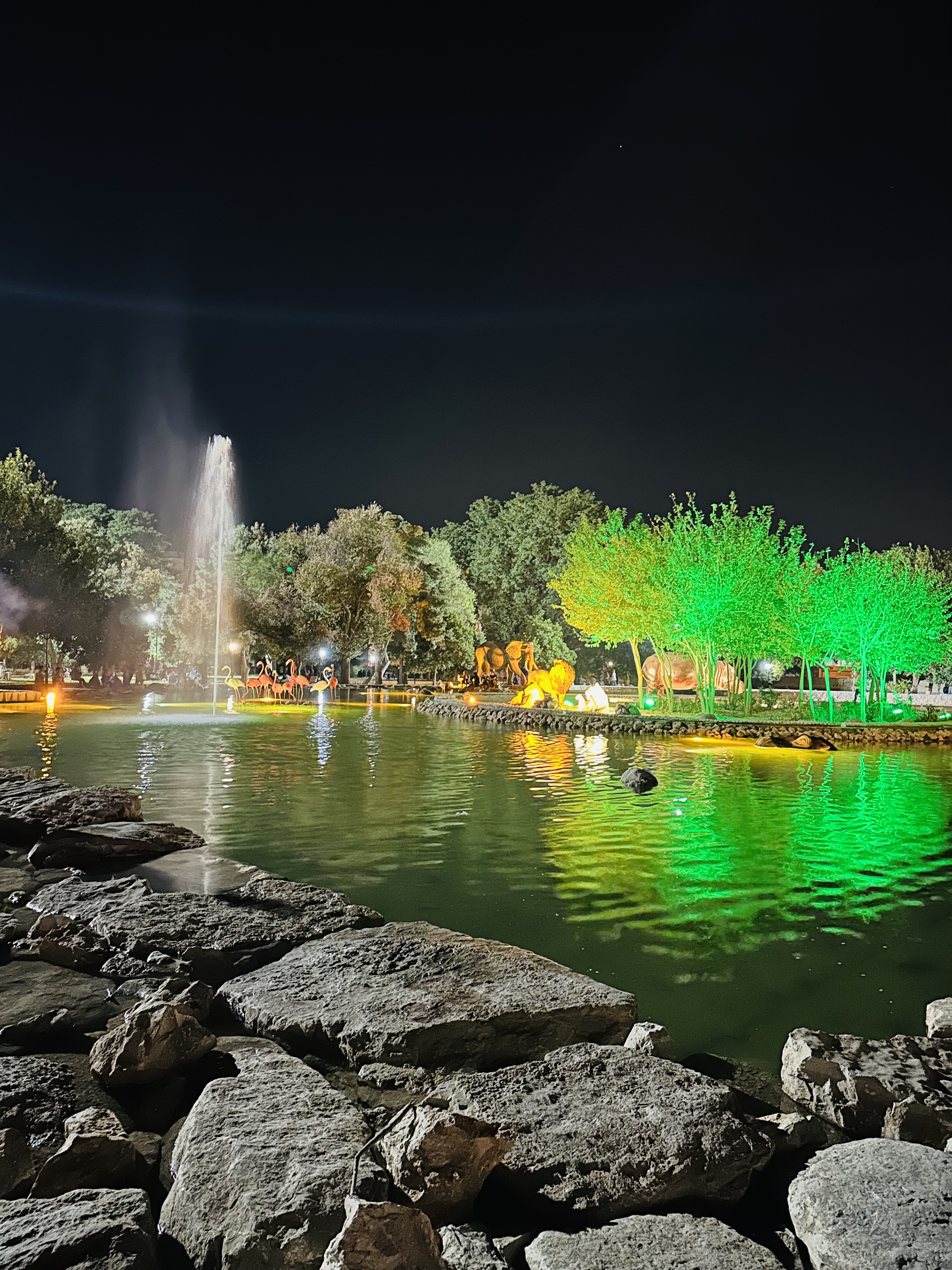
بوستان رفیع در شب
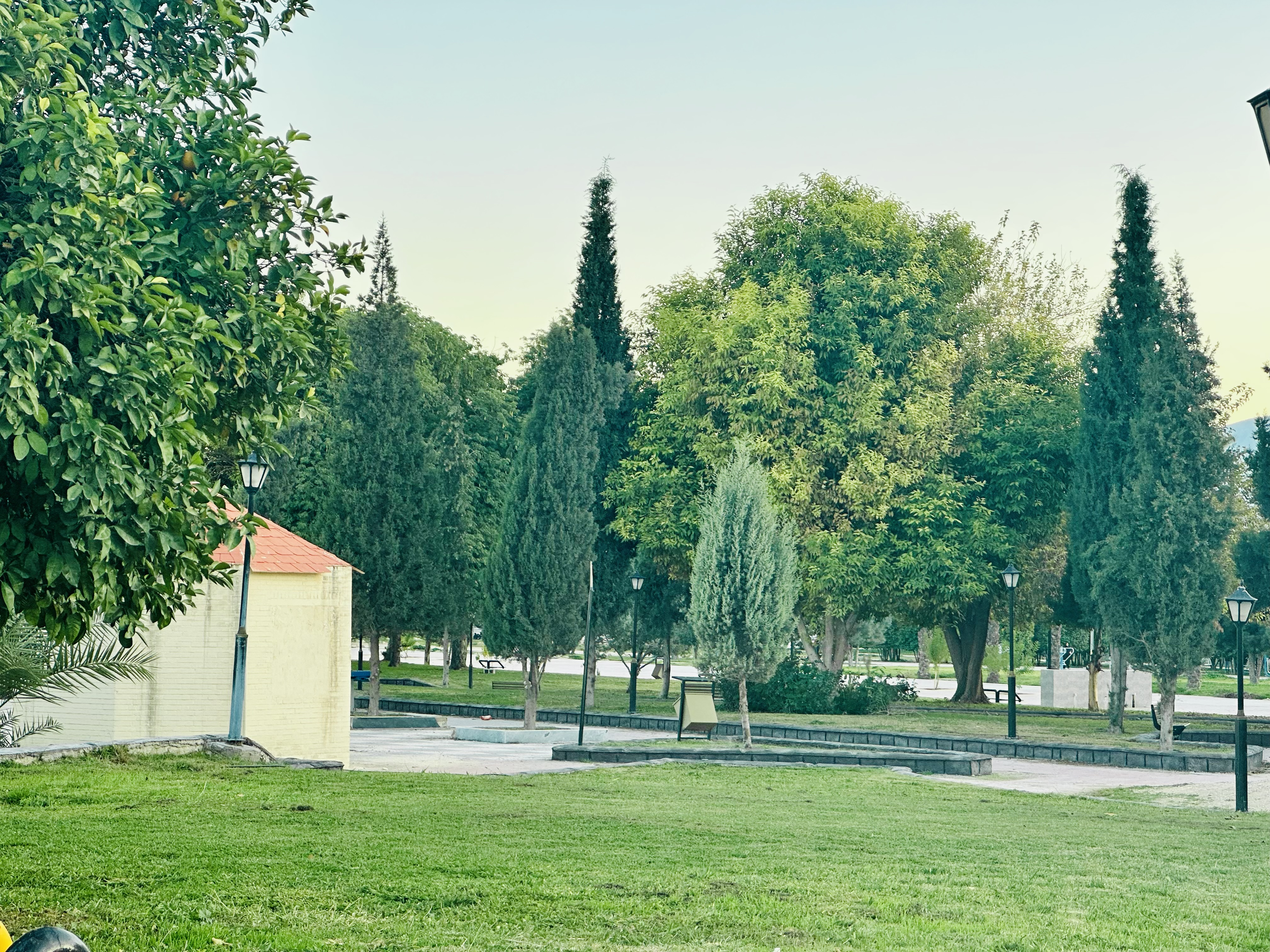
بوستان مردانی
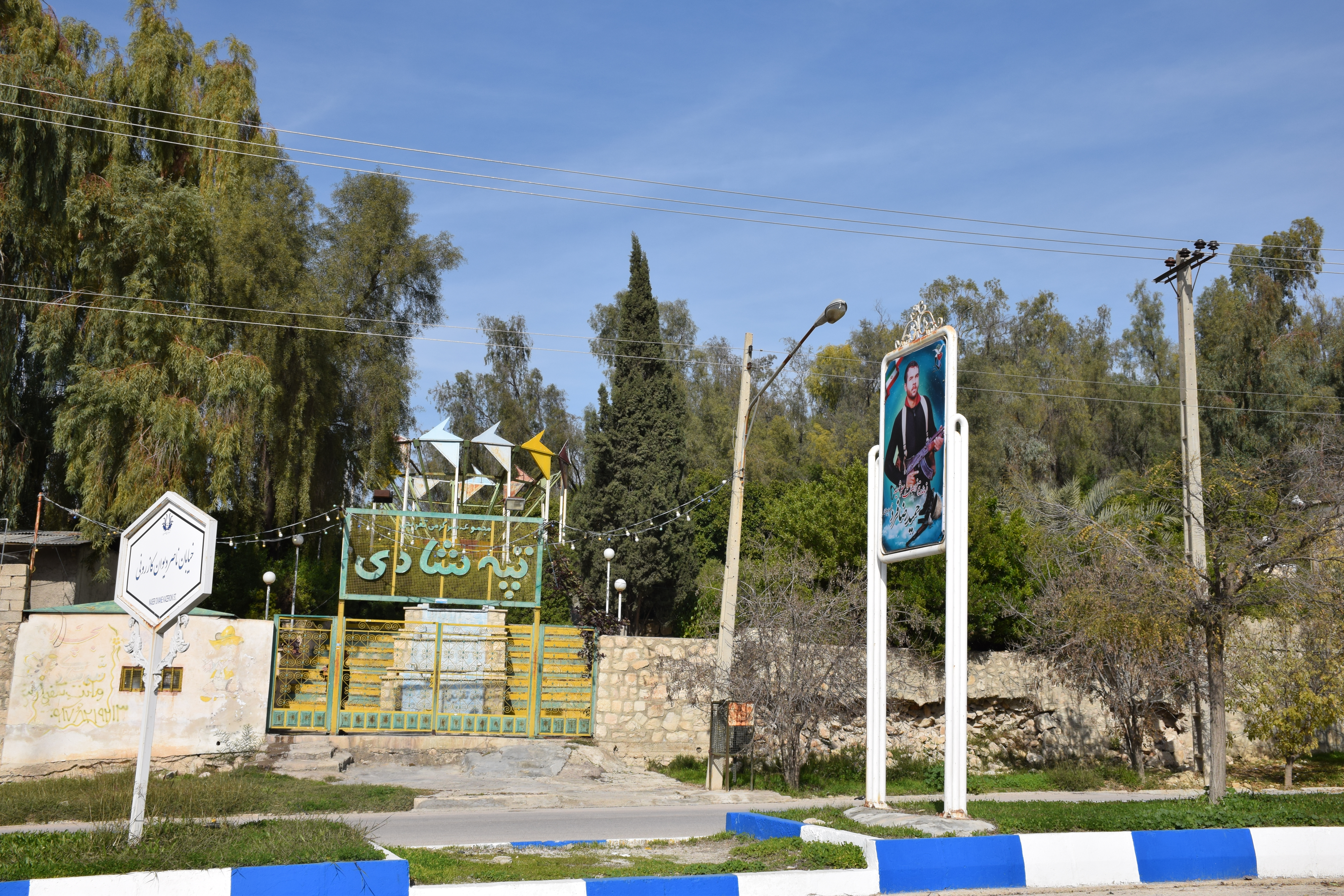
شهر بازی تپه شادی که اکنون متروک شده است

### سایر جاذبه‌های تاریخی
از سایر جاذبه‌های شاخص تاریخی کازرون می‌توان به سنگ‌نوشته کرتیر در سرمشهد به‌عنوان بزرگ‌ترین کتیبه جهان، آتشکده کازرون به عنوان یکی از آتشکده‌های ساخته شده در دوران مهرنرسه، قلعه پوسکان، آتشکده جره، نقش‌برجسته پل آبگینه و تل جهیدون اشاره کرد.

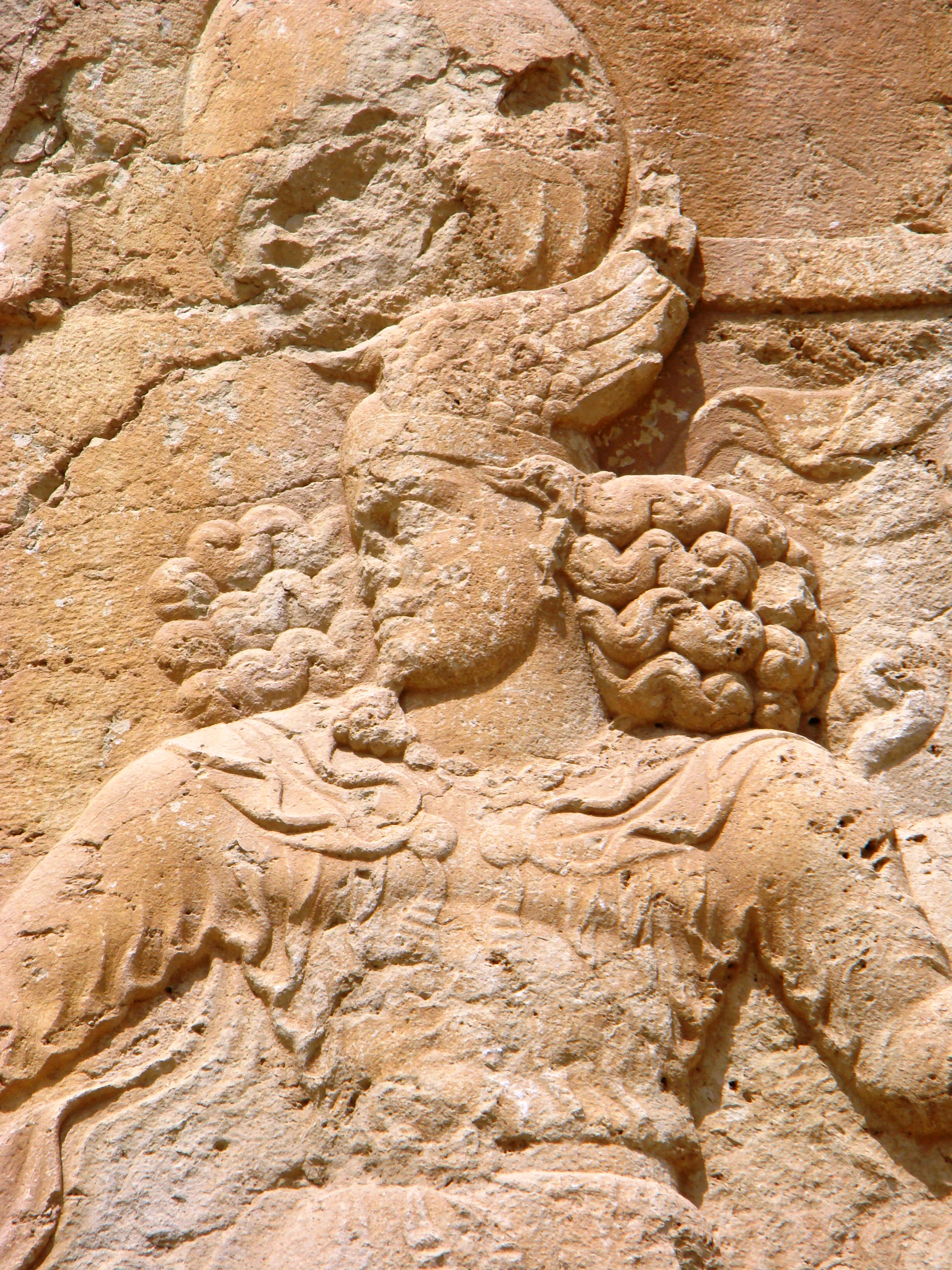
کتیبه کرتیر
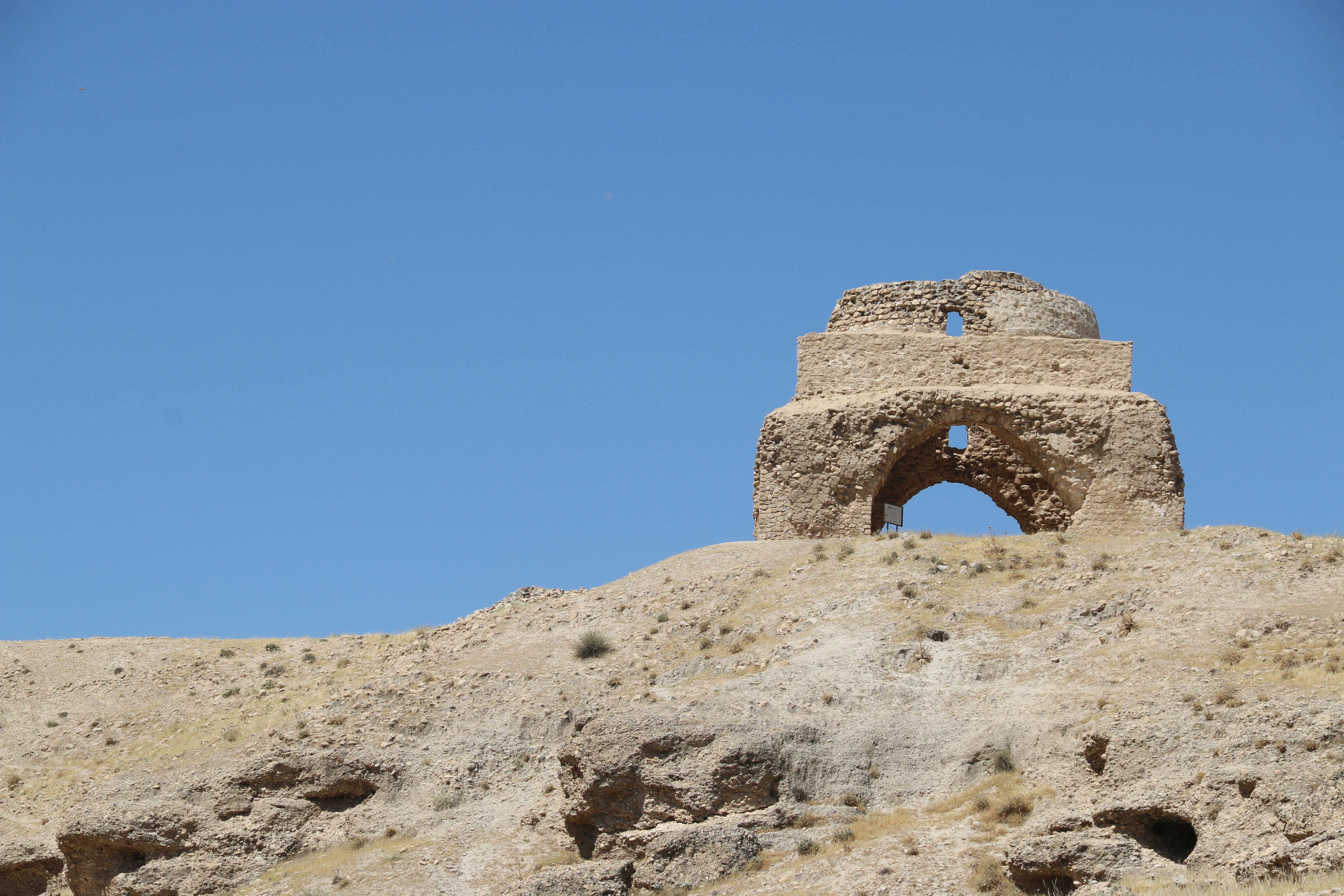
آتشکده جره
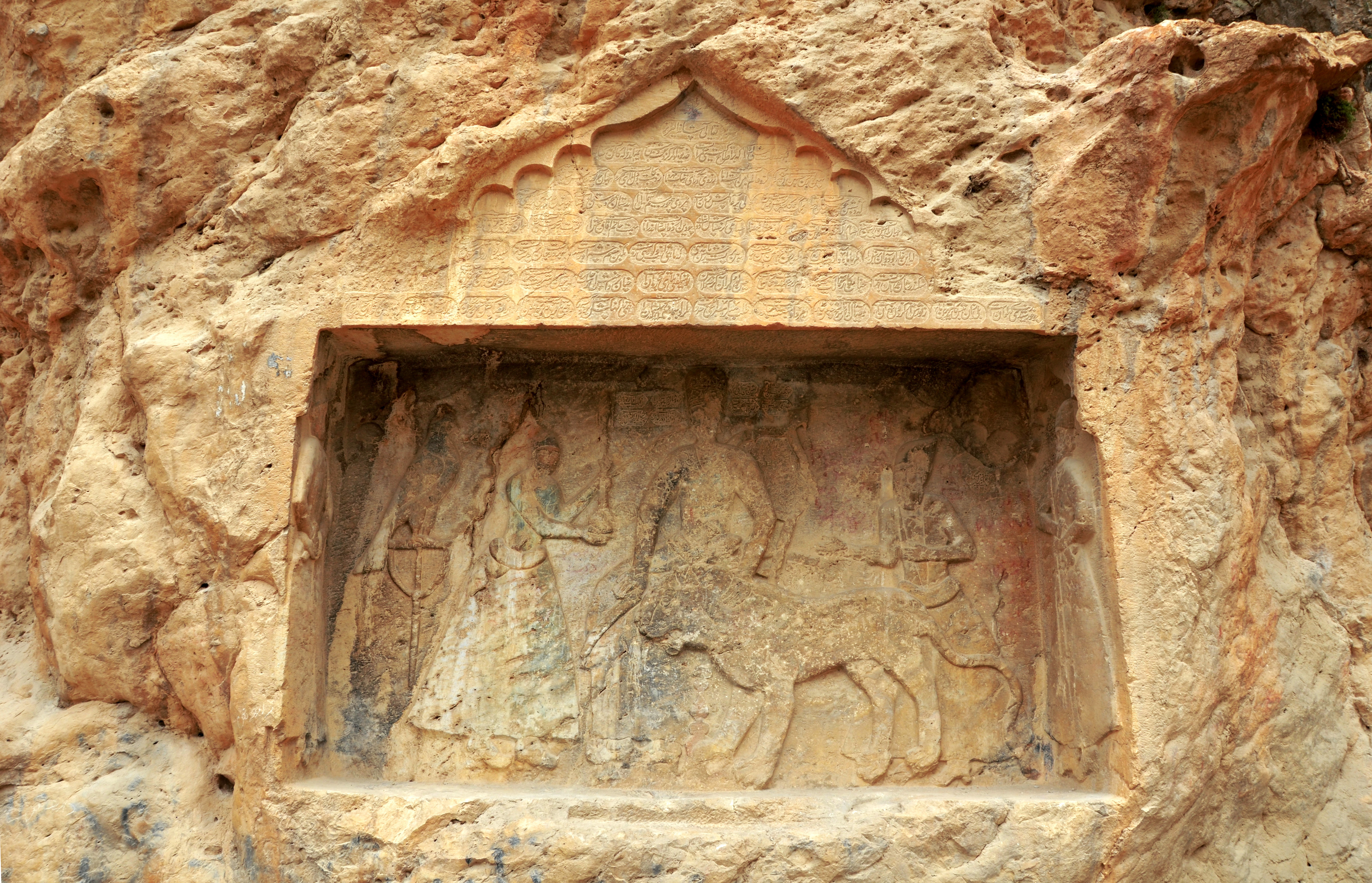
نقش‌برجسته پل‌آبگینه مربوط به تیمورمیرزا، حاکم کازرون در دورهٔ قاجار و نوهٔ فتحعلی‌شاه
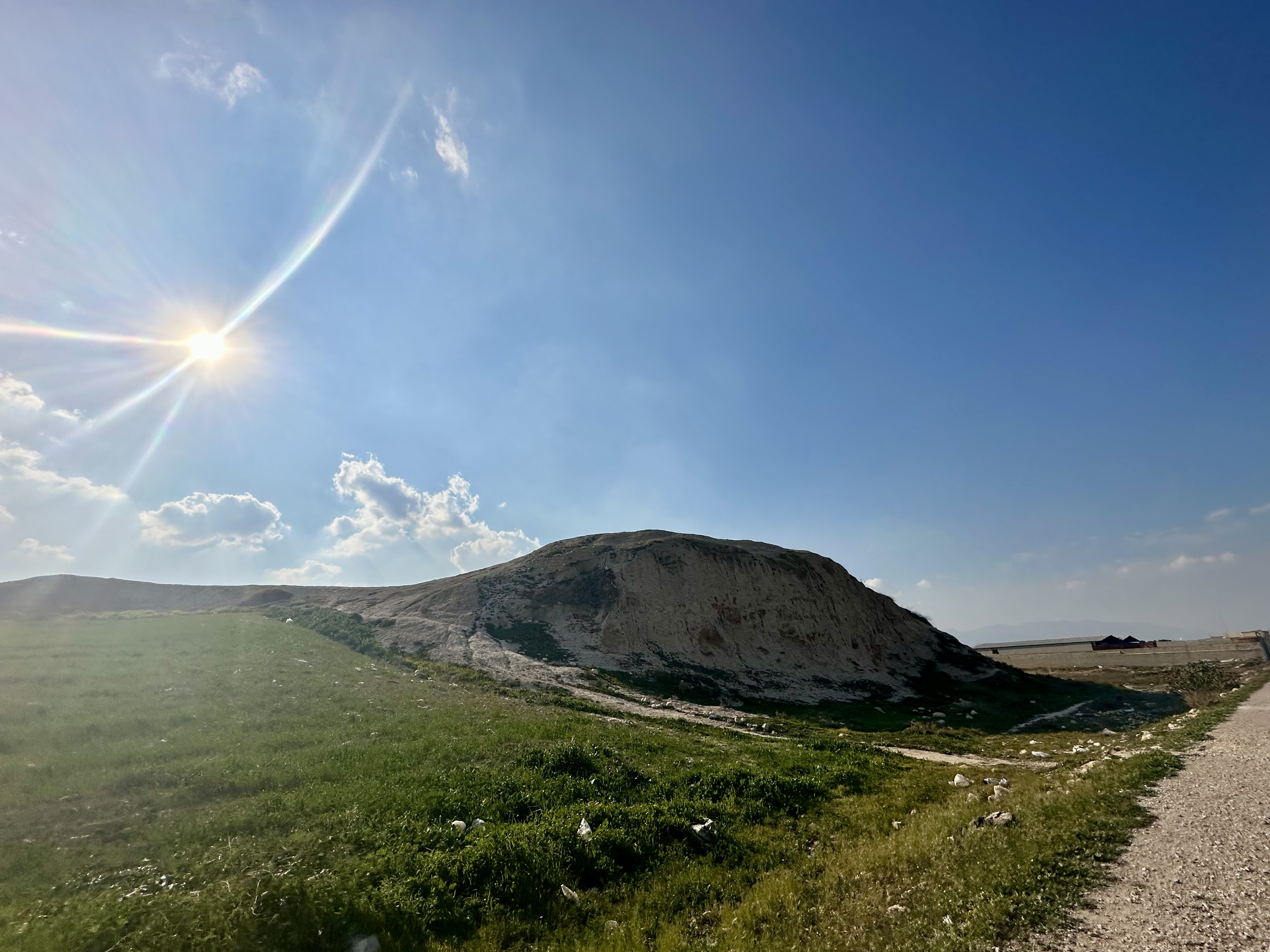
تُل جهیدون، گورستان تاریخی یهودیان کازرون

### سایر جاذبه‌های طبیعی
از سایر جاذبه‌های شاخص طبیعی کازرون می‌توان ارتفاعات رشته‌کوه‌های شمالی و جنوبی، دشت‌های اطراف شهر و همچنین سروهای تاریخی کلانی و بورنجان اشاره کرد.

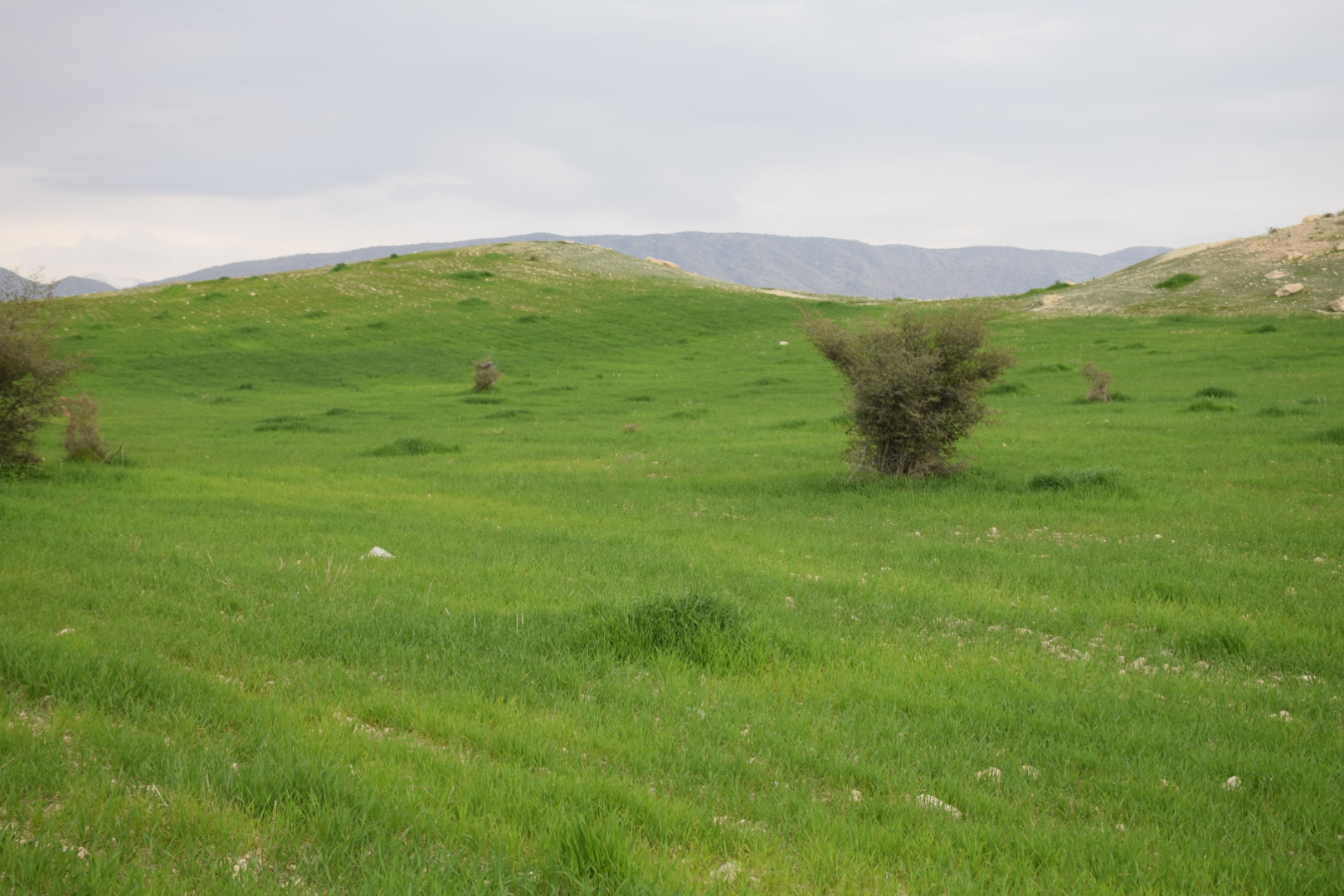
طبیعت دشت‌های اطراف کازرون
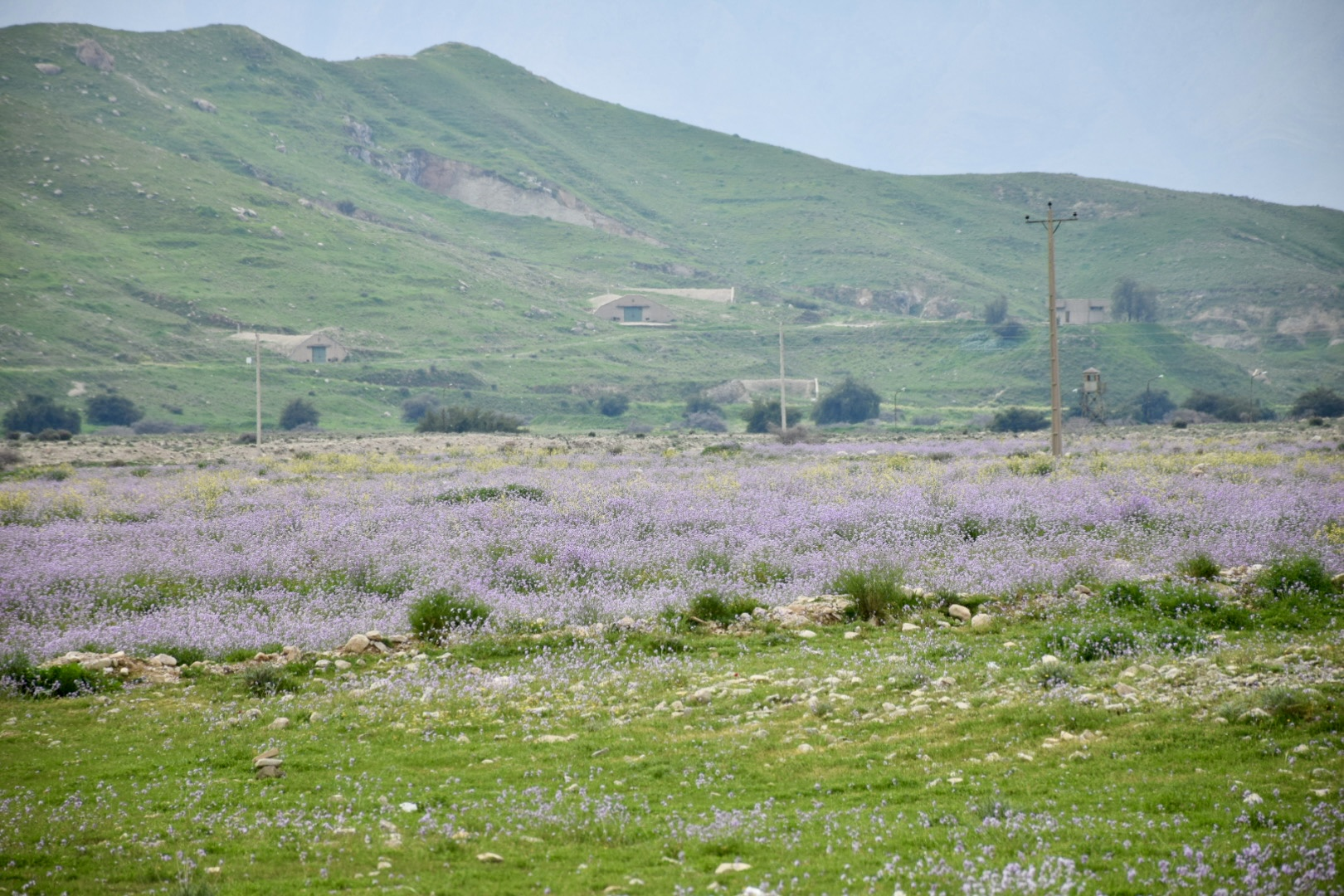
دشت گل‌های بنفش کازرون
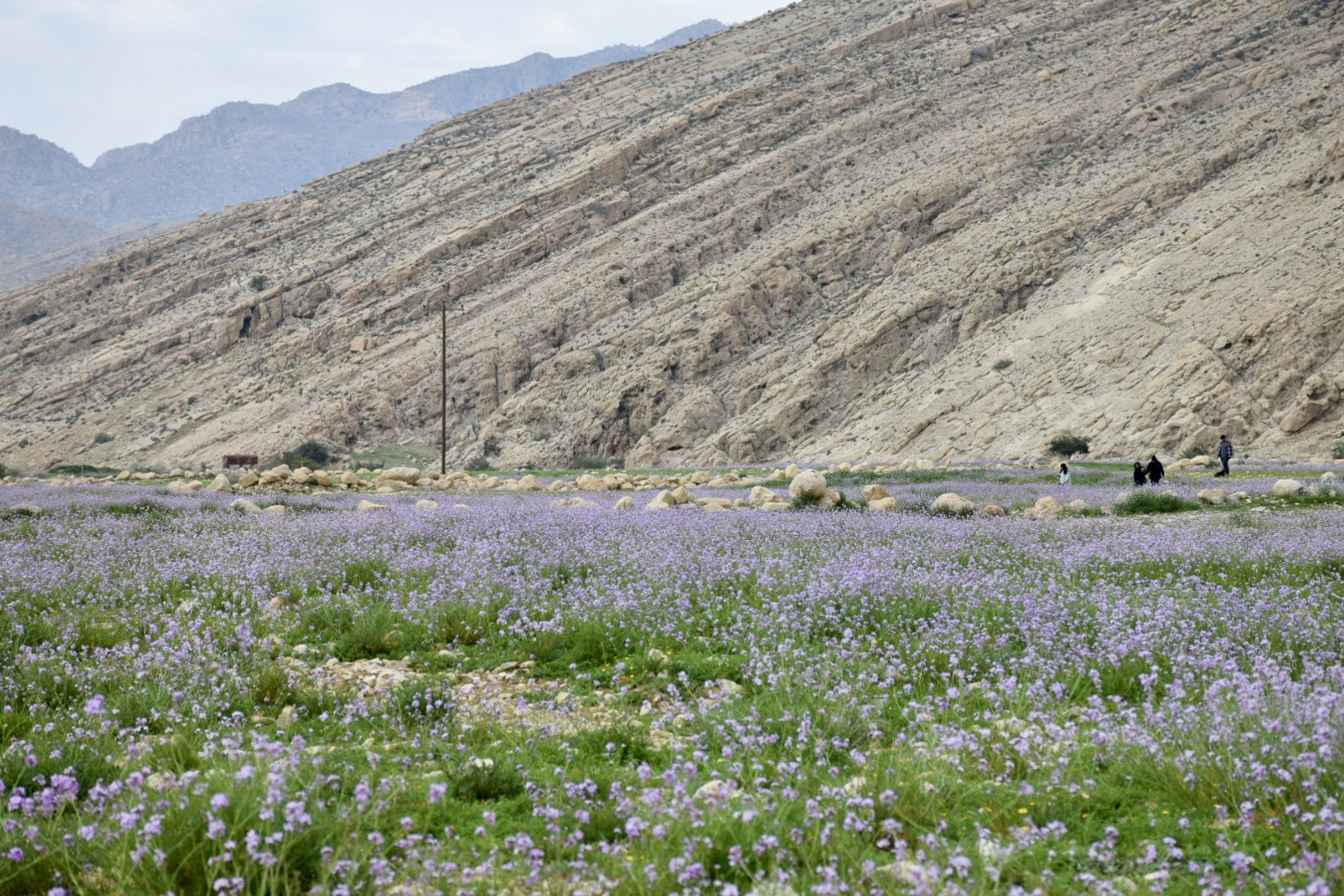
دشت گل‌های بنفش کازرون

### سایر جاذبه‌های مذهبی
از سایر جاذبه‌های شاخص مذهبی در کازرون می‌توان به بقاع متبرکه شاه‌حمزه، امام‌زاده سید محمد نوربخش، امام‌زاده سید محمد کاشی و قدمگاه خضر نبی اشاره کرد.

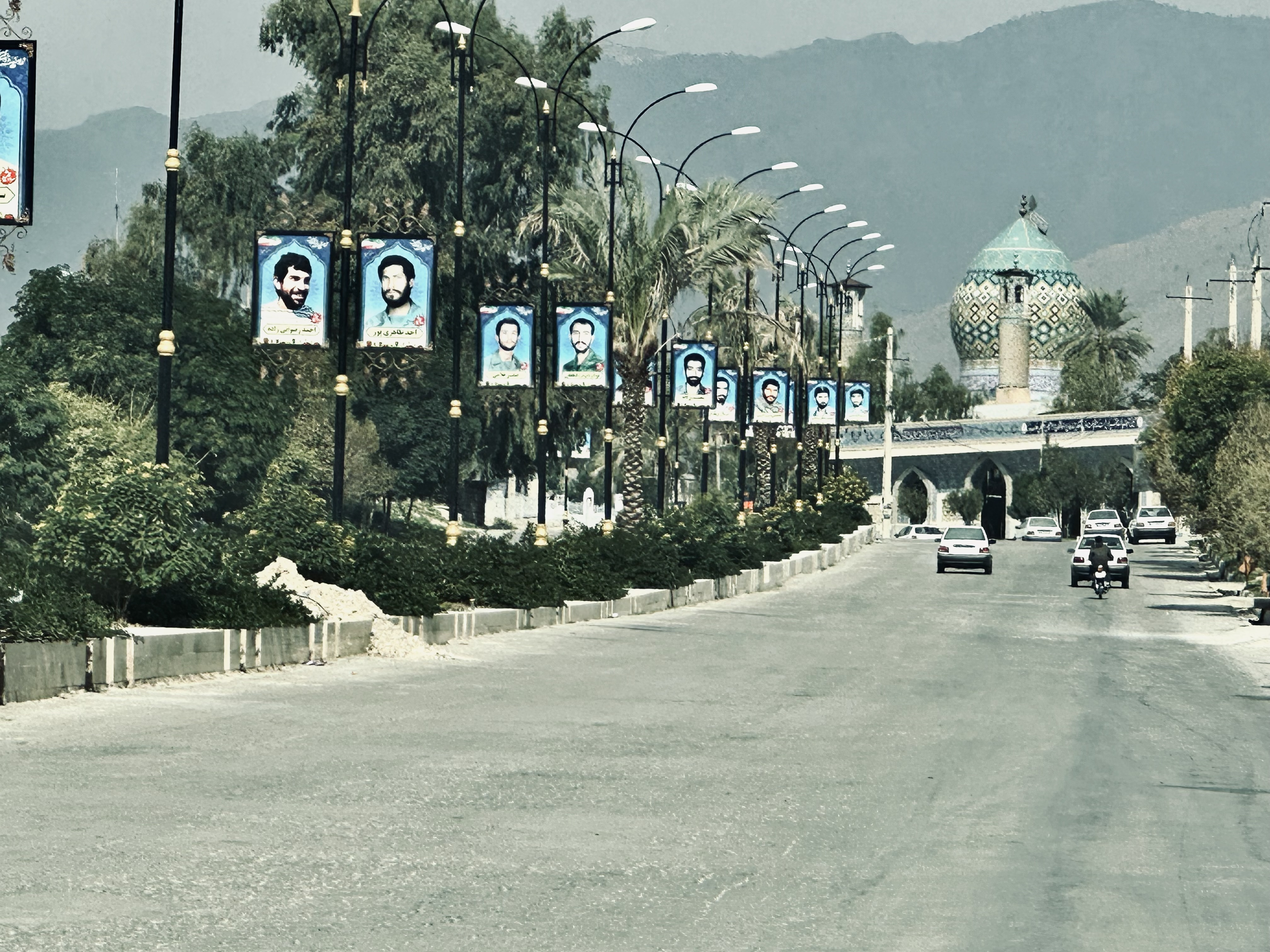
امام‌زاده سید محمد نوربخش
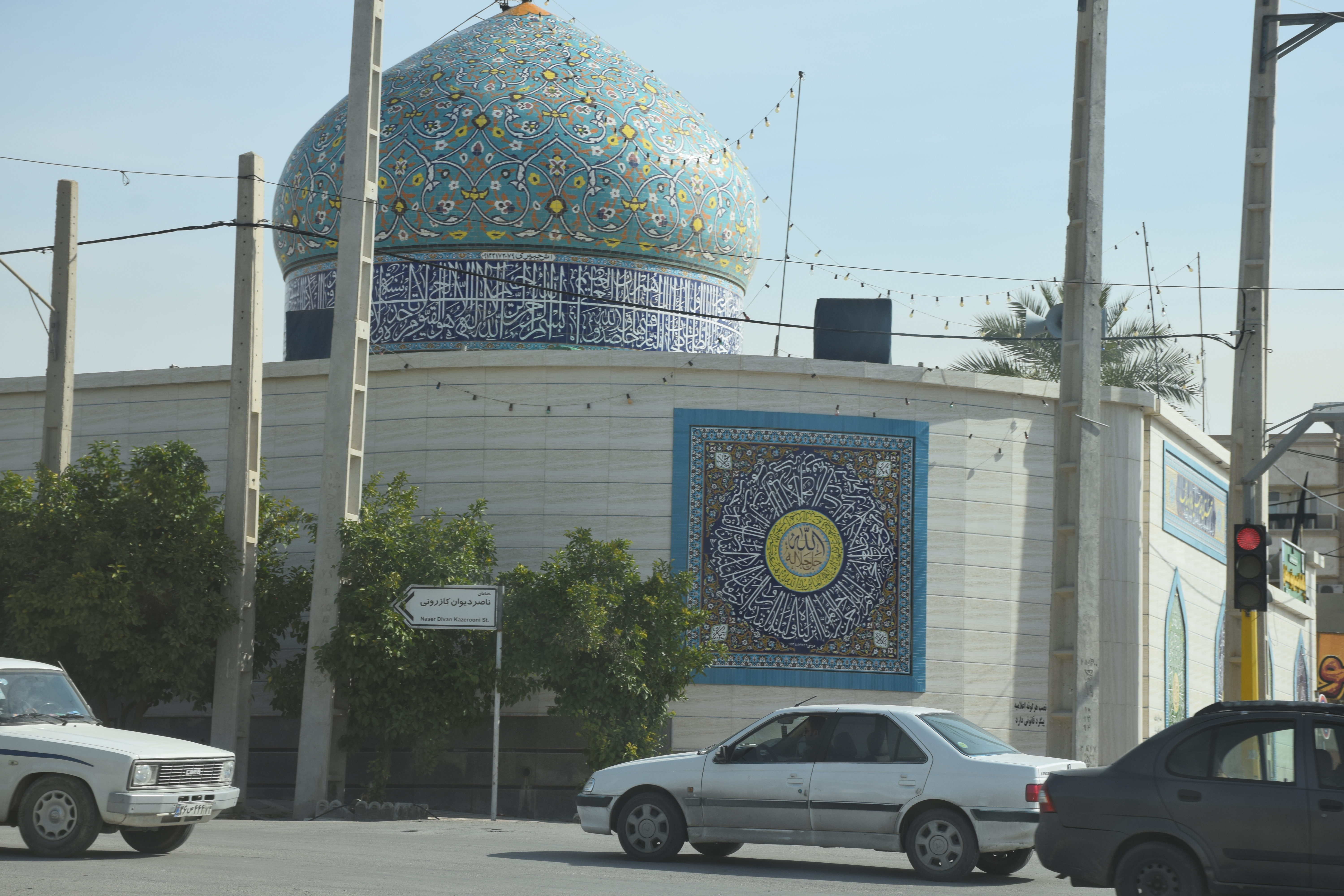
امام‌زاده سید محمد کاشی

### سوغات
کازرون دارای صنایع دستی و سوغات متعددی است. از شاخص‌ترین صنایع دستی کازرون می‌توان به دولچه، مَلکی و روآر (انواع گیوه)، معرق، سفال، پارچه، قالی، گلیم، گبه، نمد، جاجیم، کلاه، یلمه، سبد و وسایل مسی اشاره کرد.
از میان خوراکی‌های کازرون تاکنون آش کازرونی به ثبت ملی رسیده است. از دیگر سوغات غذایی مشهور کازرون می‌توان به کباب سنتی کازرون، آشکارده، آش آخرک، آش سبزی، آش لمریک، دمپخت کازرونی، ترشی گلک موسیر، گبوله، لالک بادنجان، ترشی کِوِرَک، دوغ کاسنی، خرما، مسقطی، مرکبات، زیتون و بلوط اشاره کرد.
از سایر سوغات شاخص کازرون نیز می‌توان به گل نرگس و بهارنارنج اشاره کرد.
همچنین روستای تنگ چوگان کازرون به‌عنوان روستای ملی رِندبافی در کشور ثبت شده است.

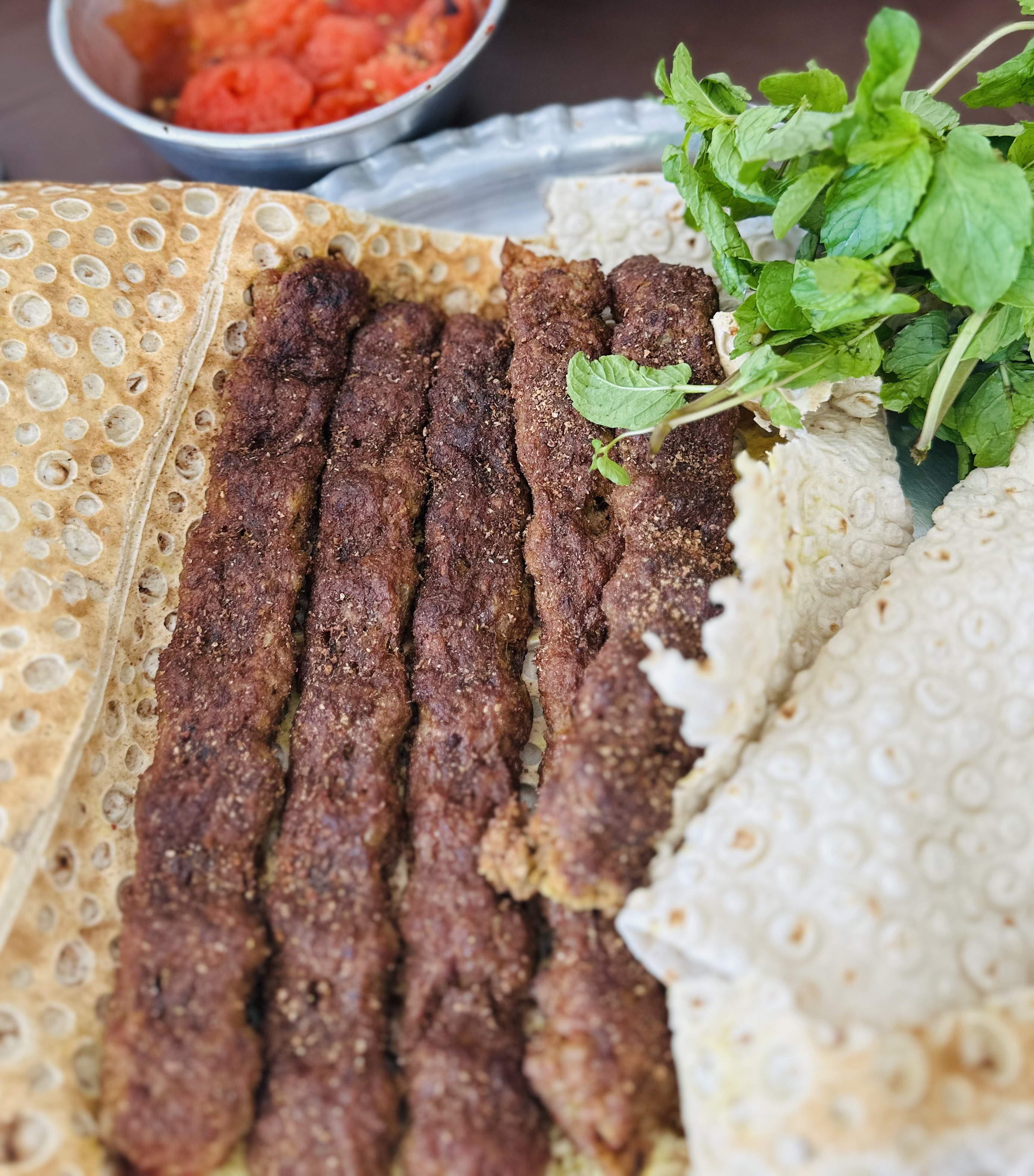
کباب سنتی کازرون
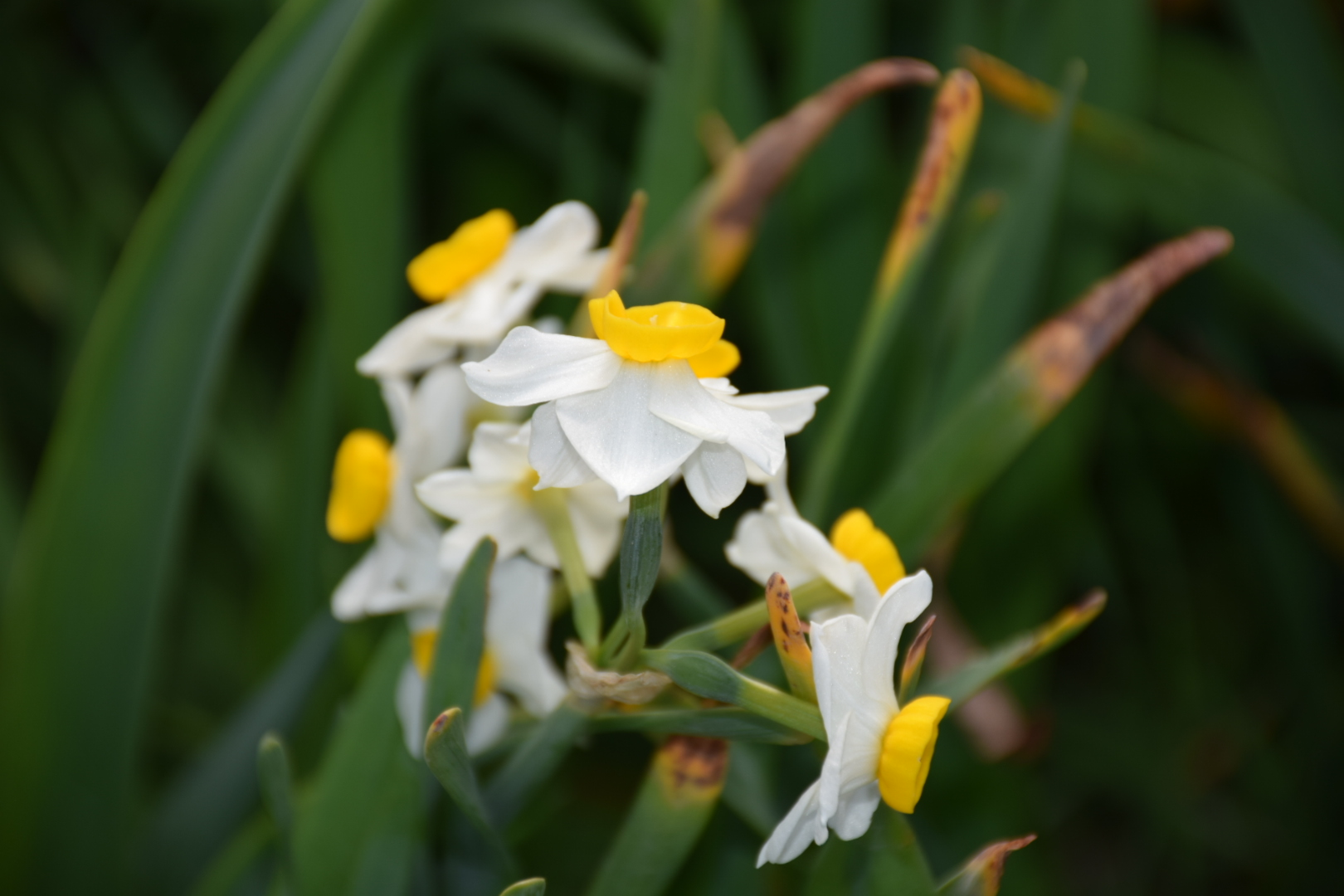
نرگس کازرون
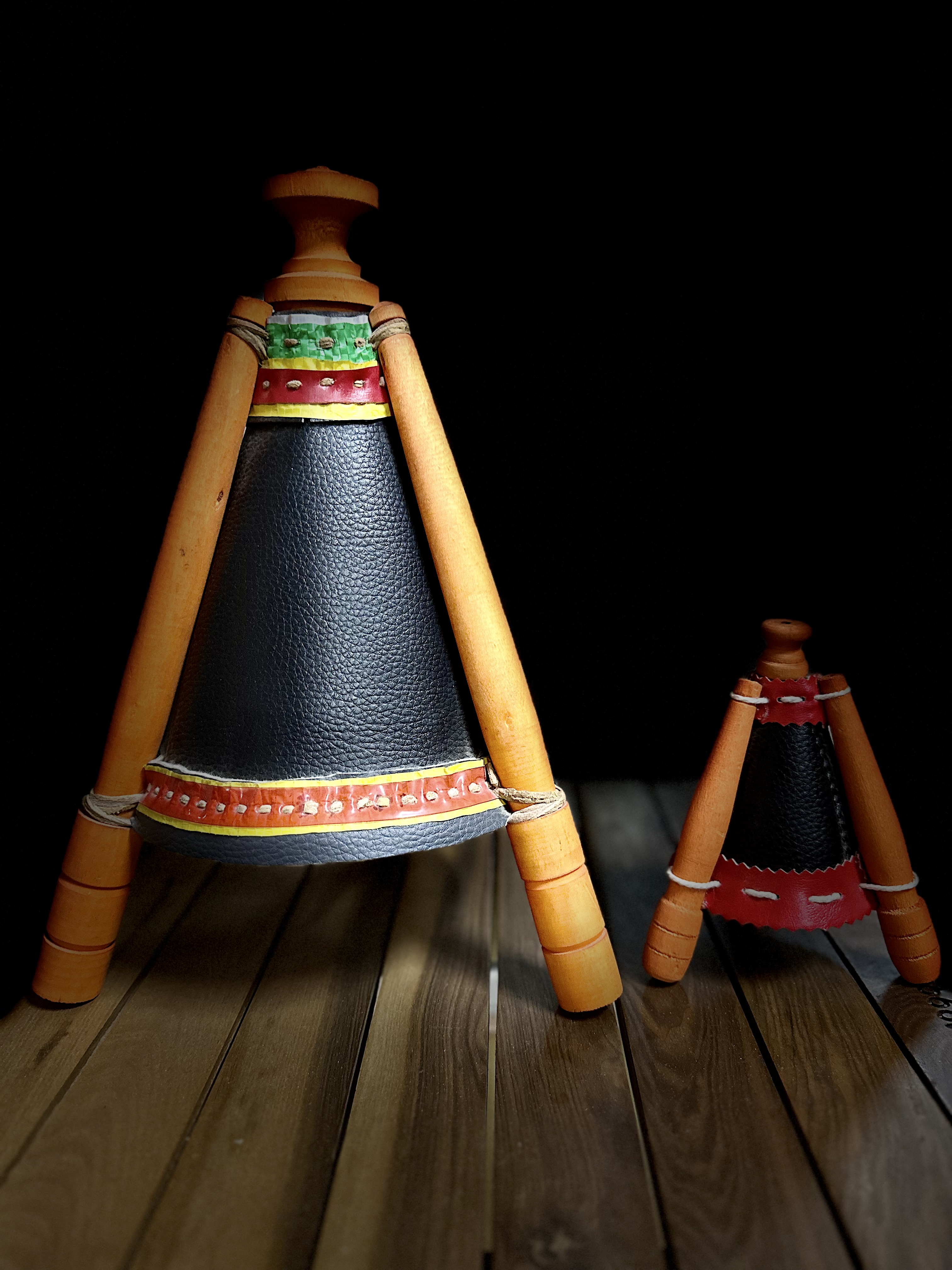
دولچه، از صنایع دستی منحصربه‌فرد کازرون

### موزه‌ها
از موزه‌های شاخص کازرون می‌توان به موزه مردم‌شناسی کازرون و موزه بیشاپور اشاره کرد. چندین موزهٔ روستایی نیز در روستاهای هدف گردشگری حومهٔ کازرون فعال هستند.

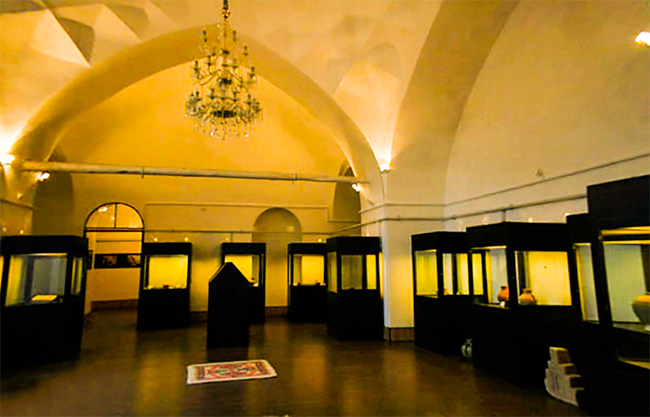
موزه مردم‌شناسی کازرون
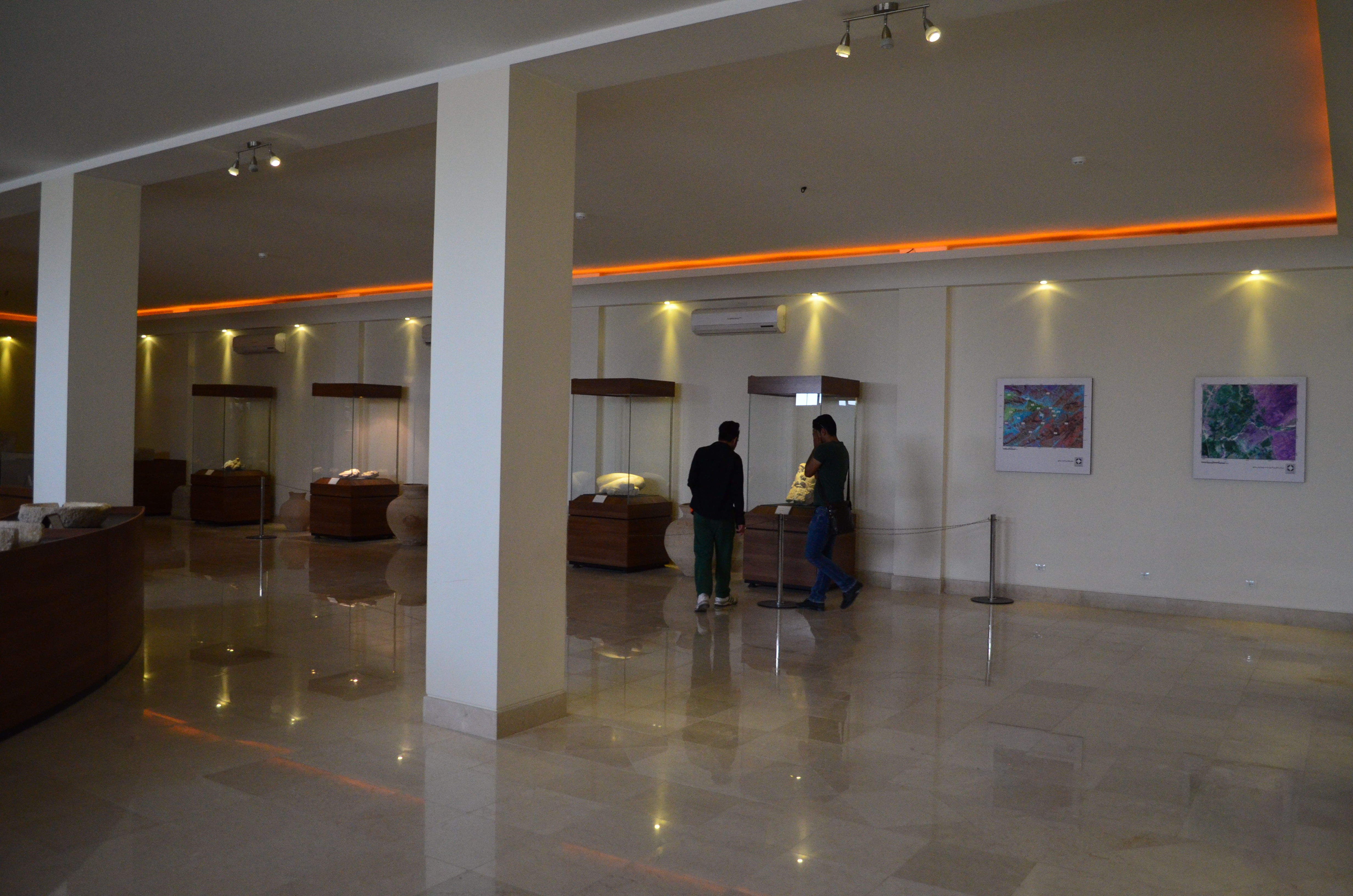
موزه بیشاپور

### هتل‌ها و مراکز اقامتی
در کازرون یک هتل و چندین مرکز اقامتی از جمله اقامتگاه‌های متعدد بومگردی وجود دارد.

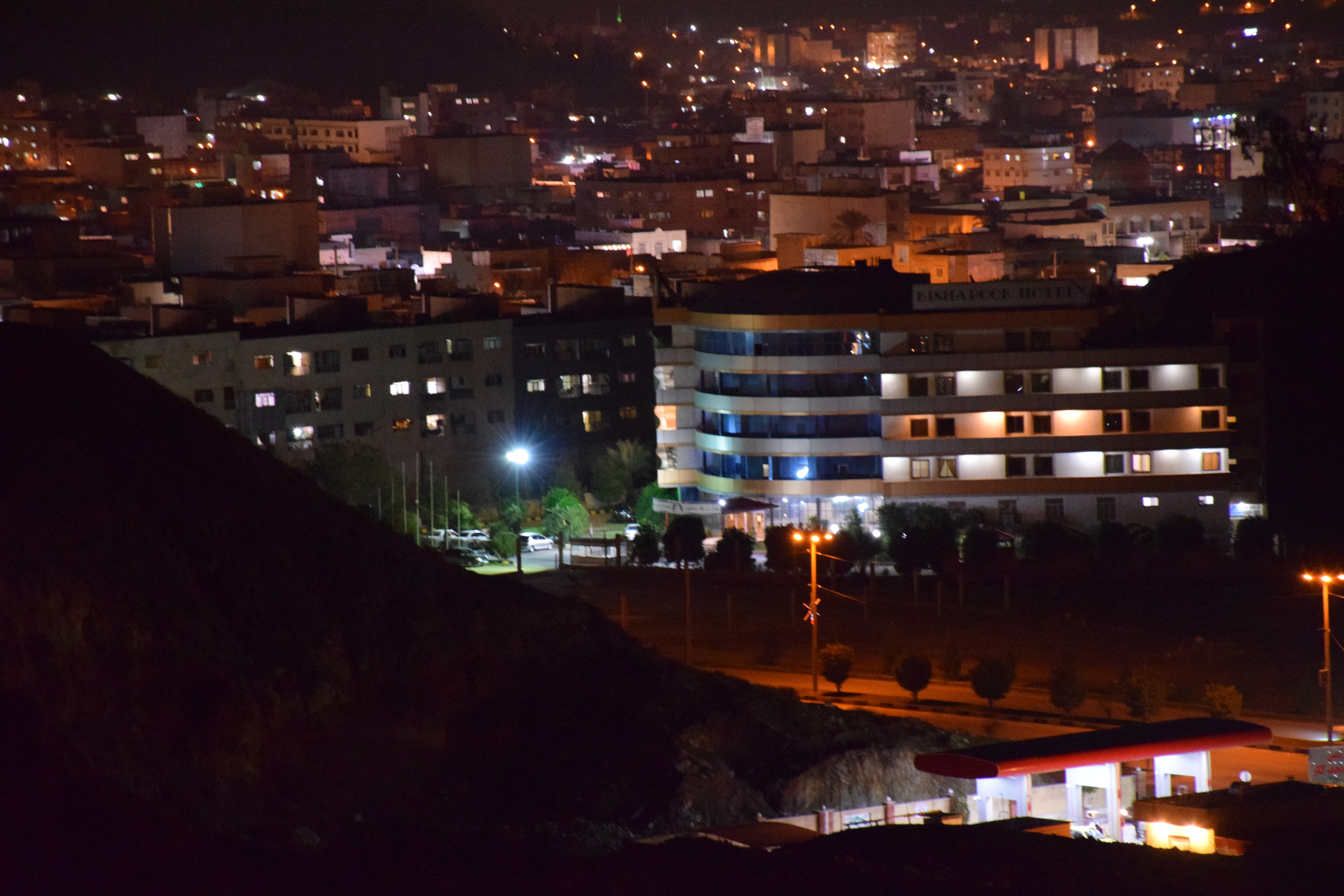
هتل بیشاپور کازرون
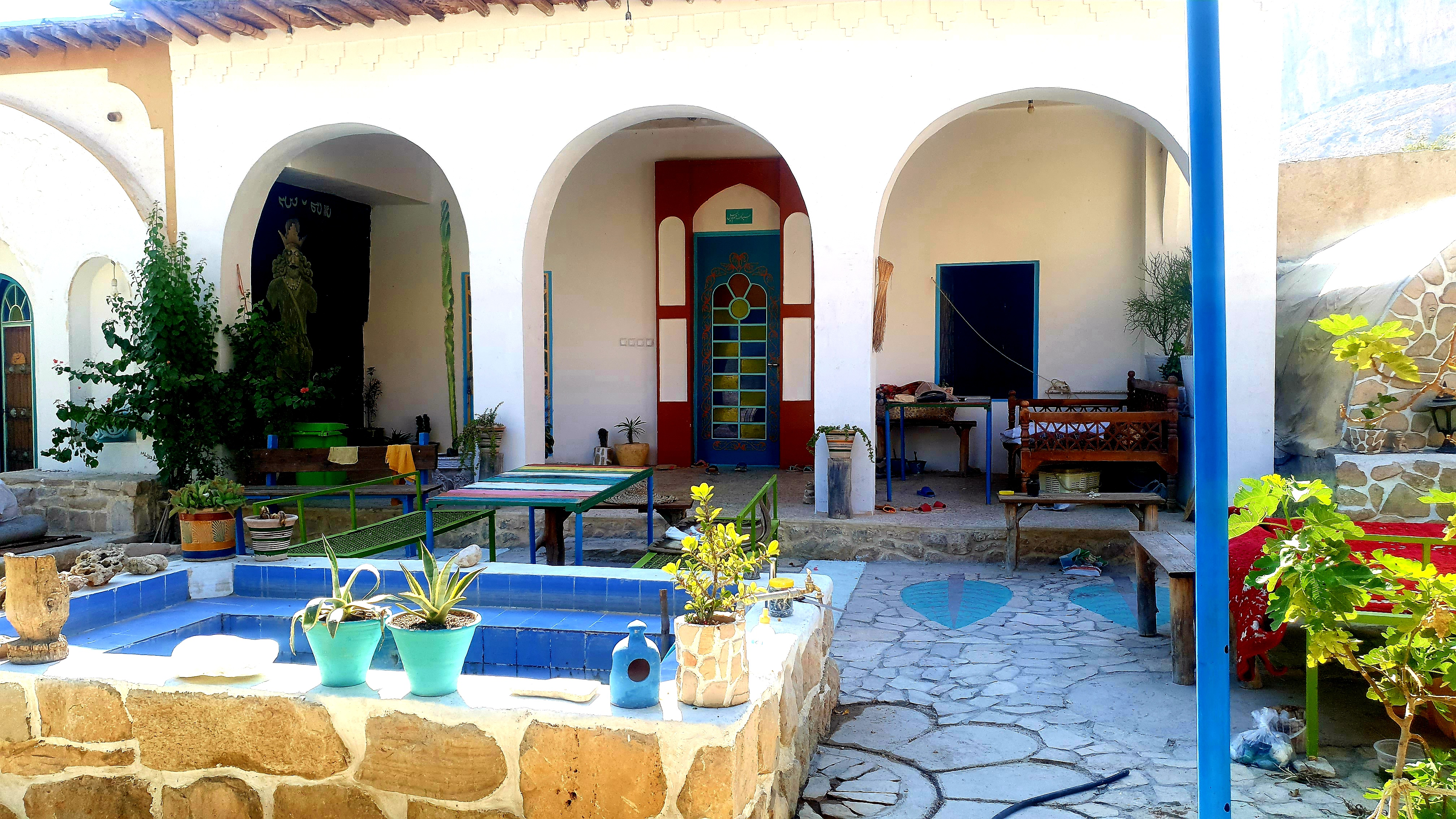
یک اقامتگاه بومگردی در تنگ چوگان کازرون

## محله‌ها
فهرست محله‌ها و شهرک‌های قدیم و جدید کازرون

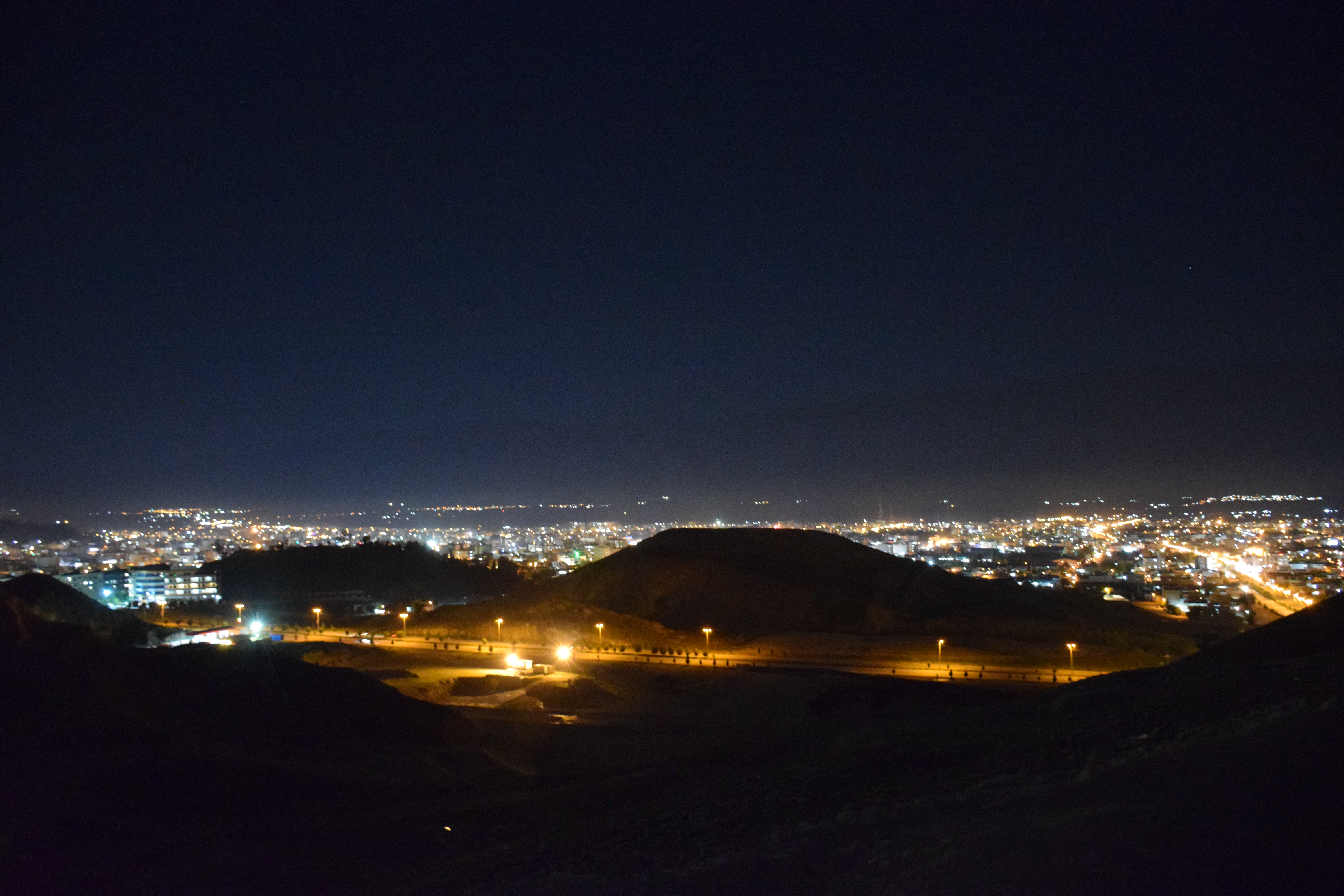
نمای شهر کازرون در شب

- محله بالا (علیا)
- محلهٔ مصلی
- محلهٔ کوزه‌گران
- محله آهنگران
- محلهٔ گنبد
- محلهٔ چهابی
- محلهٔ بازار
- محلهٔ قرچه (گل‌سوزکی)
- فرهنگ‌شهر
- باغ آسیایی (کوی الزهرا)
- خرمشهر
- ارتش
- شهرک پردیس
- شهرک شهید بهشتی
- شهرک انتظام
- شهرک فجر
- شهرک اندیشه
- شهرک امام رضا
- شهرک ارشاد
- کوی آزادگان (باقرآباد)
- شهرک ولی‌عصر
- شهرک گلدشت ناصردیوان
- شهرک ارتش
- شهرک شهید چمران
- شهرک نیایش
- کوی سازمانی ارتش
- ناصرآباد
- عباس‌آباد
- خسروآباد
- خیرات‌آباد

## آموزش عالی
نخستین مرکز آموزش عالی کازرون، تحت عنوان ایستگاه آموزش تحقیقات بهداشتی کازرون تحت نظر دانشگاه علوم پزشکی تهران در سال ۱۳۳۴ در این شهر تأسیس شد. در سال ۱۳۵۶ نیز دانشگاه آزاد ایران شعبه‌ای را در کازرون تأسیس کرد که با وقوع انقلاب اسلامی در سال بعد، فعالیت این دانشگاه متوقف شد. در حال حاضر ۶ مرکز دانشگاهی با بیش از ۱۰ هزار دانشجو در شهر کازرون فعالیت دارند.

### دانشگاه سلمان فارسی کازرون

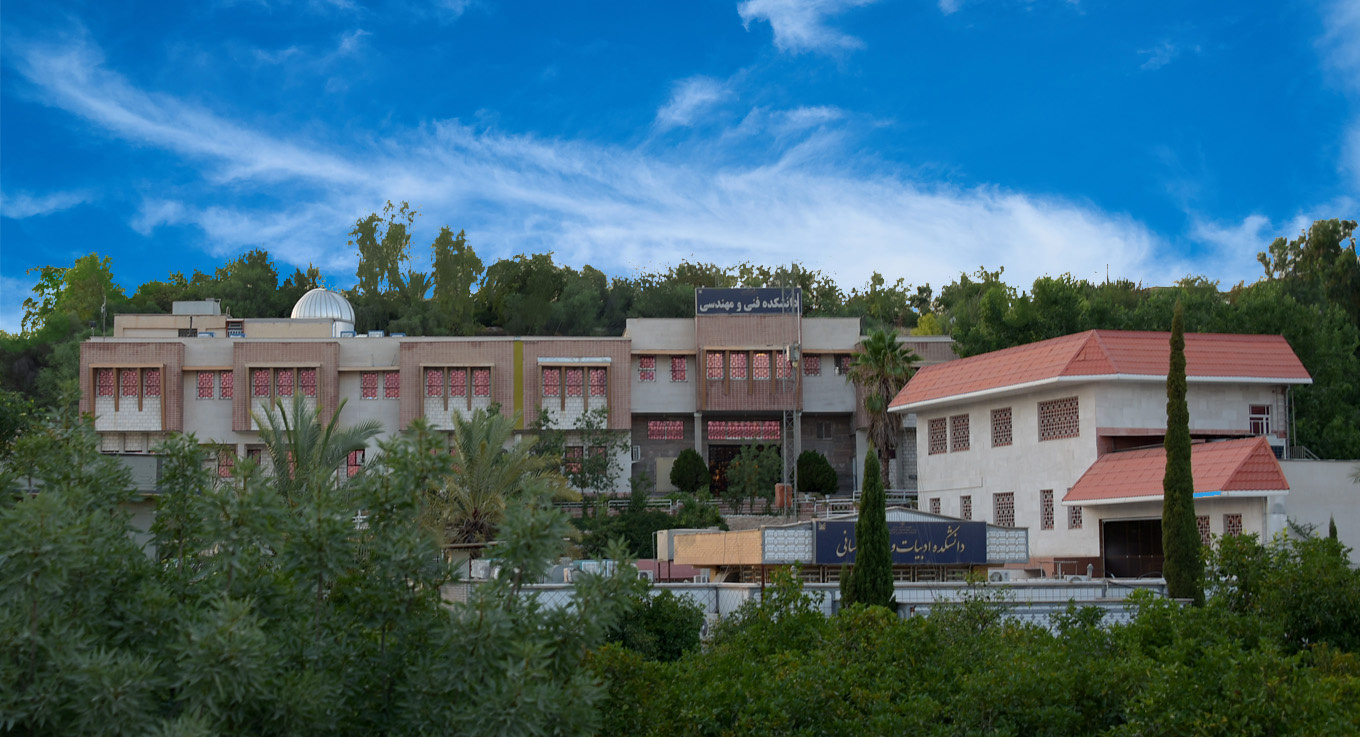
ساختمان مرکزی دانشگاه سلمان فارسی کازرون

دانشگاه سلمان فارسی کازرون به‌عنوان تنها دانشگاه دولتی و قطب علمی غرب فارس در سال ۱۳۷۲ تأسیس شد. این دانشگاه هم‌اکنون دارای ۳ دانشکده، ۱۸ رشتهٔ تحصیلی، ۶۰ عضو هیئت علمی و حدود ۲۰۰۰ دانشجوست. تاکنون بیش از ۲۵۰۰ دانشجو از این دانشگاه فارغ‌التحصیل شده‌اند. دانشگاه سلمان فارسی دارای زیرساخت‌های مختلفی مانند رصدخانه، مرکز نوآوری انرژی، مرکز هوش مصنوعی و موارد دیگر است. رصدخانه این دانشگاه تنها رصدخانه غرب فارس و مرکز نوآوری انرژی این دانشگاه، دومین مرکز نوآوری انرژی در کشور به‌شمار می‌رود. مرکز هوش مصنوعی این دانشگاه نیز از نخستین مراکز دانشگاهی هوش مصنوعی در کشور است.
‏

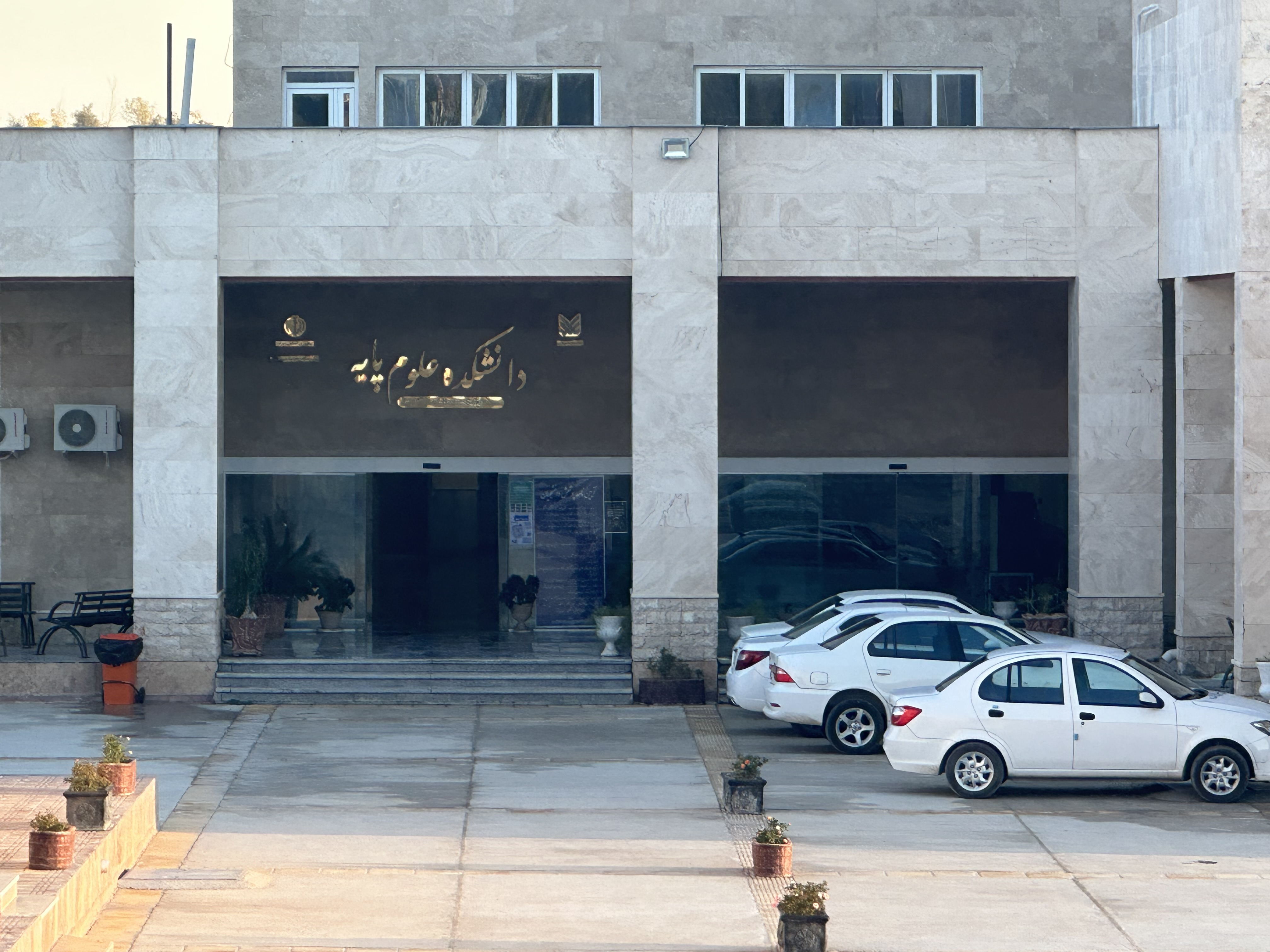
دانشکده علوم پایه دانشگاه سلمان فارسی کازرون
لوگوی دانشگاه سلمان فارسی کازرون
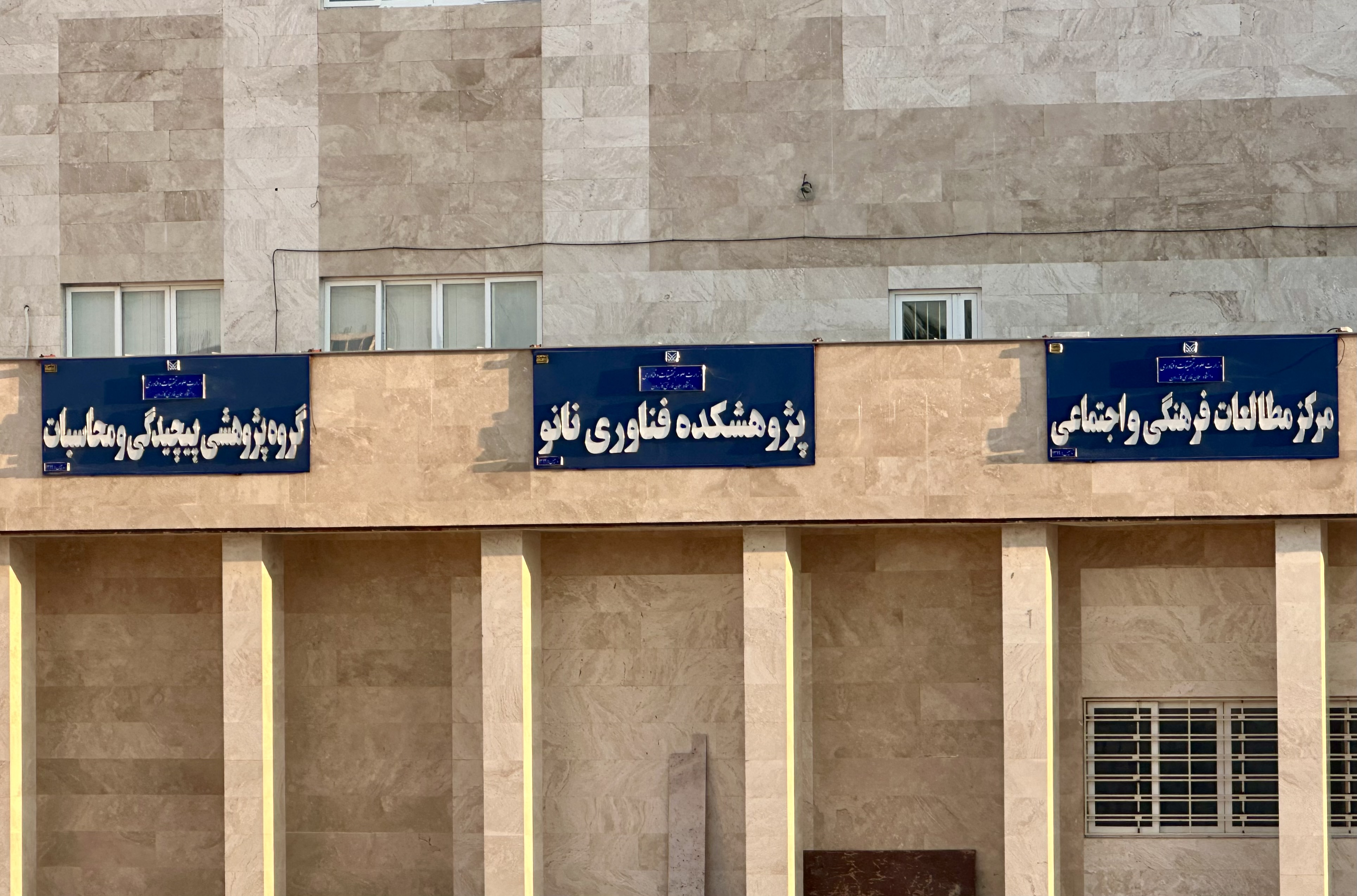
مراکز علمی و تحقیقاتی در پردیس دانشگاه سلمان فارسی کازرون

### دانشگاه آزاد اسلامی کازرون

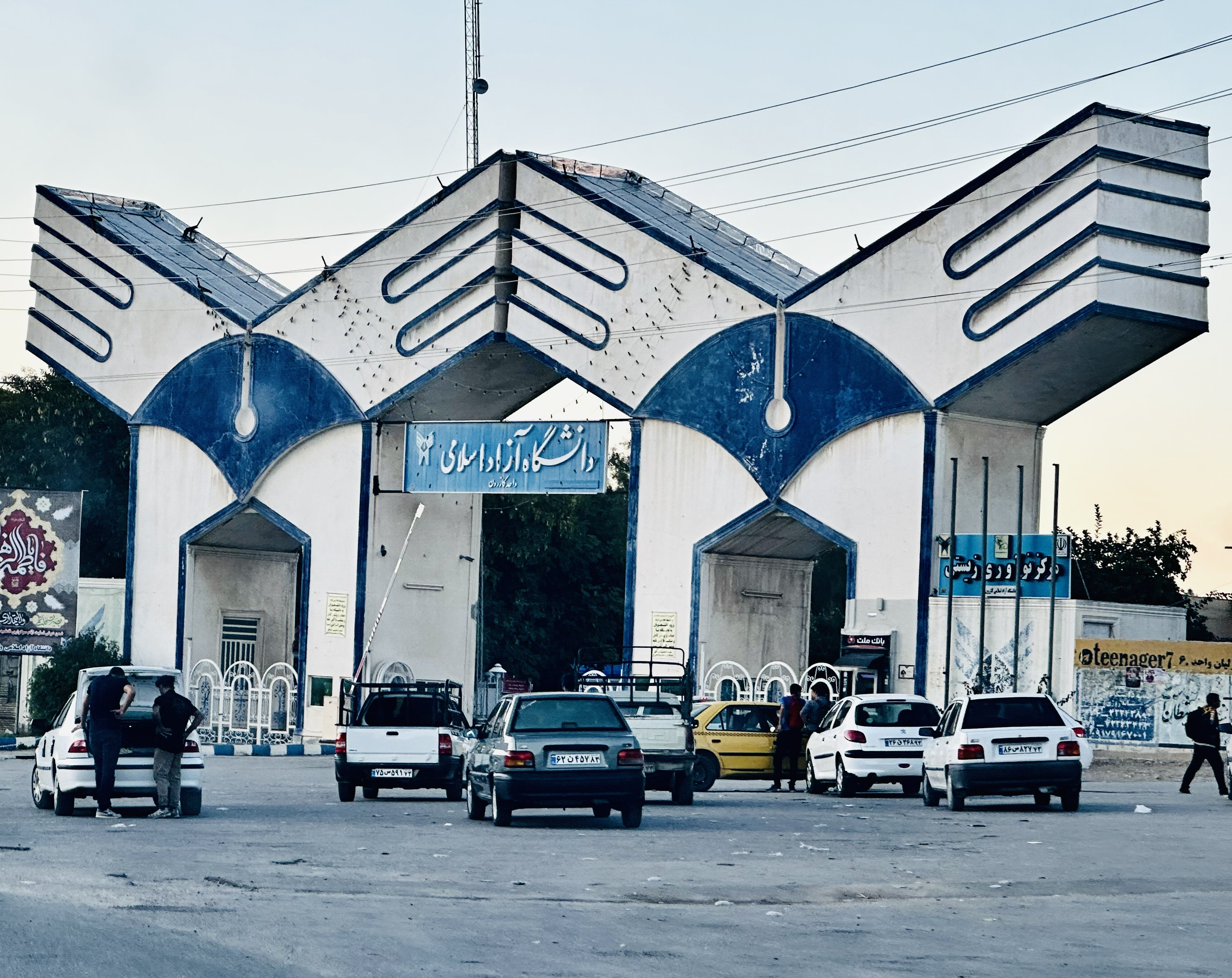
سردر دانشگاه آزاد اسلامی کازرون

دانشگاه آزاد اسلامی واحد کازرون به‌عنوان یکی از نخستین و بزرگ‌ترین واحدهای دانشگاه آزاد در سطح کشور، در سال ۱۳۶۴ تأسیس شد. این دانشگاه هم‌اکنون دارای ۸ دانشکده، ۸۰ رشتهٔ تحصیلی، ۱۴۰ عضو هیئت علمی و ۴۳۰۰ دانشجوست. تاکنون بیش از ۳۸۰۰۰ دانشجو از این دانشگاه فارغ‌التحصیل شده‌اند. واحد کازرون تنها واحد دارای دانشکدهٔ پزشکی و بیمارستان آموزشی در جنوب غرب کشور است. این دانشگاه همچنین تنها واحد دارای دانشکدهٔ دامپزشکی در جنوب کشور به‌شمار می‌رود. دانشگاه آزاد اسلامی کازرون دارای زیرساخت‌های مختلفی مانند تنها مرکز نوآوری زیستی در کشور و تنها کارگاه مکانیک جنوب کشور است.
‏

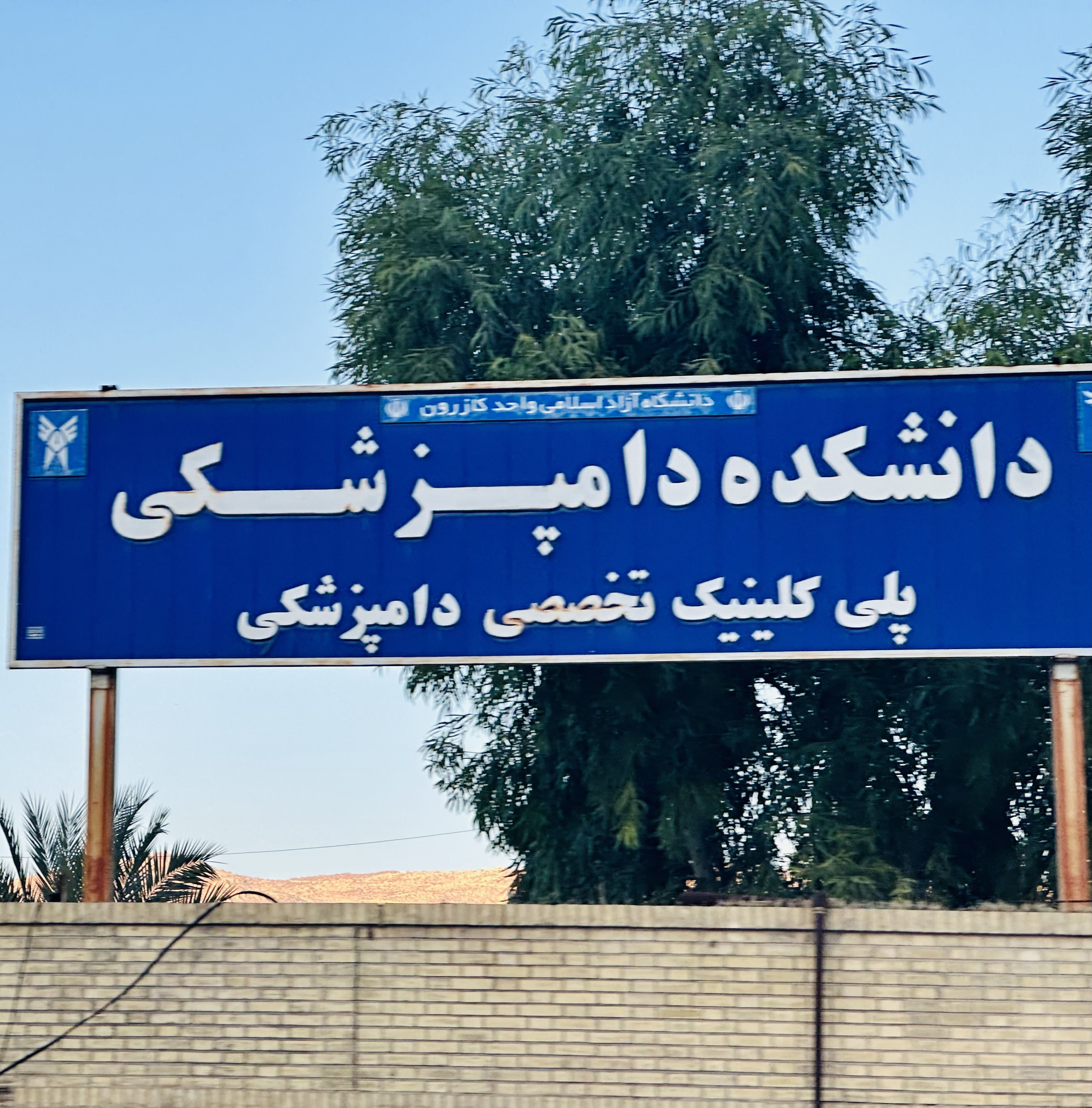
دانشکدهٔ دامپزشکی و پلی‌کلینیک تخصصی دامپزشکی دانشگاه آزاد اسلامی کازرون
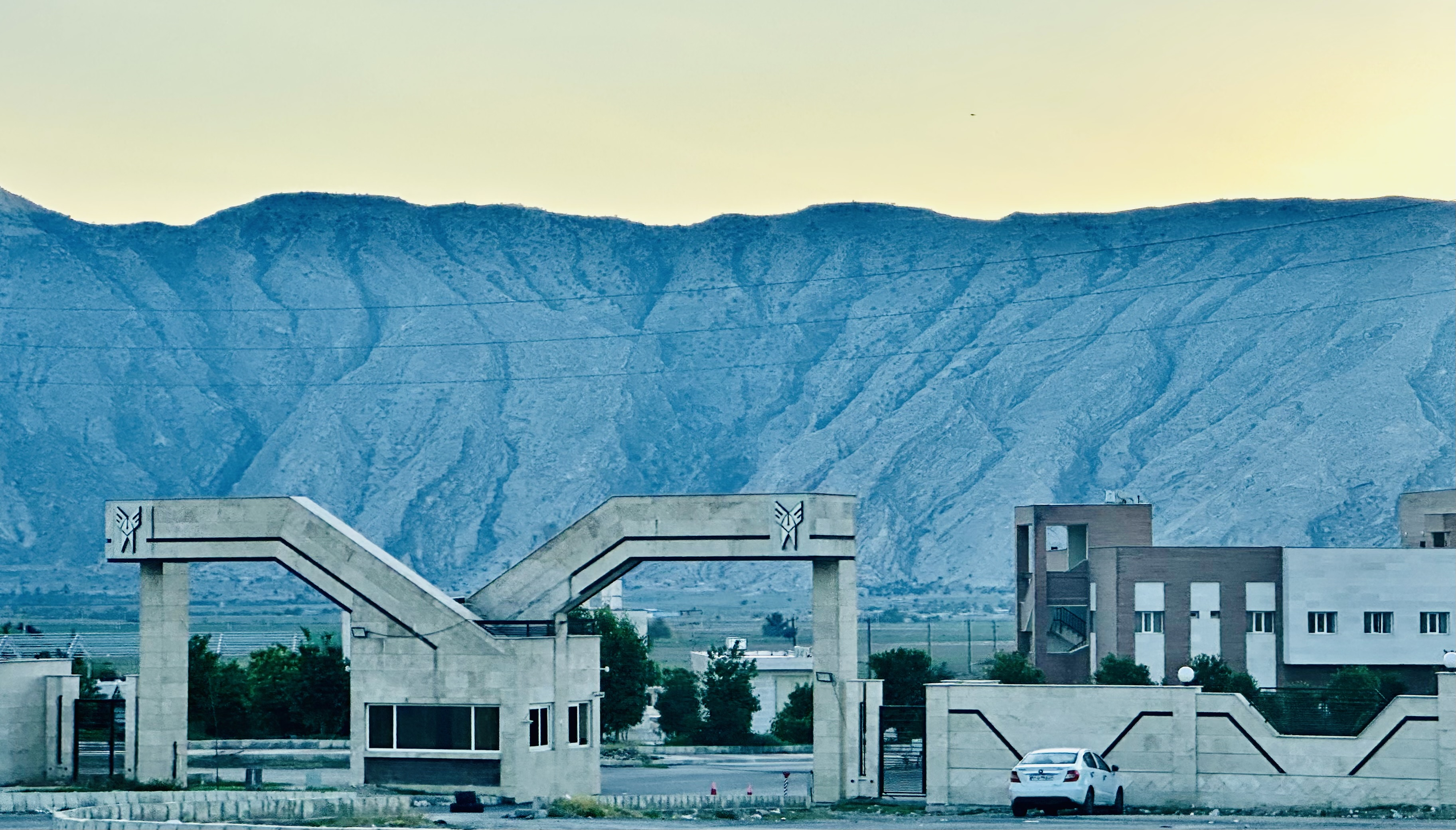
بیمارستان آموزشی درمانی امام علی وابسته به دانشگاه آزاد اسلامی کازرون

### دانشگاه پیام نور کازرون

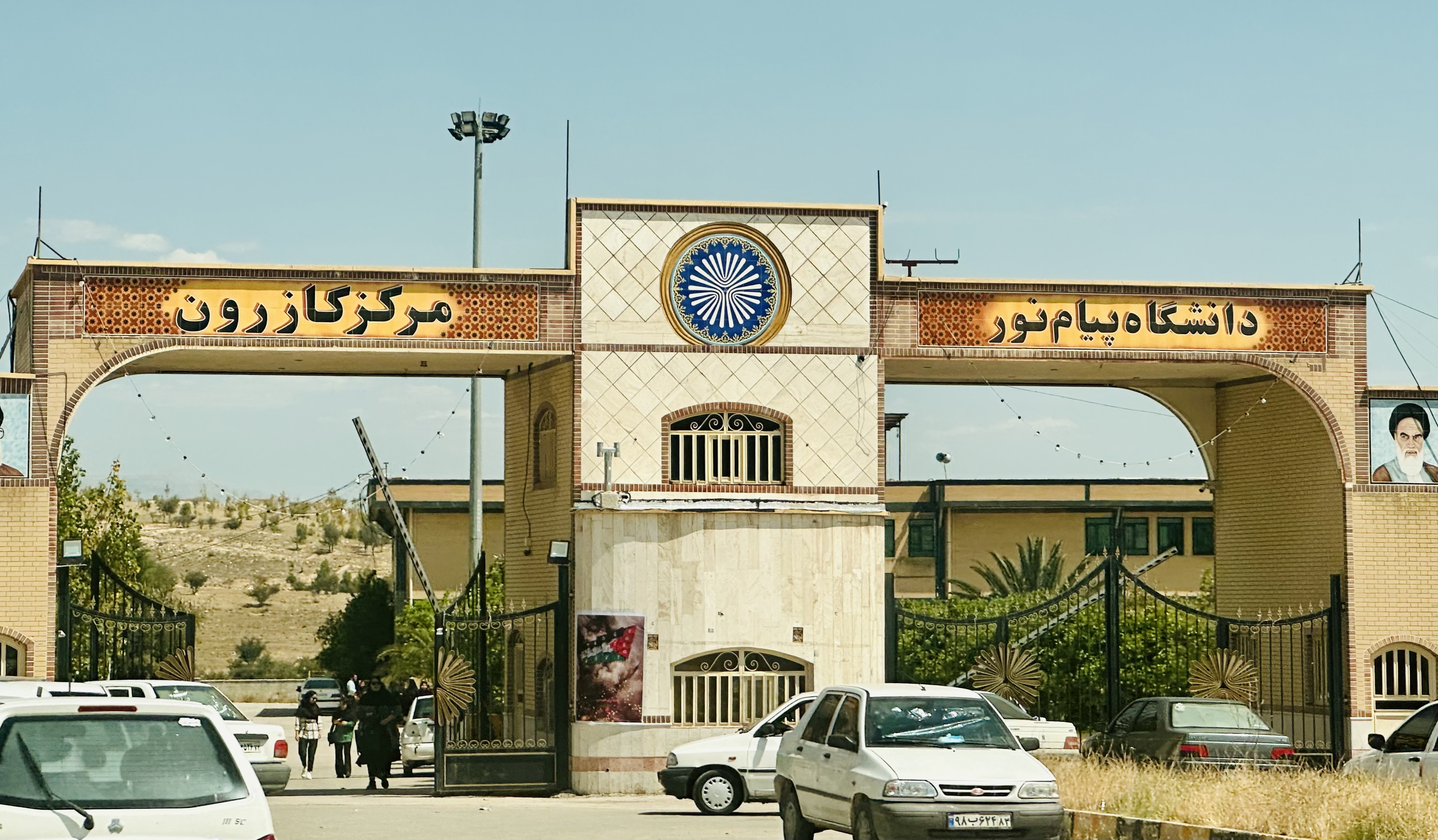
سردر دانشگاه پیام نور کازرون

دانشگاه پیام نور مرکز کازرون در سال ۱۳۷۹ تأسیس شد و هم‌اکنون دارای ۲۲ رشتهٔ تحصیلی، ۴ عضو هیئت علمی و بیش از ۱۷۰۰ دانشجوست.

### مرکز آموزش علمی کاربردی کازرون

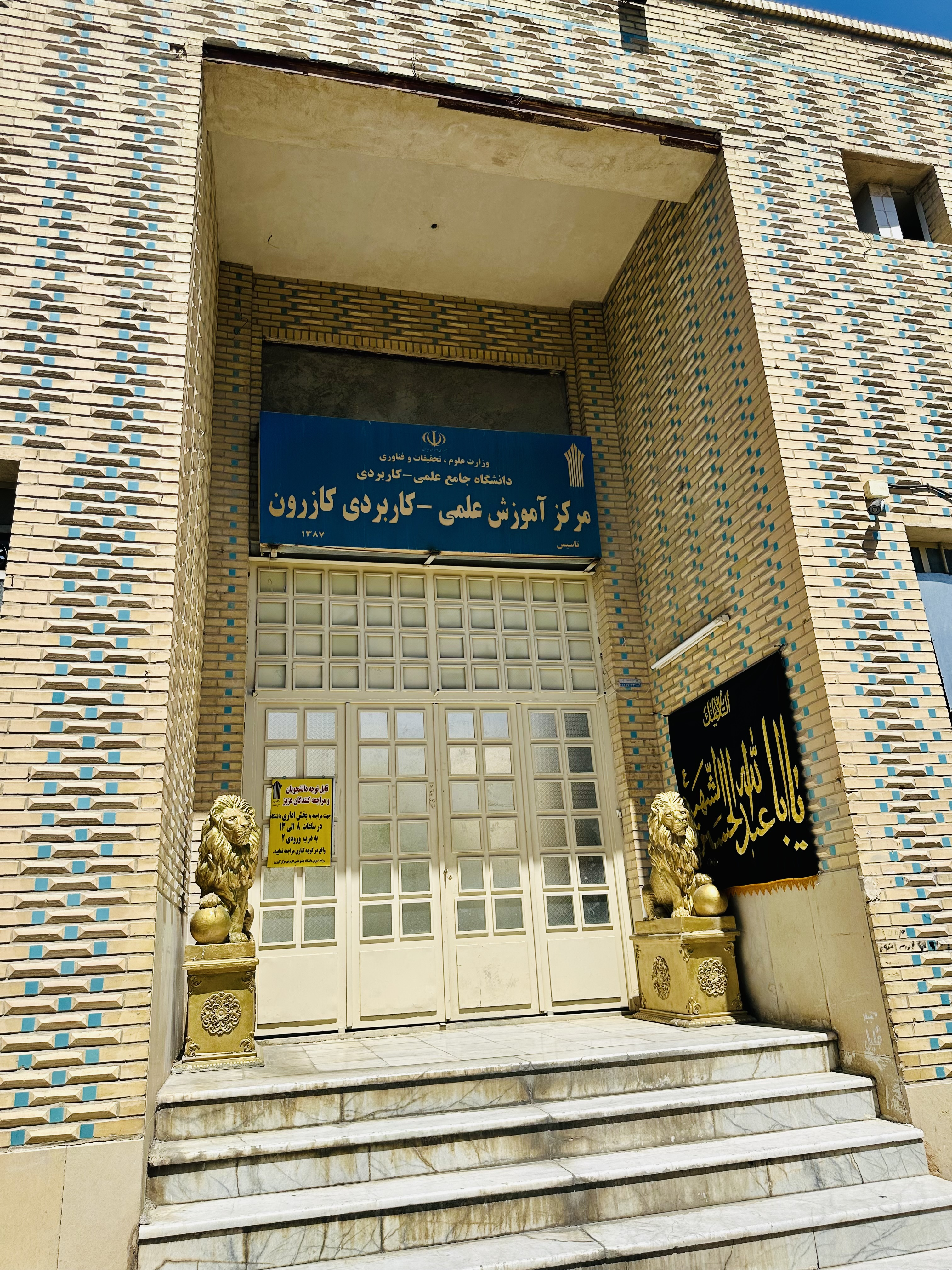
دانشگاه جامع علمی کاربردی مرکز کازرون

مرکز آموزش علمی کاربردی کازرون در سال ۱۳۸۷ تأسیس شد.

### دانشگاه فرهنگیان زینب کبری کازرون

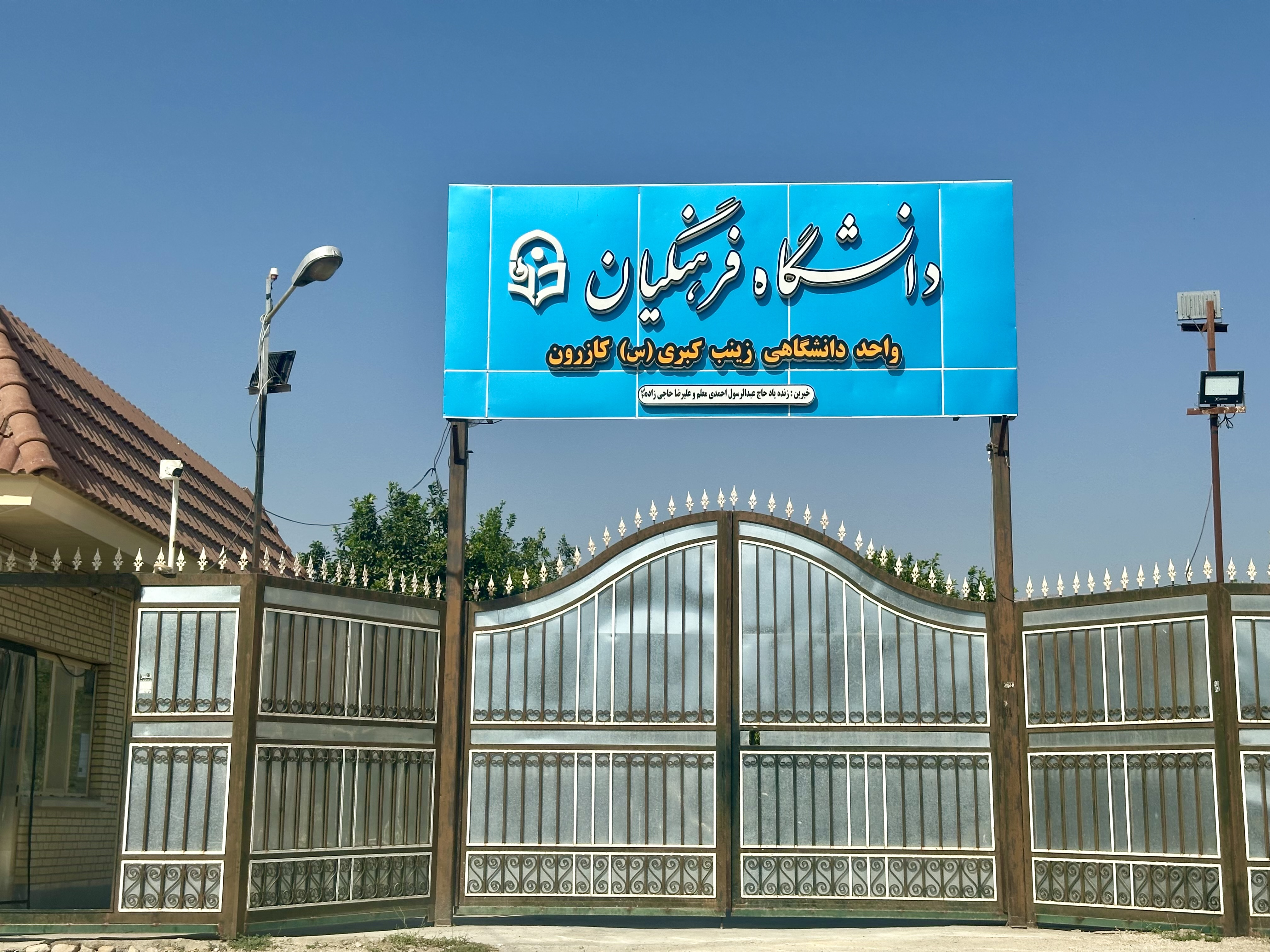
دانشگاه فرهنگیان واحد زینب کبری کازرون

مرکز آموزش عالی زینب کبری (دانشگاه فرهنگیان) کازرون در سال ۱۳۶۲ تأسیس شد و هم‌اکنون دارای ۵ رشتهٔ تحصیلی و ۶۰۰ دانشجوست.

### دانشگاه ملی مهارت دختران کازرون

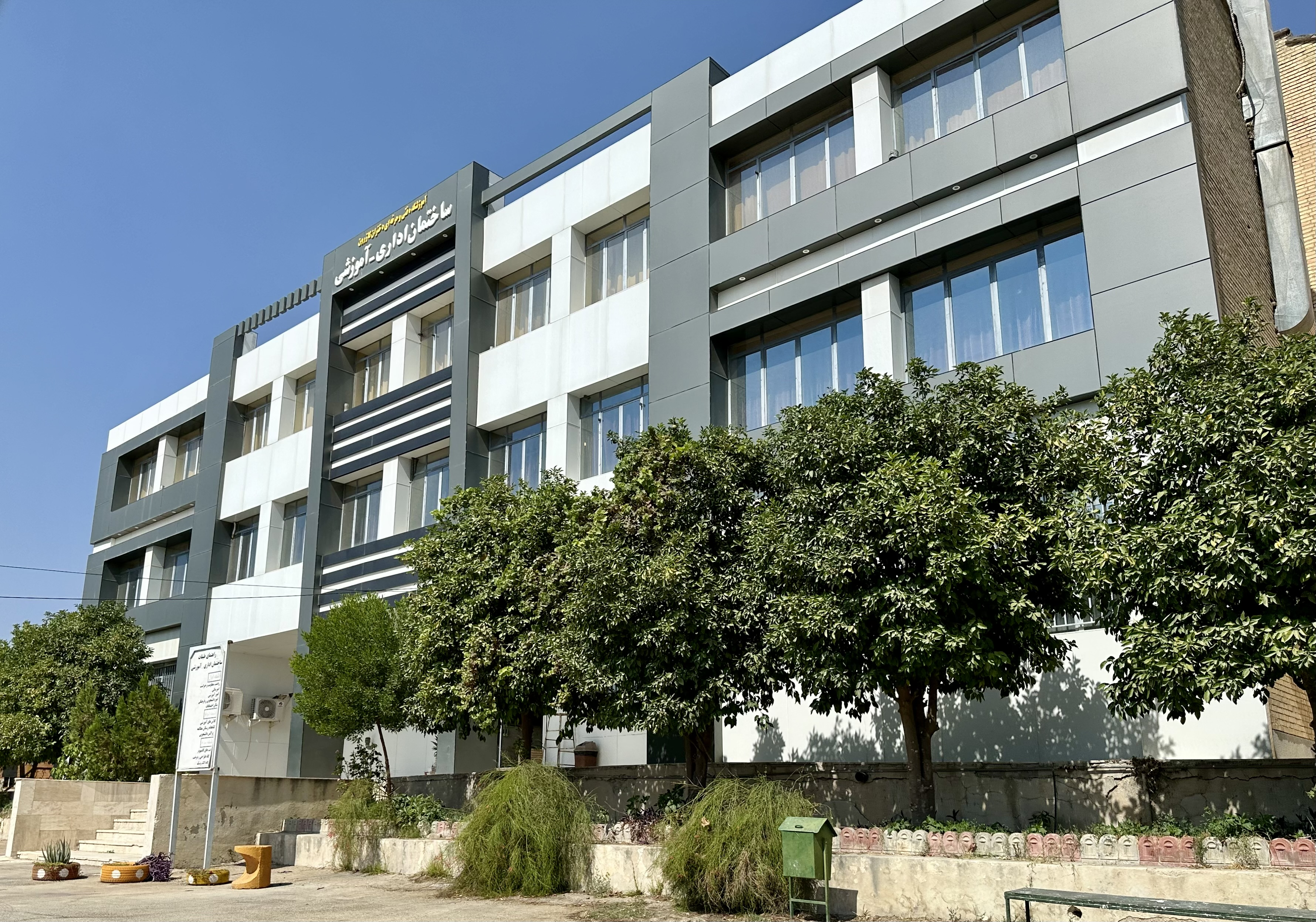
دانشگاه ملی مهارت واحد دختران کازرون

آموزشکده فنی و حرفه‌ای (دانشگاه ملی مهارت) دختران کازرون در سال ۱۳۷۶ تأسیس شد و هم‌اکنون دارای ۸ رشتهٔ تحصیلی و ۶۵۰ دانشجوست.

### مرکز تخصصی مهارت‌آموزی نفت، گاز و پتروشیمی جنوب کشور

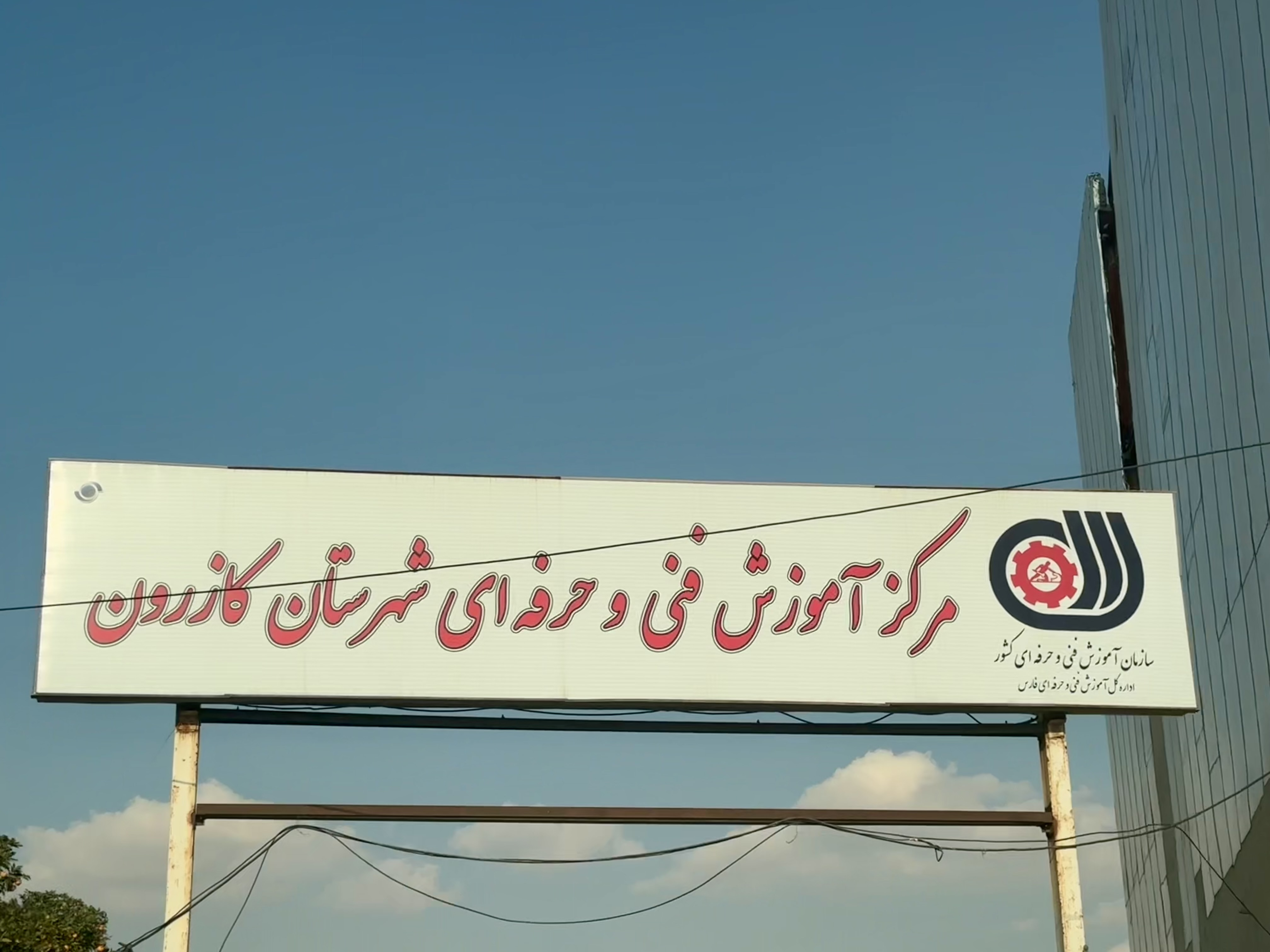
مرکز آموزش فنی و حرفه‌ای کازرون

مرکز تخصصی مهارت‌آموزی نفت، گاز و پتروشیمی جنوب کشور در سال ۱۳۹۹ در مرکز آموزش فنی و حرفه‌ای کازرون راه‌اندازی شد. این مرکز تخصصی قطب آموزش در حوزه نفت، گاز و پتروشیمی جنوب کشور و از مهم‌ترین مراکز آموزشی دولتی در کشور محسوب می‌شود.

## علم و فرهنگ

### مدارس
سال ۱۲۷۹ هجری شمسی و ۱۳۱۹ قمری مرحوم خسرو مؤدب (پدر آموزش و پرورش کازرون) معروف به میرزا حاج آقا نخستین مدرسه (مدرسه هدایت) به سبک جدید در کازرون و دومین مدرسه سبک جدید در ایران را دائر کرد. این مدرسه قدیمی‌ترین مدرسه سبک جدید کازرون است.

### هنر
میرزا حسن عکاس (چهره‌نگار کازرونی) (پدر عکاسی ایران) نخستین عکاسخانه را در فارس و جنوب ایران دایر کرد. قطب‌الدین کازرونی نیز از بزرگ‌ترین موسیقی دانان ایران بود. از معاصران نیز می‌توان به طاهر شیخ‌الحکمایی، رئیس انجمن مجسمه‌سازان ایران و استاد دانشگاه، محمود پاک‌نیت بازیگر مشهور ایرانی، فرشاد فرشته‌حکمت، نویسنده، کارگردان و مستندساز ایرانی، افسر شهیدی (خواننده)، محسن پزشکیان (شاعر و نقاش) و بسیاری دیگر اشاره کرد.
همچنین طبق برخی از منابع برخی از ریشه‌های خانوادگی (احتمالا مادری) حافظ و سعدی نیز به کازرون می‌رسد هرچند هر دو در شیراز بدنیا آمدند.

### صنایع دستی

دولچه

قالی بافی، نمد مالی، گیوه دوزی، دولچه دوزی (از صنایع دستی خاص و از ابتکارات مردم کازرون)، اشیا فلزی، زینت آلات، وسایل چوبی، زنبیل و حصیر، وسائل گلی، وسایل سنگی و صنایع غذایی و…

### کتابخانه‌ها
- «کتابخانه شهید آیت‌الله مدنی» روبروی مسجد زید واقع شده است.
- «کتابخانه عمومی شماره یک کازرون» در خیابان بهجت العلما واقع شده است.
- «کتابخانه آیت‌الله ایمانی» در دانشگاه سلمان فارسی کازرون در خیابان طالقانی واقع شده است.
- «کتابخانه سلمان فارسی» در دانشگاه پیام نور کازرون می‌باشد.[۲۵۹]
- «کتابخانه دانشگاه آزاد اسلامی واحد کازرون» در دانشگاه آزاد اسلامی واحد کازرون واقع شده است.
- «کتابخانه تخصصی بیشاپور» در شهر تاریخی بیشاپور

### فرهنگسراها و نگارخانه‌ها
- «نگارخانه پرنیان»
- «فرهنگسرای مردانی» در بوستان مردانی و در جوار آرامگاه نصرالله مردانی قرار گرفته است.[۲۶۰]

### انتشارات
- انتشارات قو، کازرونیه[۲۶۱] و سلمان فارسی[۲۶۲] از ناشران کتاب در حوزه کازرون پژوهی و فارس پژوهی هستند.

### روز کازرون
چهار دی به مناسبت سالروز شکست نیروهای انگلیسی از ناصر دیوان کازرونی، کلانتر وقت کازرون و همرزمانش در جریان جنگ جهانی اول و اشغال جنوب ایران توسط متفقین می‌باشد که منجر به فروپاشی مقر پلیس جنوب در شهر کازرون و تسخیر منطقه کتل پیرزن به دست کازرونی‌ها شد به عنوان روز کازرون نامگذاری گردیده است.

## ورزش
هندبال ورزش اول کازرون است و این شهر یکی از قطب‌های هندبال در سطح کشور محسوب می‌شود. از دیگر ورزش‌های محبوب و با سابقه در کازرون می‌توان به فوتبال، کشتی، دوچرخه‌سواری، بسکتبال، والیبال و ورزش‌های زورخانه‌ای اشاره کرد.

### تیم‌های ورزشی

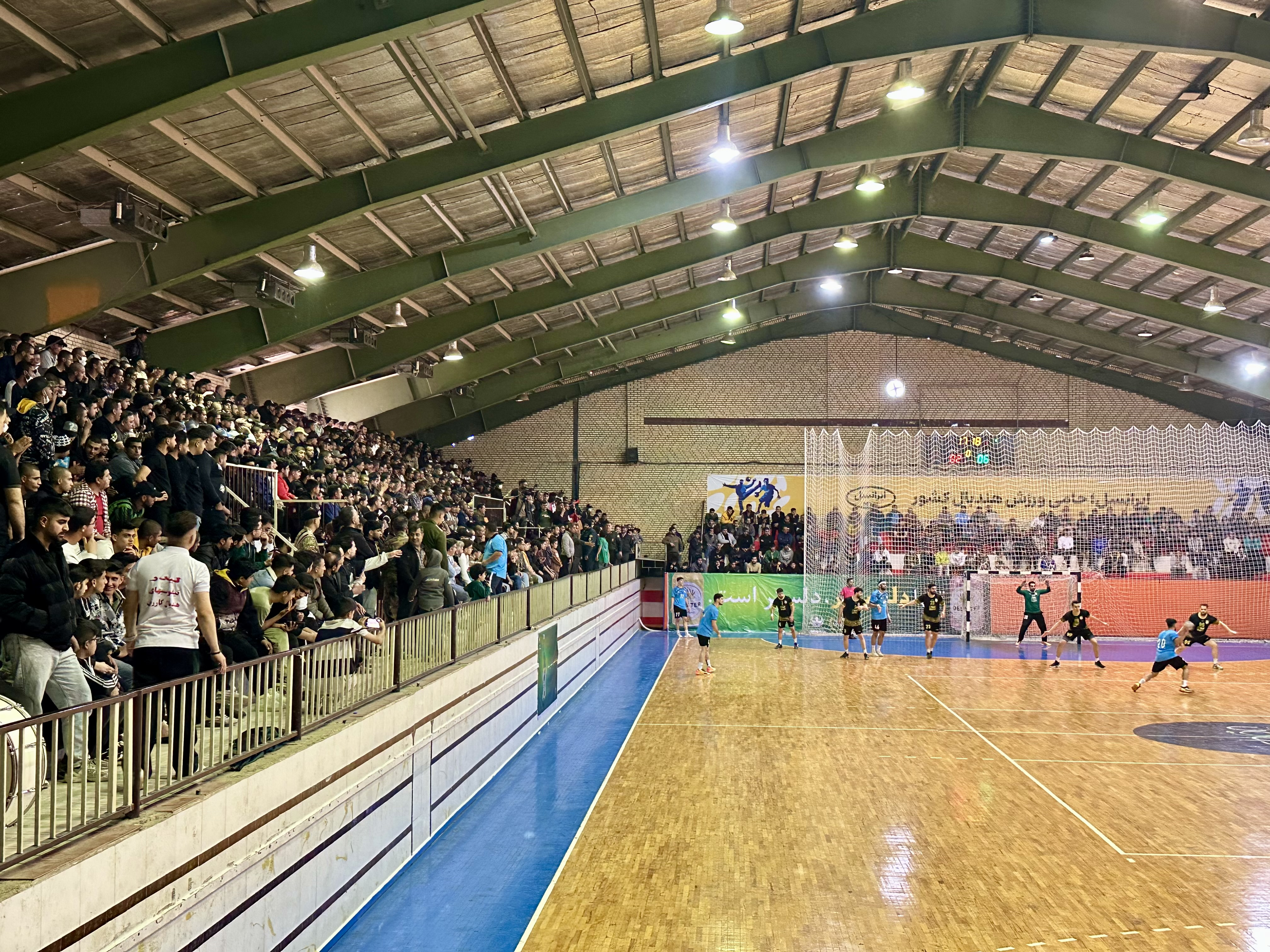
نیروی زمینی کازرون در لیگ برتر هندبال - بهمن ۱۴۰۳

مطرح‌ترین تیم‌های ورزشی کازرون در حال حاضر دو تیم نیروی زمینی کازرون در لیگ برتر هندبال مردان ایران و زاگرس جنوبی کازرون در لیگ برتر هندبال زنان ایران هستند. محل برگزاری بازی‌های خانگی این دو تیم، سالن ۲۵۰۰ نفری تختی (تالار هندبال کازرون) است. هندبال کازرون طی سالیان گذشته با نام‌های مختلفی در لیگ برتر مردان و زنان شرکت داشته است و سابقه چندین مقام قهرمانی و نایب‌قهرمانی و صعود به جام باشگاه‌های هندبال آسیا را نیز در کارنامه دارد.
تیم‌های هندبال مردان کازرون با وجود ۶ بار صعود به رقابت‌های جام باشگاه‌های آسیا، تنها دو بار در این رقابت‌ها حضور یافته‌اند و تیم‌های زنان نیز با وجود ۳ بار صعود، تاکنون در این رقابت‌ها حضور نداشته‌اند که عمدتاً به علت مشکلات مالی بوده است.

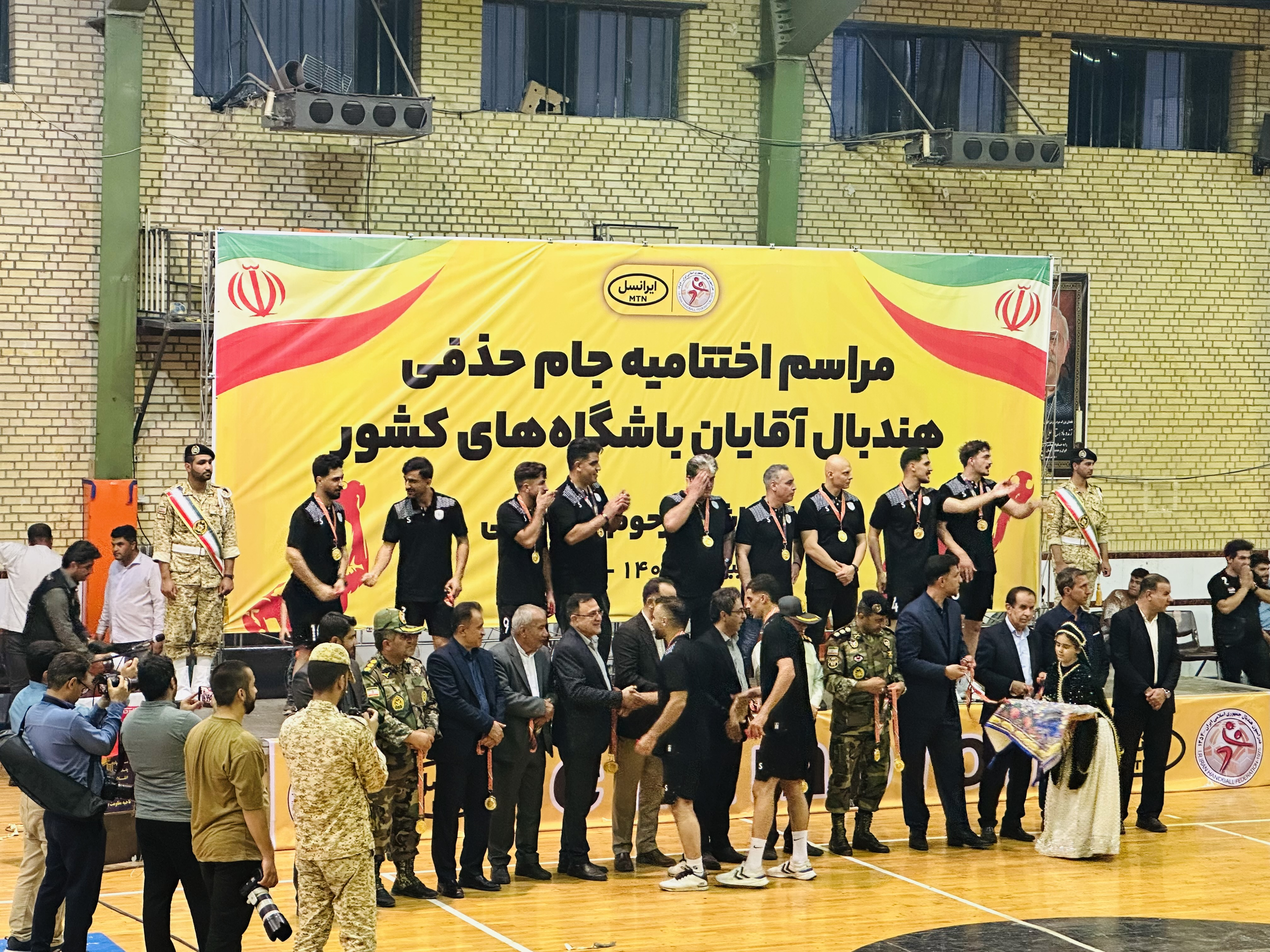
مراسم قهرمانی و اهدای مدال تیم نیروی زمینی کازرون در جام حذفی هندبال - اردیبهشت ۱۴۰۴

بهترین عناوین تیم‌های هندبال مردان کازرون در لیگ برتر
| نام تیم                       | سال  | مقام | وضعیت                      |
| ----------------------------- | ---- | ---- | -------------------------- |
| شهرداری کازرون                | ۱۳۹۶ | دوم  | صعود به جام باشگاه‌های آسیا |
| نیروی زمینی شهید شاملی کازرون | ۱۳۹۸ | دوم  | صعود به جام باشگاه‌های آسیا |
| نیروی زمینی شهید شاملی کازرون | ۱۳۹۹ | اول  | صعود به جام باشگاه‌های آسیا |
| نیروی زمینی شهید شاملی کازرون | ۱۴۰۰ | دوم  | صعود به جام باشگاه‌های آسیا |
| نیروی زمینی شهید شاملی کازرون | ۱۴۰۱ | دوم  | صعود به جام باشگاه‌های آسیا |
| نیروی زمینی شهید شاملی کازرون | ۱۴۰۲ | دوم  | صعود به جام باشگاه‌های آسیا |
| نیروی زمینی کازرون            | ۱۴۰۳ | سوم  | -                          |

بهترین عناوین تیم‌های هندبال مردان کازرون در جام حذفی
| نام تیم            | سال  | مقام | وضعیت                      |
| ------------------ | ---- | ---- | -------------------------- |
| نیروی زمینی کازرون | ۱۴۰۴ | اول  | صعود به جام باشگاه‌های آسیا |

حضور تیم‌های هندبال مردان کازرون در جام باشگاه‌های آسیا
| نام تیم                       | سال  | مقام | میزبان        |
| ----------------------------- | ---- | ---- | ------------- |
| نیروی زمینی شهید شاملی کازرون | ۲۰۲۱ | نهم  | عربستان سعودی |
| نیروی زمینی شهید شاملی کازرون | ۲۰۲۳ | هشتم | ایران         |

بهترین عناوین تیم‌های هندبال زنان کازرون در لیگ برتر
| نام تیم            | سال  | مقام | وضعیت                      |
| ------------------ | ---- | ---- | -------------------------- |
| شهید شاملی کازرون  | ۱۳۹۸ | دوم  | صعود به جام باشگاه‌های آسیا |
| شهید شاملی کازرون  | ۱۳۹۹ | دوم  | صعود به جام باشگاه‌های آسیا |
| شهید شاملی کازرون  | ۱۴۰۰ | سوم  | -                          |
| شهید شاملی کازرون  | ۱۴۰۱ | دوم  | صعود به جام باشگاه‌های آسیا |
| زاگرس جنوبی کازرون | ۱۴۰۲ | سوم  | -                          |

### مجموعه‌های ورزشی
ورزشگاه شهدای کازرون به عنوان یکی از بزرگ‌ترین مجموعه ورزشی غرب فارس، محل اصلی برگزاری مسابقات تیم‌های ورزشی کازرون است. مجموعه‌های ورزشی دیگری نیز با تمرکز بر رشته‌های مختلف ورزشی در سطح کازرون وجود دارند.

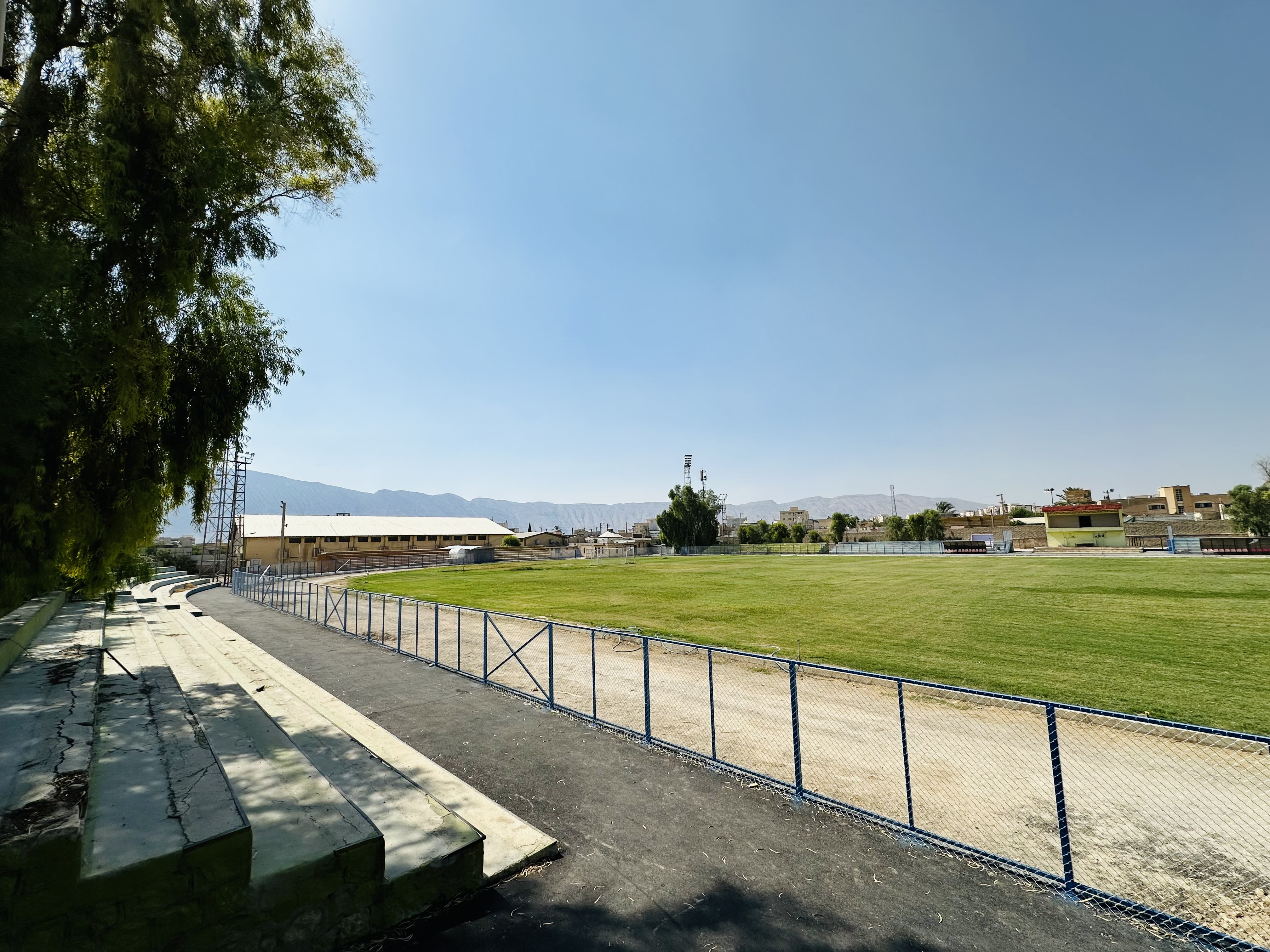
ورزشگاه شهدای کازرون
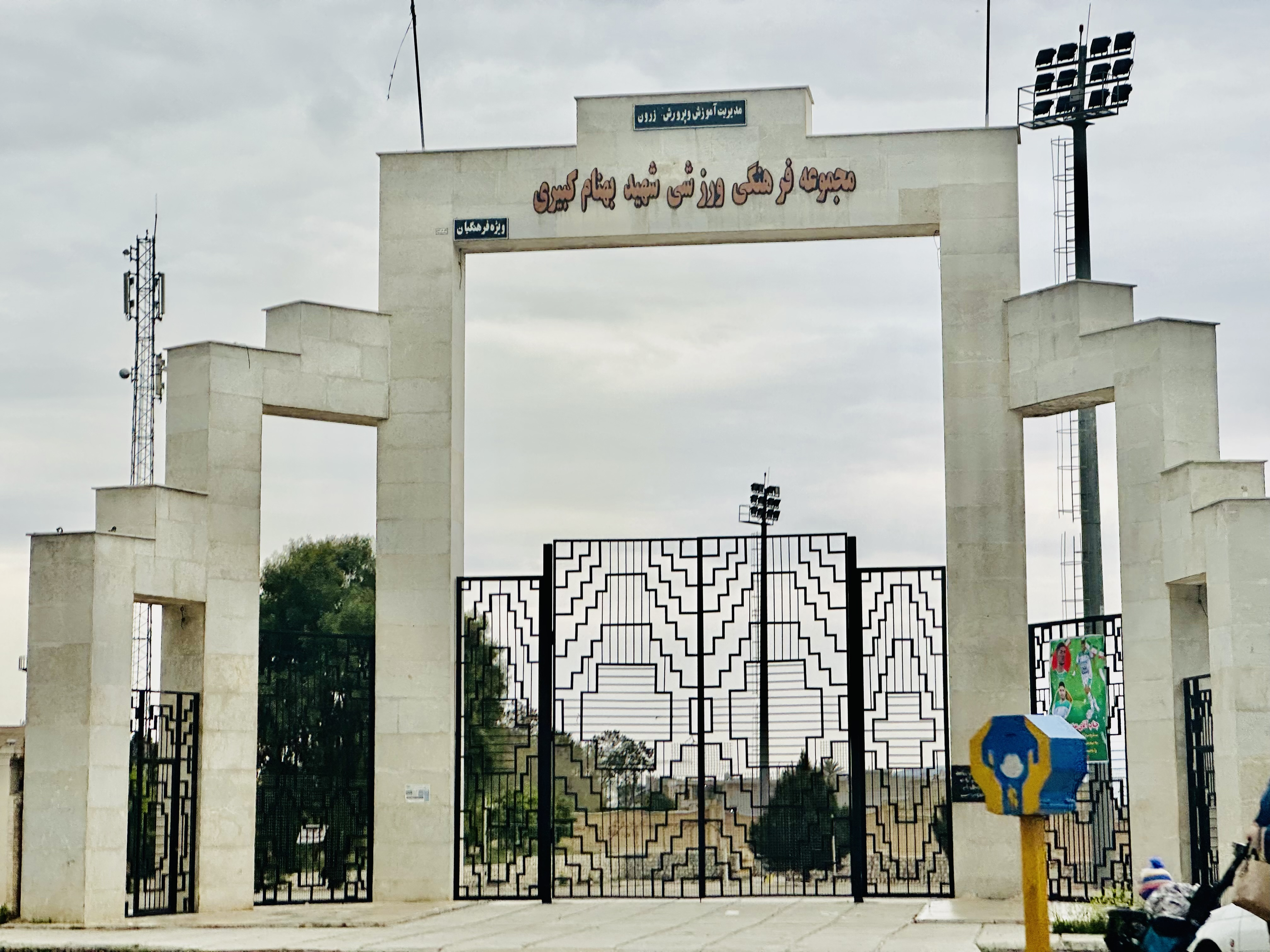
یک مجموعه ورزشی در کازرون

### ورزشکاران
از ورزشکاران مشهور کازرون می‌توان به این افراد اشاره کرد:
- داوود توکلی، رئیس کمیته داوران کنفدراسیون هندبال آسیا، ناظر ارشد فنی هندبال المپیک لندن، دارنده مدال طلای افتخاری المپیک لندن.
- امین متوسل‌زاده، فوتبالیست.
- مهدی لیموچی، فوتبالیست.
- مهدی رجب‌زاده، فوتبالیست.
- محمد ابراهیمی، فوتبالیست.
- علی رحیمی کازرونی، هندبالیست تیم ملی.
- آدام جمیلی (از نسب مادری)، دارنده مدال طلای المپیک لندن در دو و میدانی، فوتبالیست سابق تیم چلسی.

## مراکز نظامی
پادگان نظامی تیب تکاور امام سجاد روبروی میدان امام حسین واقع شده است و آموزش ۰۷ ارتش روبروی پمپ بنزین واقع شده است و همچنین آمادگاه شهید چمران روبروی مسجد ابوالفضل فرهنگ شهر واقع شده است.و نیز پادگان امام رضا سپاه در روستا بهرام آباد واقع شده استپادگان پشتیبانی تنگ چوگان هم در شهرستان کازرون و بخش مرکزی و دهستان شاپور استان فارس واقع می‌باشد

## ترابری

### جاده‌های مواصلاتی
کازرون در مسیر مواصلاتی شمال به جنوب کشور واقع شده و دارای سه ورودی و خروجی اصلی در سه سمت شرق، جنوب شرق و غرب و همچنین چهار خروجی فرعی است. پروژه احداث تونل محرم و راه‌های دسترسی، مهم‌ترین پروژه راهسازی فعال در کازرون محسوب می‌شود.

شهر کازرون در این جهت از طریق محور کازرون - دشت‌ارژن به مرکز کشور و شهرهای شیراز، اصفهان و تهران متصل می‌شود. این مسیر همچنین توریستی بوده و از میانه جنگل دشت برم و حاشیه دریاچه پریشان عبور می‌کند و یکی از زیباترین جاده‌های کشور به‌شمار می‌رود.

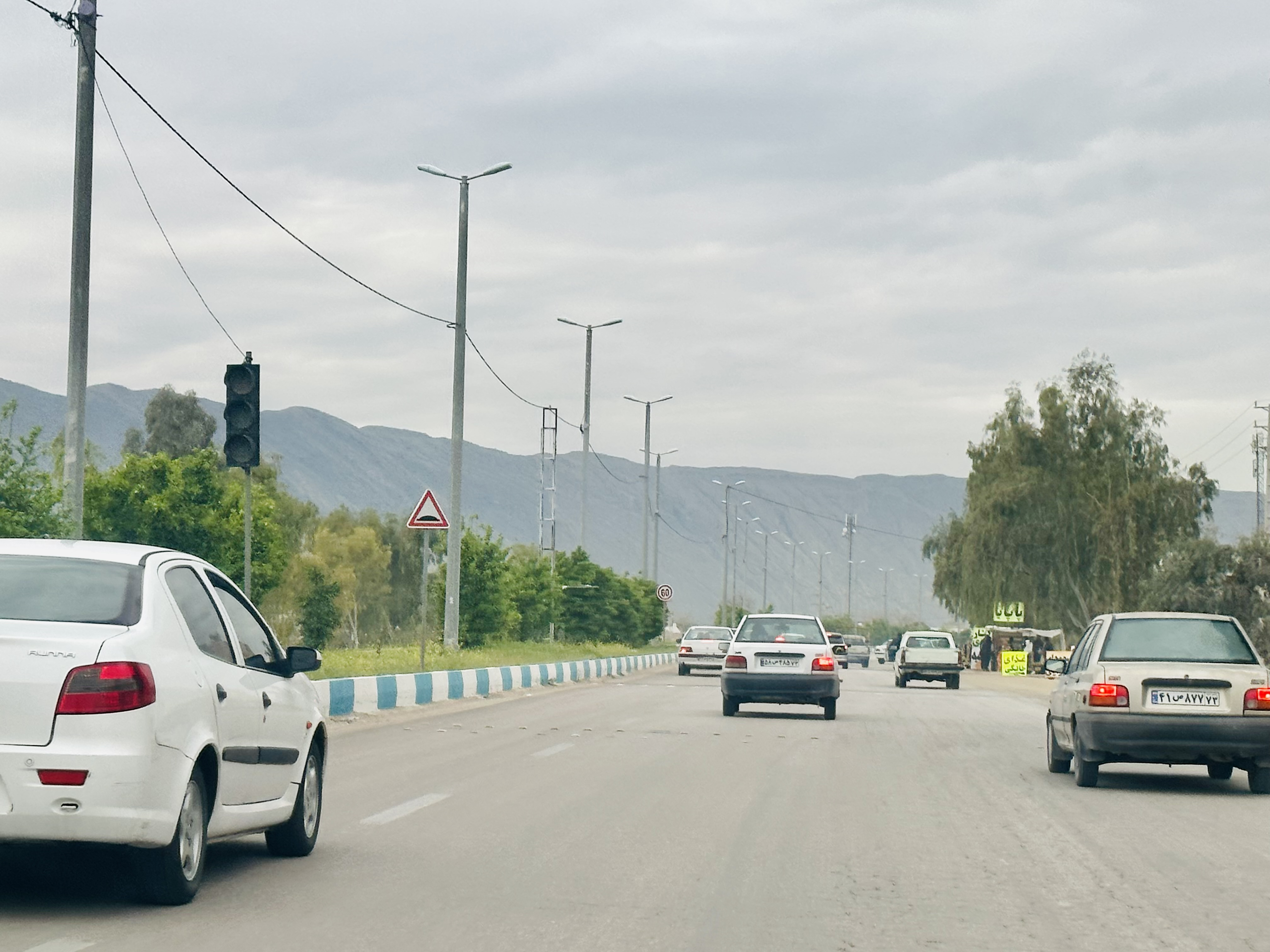
بلوار پریشان، ورودی شرقی کازرون
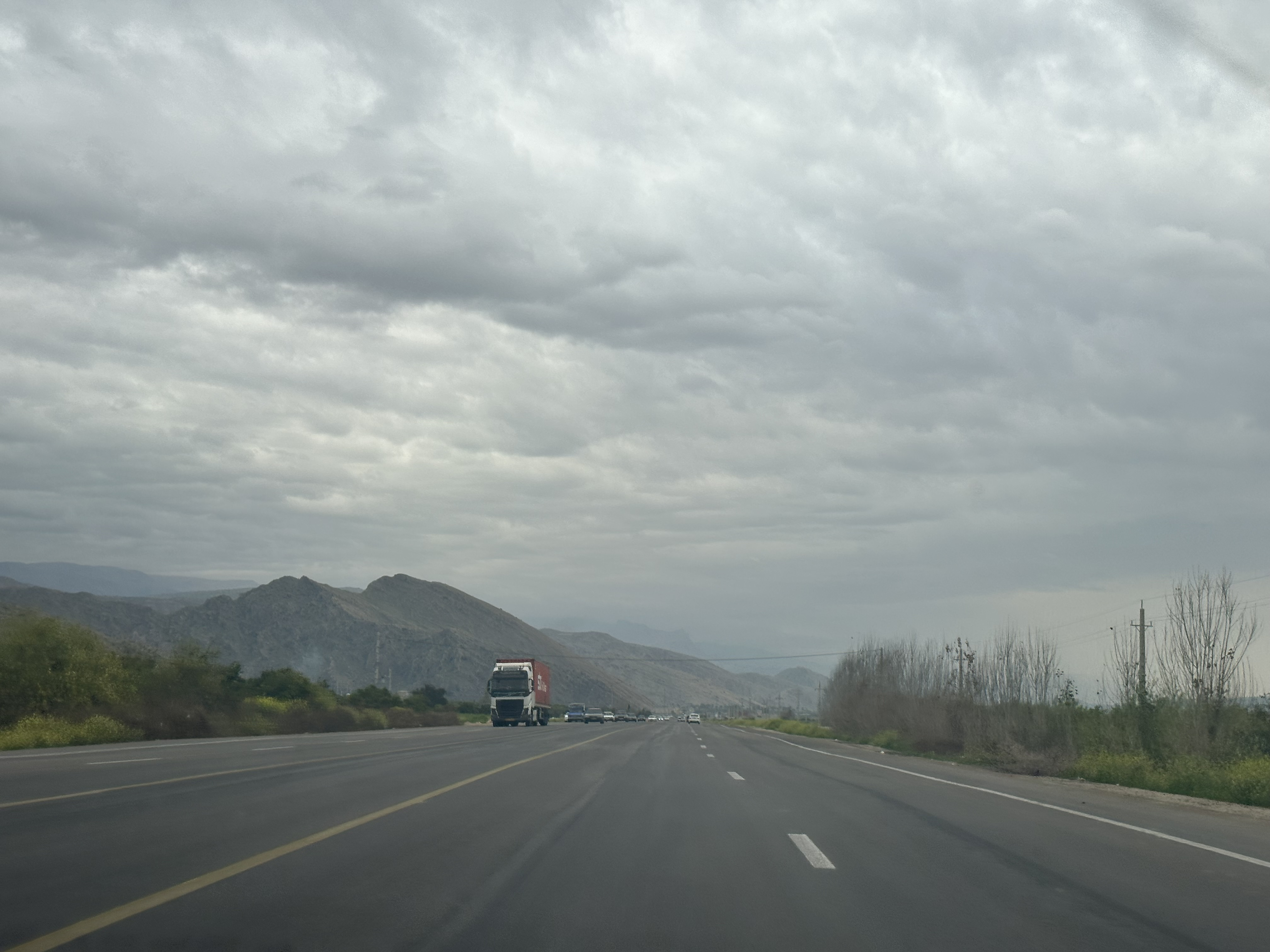
خروجی شرقی کازرون

شهر کازرون در این جهت از طریق محور کازرون - قائمیه و کازرون - دوراهی راهدار به شهرستان‌های شمال غرب فارس و استان‌های خوزستان، کهگیلیویه و بویراحمد و بوشهر متصل می‌شود. بخشی از این مسیر از میان شهر باستانی بیشاپور و تنگ چوگان که از آثار جهانی ثبت‌شده در یونسکو می‌باشد، عبور می‌کند.

شهر کازرون در این جهت از طریق محور کازرون - بالاده به شهرستان‌های جنوب غرب فارس و استان‌های هرمزگان و بوشهر متصل می‌شود.

پروژه احداث تونل محرم و راه‌های دسترسی در سال ۱۳۸۸ در محور کازرون - کنارتخته آغاز شد و همچنان ادامه دارد. این پروژه دسترسی شهر کازرون به جنوب کشور را تسهیل کرده و می‌تواند بخشی از ترافیک عبوری مسیر شمال به جنوب کشور را روانه این شهر کند.

کازرون همچنین دارای ۴ خروجی فرعی می‌باشد که دو خروجی به سمت روستای دوان، یک خروجی به سمت روستای قلعه‌سید و یک خروجی به سمت روستای گلستان است.

### پایانه مسافربری
پایانه مسافربری شهرسبز وابسته به شهرداری کازرون در این شهر مشغول به فعالیت است.

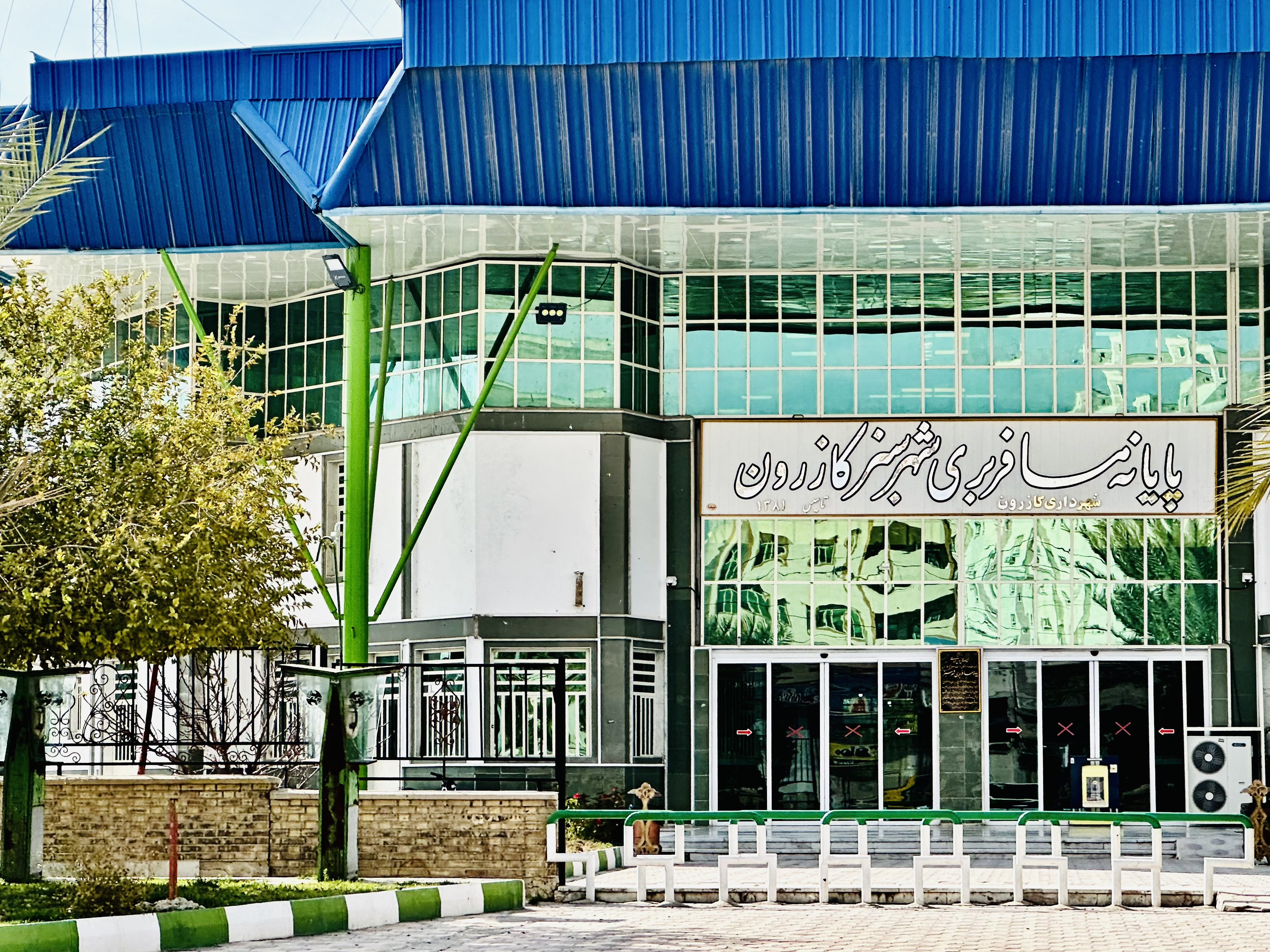
پایانه مسافربری شهرسبز واقع در بلوار شهید خرسند

### حمل و نقل درون‌شهری
در حال حاضر ۲۲ دستگاه اتوبوس و ۳ دستگاه مینی‌بوس تحت نظارت سازمان مدیریت حمل و نقل شهرداری کازرون، مشغول خدمات‌رسانی به شهروندان کازرون و حومه هستند.

## اقتصاد

### بازار
بازار تاریخی بزرگ کازرون از قطب‌های تجاری جنوب کشور در قرون پس از اسلام بوده است. اکنون نیز این بازار و سایر مراکز تجاری کازرون، قطب تجاری غرب فارس است و نیازهای عمده مردم این منطقه را پوشش می‌دهد.

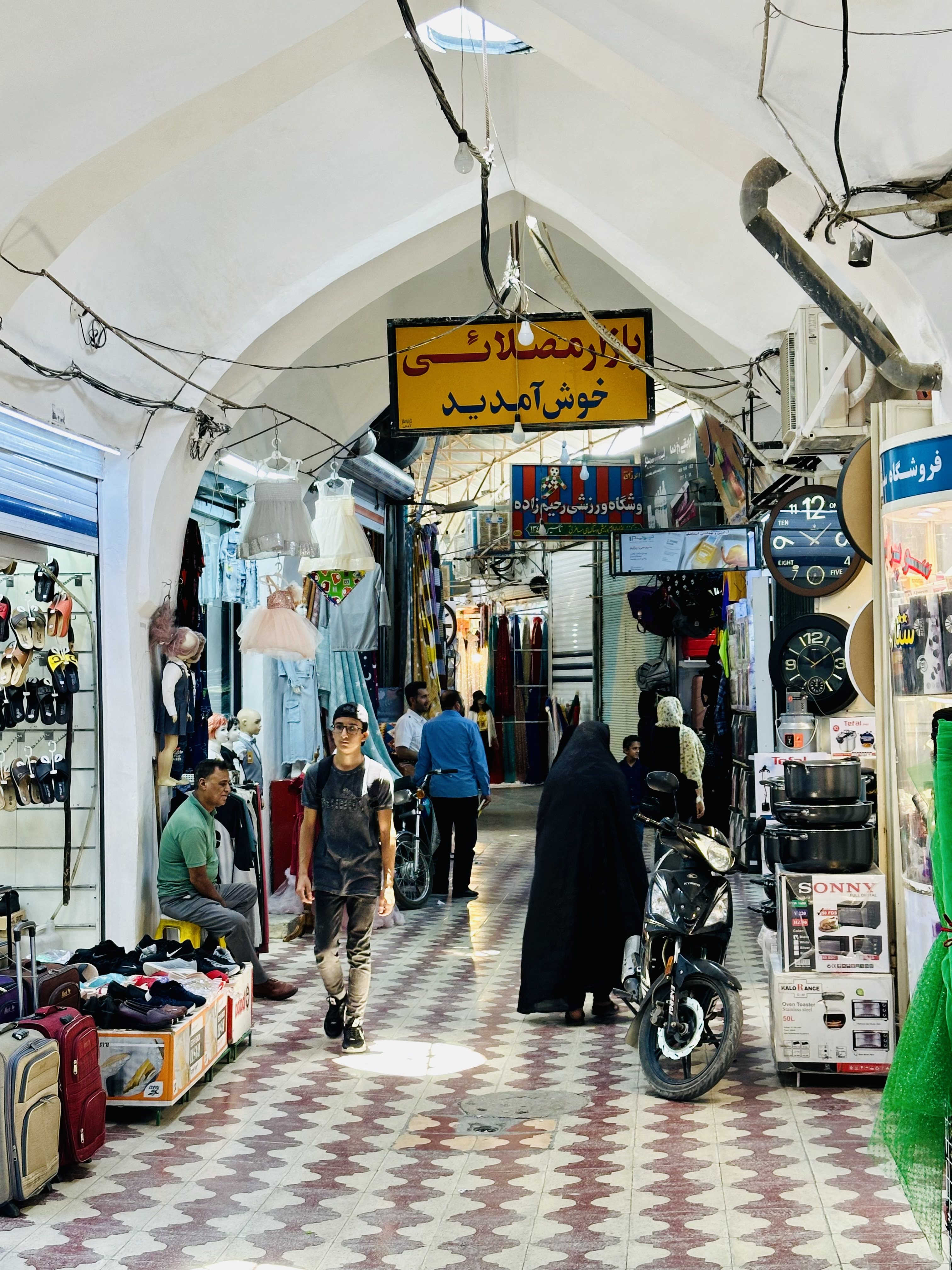
بازار بزرگ کازرون
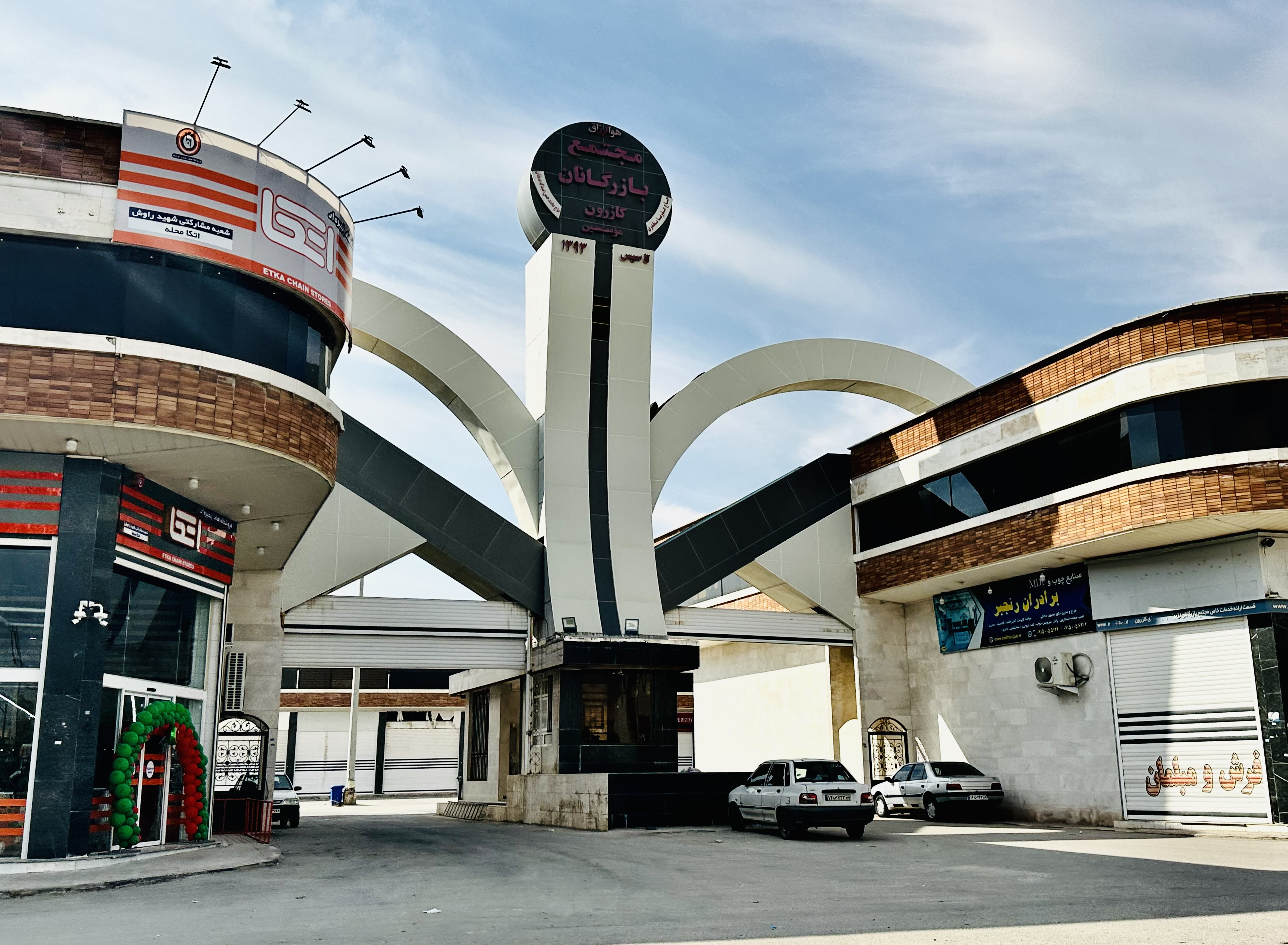
یک مجتمع تجاری در کازرون

### صنعت
از زیرساخت‌ها و واحدهای صنعتی بزرگ کازرون می‌توان به موارد زیر اشاره کرد:

#### منطقه ویژه اقتصادی و گمرک کازرون
منطقه ویژه اقتصادی کازرون به مساحت ۱۸۳ هکتار در ۱٫۵ کیلومتری شمال شهر کازرون قرار گرفته است. تاکنون ۷ قرارداد بزرگ سرمایه‌گذاری در این منطقه ویژه اقتصادی منعقد شده است. گمرک کازرون نیز در این منطقه ویژه اقتصادی مستقر است و امکان صادرات و واردات به سایر نقاط جهان را فراهم کرده است.

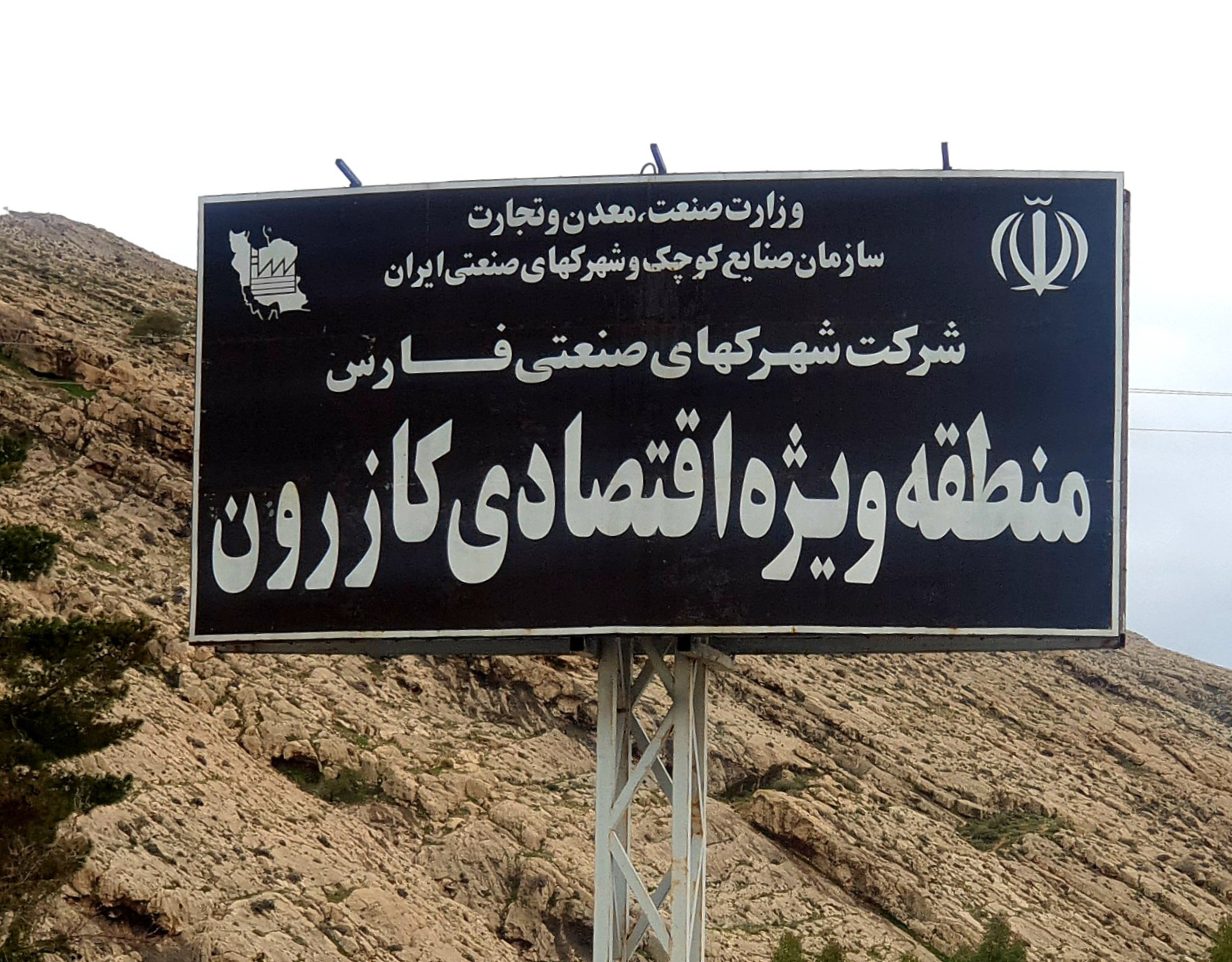
منطقه ویژه اقتصادی کازرون

#### میدان نفتی خشت
عملیات اجرایی برای راه‌اندازی میدان نفتی خشت و کنارتخته هم‌اکنون در حال انجام است. این میدان در ۵۰ کیلومتری شهر کازرون در جوار شهر کنارتخته واقع شده است و دارای یک میلیارد و ۵۳ میلیون بشکه نفت درجا می‌باشد.

#### ناحیه صنعتی شهید مصلحیان کازرون
این ناحیه صنعتی در ۱۱ کیلومتری غرب شهر کازرون واقع شده و دارای ۴۸ هکتار زمین صنعتی است. هم‌اکنون ۳۵ واحد تولیدی و صنعتی با اشتغال‌زایی ۶۰۰ نفر در این ناحیه صنعتی فعال هستند.

#### پتروشیمی کازرون
عملیات ساخت مجتمع پتروشیمی کازرون در سال ۱۳۸۷ با هدف تولید محصولات پلی‌اتیلن آغاز شد. این پتروشیمی در ۳۴ کیلومتری جنوب شرقی شهر کازرون و در بخش جره و بالاده واقع شده است. این پروژه در حال حاضر همانند بسیاری از پتروشیمی‌های دیگر منطقه فارس متوقف شده است.

#### نیروگاه سیکل ترکیبی کازرون
نیروگاه سیکل ترکیبی کازرون واقع در ۵ کیلومتری جنوب شرقی شهر کازرون، سومین نیروگاه سیکل ترکیبی بزرگ کشور با ظرفیت تولید ۱۳۷۳ مگاوات است.

### کشاورزی
کازرون از قطب‌های کشاورزی کشور به‌شمار می‌آید و بسیاری از محصولاتش به کشورهای دیگر صادر می‌گردد.

#### میادین میوه و تره‌بار
در کازرون دو میدان بزرگ میوه و تره‌بار وجود دارد که بخش عظیمی از میوه و تره‌بار جنوب کشور را تأمین می‌کند.
میادین میوه و تره‌بار کازرون
‏
| نام میدان      | موقعیت مکانی                       |
| -------------- | ---------------------------------- |
| امام حسین      | میدان بیشاپور - بلوار شهید سلیمانی |
| شهرداری کازرون | بلوار شهید خرسند                   |

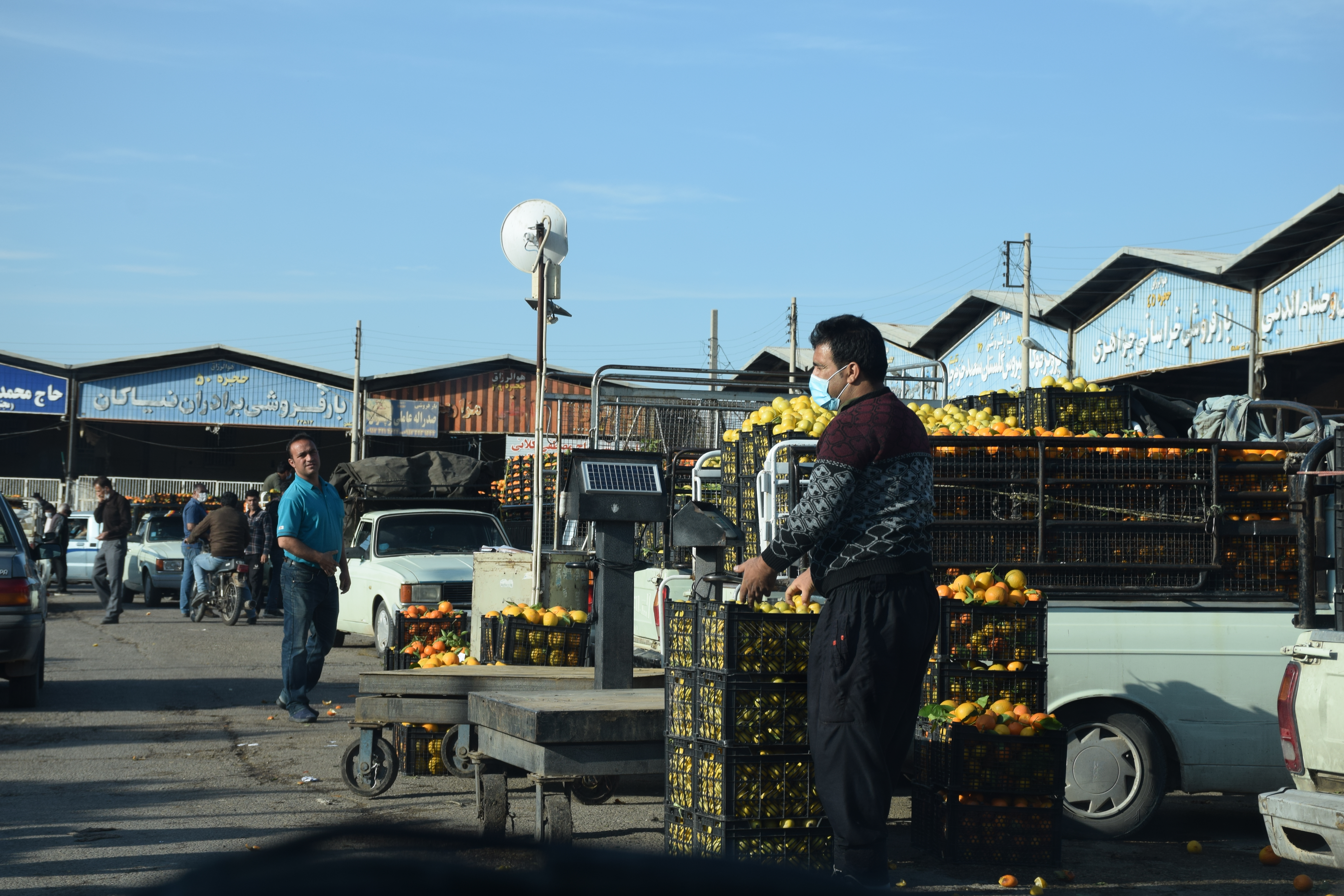
میدان میوه و تره‌بار امام حسین

#### سردخانه‌ها
شهرستان کازرون درمجموع دارای ۳۶ واحد سردخانه برای ذخیره محصولات کشاورزی است.

#### سیلوی گندم کازرون
سیلوی بزرگ ۵۰ هزار تنی ذخیره گندم کازرون در ۴ کیلومتری غرب کازرون واقع شده است.

### ذخایر آبی

#### سد نرگسی
سد نرگسی یکی از سدهای بزرگ در دست ساخت وزارت نیرو در ۴۵ کیلومتری جنوب شرقی شهر کازرون و در بخش جره و بالاده است. هدف از ساخت این سد، کنترل و مهار سیلاب، تأمین آب کشاورزی ۱۲ هزار هکتار اراضی پایین دست، تأمین آب شرب منطقه و آب صنعت شهرستان‌های کازرون و فراشبند از جمله آب مورد نیاز پتروشیمی کازرون و منطقه صنعتی زاگرس جنوبی، احیاء دریاچه پریشان، تأمین آب زیست‌محیطی و تولید انرژی برقابی به میزان ۴۸٫۳ گیگاوات ساعت در سال است.

#### تصفیه‌خانه فاضلاب کازرون
تصفیه‌خانه فاضلاب شهری کازرون با ظرفیت کنونی تصفیه ۱۷۱۰۰ مترمکعب آب در شبانه‌روز در جنوب شهر کازرون واقع شده است. عملیات توسعه شبکه فاضلاب شهری کازرون نیز هم‌اکنون در حال انجام است.

### پارچه‌ها و محصولات کازرون قدیم
کازرون روزگاری یکی از مراکز معروف پارچه بافی بوده و پارچه‌های خود را به بیشتر کشورهای دنیا صادر می‌کردند که «توزی» نام داشته است. یکی از علل معروف شدن این کالا نزدیکی با بندر بوشهر بوده است، چون تاجران و قافله‌های زیادی دررفت‌وآمد بوده‌اند که این کالا را به خارج از کشور و سایر نقاط ایران بفرستند.

### خوراکی‌های سنتی کازرون
از خوراکی‌های سنتی کازرون می‌توان به کباب، دمپخت کازرون، آش سنتی کازرون (آش بازاری)، آشکارده، آش نار بادمجان، آش شله قلم کار، پلو بابونه، چنگال، خورشت قورمه کلم بادنجان، لَلَک، آش آخورک (بادام کوهی) و چند خوراک دیگر اشاره کرد.

### ره‌آورد
از ره‌آوردهای کازرون می‌توان به ترشی گلک و موسیر و ترشی کِوِرَک، مسقطی کازرون، رب انار، ارده (روغن کنجد)، گل نرگس، خرما، رطب، خارک، نارنج، بلوط، بنه، گوجه، زیتون، عرقیات و بسیاری دیگر اشاره نمود.

## سیاست
کازرونی‌ها همواره در سیاست ایران نقش مهمی ایفا نموده‌اند. از پایتختی بیشاپور در زمان ساسانیان تا نخستین مسلمان ایرانی سلمان فارسی که از این دیار بوده، تا دلاوری‌های ناصر دیوان کازرونی و همرزمان وی و انتشار اولین روزنامه ایران توسط میرزا محمدصالح کازرونی و اعلام حکومت نظامی در این شهر در دوران حکومت محمد رضا شاه پهلوی و ۱۱۰۰ کشته جمهوری اسلامی.
پس از انقلاب نیز شخصیت‌های مشهور سیاسی چون محمد سلیمانی (وزیر ارتباطات)، غلامحسین نوذری (وزیر نفت)، شاهین محمدصادقی (عضو هیئت رئیسه مجلس)، محمد حسین شریعتمدار (معاون وزیر کشاورزی)، سراج‌الدین کازرونی (وزیر بازرگانی)، فریدون عباسی دوانی (معاون رئیس‌جمهور و رئیس سابق سازمان انرژی اتمی ایران)، اسدالله ایمانی (امام جمعه سابق شیراز) و چهره‌های سیاسی دیگری چون، محمدباقر باقری‌نژادیان‌فرد، رجبعلی طاهری (استاندار تهران) و بسیاری دیگر اهل این شهر بوده‌اند.

### فرمانداری
فرمانداری شهرستان کازرون به عنوان نهمین فرمانداری فارس در سال ۱۳۲۵ تأسیس شد. ساختمان آن در بلوار ارتش قرار گرفته است. در سال‌های اخیر شهرستان‌های ممسنی، رستم و کوه‌چنار از کازرون جدا و مستقل شدند و بخش ارژن نیز به شهرستان شیراز پیوست.
فرمانداری کازرون در ۱۰ مهر ۱۳۹۸ همزمان با ایجاد شهرستان کوه‌چنار، به فرمانداری ویژه ارتقا یافت. کازرون و مرودشت چهارمین و پنجمین شهرستان‌های فارس بعد از شهرستان‌های لارستان و جهرم و فسا بودند که دارای فرمانداری ویژه شدند.

### شهرداری
شهرداری کازرون در سال ۱۳۱۰ به عنوان هفتمین شهرداری استان فارس تشکیل شد. شهرداری کازرون دارای شهرداری درجه ۹ می‌باشد و از این نظر، پس از شهرداری شیراز در کنار مرودشت و جهرم رتبه دوم را در استان داراست. شهرداری کازرون دارای دو سازمان وابسته به نام‌های مدیریت حمل و نقل و آتش‌نشانی و خدمات ایمنی است.

## بهداشت و درمان
بزرگانی چون علامه قطب الدین کازرونی، علامه سدیدالدین کازرونی، شرف الدین زکی بوشکانی، جمال الدین مرشدی، ابراهیم نادری کازرونی، شیخ‌الحکماء کازرونی، محمد شفیع کازرونی، مجدالاطباء کازرونی و بسیاری دیگر در زمان‌های گذشته و بزرگانی چون محمدتقی میر (استاد مشهور دانشگاه علوم پزشکی شیراز)، رضا ملک‌زاده (وزیر سابق بهداشت و رئیس سابق دانشگاه‌های علوم پزشکی تهران و شیراز) و شاهین محمدصادقی (رئیس دانشگاه علوم پزشکی شهید بهشتی) در زمان حال و بسیاری دیگر، حکایت از تاریخ کهن پزشکی در این منطقه می‌کند.

### ساختار سازمانی
شبکه بهداشت و درمان کازرون بالاترین مرجع تأمین سلامت در شهرستان کازرون است که زیر نظر دانشگاه علوم پزشکی شیراز فعالیت می‌کند.
پیش از انقلاب اسلامی دو بیمارستان بهبهانی و پهلوی در شهر کازرون فعال بودند که اکنون هر دوی آن‌ها غیرفعال است.
در حال حاضر دو بیمارستان با مجموع ۲۸۶ تخت‌خواب و چندین درمانگاه و مرکز درمانی در شهر کازرون فعال هستند.

### نظام پزشکی کازرون
سازمان نظام پزشکی کازرون در حال حاضر دارای ۷۴۸ عضو از کازرون و شهرستان‌های اطراف می‌باشد. از این تعداد ۱۹۰ عضو در شهر کازرون مشغول به فعالیت هستند.

### بیمارستان‌ها
| نام بیمارستان | تأسیس | تعداد تخت‌خواب | نوع مرکز              | موقعیت مکانی       | وابستگی                                               |
| ------------- | ----- | ------------- | --------------------- | ------------------ | ----------------------------------------------------- |
| ولی‌عصر        | ۱۳۷۵  | ۱۷۴           | عمومی درمانی          | خیابان باهنر شمالی | دانشگاه علوم پزشکی شیراز                              |
| امام علی      | ۱۴۰۱  | ۱۱۲           | عمومی آموزشی - درمانی | میدان بیشاپور      | دانشگاه آزاد اسلامی کازرون - دانشگاه علوم پزشکی شیراز |

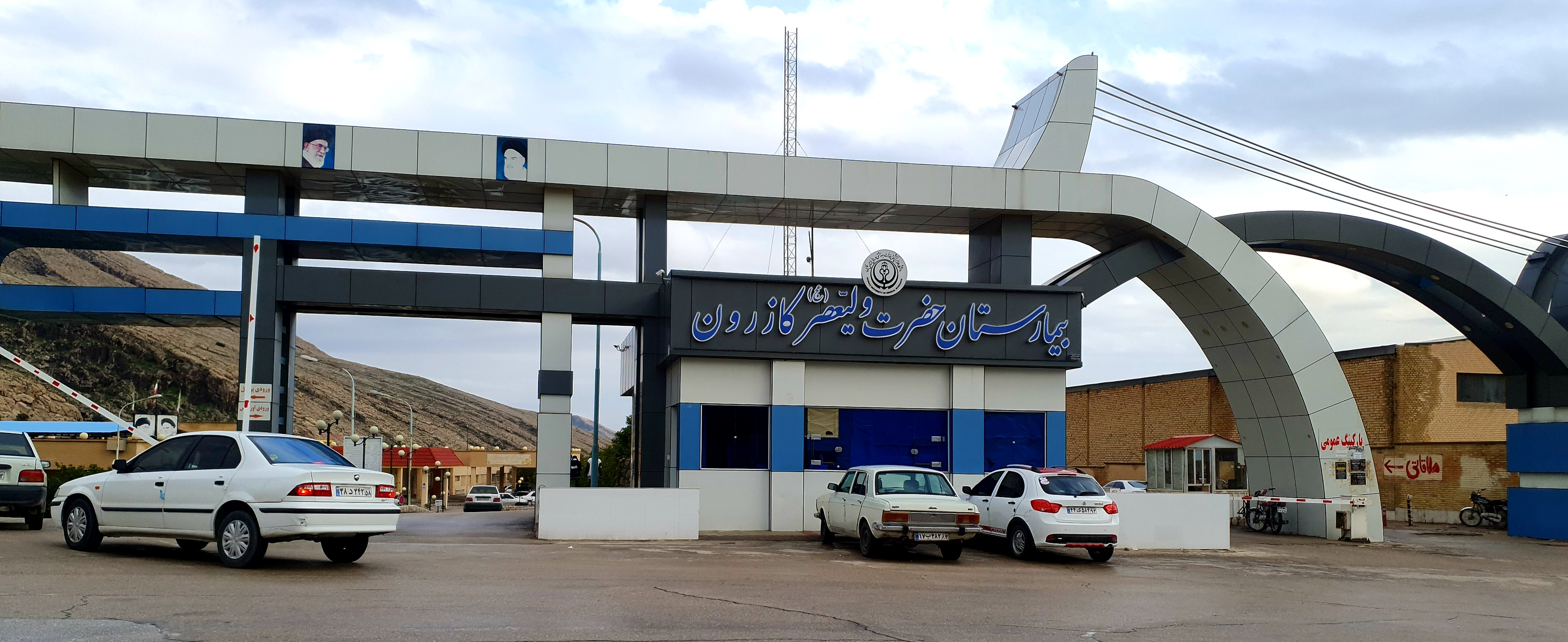
بیمارستان ولی‌عصر
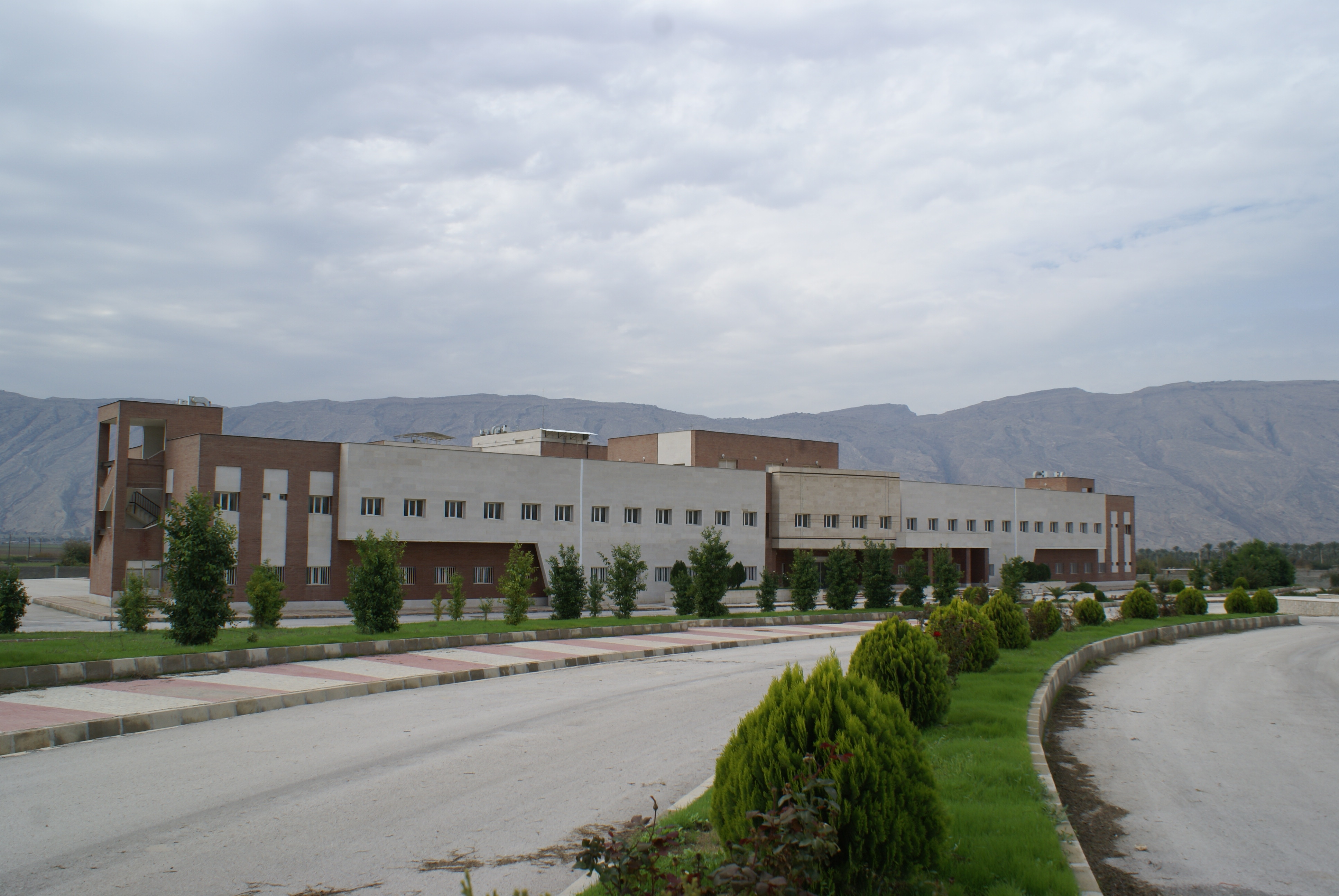
بیمارستان امام علی

#### پروژه‌های بیمارستانی
سومین و بزرگ‌ترین بیمارستان کازرون با ۲۰۶ تخت‌خواب در جنوب شرقی شهر کازرون در حال احداث است. بنا به گفته معاون وزارت راه و شهرسازی به عنوان متولی ساخت این پروژه، ساختمان این بیمارستان تا پایان دولت سیزدهم تکمیل خواهد شد.

### درمانگاه‌ها و مراکز بهداشت شهری
فهرست درمانگاه‌های کازرون
| نام درمانگاه  | نوع مرکز          | موقعیت مکانی        | مالکیت               |
| ------------- | ----------------- | ------------------- | -------------------- |
| امام سجاد     | عمومی             | خیابان سلمان فارسی  | سازمان نیروهای مسلح  |
| تأمین اجتماعی | تخصصی و فوق تخصصی | خیابان شریعتی جنوبی | سازمان تأمین اجتماعی |
| شهدای بسیج    | عمومی             | خیابان شهدای شمالی  |                      |
| شهید آشتاب    | عمومی             | بلوار شهید خرسند    |                      |
| یاسمین        | تخصصی و فوق تخصصی | خیابان طالقانی      | خصوصی                |
| دکتر ترکاشوند | دندانپزشکی        | خیابان شهدای جنوبی  | خصوصی                |
| پارسیان       | دندانپزشکی        | میدان شهدا          |                      |
| میترا         | دندانپزشکی        | میدان شهدا          | خصوصی                |
| امام رضا      | دندانپزشکی        | بلوار ارتش          | سازمان نیروهای مسلح  |

فهرست مراکز بهداشت شهری کازرون
| نام مرکز      | موقعیت مکانی         |
| ------------- | -------------------- |
| شیخ ابوتراب   | خیابان انقلاب شمالی  |
| ابواسحاق      | خیابان ابواسحاق شرقی |
| المهدی        | بلوار خرمشهر         |
| قدس           | بلوار قدس شمالی      |
| شهید اسماعیلی | خیابان طالقانی       |
| سعدی          | خیابان سعدی جنوبی    |
| شهید پیرویان  | خیابان طالقانی       |

### داروخانه‌ها
شهرستان کازرون دارای ۴۰ داروخانه می‌باشد که از این تعداد ۲۹ داروخانه روزانه خصوصی، ۶ داروخانه شبانه‌روزی خصوصی، ۳ داروخانه دولتی و ۲ داروخانه بیمارستانی است.

### اورژانس
اورژانس ۱۱۵ کازرون دارای ۲ پایگاه در شهر کازرون و ۷ پایگاه در حومه کازرون (مجموعاً ۹ پایگاه) می‌باشد. مرکز مدیریت حوادث و فوریت‌های پزشکی کازرون تحت نظر سازمان اورژانس فارس مشغول به فعالیت است.
فهرست پایگاه‌های شهری اورژانس کازرون
| نام پایگاه   | موقعیت مکانی |
| ------------ | ------------ |
| شهری شماره ۱ | میدان دوان   |
| شهری شماره ۲ | بلوار خرمشهر |

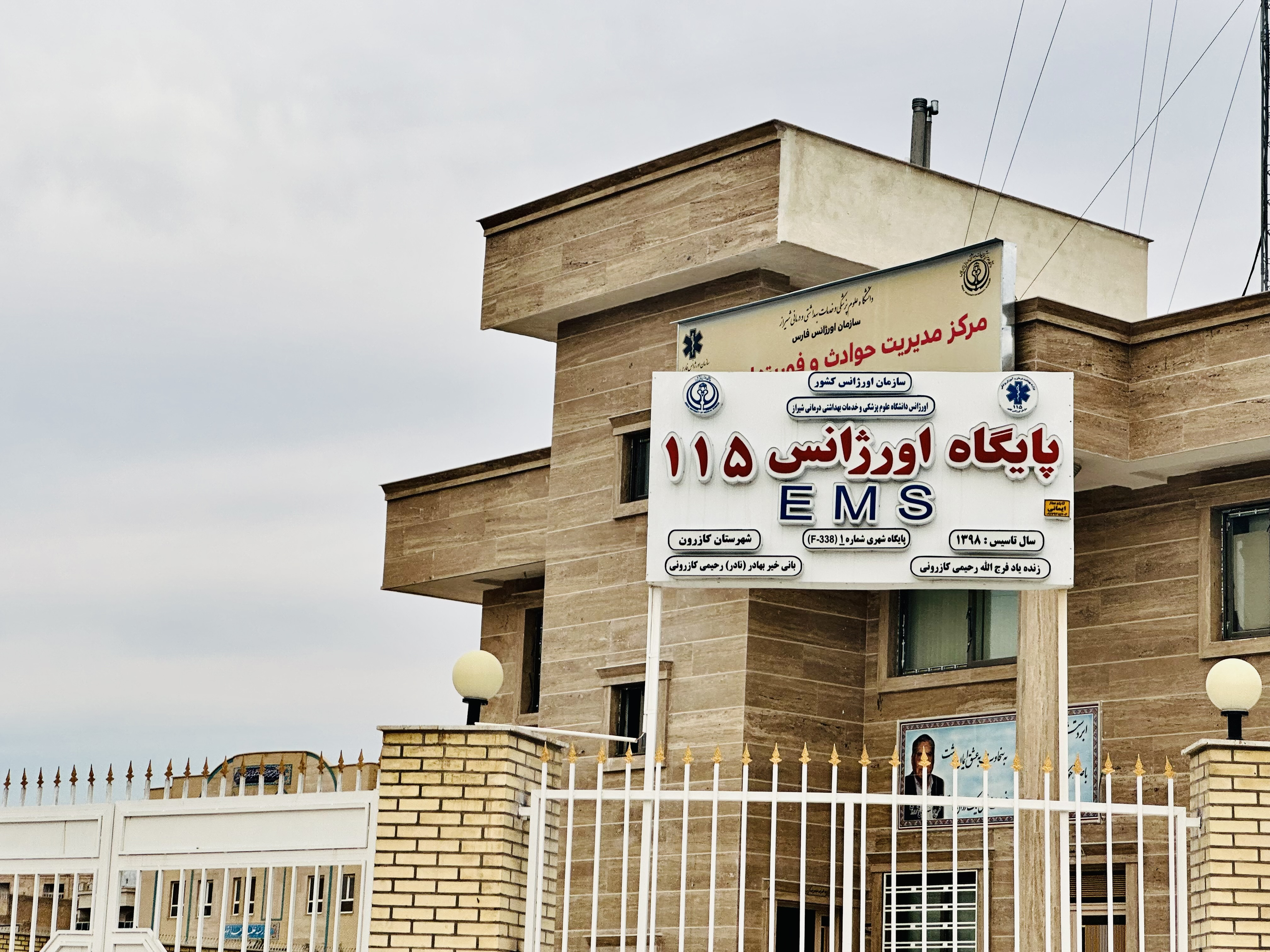
پایگاه اورژانس شهری شماره ۱ کازرون

## شهرهای خواهرخوانده
- تورینو، ایتالیا
- مدائن، عراق